# Kleidermode zur Zeit Ludwigs XIV.

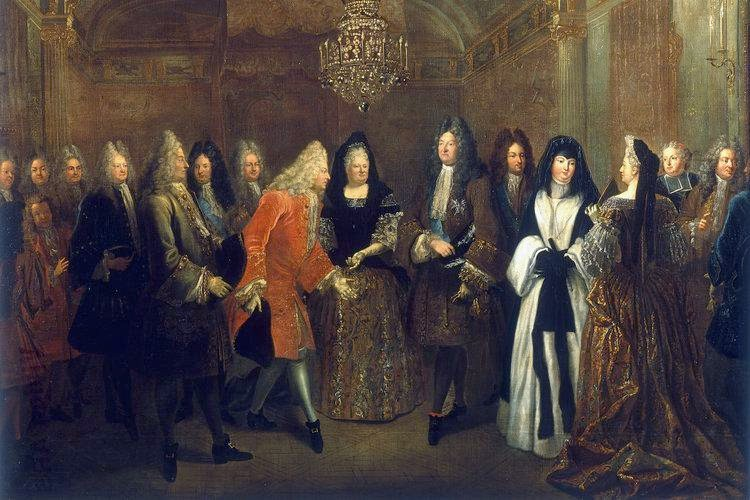
Louis de Silvestre: Ludwig XIV. empfängt den späteren König von Polen und Kurfürsten von Sachsen August III. in Versailles 1714, zwischen den beiden Liselotte von der Pfalz in großer Robe mit Brokat. Neben dem König steht die verwitwete Herzogin von Berry in einem schwarzen Trauergewand mit weißem Pelzbesatz.

In der Zeit Ludwigs XIV. (1638–1715) erlangte nach dem Dreißigjährigen Krieg ab etwa 1660 Frankreich die Vorherrschaft in Europa. Es wurde zum Vorbild auf allen möglichen Gebieten, in Wissenschaft, Architektur, Gartenbaukunst, Inneneinrichtung, Französisch wurde für Jahrhunderte die Sprache der kultivierten, gebildeten Schichten und der Aristokratie. Auch hinsichtlich Sitten und Mode war der Hof in Versailles für fast alle Länder tonangebend.
In puncto Kleidung und Frisuren hatte Frankreich bereits in den Jahrzehnten zuvor, während des Dreißigjährigen Krieges, einen eigenen Stil entwickelt und auch schon einen gewissen Einfluss ausgeübt. Doch wurde diese Vorherrschaft von Ludwig XIV. ganz bewusst und gezielt gefördert, nicht zuletzt aus merkantilen Interessen. Beispielsweise wurde die Produktion von Seide angeregt – die Stadt Lyon wurde für Jahrhunderte ein berühmtes Zentrum – und ebenso die Produktion von Spitzen, auf die bis dahin vor allem Venedig spezialisiert war.
Darüber hinaus wurden Journale gedruckt, in denen man Abbildungen der neuesten Moden aus Versailles sehen konnte – so z. B. der Recueil des modes de la cour de France –, und man kannte auch bereits Modepuppen, die als Anschauungsmaterial dienten und nach dem „letzten Schrei“ gekleidet regelmäßig an europäische Höfe und in die europäischen Hauptstädte versandt wurden.
Da Ludwig XIV. schon mit fünf Jahren auf den Thron kam und es sich um eine ziemlich lange Regentschaft handelte, blieb die Mode zwischen etwa 1650 und 1715 nicht völlig einheitlich, sondern es lassen sich wechselnde Moden für beide Geschlechter feststellen. Die Epoche lässt sich grob in eine frühe Phase bis etwa 1670, eine Übergangszeit von etwa 1670 bis 1680 und eine späte Phase von etwa 1680 oder 1685 bis 1715 untergliedern.

## Herrenmode

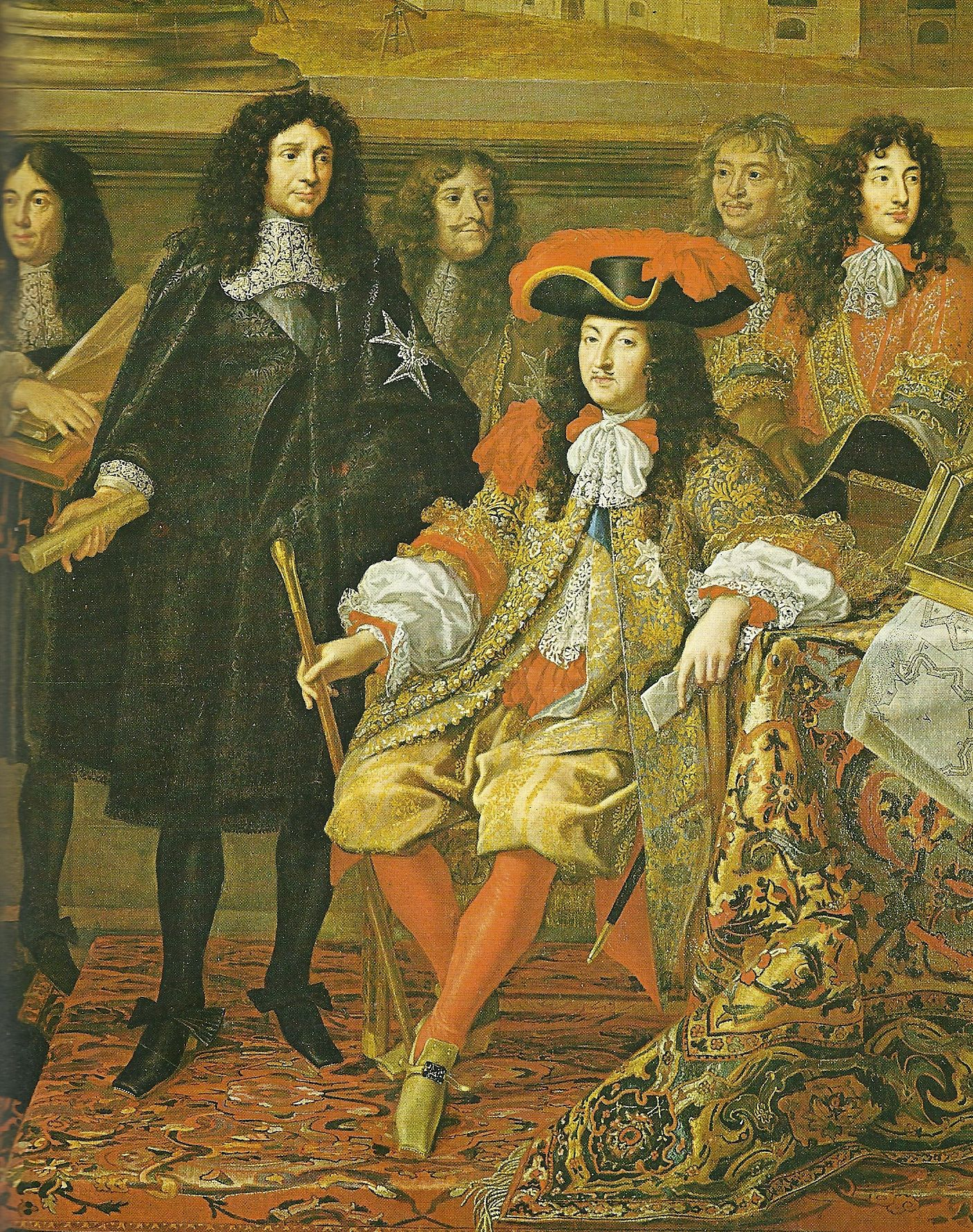
Henri Testelin: Ludwig XIV. mit Colbert in der 'Académie Royal des sciences' (Königliche Akademie der Wissenschaften), 1667 (Detail)

### Bis etwa 1670
Die Herrenmode dieser Epoche gilt aus der Sicht des 19. bis 21. Jahrhunderts und auch im Vergleich mit vorhergehenden Epochen als relativ feminin. Der König war selber in jeglicher Hinsicht die Mode-Ikone Nr. 1.
In der Jugendzeit des Sonnenkönigs zwischen etwa 1650 und 1670 trugen die Männer eine auffällig bunte, verspielte, paradiesvogelartige Kleidung: die Beinkleider nahmen die Form einer sehr weiten, knielangen Rockhose an, der sogenannten Rhingrave oder Rheingrafenhose, die um die Knie und um die Taille mit enormen Mengen von bunten Bändern und Schleifen aus Samt oder Seide geschmückt war, die man petite oye (Gänschen) nannte. Am Leib ein ganz kurzes offenes Wams – fast nach Art eines Boleros –, aus dem sowohl an den Ärmeln als auch vorne das bauschige Unterhemd hervorsah, das an Manschetten und am Kragen reichlich mit rieselnden Spitzen verziert war. Auch an Hals, Schultern und Ärmeln Bänder und Schleifen. Darüber entweder ein weiter Umhang oder ein weiter knielanger Mantel, und auf dem langen lockigen Haar ein federbesetzter Hut.
Die Unterschenkel waren mit Seidenstrümpfen bekleidet, dazu Schuhe mit (für Herrenmode) relativ hohen Absätzen, die beim König und bei Höflingen normalerweise rot waren, und auch oft mit einer Schleife als Zierde besetzt waren. Viele Herren verwendeten einen Spazierstock als Modeutensil, der auch wegen der hohen Absätze hilfreich war. Beim Reiten oder im Krieg trugen die Herren nach wie vor Stiefel, die jetzt aber nicht mehr ganz so ausladende Krempen hatten wie im Dreißigjährigen Krieg.

Herrenmode: ca. 1650-1670
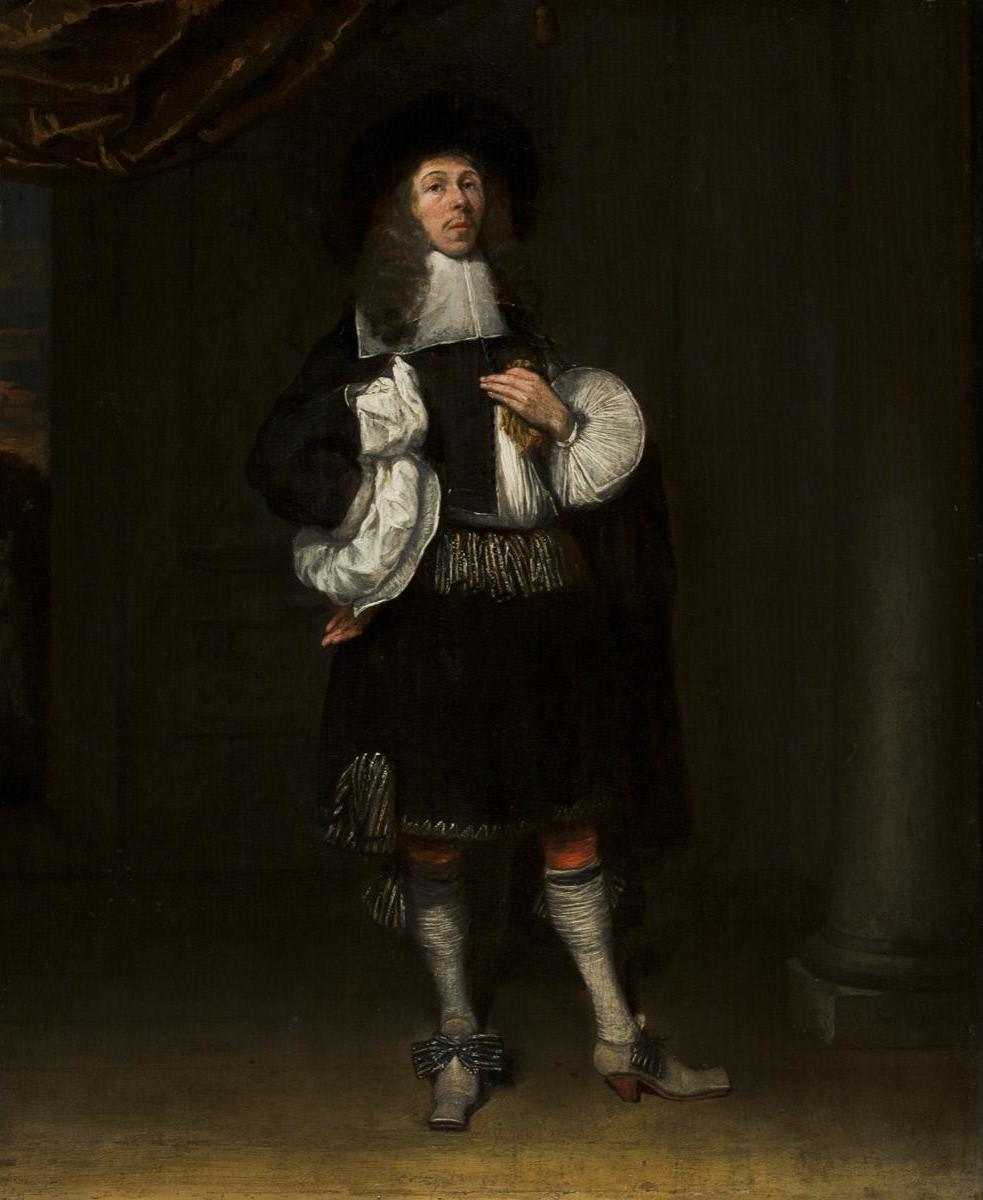
Caspar Netscher: Ein Mann in Rheingrafenmode, 1659
Jan Mytens: Jean-Jacques de Geer, (1632–1696), um 1660
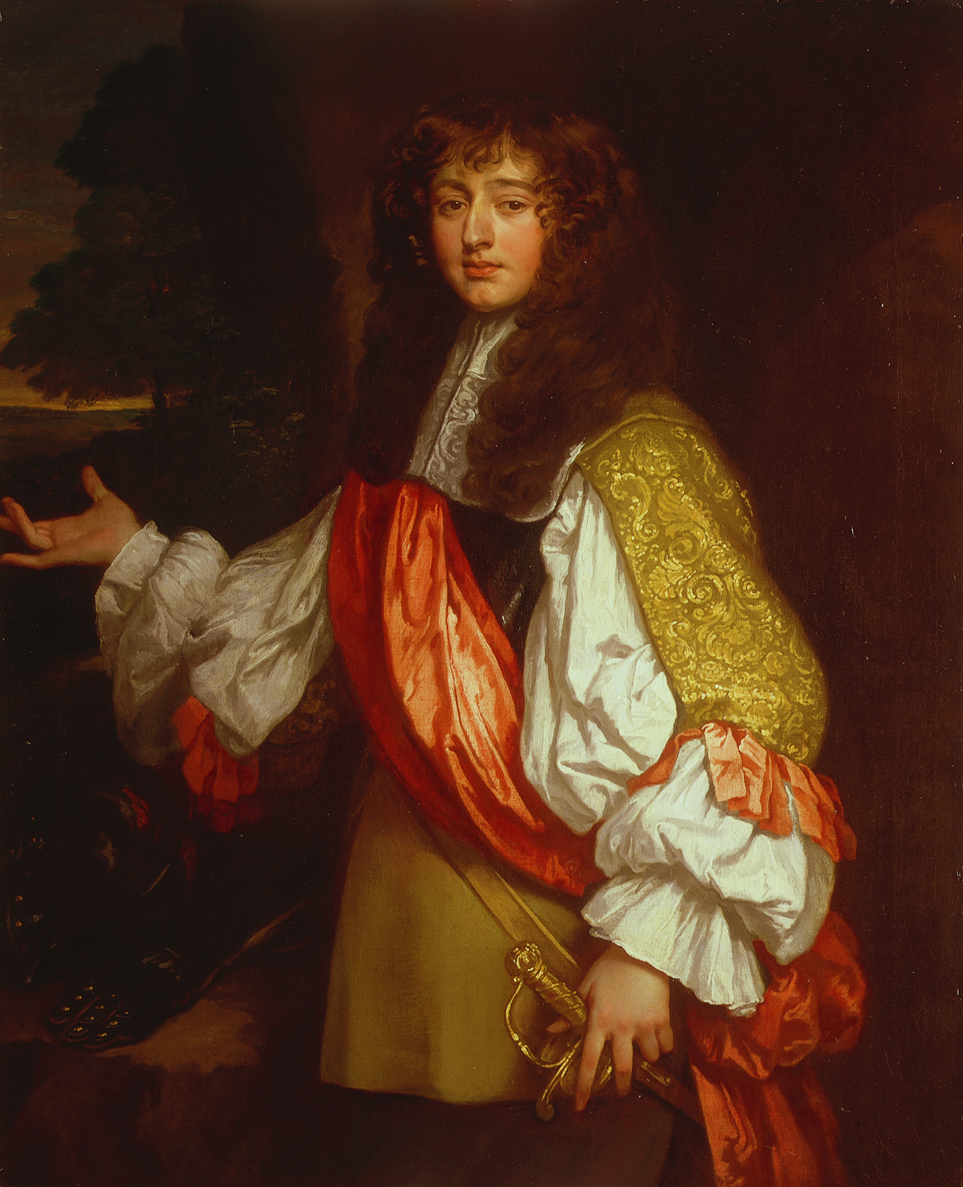
Jacob Huysmans: Sir John Chichley (ca. 1640–1691), ca. 1664
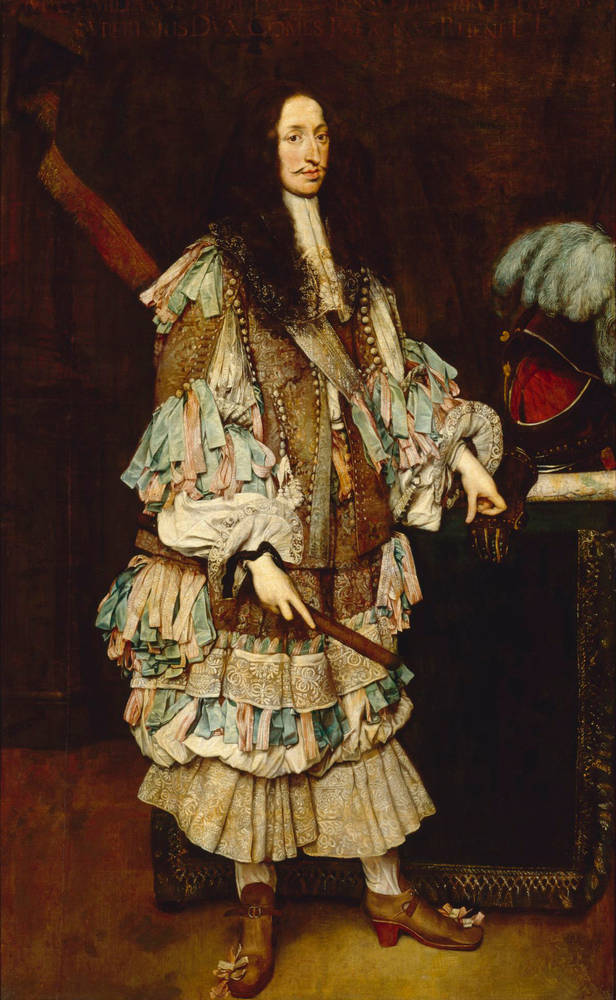
Sebastiano Bombelli: Maximilian Philipp Hieronymus von Bayern-Leuchtenberg, 1666
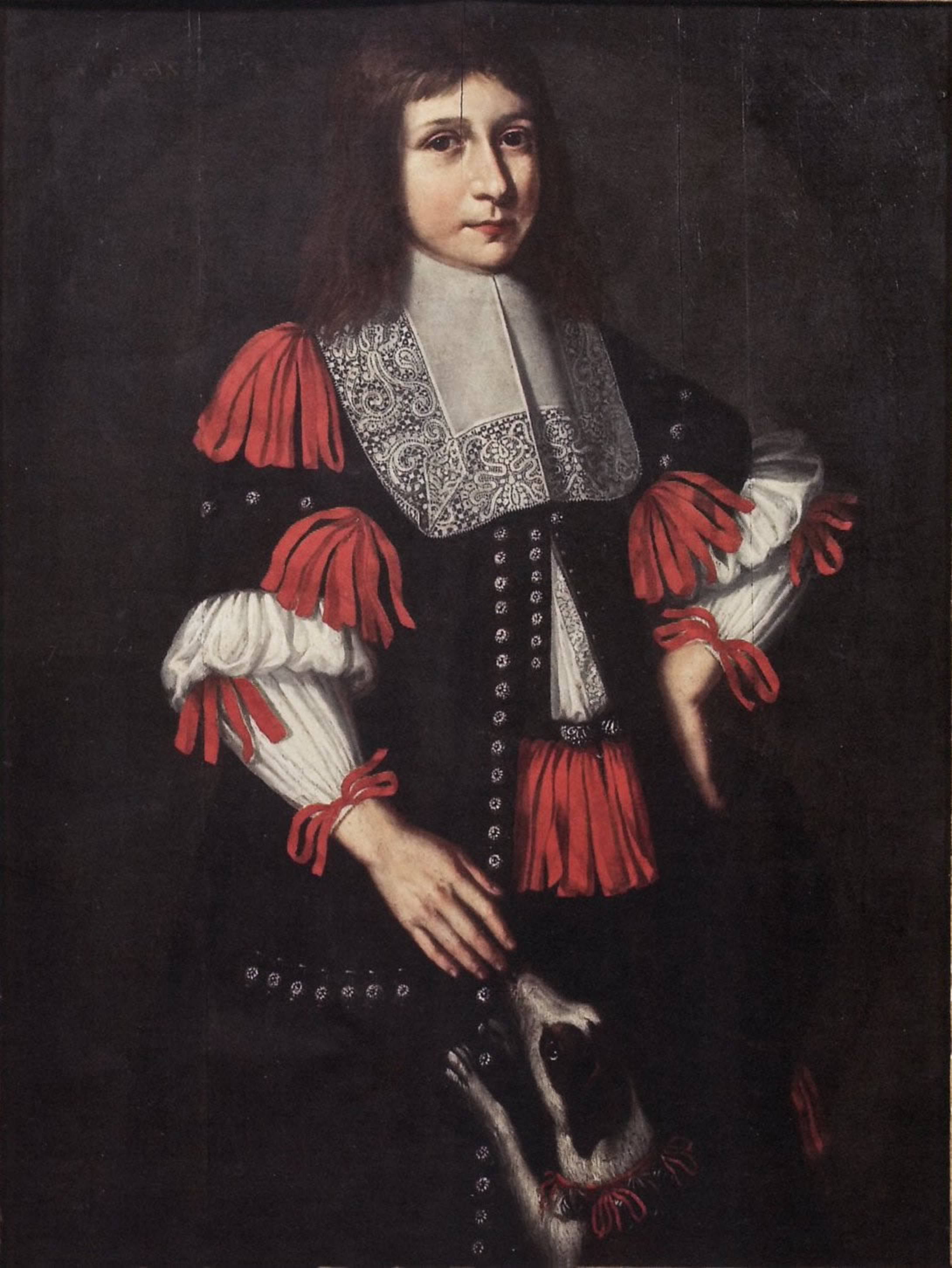
Johann Anton Eismann: Knabenporträt, ca. 1666 (?)
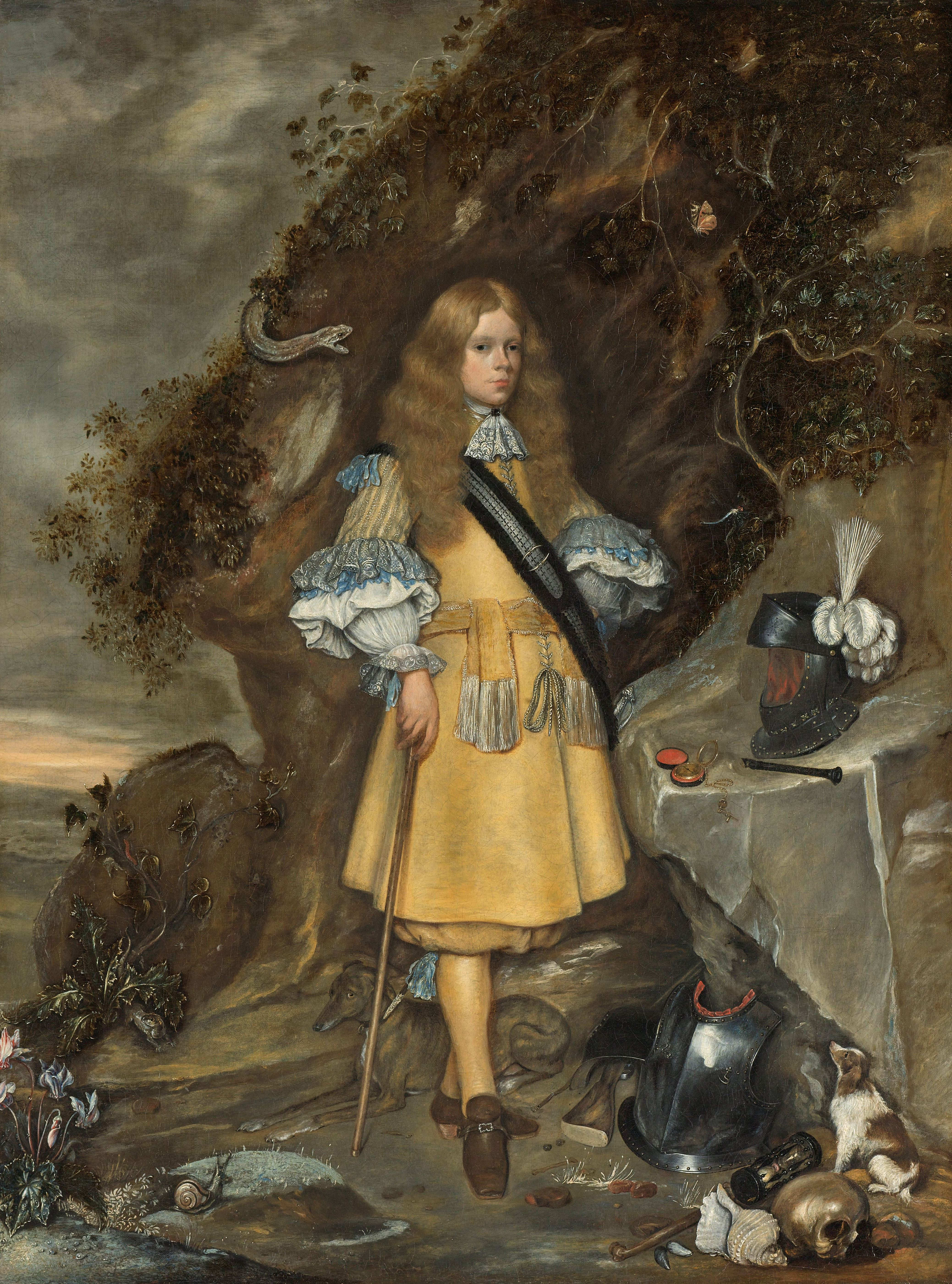
Gerard ter Borch d. J.: Gedenkporträt an Moses ter Borch, 1667–1669
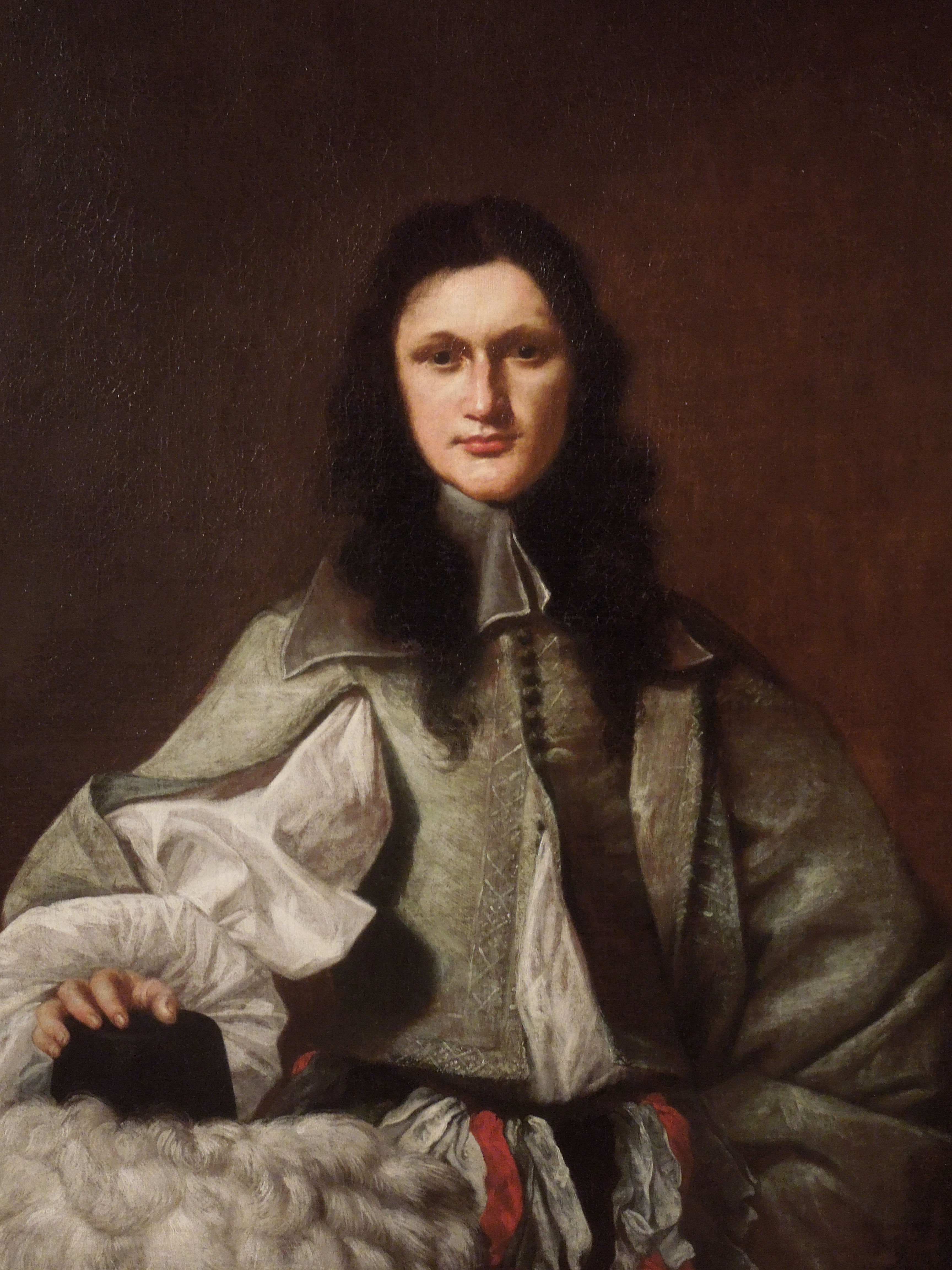
Karel Škréta: Ignác Jetřich Vitanovský von Vlčkovice, 1669
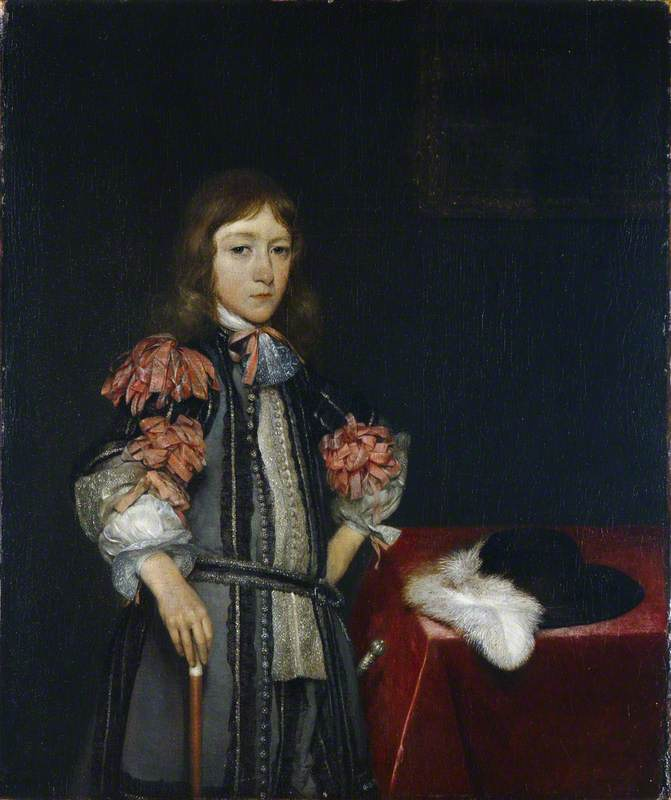
Gerard ter Borch: Gerbrand Pancras (früher bekannt als: Hendrick Casimir II., Prinz von Nassau-Dietz), ca. 1670
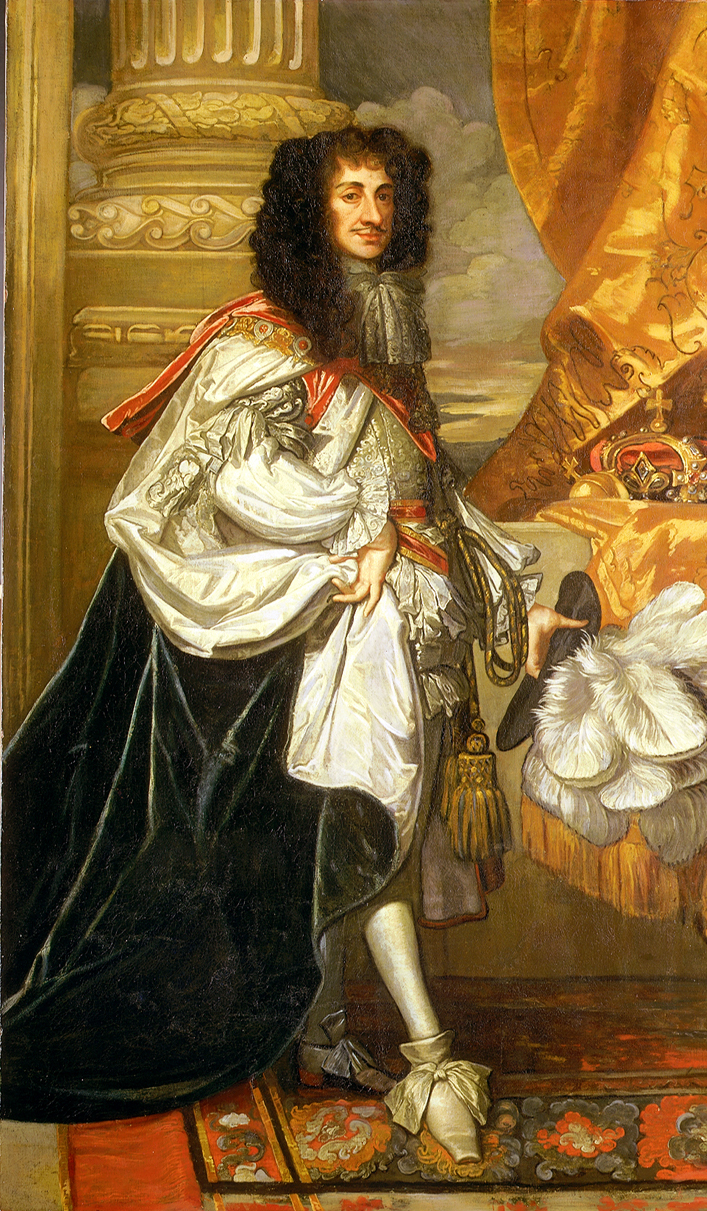
Peter Lely: Charles II. (1630–1685), ca. 1665–1670
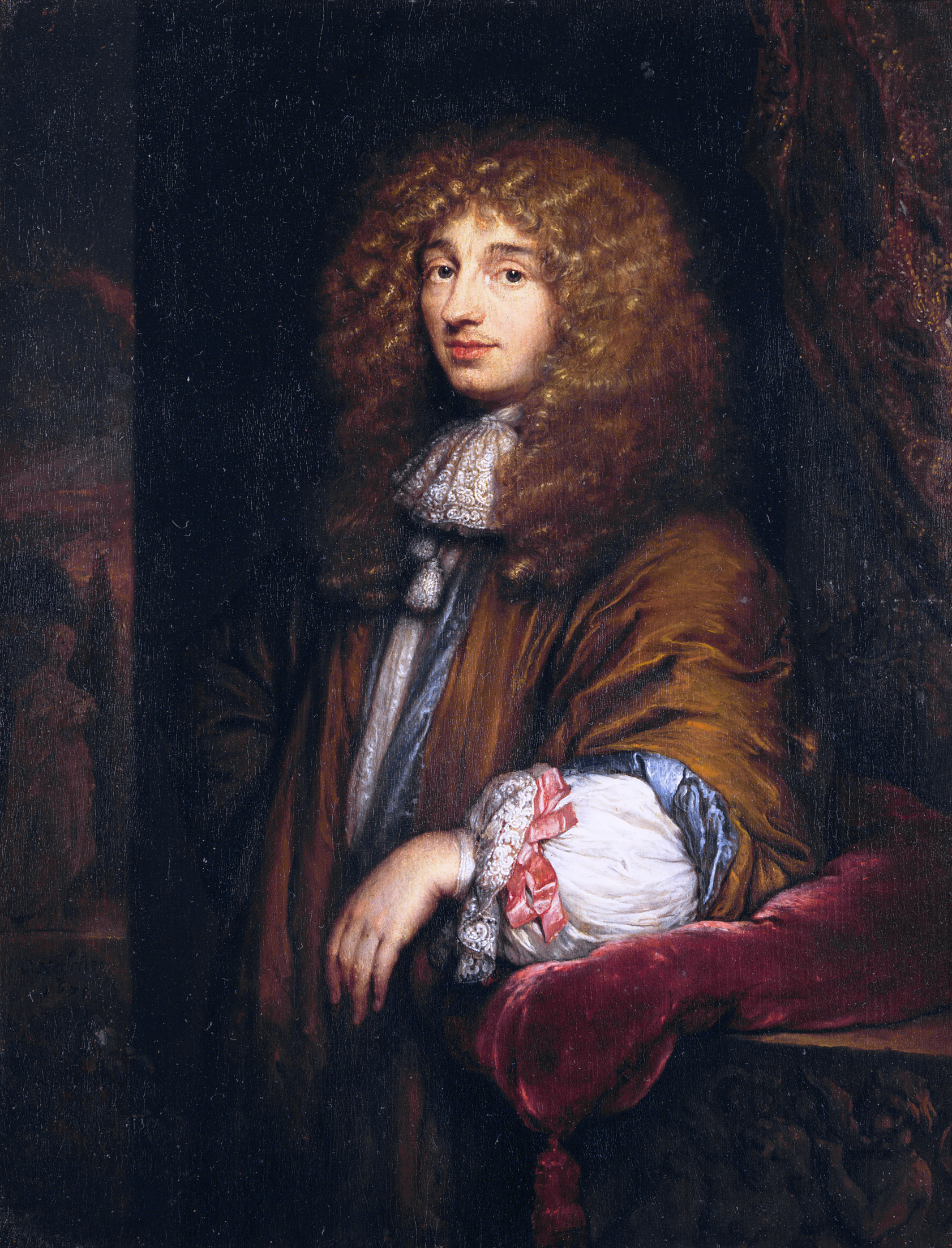
Caspar Netscher: Christiaan Huygens, 1671

### Nach 1670 bis 1715

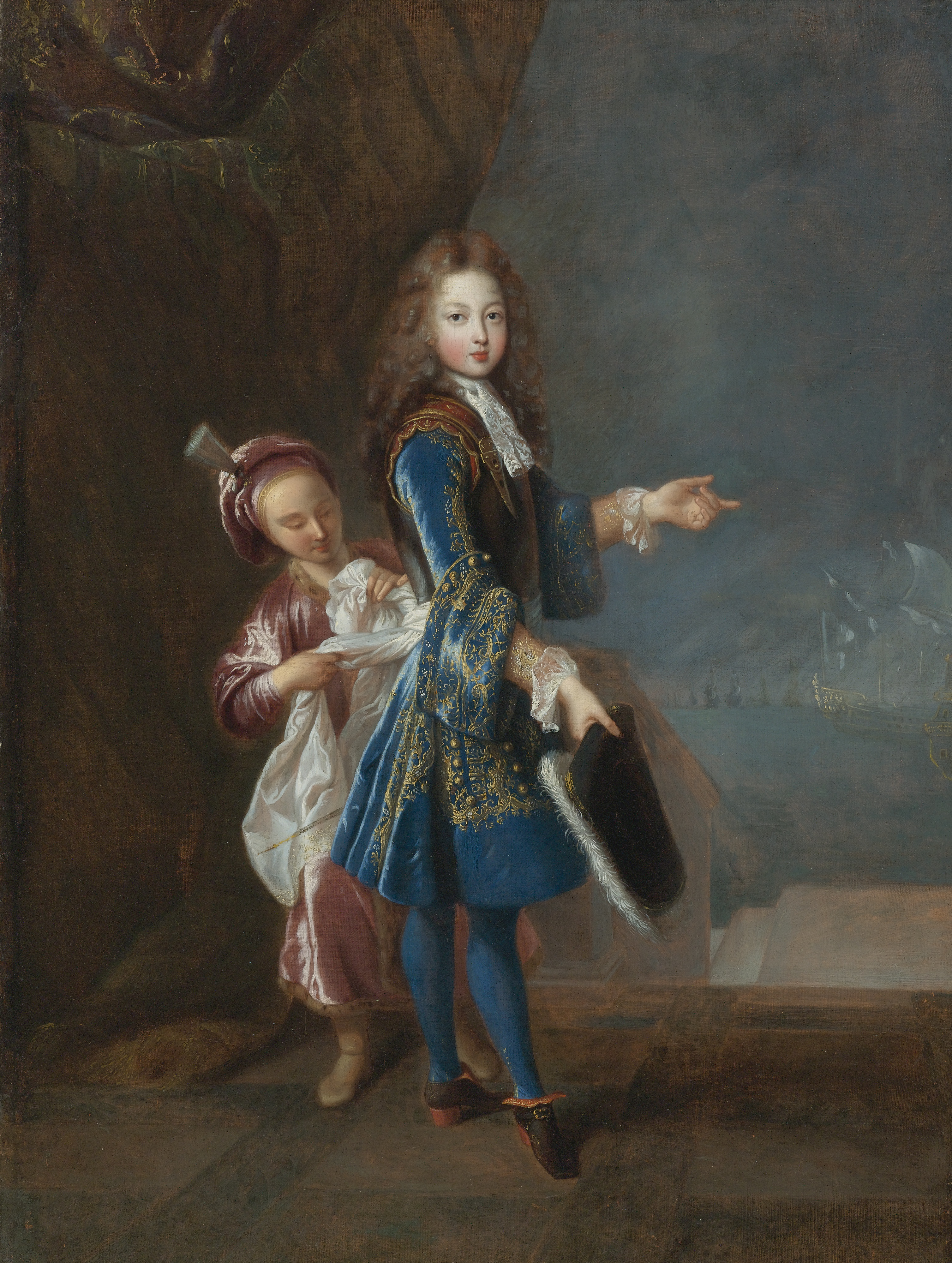
François de Troy: Louis-Alexandre de Bourbon, comte de Toulouse (1678-1737), ca. 1685–89

Ab etwa 1670 wurden die Formen der Herrenmode schlichter, dafür würdiger und feierlich. Der knielange Mantel verengte sich und der Herr trug jetzt einen knielangen, in der Taille eng anliegenden, meist kragenlosen Rock namens Justaucorps ('genau am Leib') mit breiten Ärmelaufschlägen, aus denen nach wie vor die Spitzenmanschetten über die Hand fielen, und mit pattierten Seitentaschen; darunter eine lange Weste, das Gilet, und eine bis zum Knie reichende Hose namens Culotte, von der jedoch nur der unterste Rand zu sehen war. Anfangs war die Hose noch etwas bauschig (wie bei der Rheingrafenhose), wurde dann aber enger. Um den Hals, beziehungsweise unter dem Kinn, das weiße Jabot, ein gebundenes Halstuch mit Spitzenbesatz; zum Jabot gesellte sich manchmal auch eine große farbige Schleife. Dieser Herrenanzug blieb mit wenigen Veränderungen bis zur französischen Revolution modern. Er wurde komplettiert mit Handschuhen, Schärpe und Degengehänge.
Im Winter trug man darüber nach wie vor einen umhangartigen Mantel über die Schultern oder einen sehr weiten langen Kasack-Mantel mit weiten Ärmeln, der anscheinend originär aus Deutschland stammte, da man ihn à la Brandebourg nannte (siehe unten Bild aus dem "Recueil des modes…").
Beliebte Stoffe bei Hofkleidung waren Samt und Seide. Der Justeaucorps wurde auch mit Borten oder Tressen besetzt. Gold- und Silberstickereien an Röcken und Westen waren laut einem königlichen Dekret von 1664 im Allgemeinen verboten, nur der König selber und einige von ihm selbst bestimmte Personen durften sich einen solchen Luxus erlauben. Zu diesem Zweck erteilte er eine offizielle Genehmigung für Gold- und Silberstickereien, die man als juste-au-corps à brevet bezeichnete und die ursprünglich nur etwa einem Dutzend, später 40 Personen erteilt wurde. Ab 1677 wurde auch feines Tuch aus Wolle verwendet, das in Frankreich selber gewebt wurde, in Konkurrenz zu England.
Reiche Herrschaften, wie Ludwig XIV. und sein Bruder Philippe d’Orléans, konnten ihre Gewänder zu besonderen Gelegenheiten, wie z. B. Empfängen von Botschaftern fremder Länder, mit einer ganzen Parure von Diamanten oder anderen Edelsteinen schmücken; eine solche Edelsteingarnitur für den Herren bestand aus Juwelenknöpfen, -ösen und -rockverschlüssen. Auch Degengehänge, Orden, Kniebänder oder Schuhschnallen konnten mit Diamanten verziert sein. Es gab auch schon preiswertere Imitationen für den weniger betuchten Herren.

Herrenmode aus: Recueil des modes de la cour de France, 1675-1688
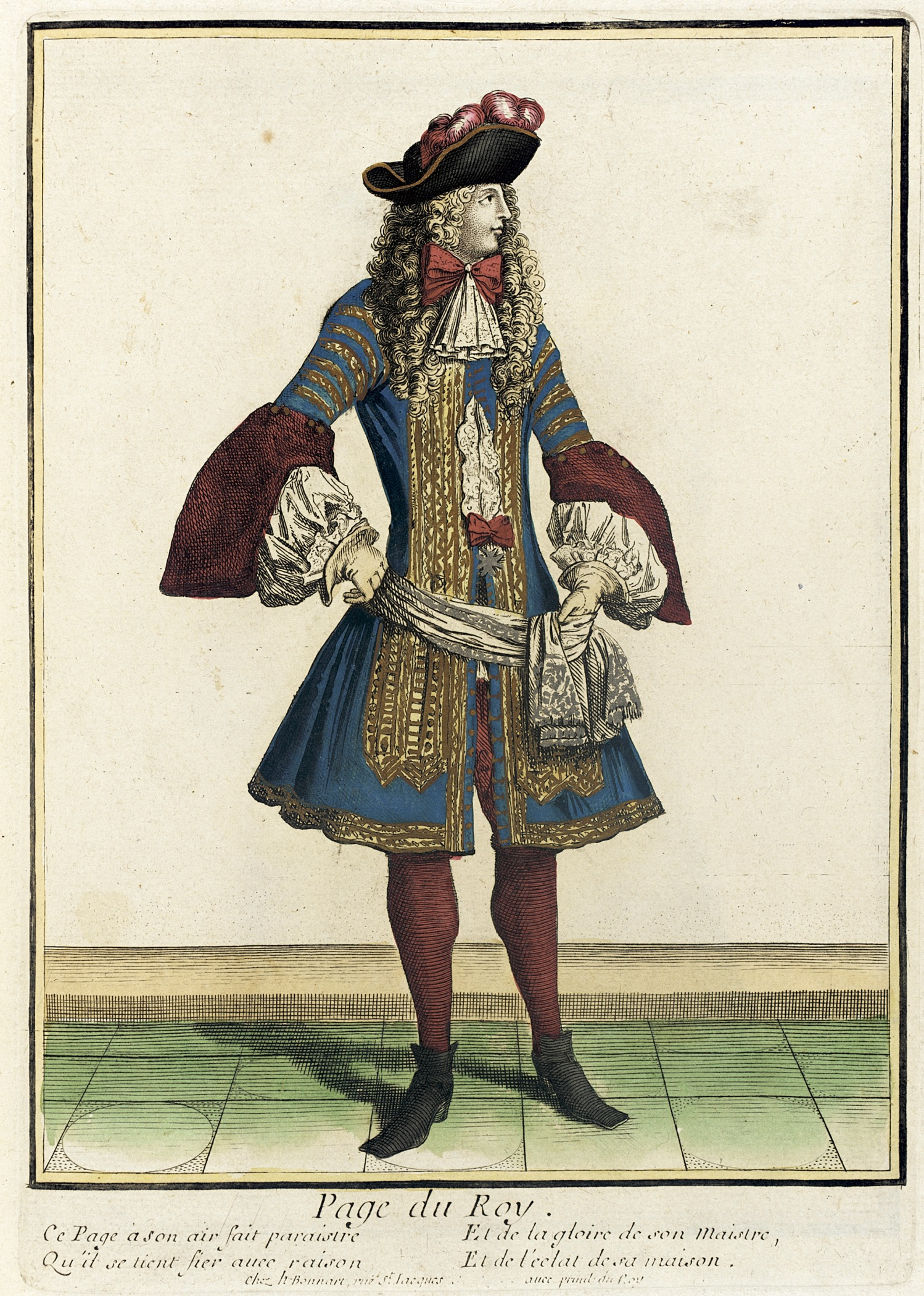
Page des Königs, Nicolas Bonnart (1637-1717), ca. 1675
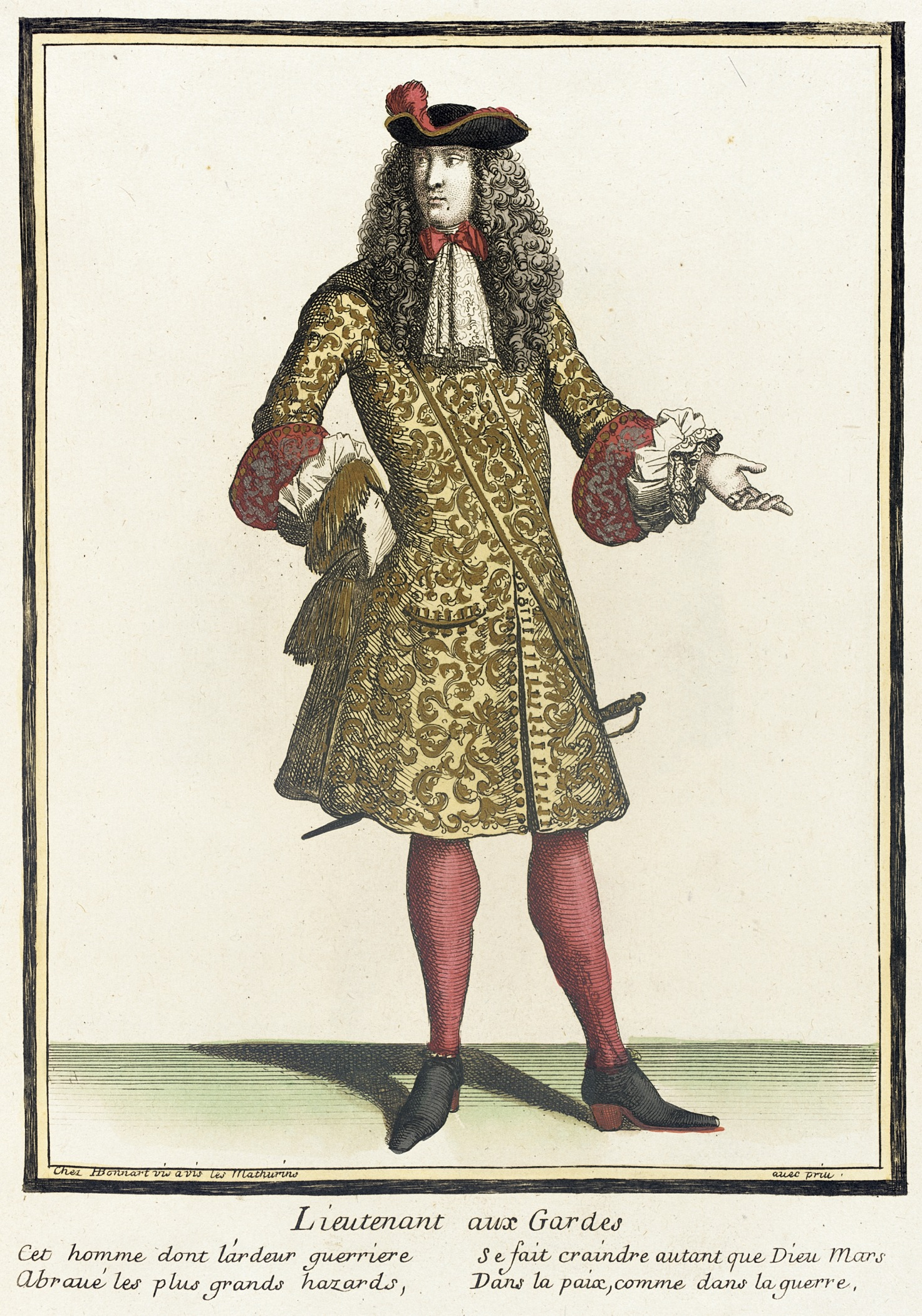
Gardeleutnant (Lieutenant aux Gardes), Nicolas Bonnart (1637-1717), ca. 1675-1685
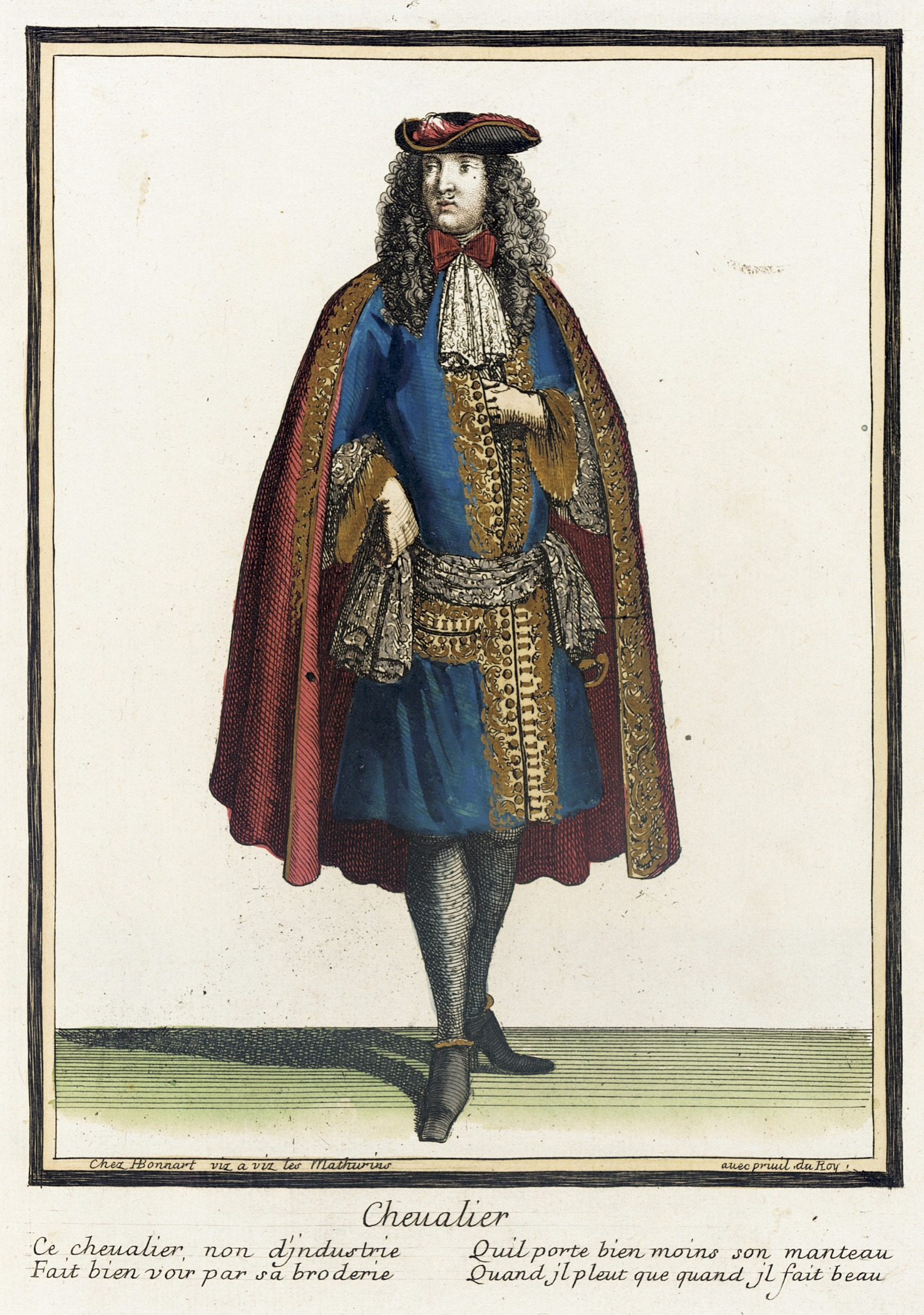
Ein Chevalier, Nicolas Bonnart (1637-1717), ca. 1675-1685
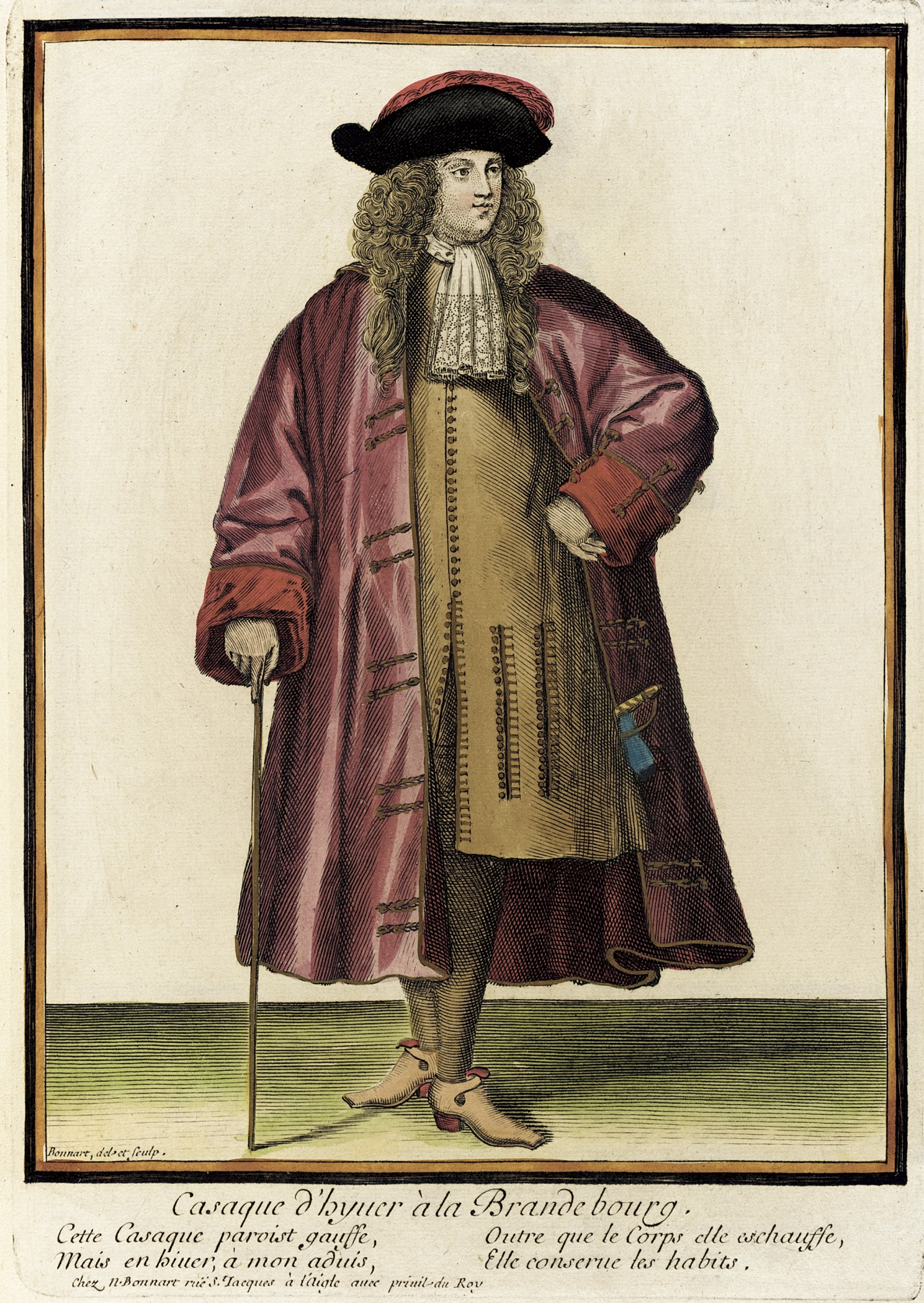
Winterkasack à la Brandebourg, Nicolas Bonnart (1637-1717), ca. 1675-1686
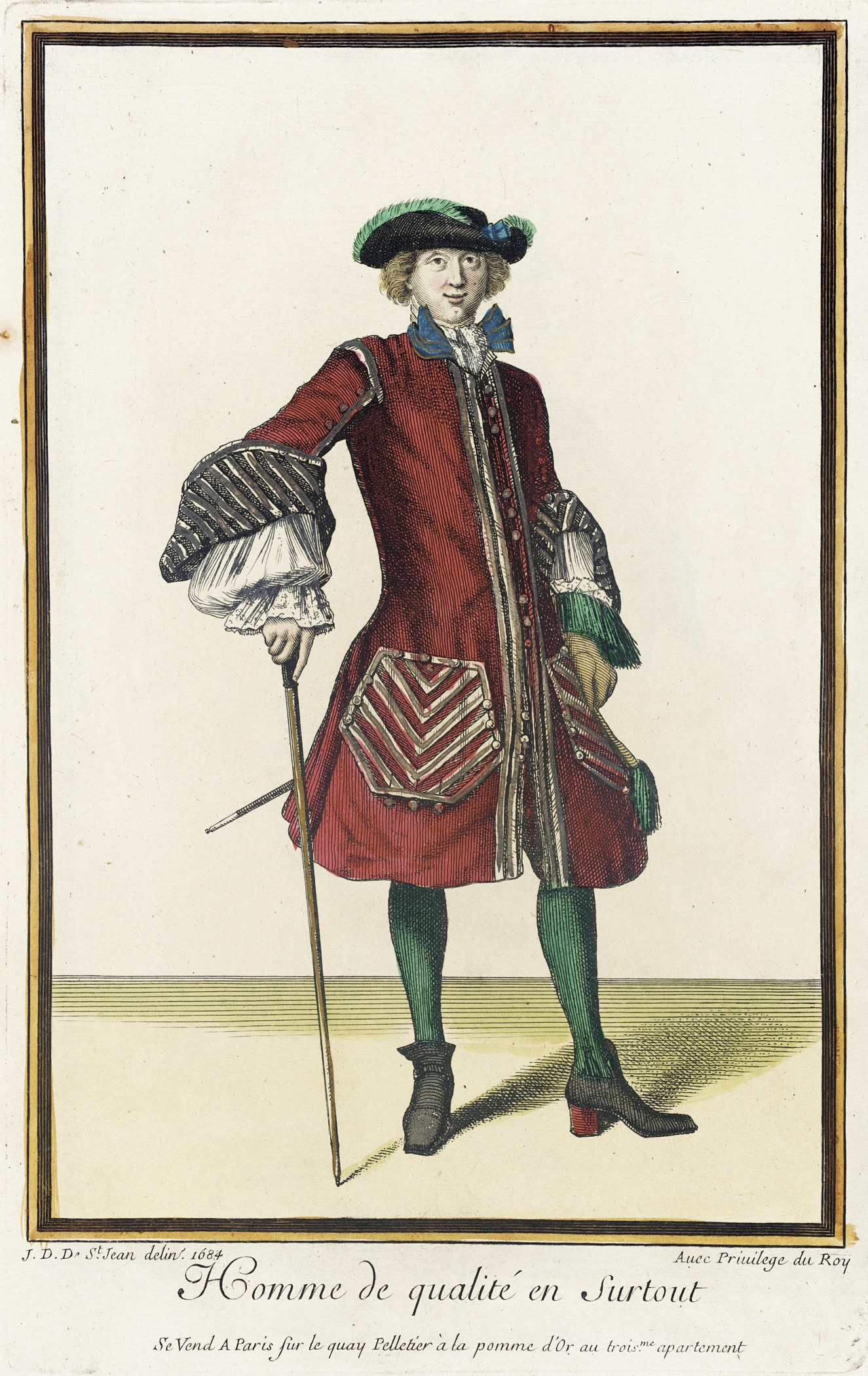
Feiner Herr im ‚Surtout‘, Jean Dieu de Saint-Jean (tätig 1675-1695), 1684
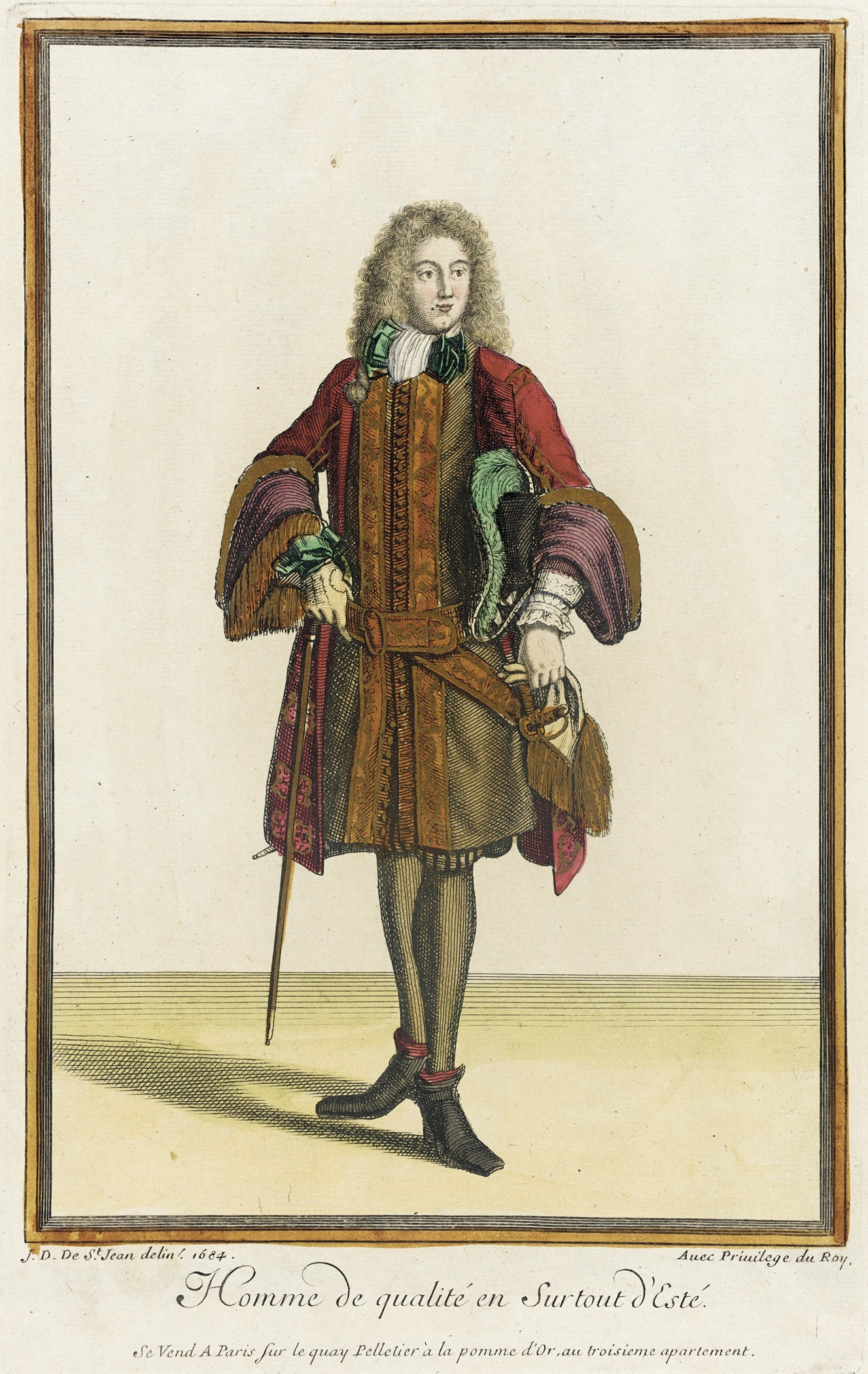
Ein Sommeranzug, Jean Dieu de Saint-Jean (tätig 1675-1695), 1684
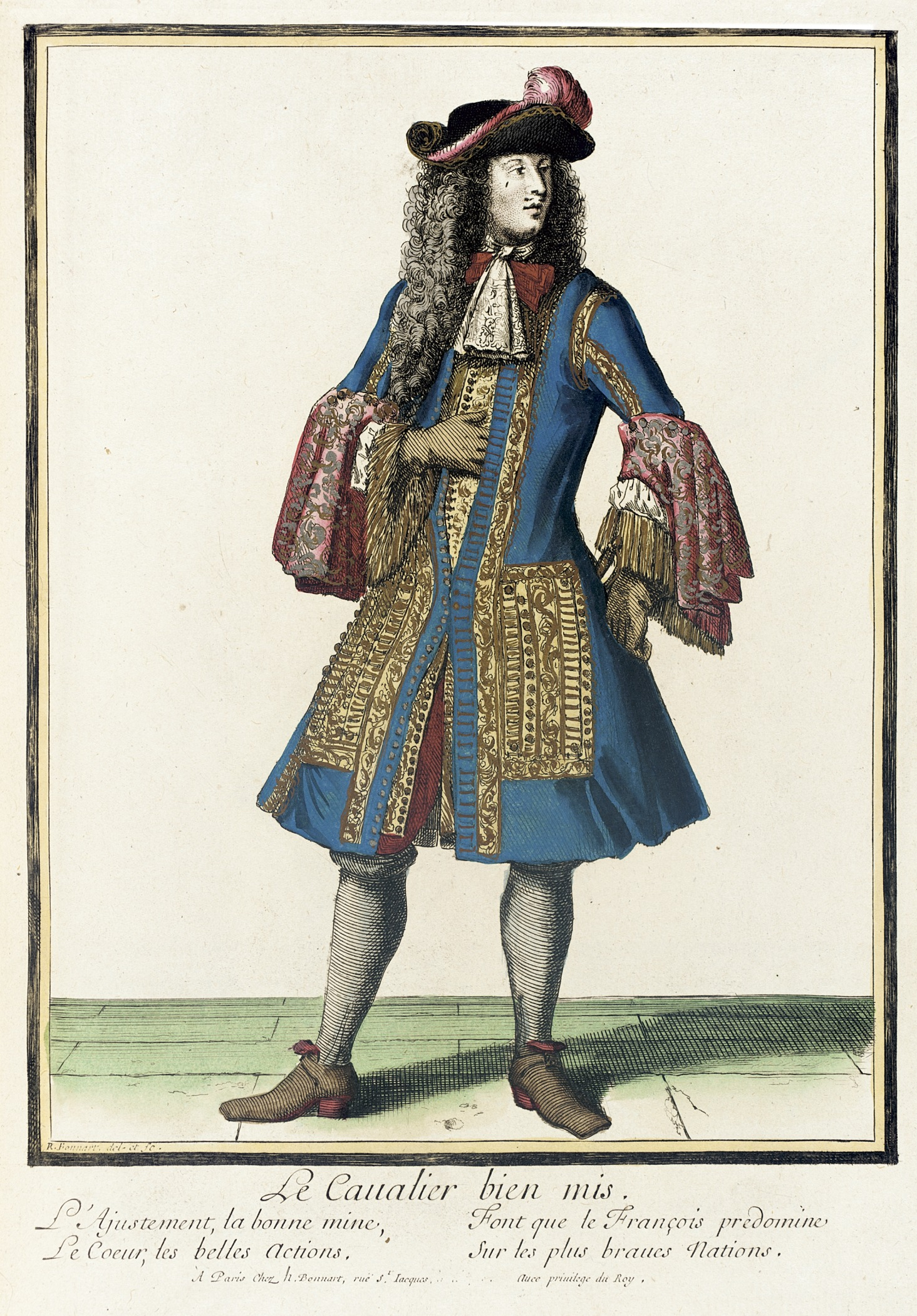
Gutgekleideter Kavalier, Nicolas Bonnart (1637-1717), ca. 1684
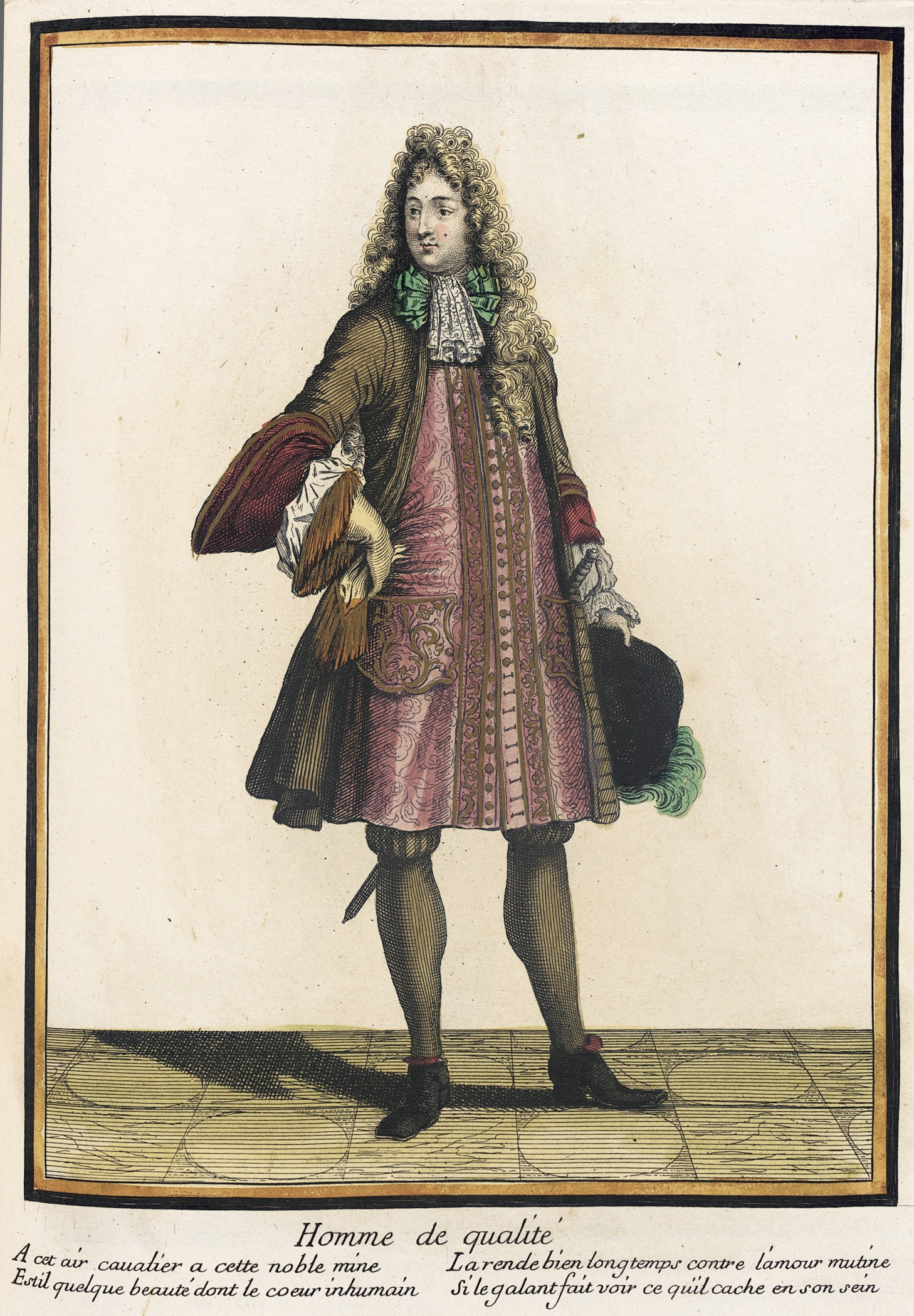
Vornehmer Herr, Henri Bonnart, ca. 1685
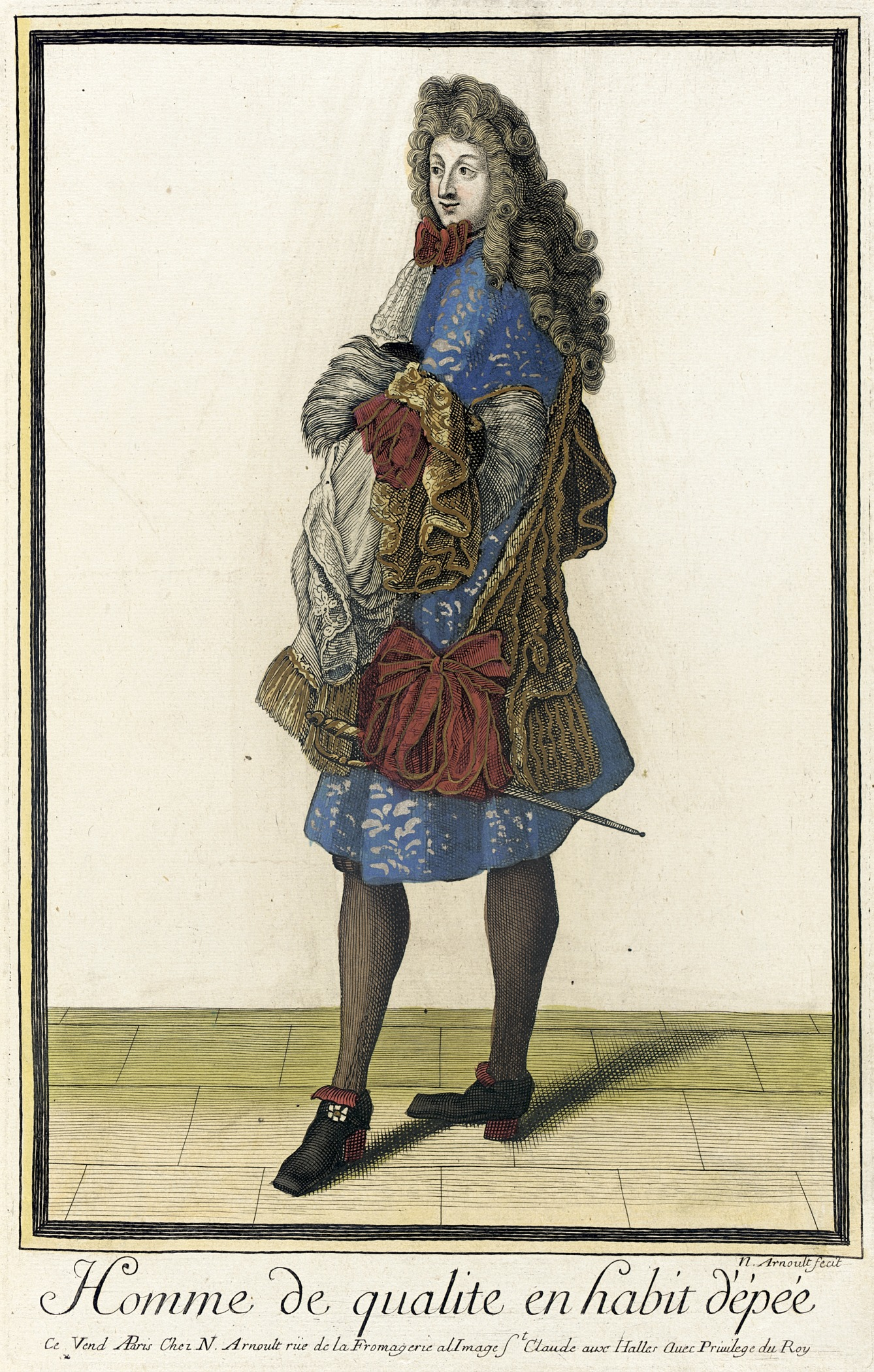
Vornehmer Herr in Hoftracht mit Degen (Habit d'Epée), Nicolas Arnoult (ca. 1671-1700), 1683-1688
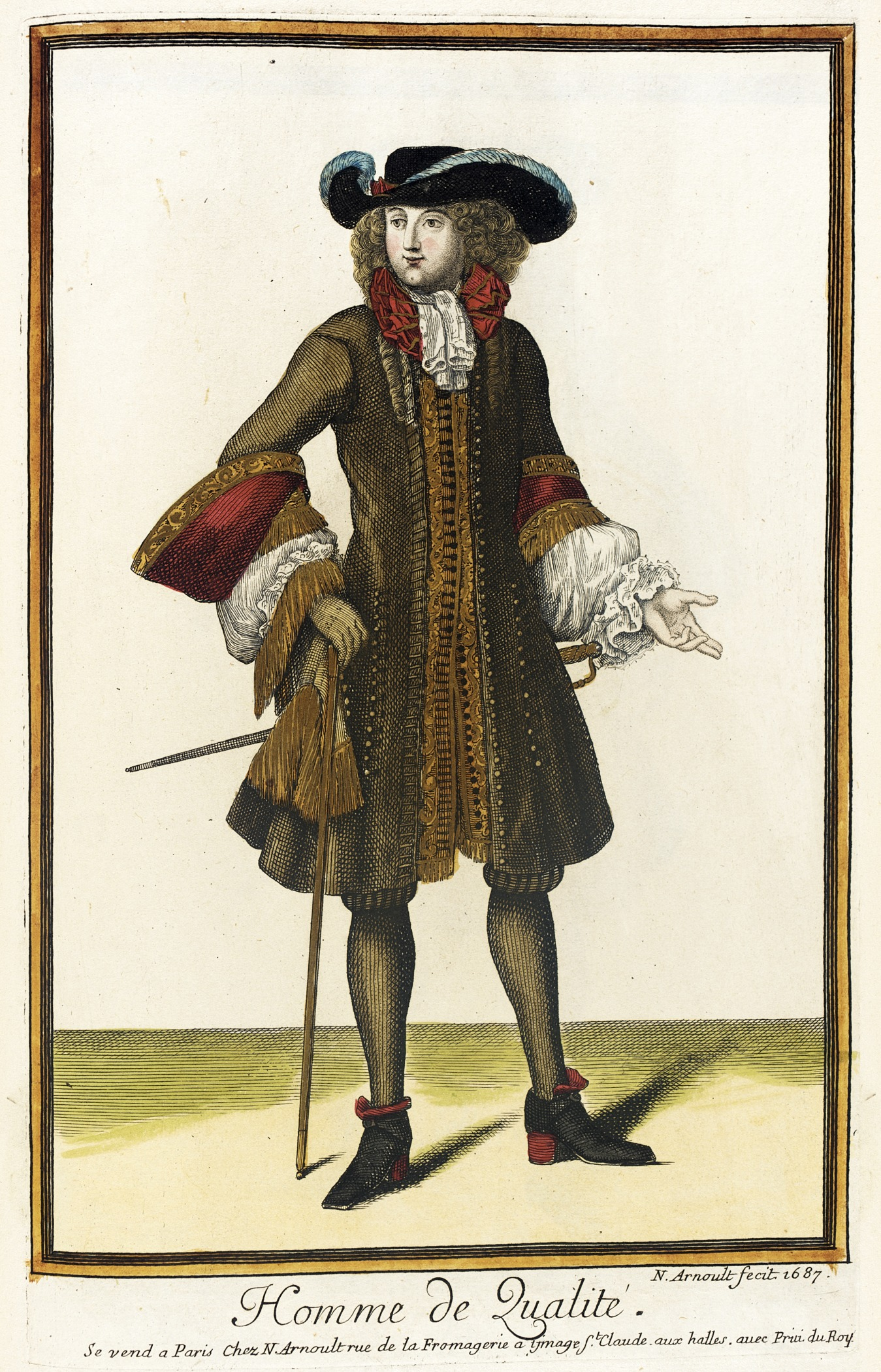
Feiner Herr, Nicolas Arnoult (ca. 1671-1700), 1687

Herrenmode: ca. 1670-1715
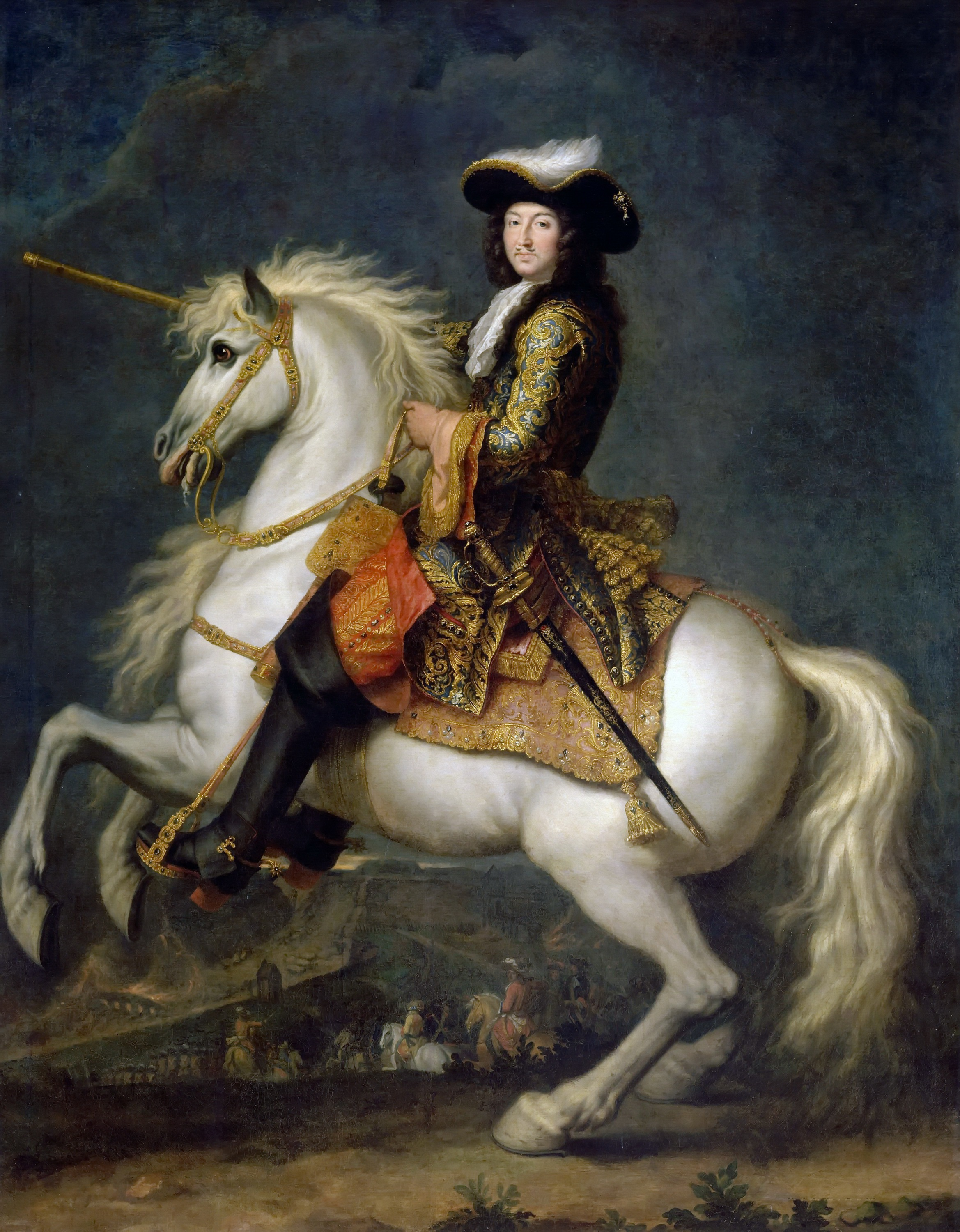
René-Antoine Houasse: Ludwig XIV zu Pferde, ca. 1670–1674
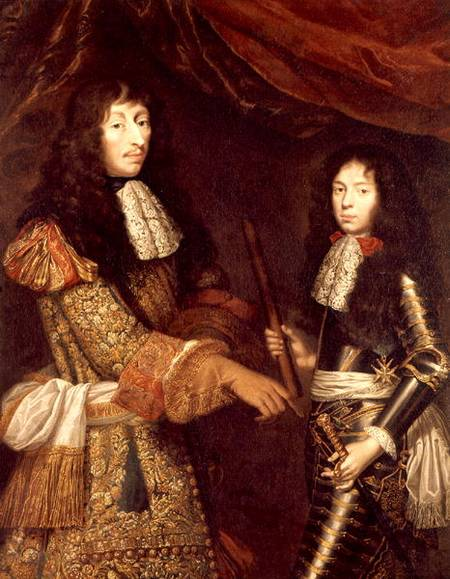
Claude Lefèbvre: Louis II. de Bourbon, prince de Condé mit seinem Sohn, ca. 1675. Der große Condé gehörte zu den Auserwählten, die Goldstickereien tragen durften.
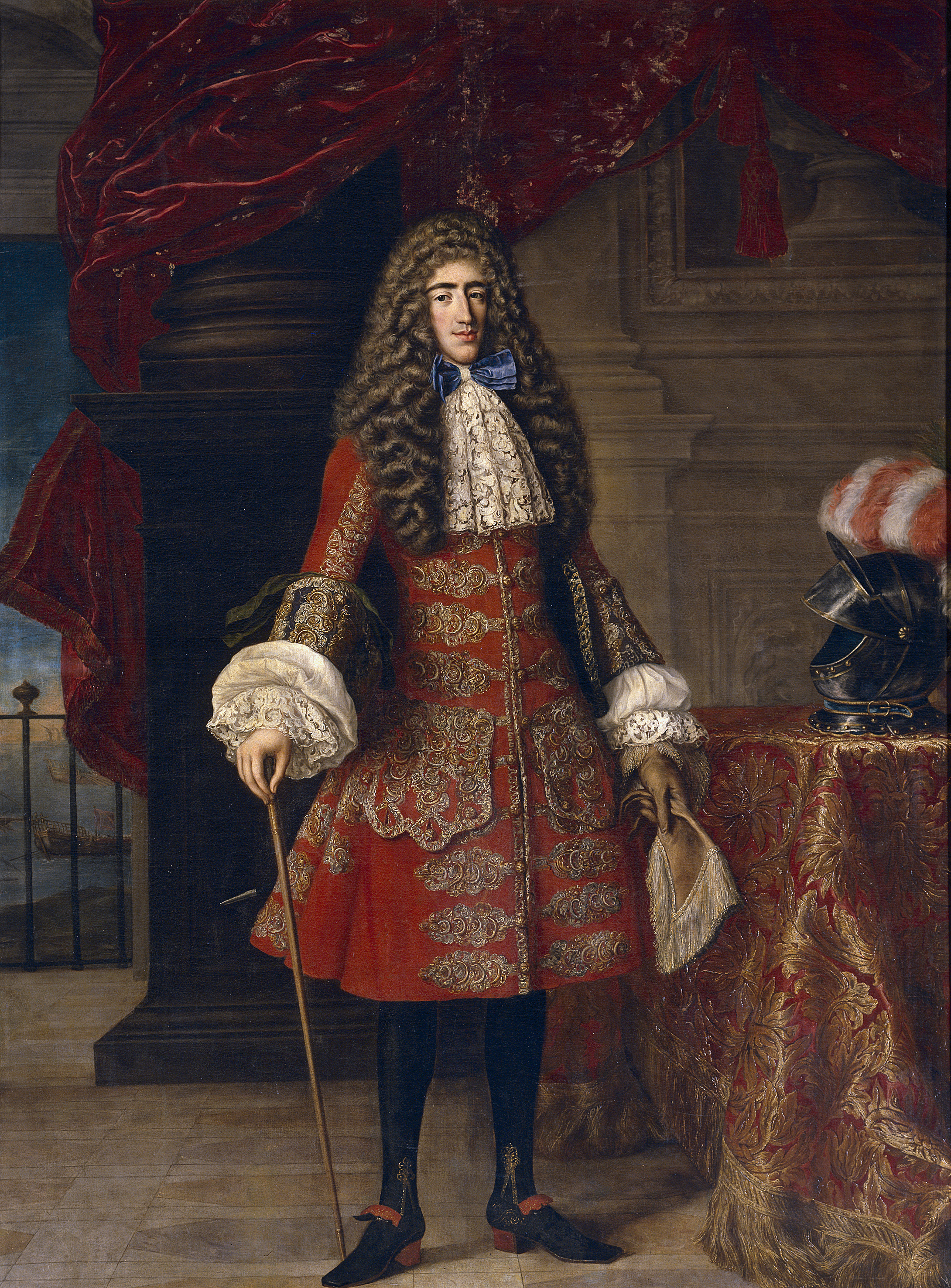
Jacob Ferdinand Voet: Luis Francisco de la Cerda, 9. Herzog von Medinaceli, 1684 (Prado)
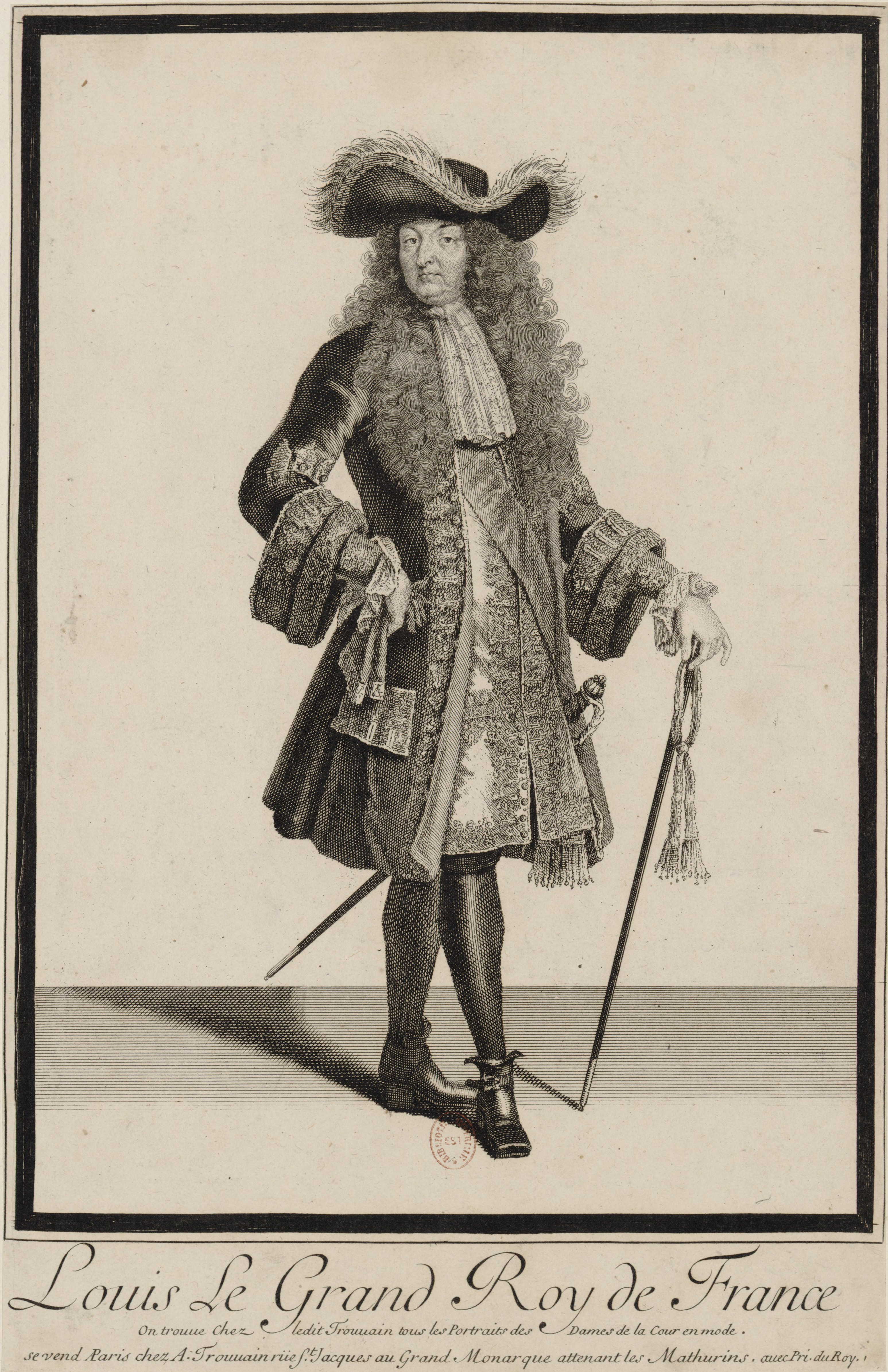
Ludwig XIV., ca. 1680–1690
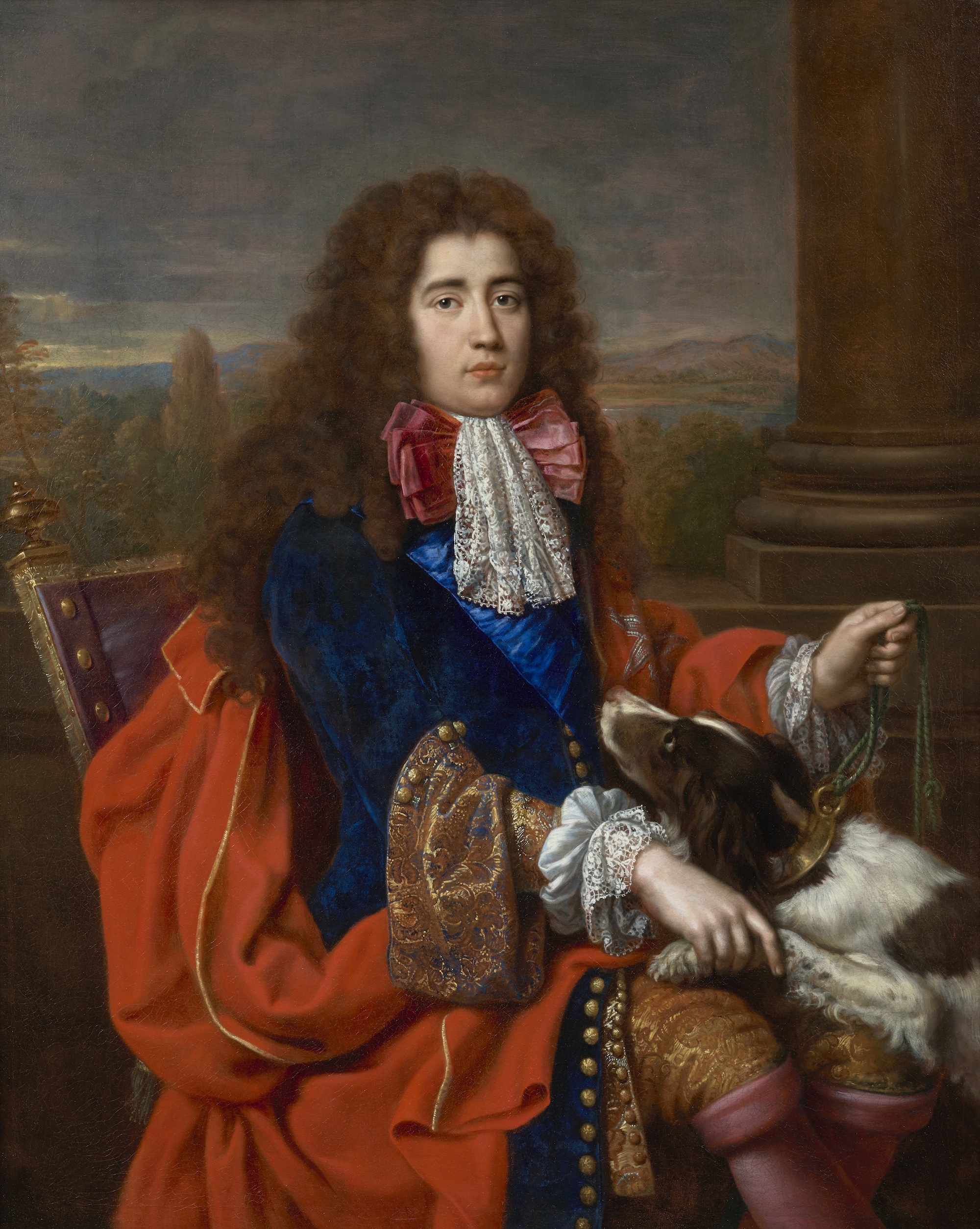
Pierre Mignard: Louis François Marie Le Tellier, Marquis de Barbezieux (Sohn von Louvois), ca. 1690
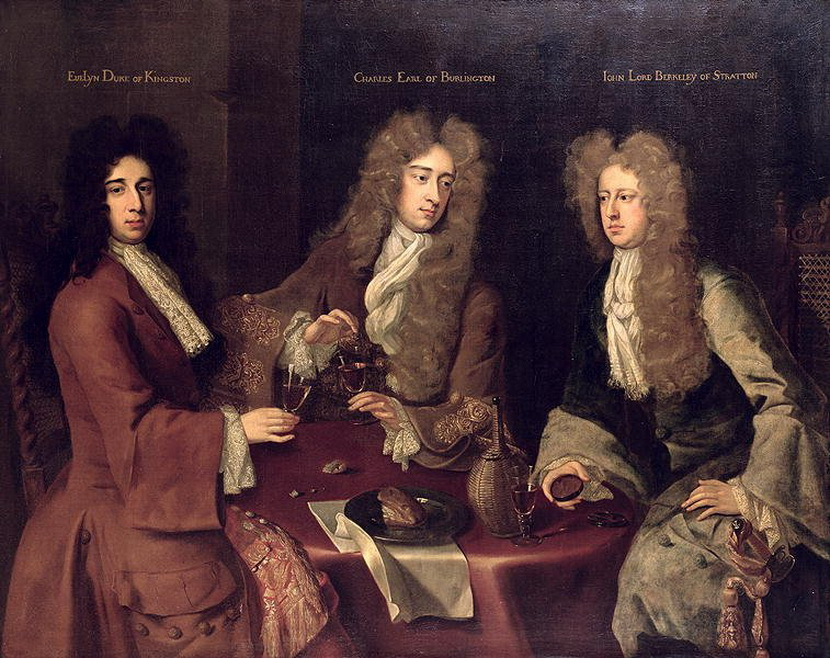
Godfrey Kneller: Kingston, Burlington und Berkeley (Evelyn Pierrepont, 1. Duke of Kingston-upon-Hull (um 1655–1726); Charles Boyle, 2. Earl of Burlington (1660–1704); John Berkeley, 3. Baron Berkeley of Stratton (1663–1697)), ca. 1690–1697
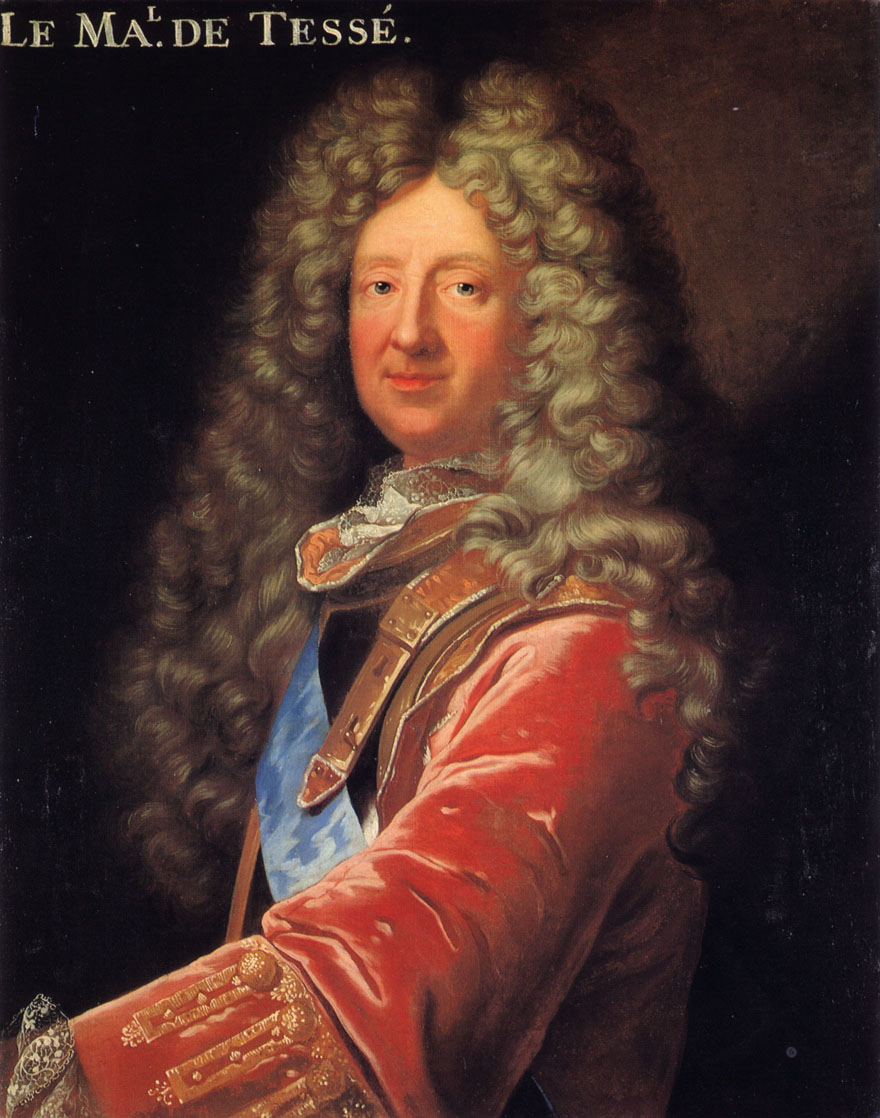
Hyacinthe Rigaud: René de Froulay de Tessé (1648-1725), maréchal de Tessé, 1700. Justaucorps aus exquisit schimmerndem lachsrotem Samt mit goldenen Tressen und Borten.
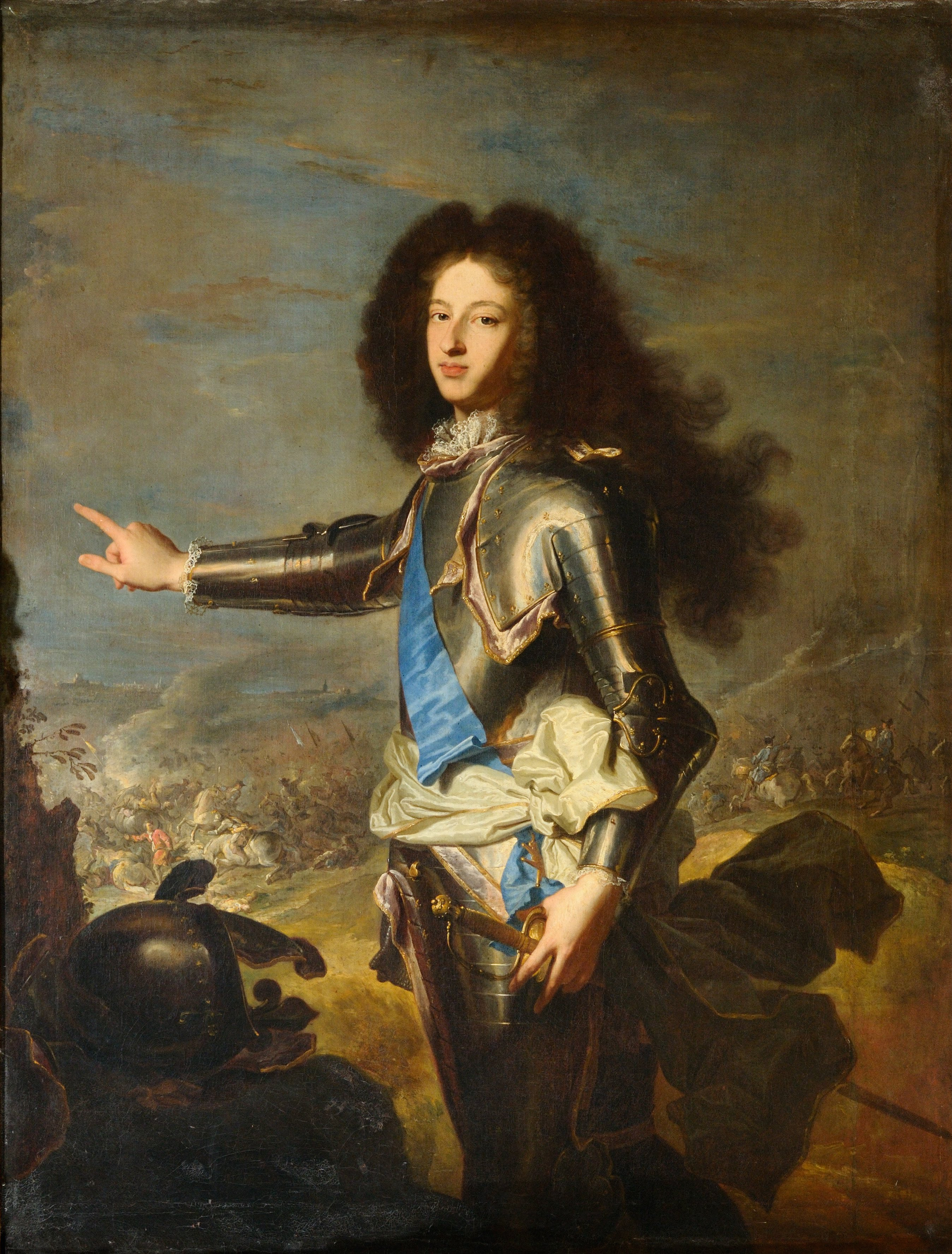
Hyacinthe Rigaud: Louis de Bourbon, duc de Bourgogne (1682–1712), 1704. Der Dauphin ist hier als Held in Rüstung abgebildet – bei den allzu häufigen Kriegen kein ganz seltener Anblick.
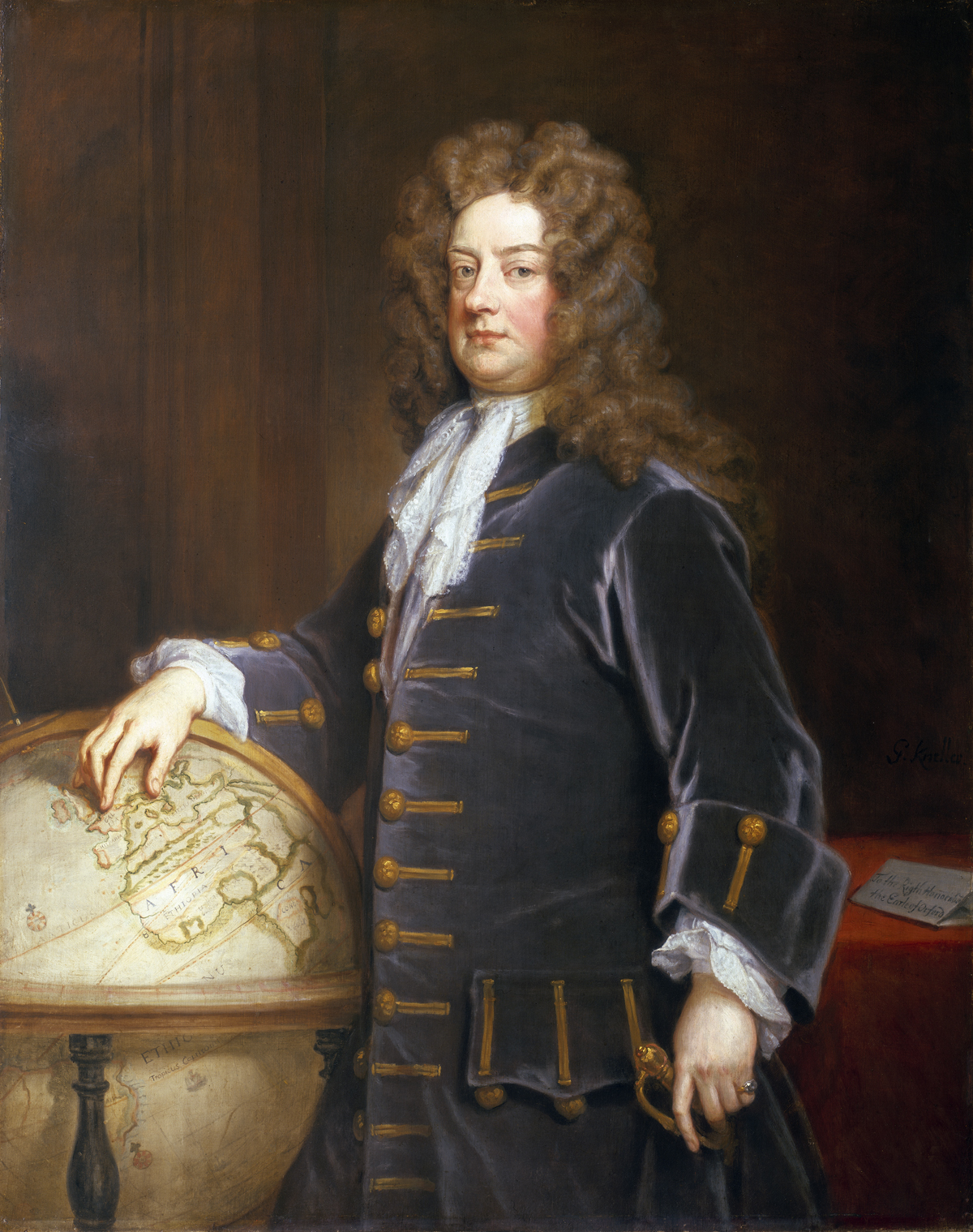
Godfrey Kneller: Admiral Edward Russell, 1. Earl of Orford (1652–1727), ca. 1710. Auch in England trägt man ein samtenes Justaucorps.
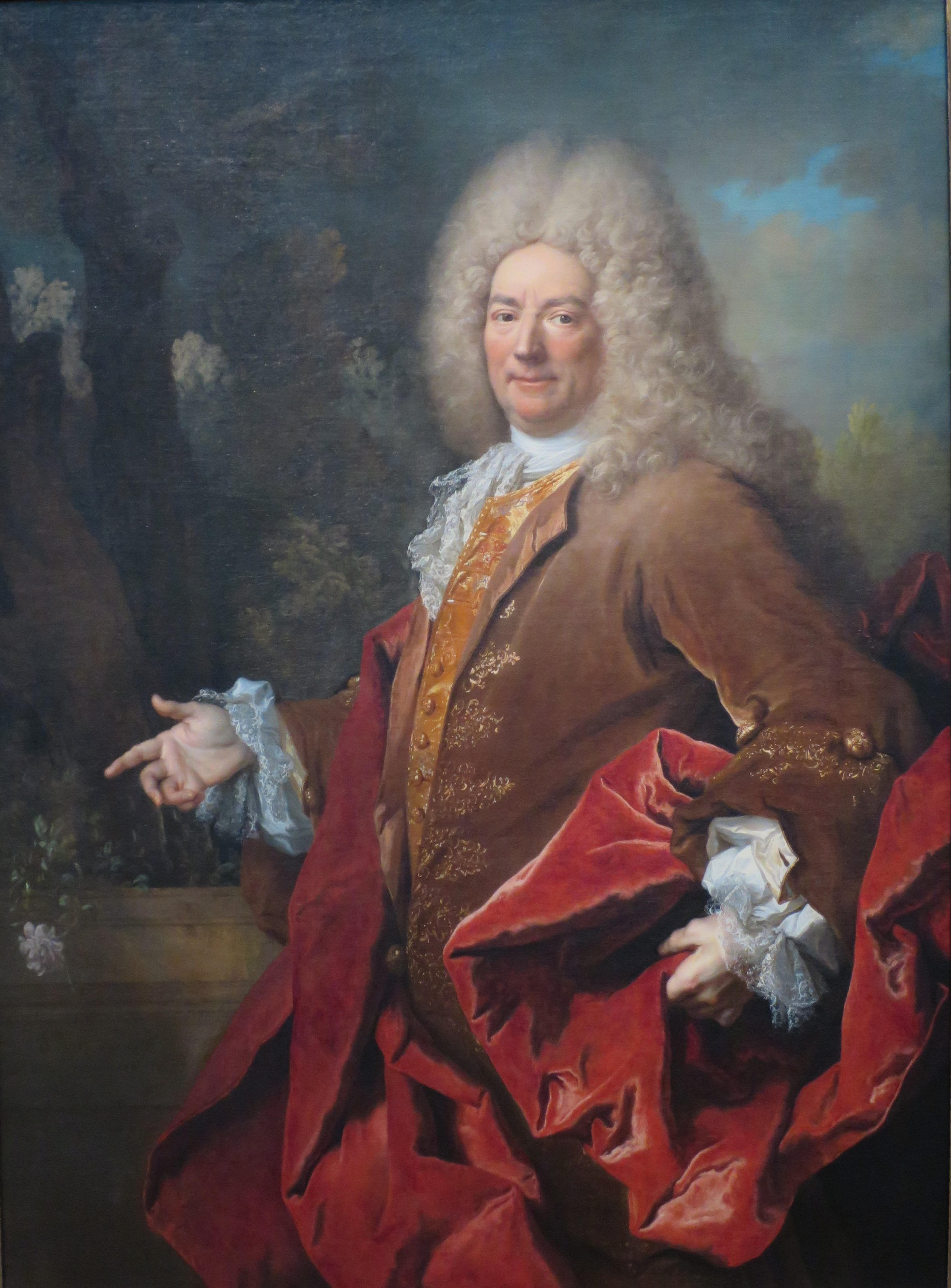
Nicolas de Largillière: Victor Marie d'Estrées, Duc d'Estrées, 1710

## Herrenfrisur und Allongeperücke
Schon ab etwa 1620 begannen Männer ihr Haar immer länger zu tragen, zunächst noch schulterlang, doch in der Jugend Ludwigs XIV. ab etwa 1650 wurde eine lange lockige 'Löwenmähne' modern, die nicht jedem Manne gegeben war – vor allem nicht dauerhaft und mit fortschreitendem Alter. Schon ab etwa 1633 kamen nach und nach Perücken für modebewusste Herren auf, und 1656 ließ der 18-jährige König, der zu dieser Zeit selber noch über eigenes prächtiges langes und dunkles Haar verfügte, in Paris bereits 48 Perückenmacher zu. So entwickelte sich die Allongeperücke, die Ludwig selber erst ab 1672 trug. Junge Männer trugen bis mindestens in die 1680er Jahre auch weiterhin ihr eigenes Haar zur Schau, doch wurde die Haartracht immer aufwendiger und pompöser und die Lockenpracht der Allongeperücke erreichte zwischen etwa 1680 und 1715 wahrhaft prunkvolle Dimensionen. Ab etwa 1690 wurde sie immer häufiger auch gepudert, so dass ab etwa 1700 bald nur noch weiß gepuderte Locken zu sehen waren – Ludwig XIV. trug allerdings bis zuletzt seine eigene Naturfarbe, also dunkles Haar.
Wegen der hohen und kunstvollen gepuderten Allongeperücken wurden Hüte vor allem nach 1680 eigentlich obsolet und daher immer flacher; man trug sie fast nur noch unter dem Arm, und auch in diesem Fall war es durch die Etikette streng geregelt, wer überhaupt in Gegenwart des Königs Hüte tragen durfte.
Anfangs, bis in die 1670er Jahre, trug man noch ein kleines Schnurrbärtchen zum langen Haar, ab etwa 1680 war ein glattrasiertes Gesicht modern.

Herrenfrisuren ca. 1650-1715: Echtes Haar und Allongeperücken
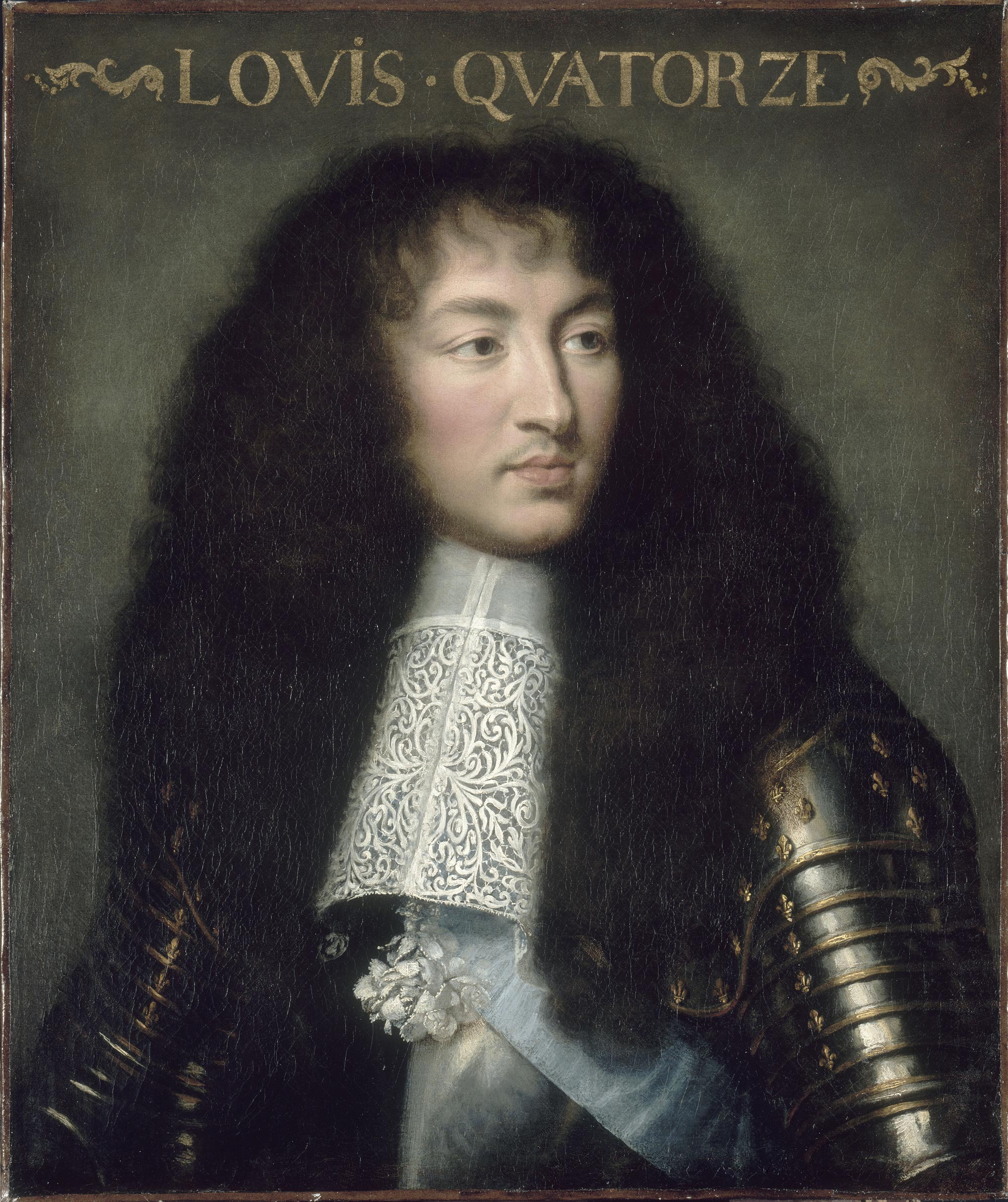
Charles Lebrun (?): Louis XIV, ca. 1662
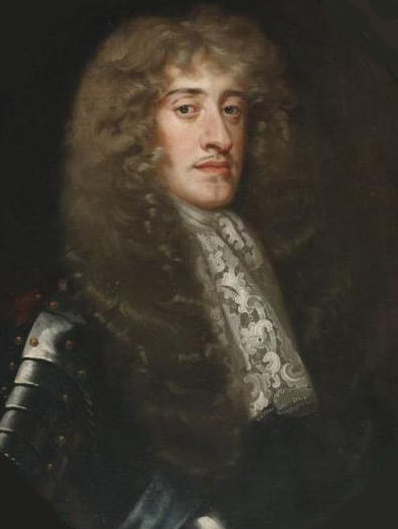
Peter Lely: James II. Stuart (1633–1701), ca. 1660–1665
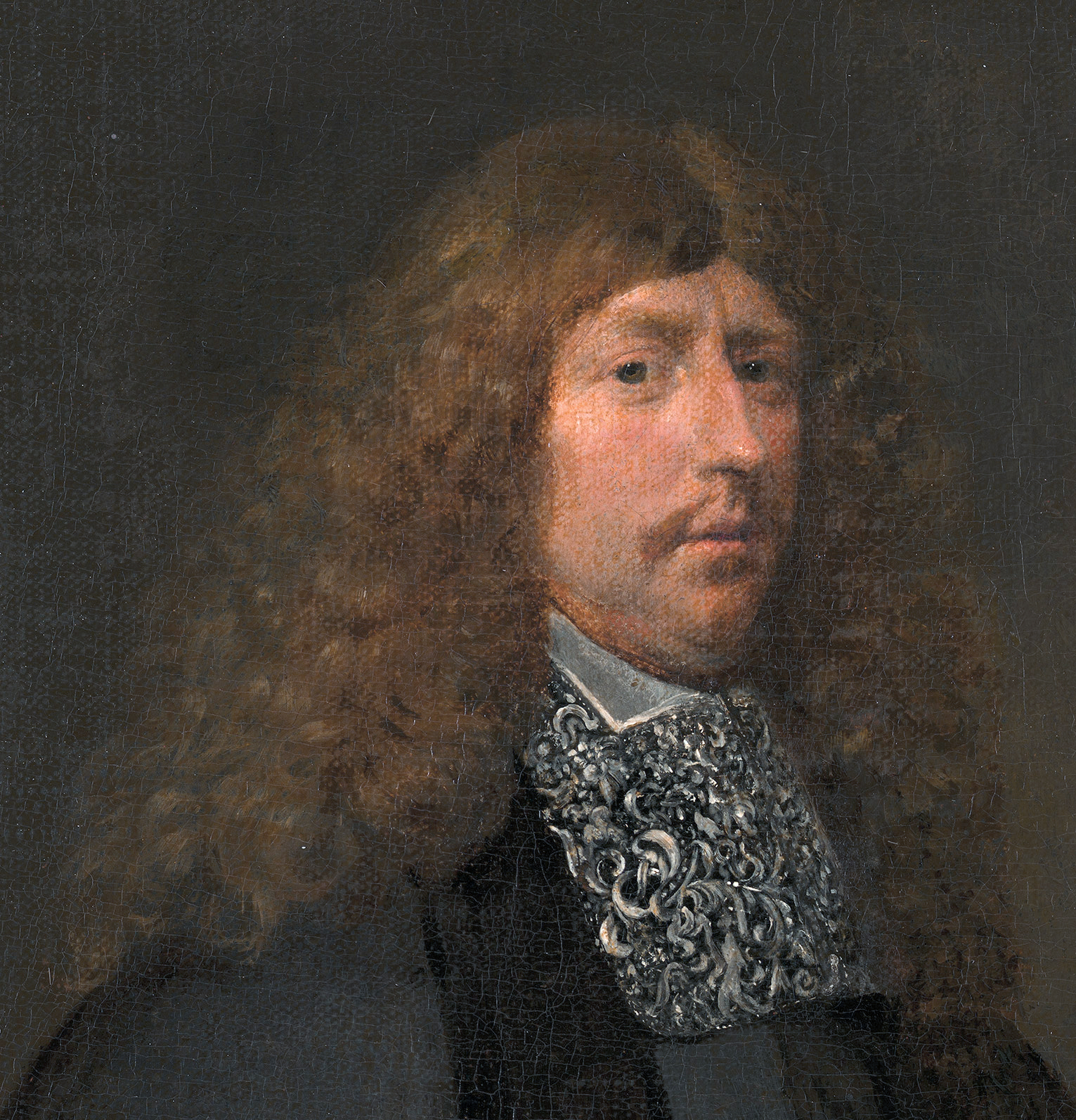
Gerard ter Borch: Selbstporträt (Detail), 1666–1670
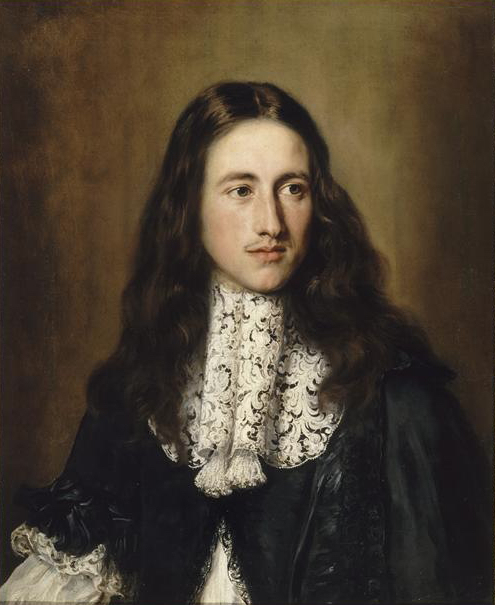
Jacob Ferdinand Voet (1639–1689): Augusto Chigi, Sohn von Agostino Chigi und Maria Virginia Borghese, um 1660–1670
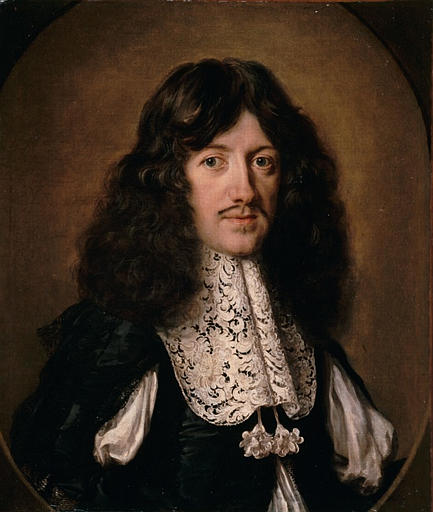
Jacob Ferdinand Voet: Jean de Souhigaray, um 1660–1670
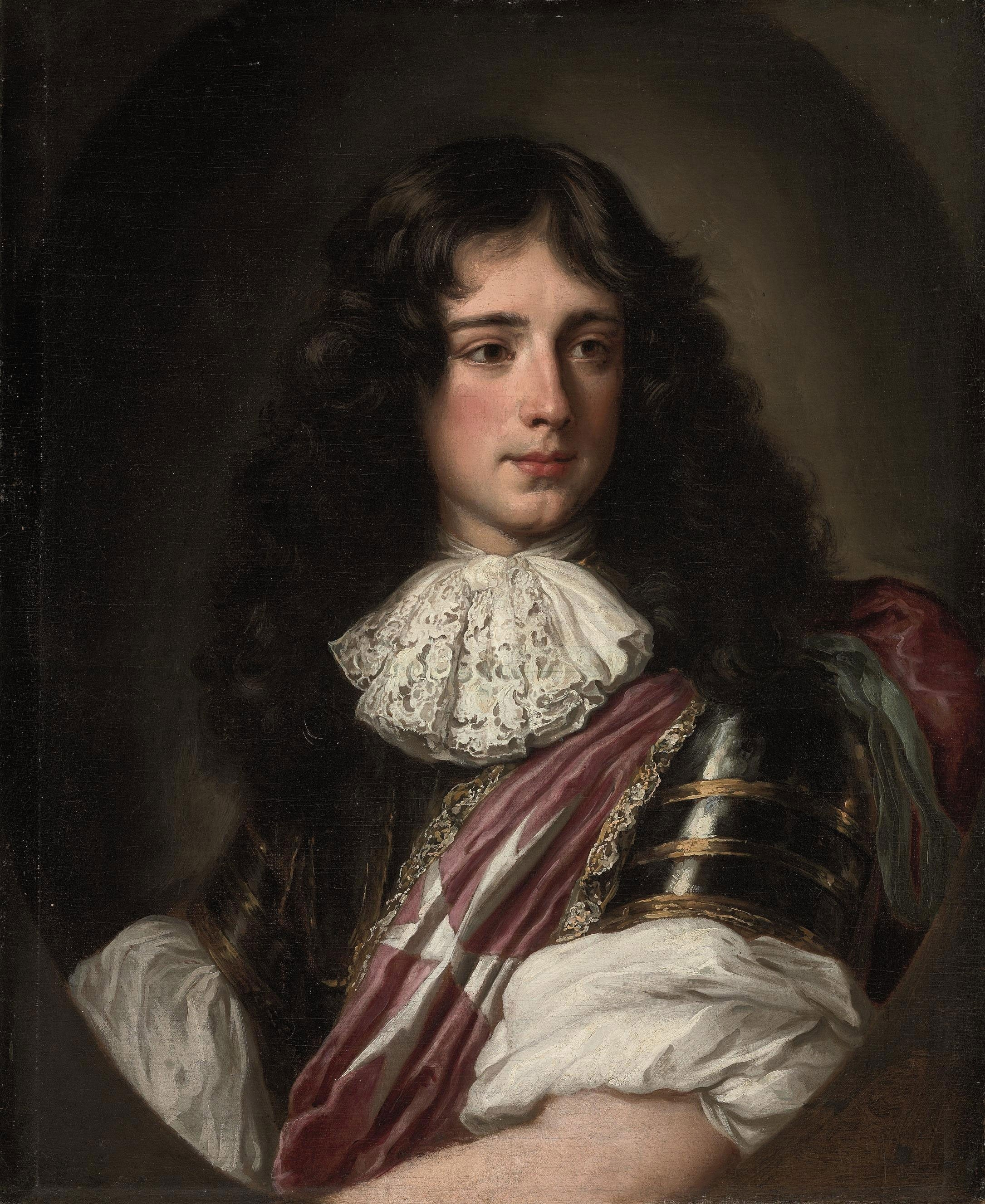
Jacob Ferdinand Voet (1639–1689): Philippe, Duc de Vendôme (1655-1727), Grand Prior der Malteserritter in Frankreich, ca. 1675–1685
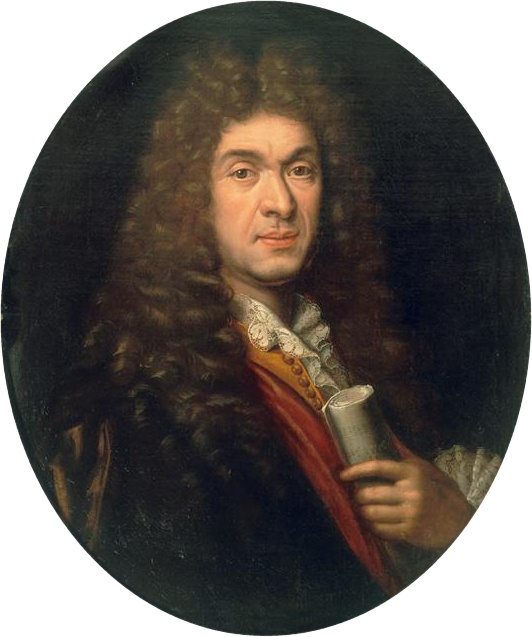
Paul Mignard (?): Jean-Baptiste Lully (1632–1687), um 1680
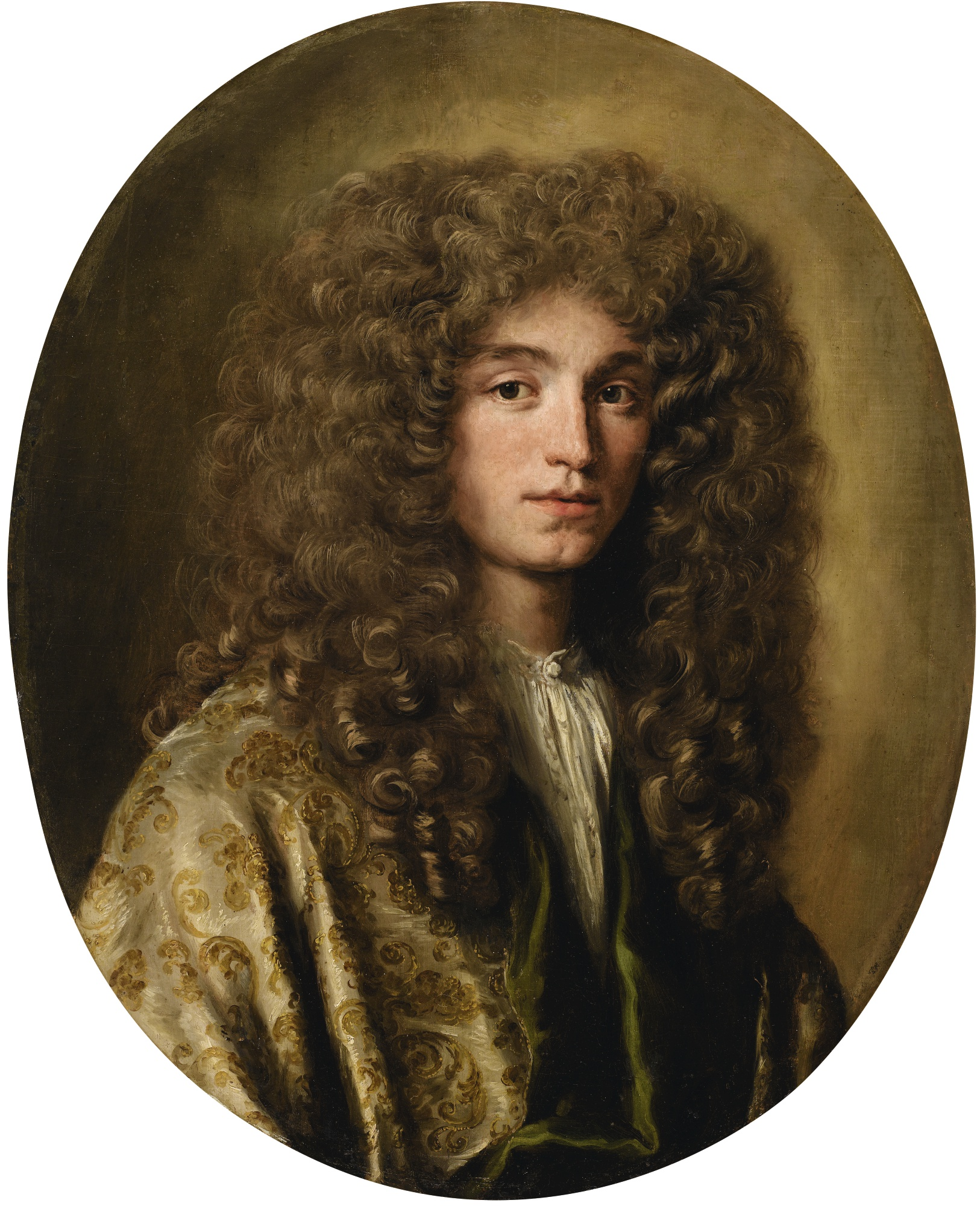
Jacob Ferdinand Voet (1639–1689): Porträt eines jungen Mannes ‚mit Perücke‘, um 1680
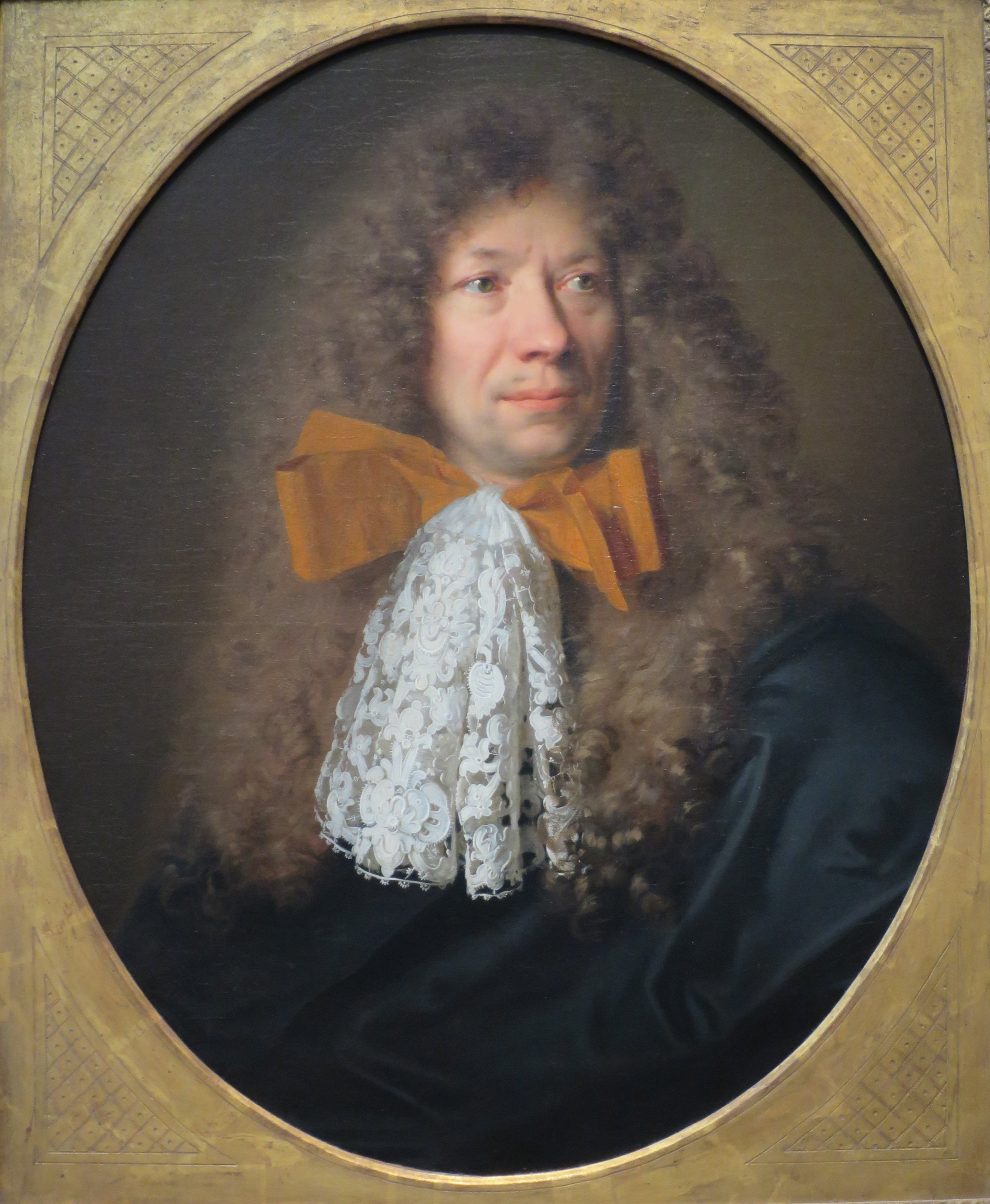
Nicolas de Largillière: Der Maler Adam Frans van der Meulen (oder Pierre van Schuppen ?), 1680
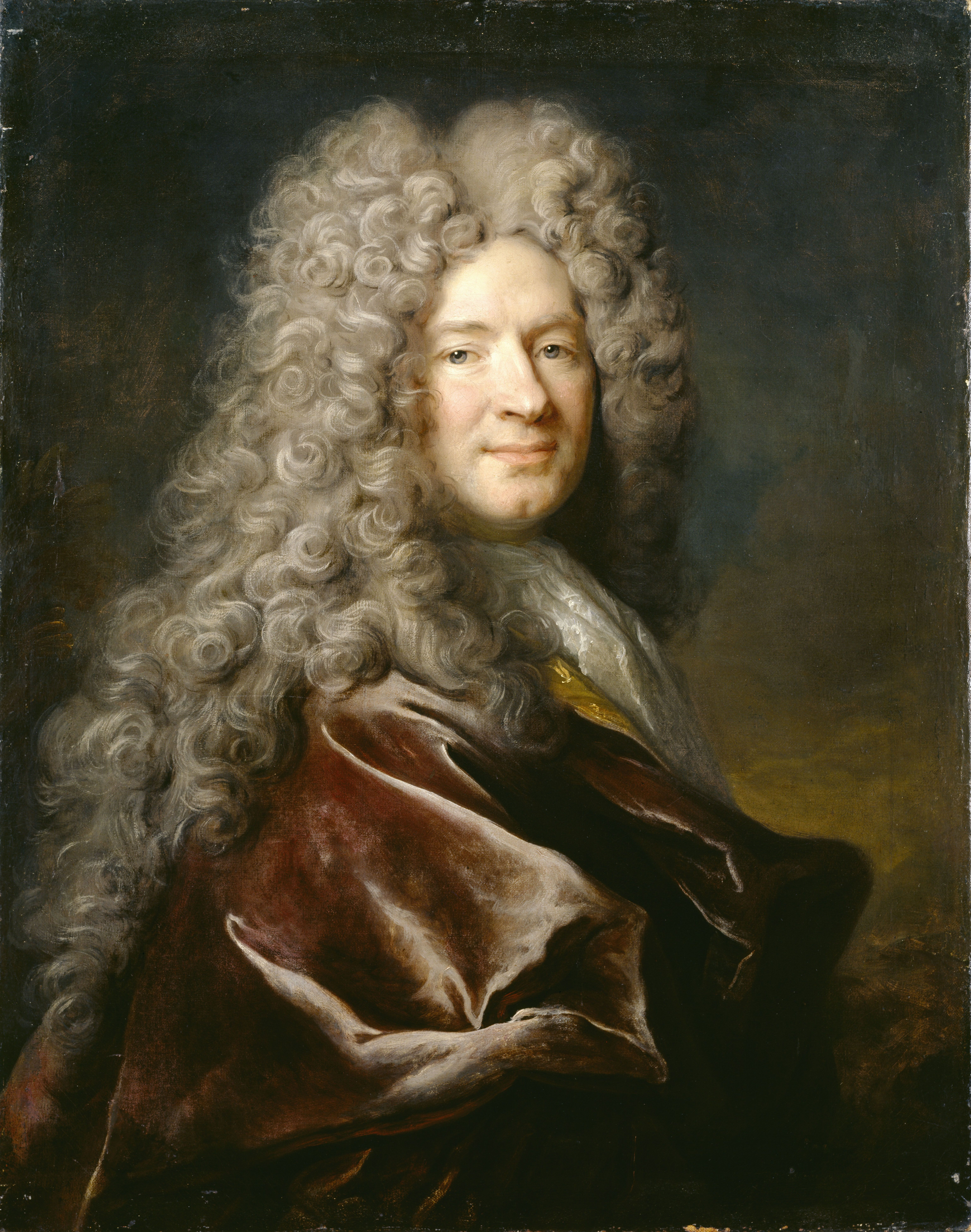
Nicolas de Largillière: Porträt eines Herrn in rotem Gewand, um oder nach 1700. Üppige gepuderte Lockenpracht.
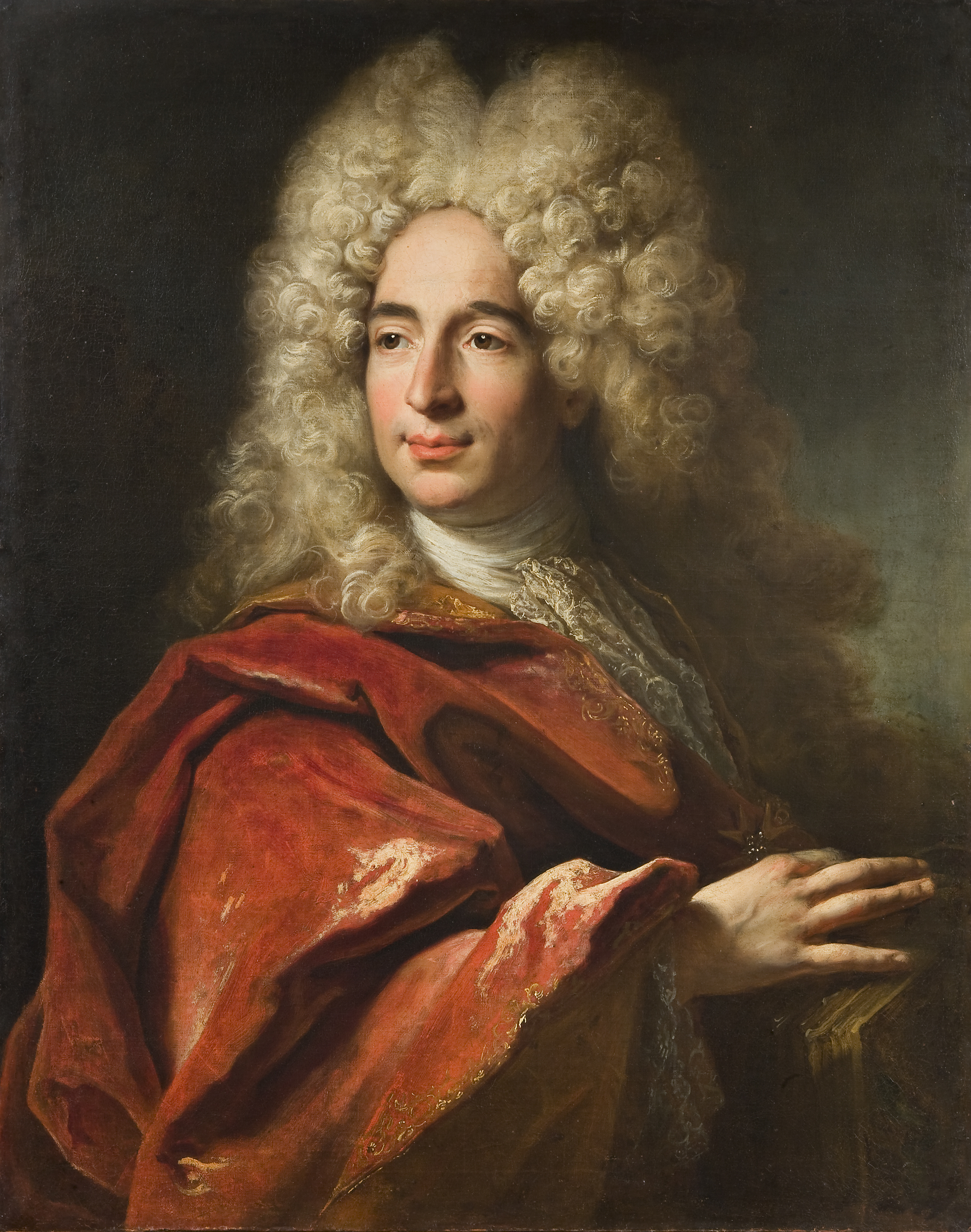
Nicolas de Largillière: Herrenporträt, um oder nach 1700. Gepuderte blonde Perücke.
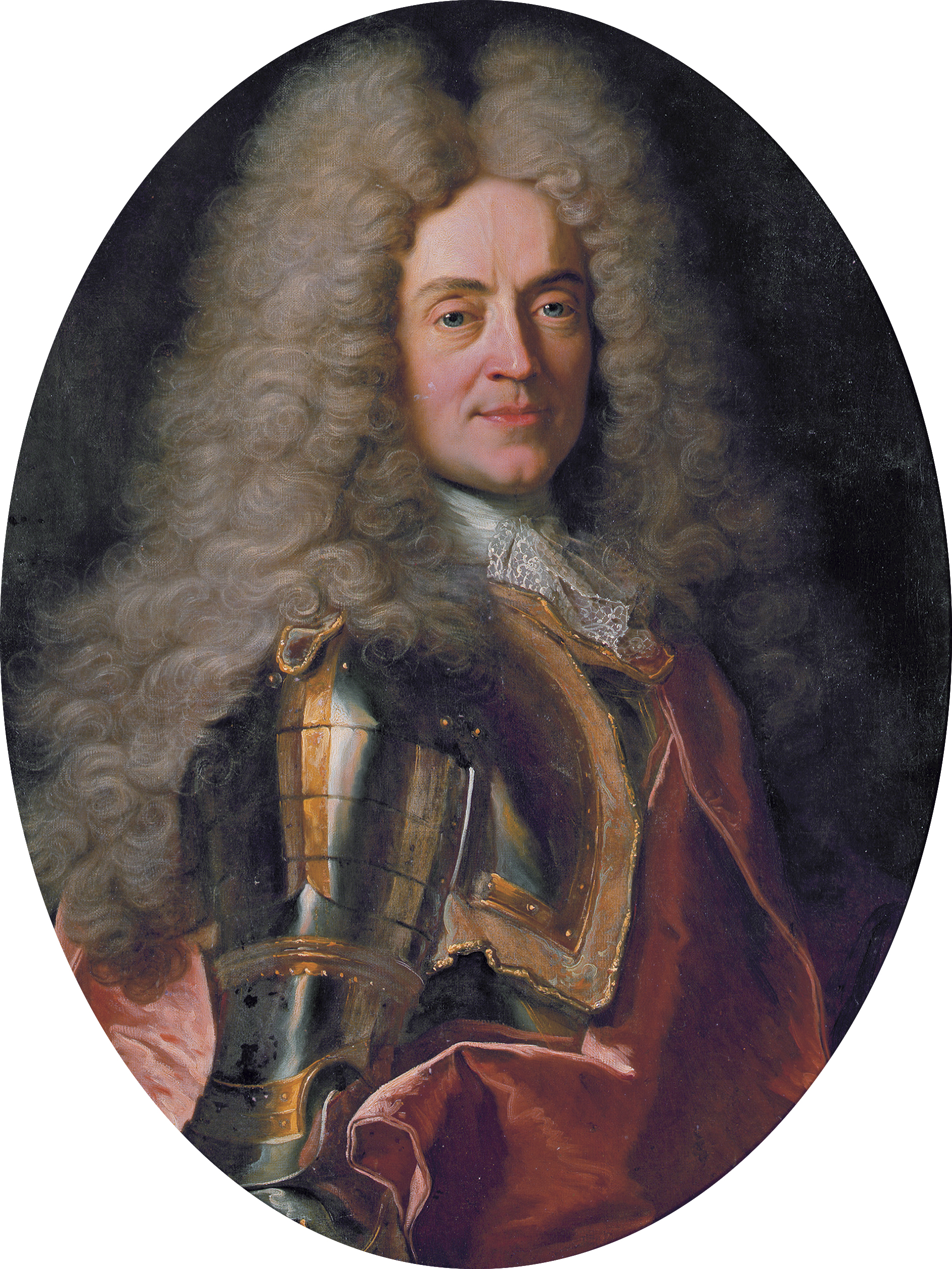
Nicolas de Largillière: Anton Ulrich von Braunschweig, vor 1704 (?). Auch deutsche Fürsten stehen in nichts nach!
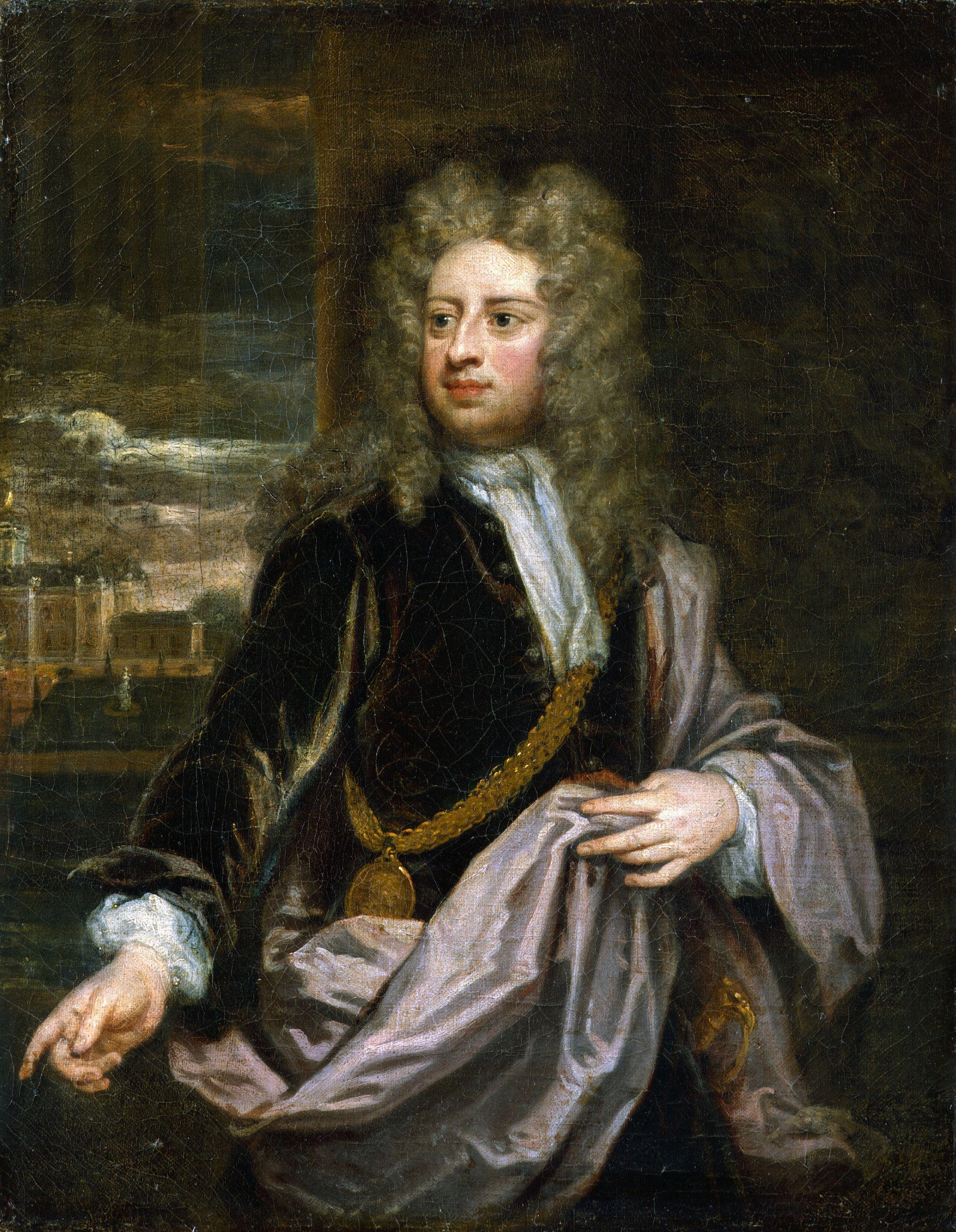
Godfrey Kneller: Selbstporträt mit Perücke, um 1700. In England kommt eine kleinere, etwas eckige Perücke auf, mit kürzerem Haar vor allem an den Seiten.
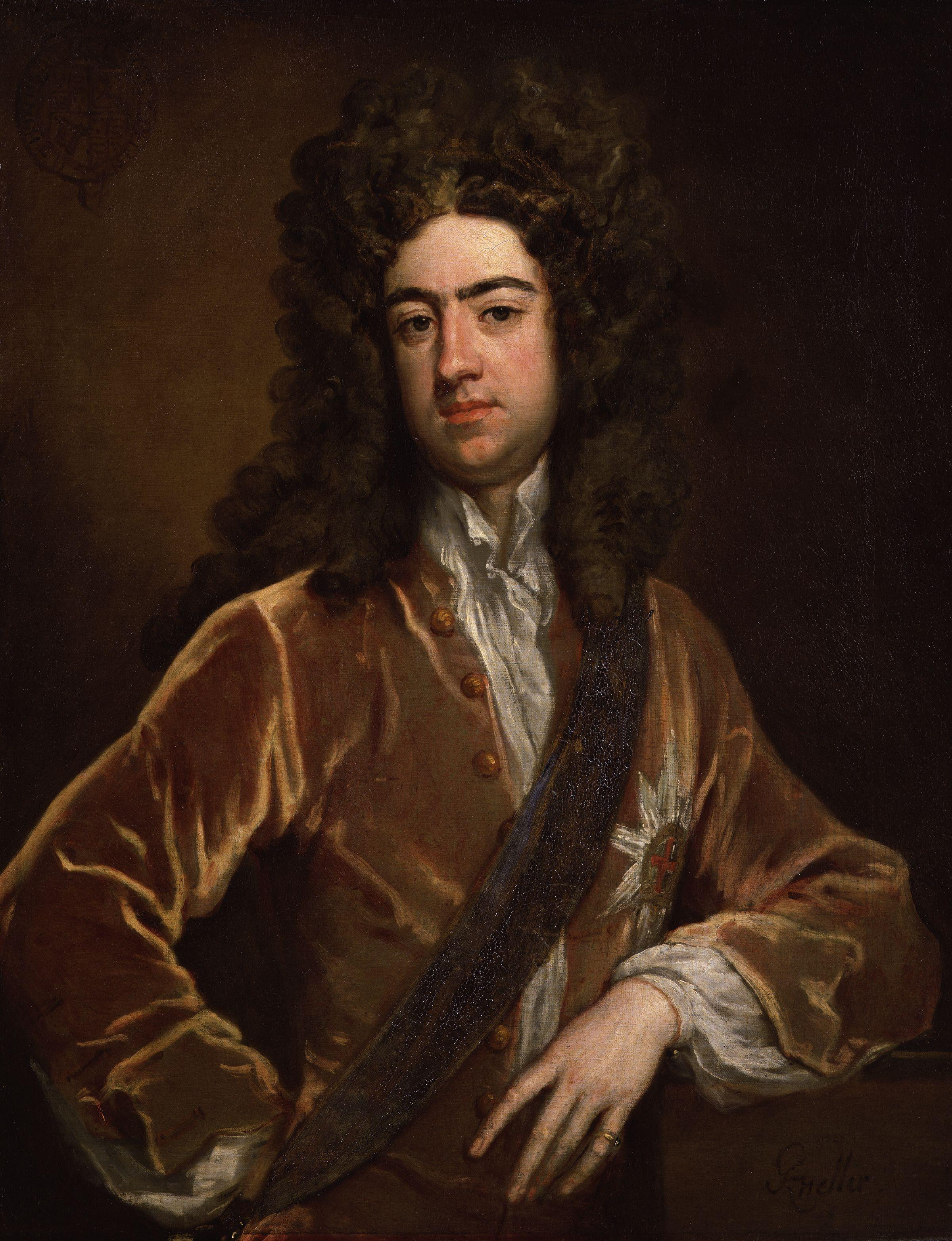
Godfrey Kneller: Charles Lennox, 1. Duke of Richmond and Lennox, um 1703-1710
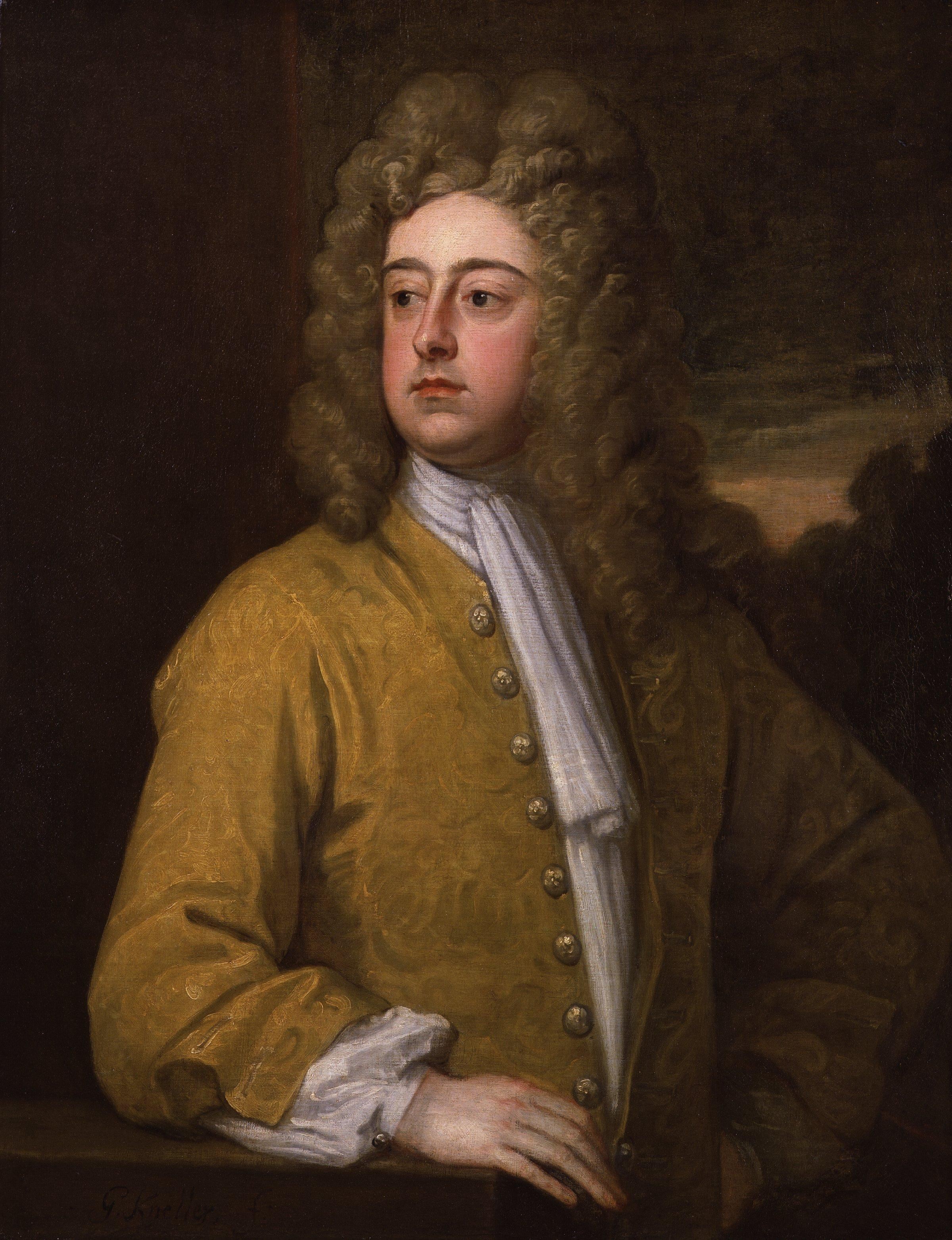
Godfrey Kneller: Francis Godolphin, 2. Earl of Godolphin, 1710-1712
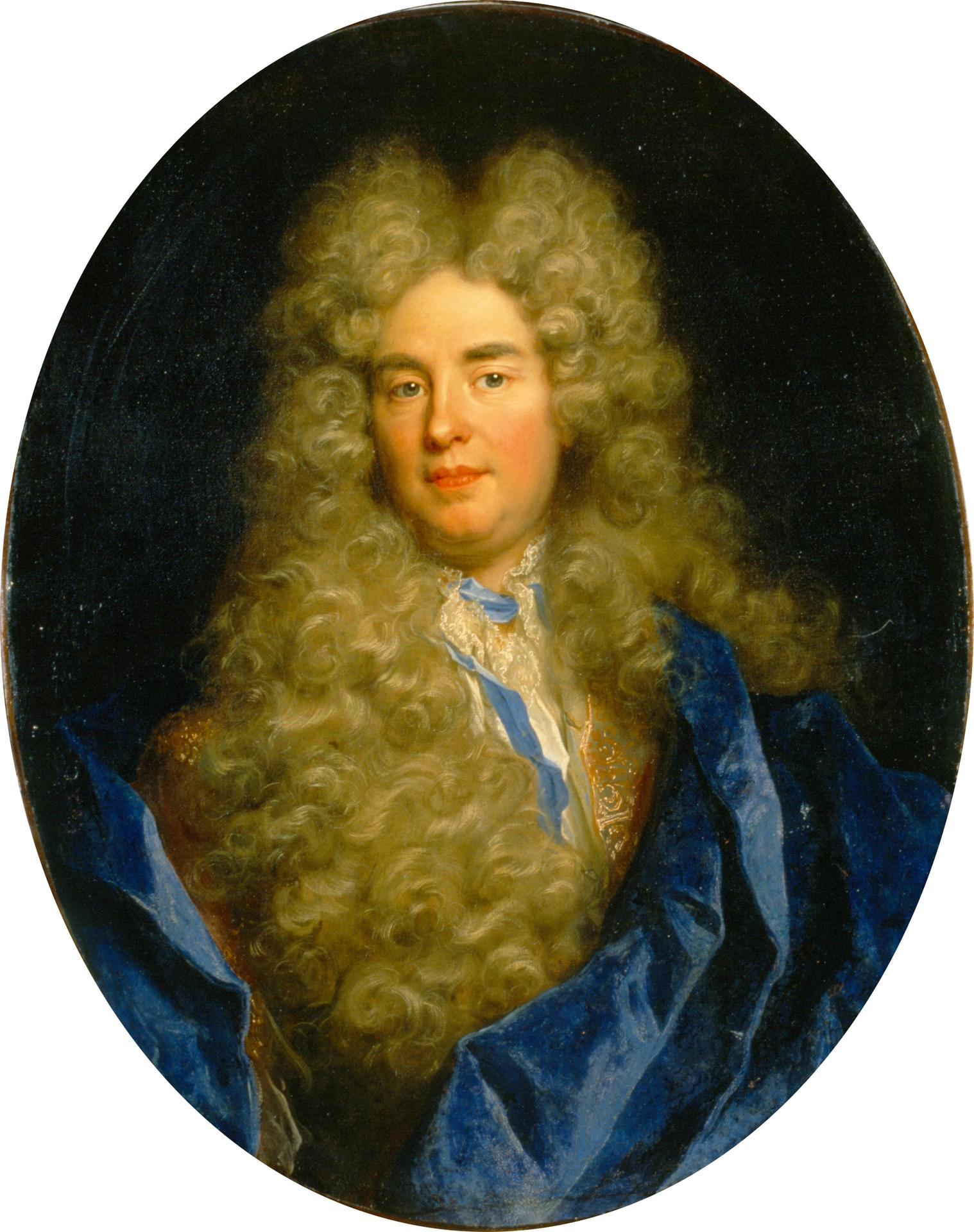
Nicolas de Largillière: Jehan-Baptiste Roze Moussard. Riesige gepuderte goldblonde Allongeperücke.
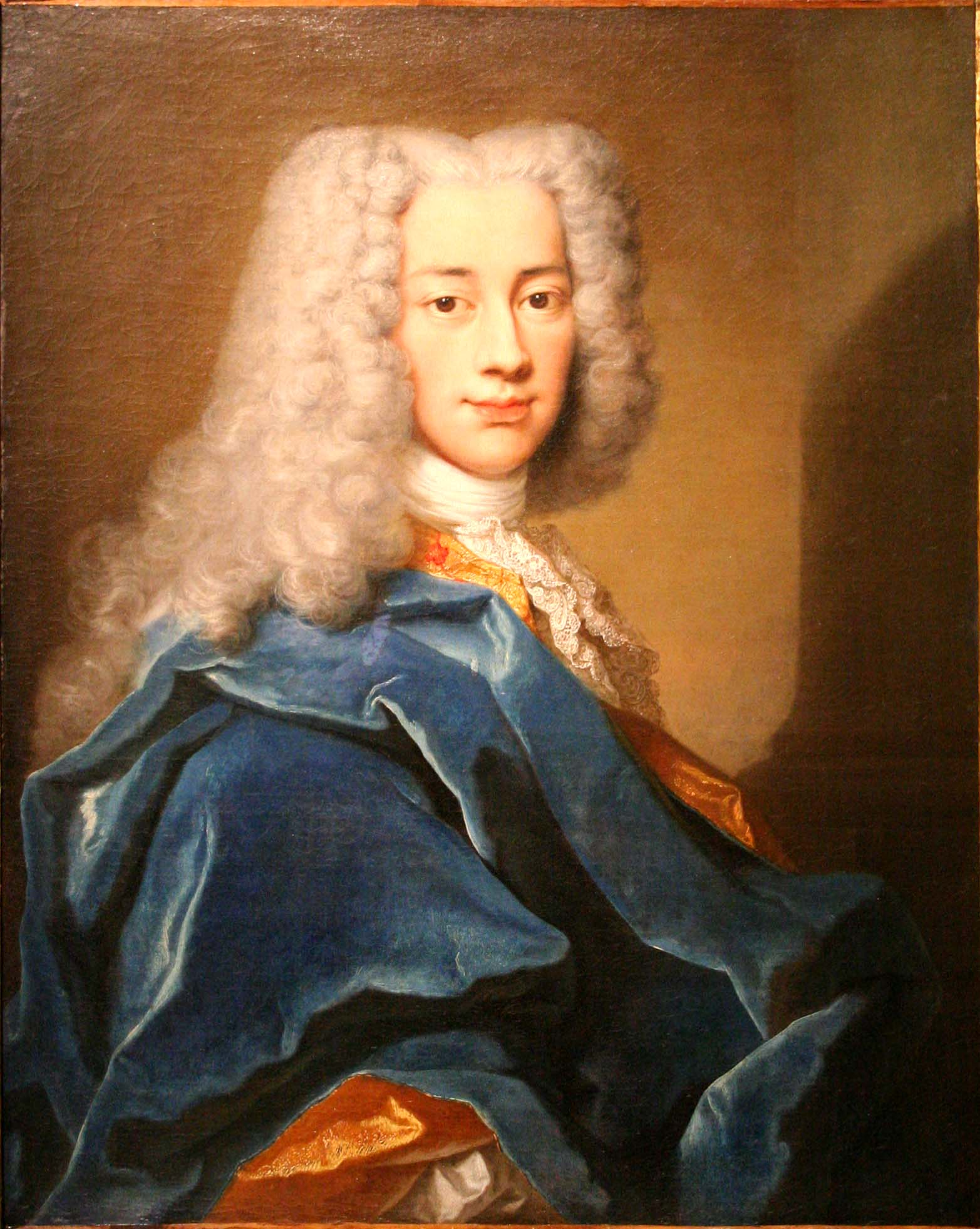
Nicolas de Largillière: Portrait, etwa 1715. Am Ende der Ära Ludwigs XIV. kündigt sich ein anderer Stil an: Komplett weiße, flache Perücke.

## Damenmode

### 1650 bis etwa 1670

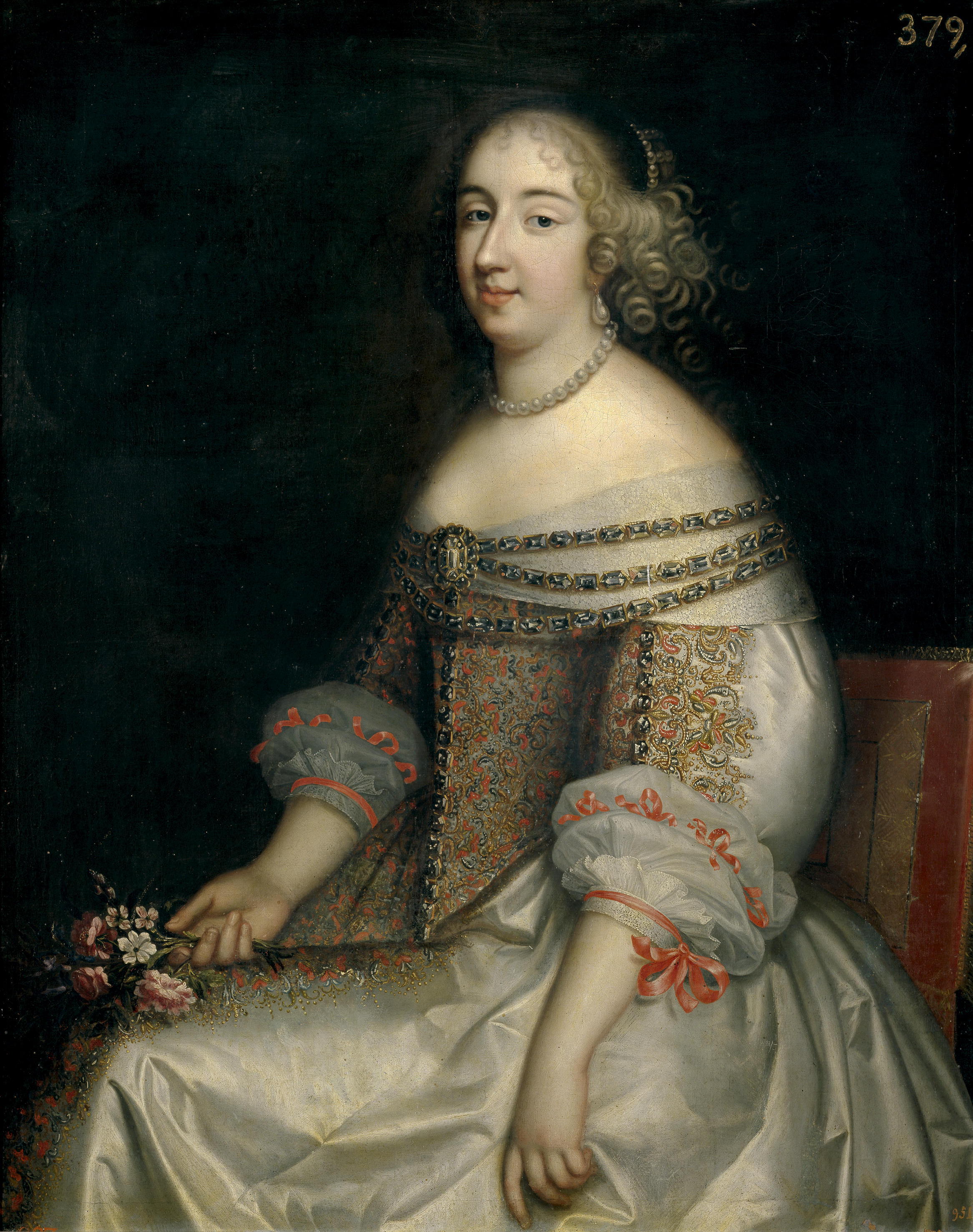
Charles Beaubrun: Mademoiselle de Montpensier, 1655. Die Cousine Ludwigs XIV. und reichste Frau Frankreichs in einem weißen Seidenkleid mit feinsten Stickereien in Rot, Gold und Silber. An Kragen und Manschetten Spitzen mit einem so feinen Blumenmuster, dass es nur aus der Nähe zu sehen ist. Dazu eine Parure aus echten Diamanten an Mieder und Kragen.

Im Gegensatz zu der früheren spanischen Mode, die man in Spanien selber in abgewandelter Form noch bis mindestens in die 1660er Jahre trug, betonte die französische Frauenmode des Barock die weiblichen Formen. Von 1650 bis etwa 1670 trugen die Frauen ein geschnürtes Mieder (eine Art Korsett), das vorne in eine Spitze auslief und den Busen hob. Das Vordere des Mieders wurde häufig verziert, z. B. mit Borten oder Stickereien. Die Taille war zunächst noch nicht sehr betont, wurde aber ab 1660 nach und nach immer enger geschnürt. Dazu ein großes ovales Dekolleté, das die Schultern und den halben Busen sehen ließ und entweder mit Spitzen, Musselin oder durchsichtigen Gaze-Stoffen umrandet wurde, die manchmal mit floralen Motiven bemalt waren. Die Ärmel des Kleides waren in dieser Frühzeit noch ziemlich weit, sie reichten höchstens bis zu den Ellenbogen, darunter sahen, als Pendant zur Herrenmode, die bauschigen Ärmel des Unterhemdes mit Volants und Spitzenmanschetten hervor. An Mieder und Ärmeln Schleifen und Bänder.
Der Rock des Kleides fiel frei und in bauschigen Falten herab, manchmal gab es ansatzweise eine kleine Schleppe. Das Obergewand (jupe de dessus – 'Überrock') nannte man auch Manteau. Dieser war vorne manchmal offen und ließ einen anderen Rock sehen, oft in anderer Farbe, Stoff oder Muster. Zwischen 1650 und 1670 waren in der Damenmode helle Farben modern, ein weißes Seidenkleid geradezu klassisch aktuell.

Damenmode ca. 1650-1680
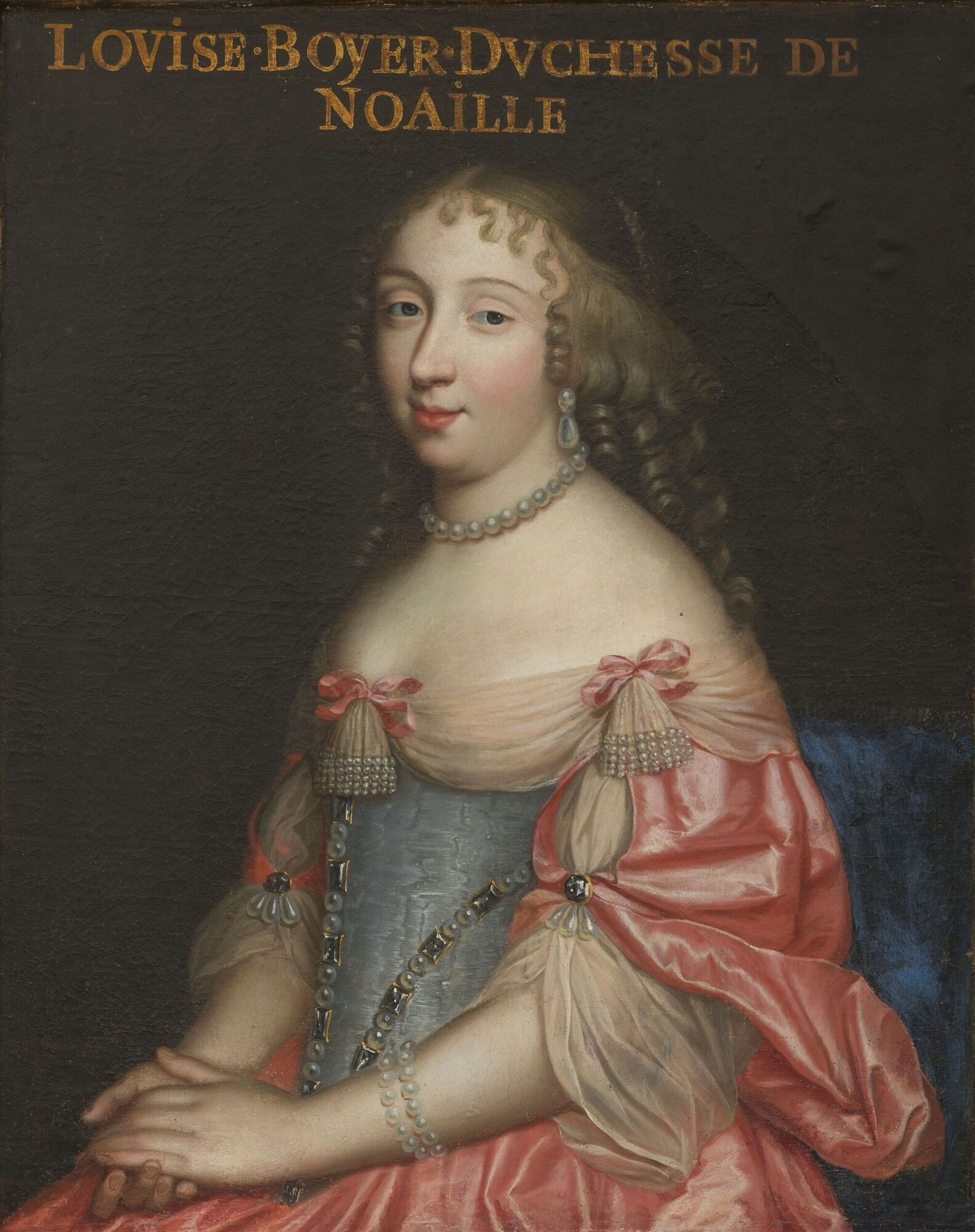
Charles Beaubrun: Louise Boyer, Duchesse de Noailles (1632-1697), ca. 1650-1658. Kleid aus lachsrosa Satin mit silbergrauem Mieder aus Seiden-Moiré; Ärmel des Unterhemdes und Kragen aus cremeweißem Musselin; dazu eine Parure aus Perlen und Diamanten an Mieder und Ärmeln.
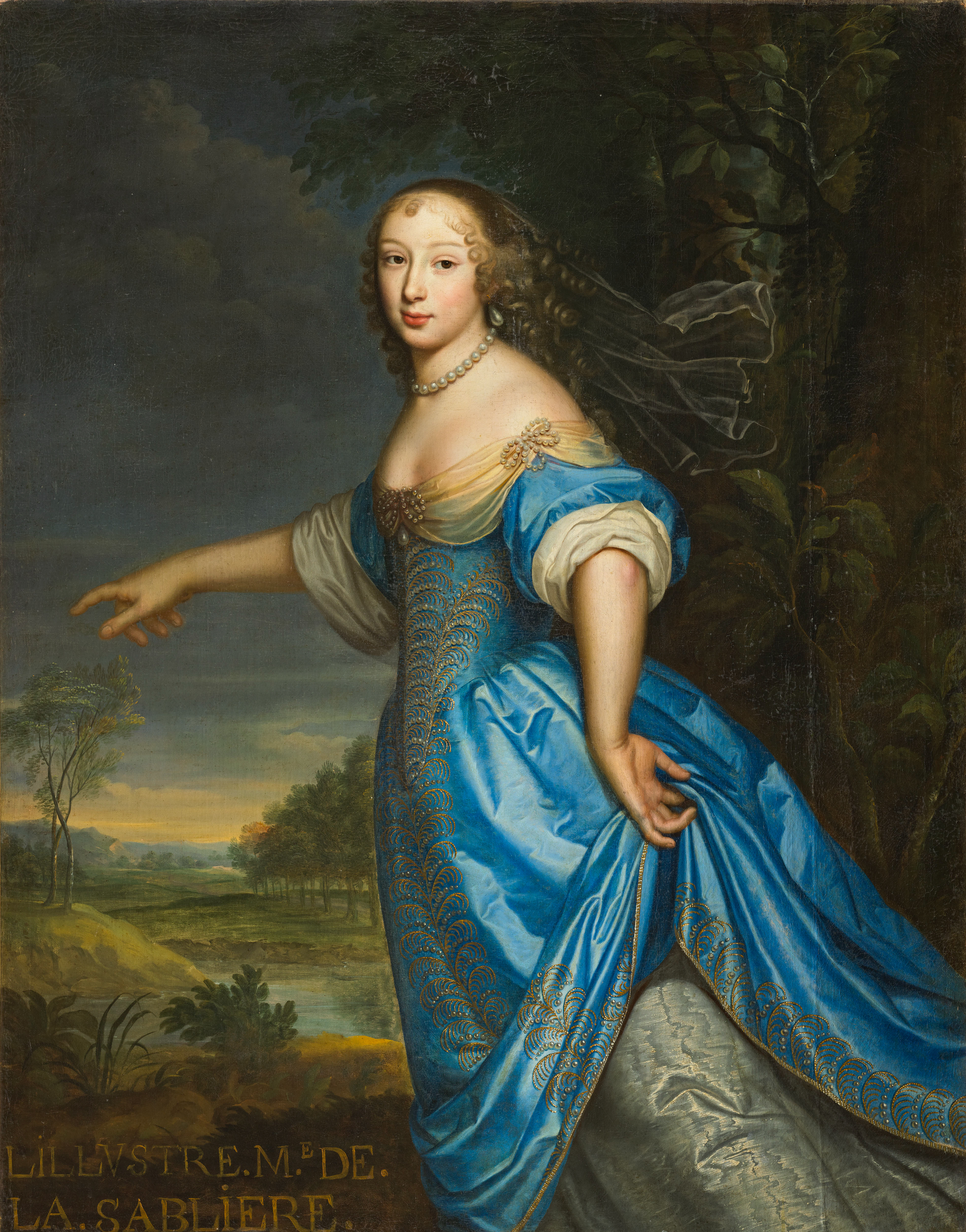
Pierre Mignard: Madame de la Sablière, ca. 1660-1670. Ein hellblaues Seidenkleid, das vorne an Mieder und Rock und am Saum mit feinsten Stickereien verziert ist. Die Hofdame lüpft etwas den Oberrock, um den Unterrock aus silberweißem Moiré sehen zu lassen – die sogenannte Friponne ("schalkhaft").
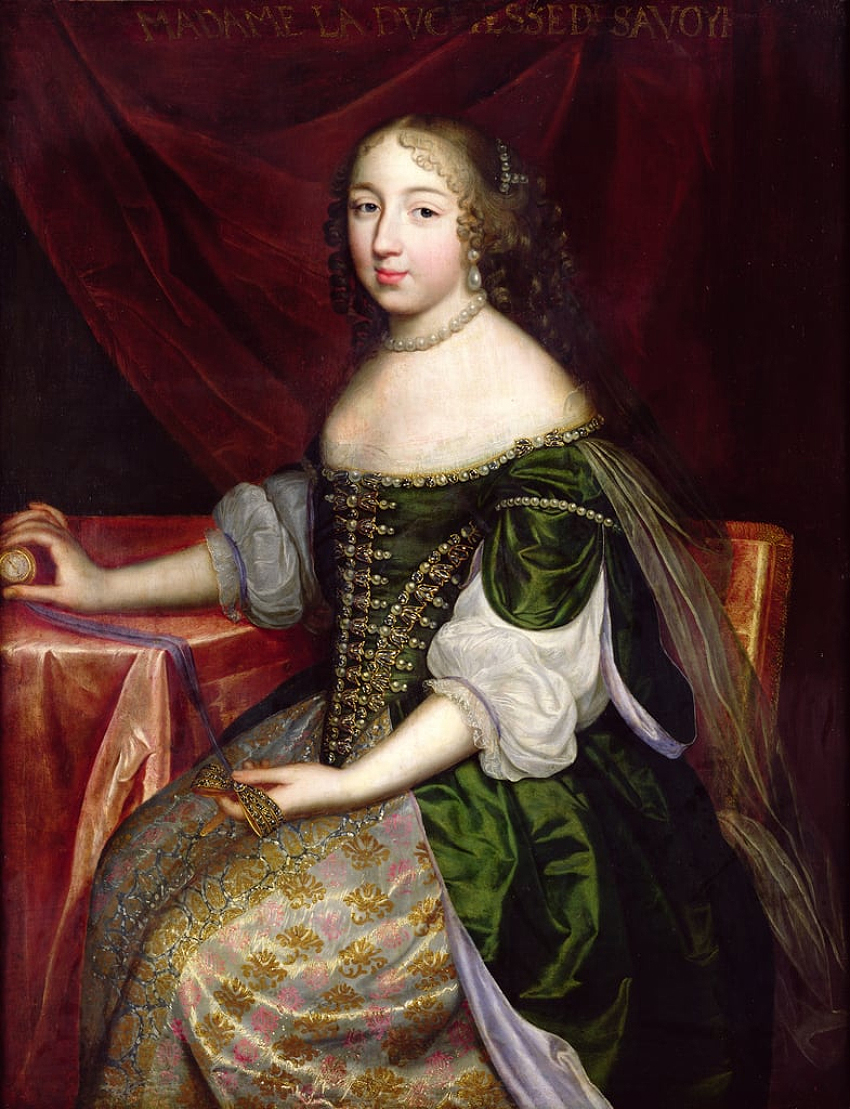
Charles Beaubrun: Françoise Madeleine d'Orléans, Herzogin von Savoyen, ca. 1655-1660. Ein sehr prächtiges Gewand: unter einem dunkelgrünen Seiden-Manteau mit fliederfarbenen Aufschlägen ein Rock aus perlmutten schillerndem rosa-gemustertem Satin mit Goldstickereien. Überall Perlen: an Hals, Ohren, im Haar, an Mieder und am Ausschnitt.
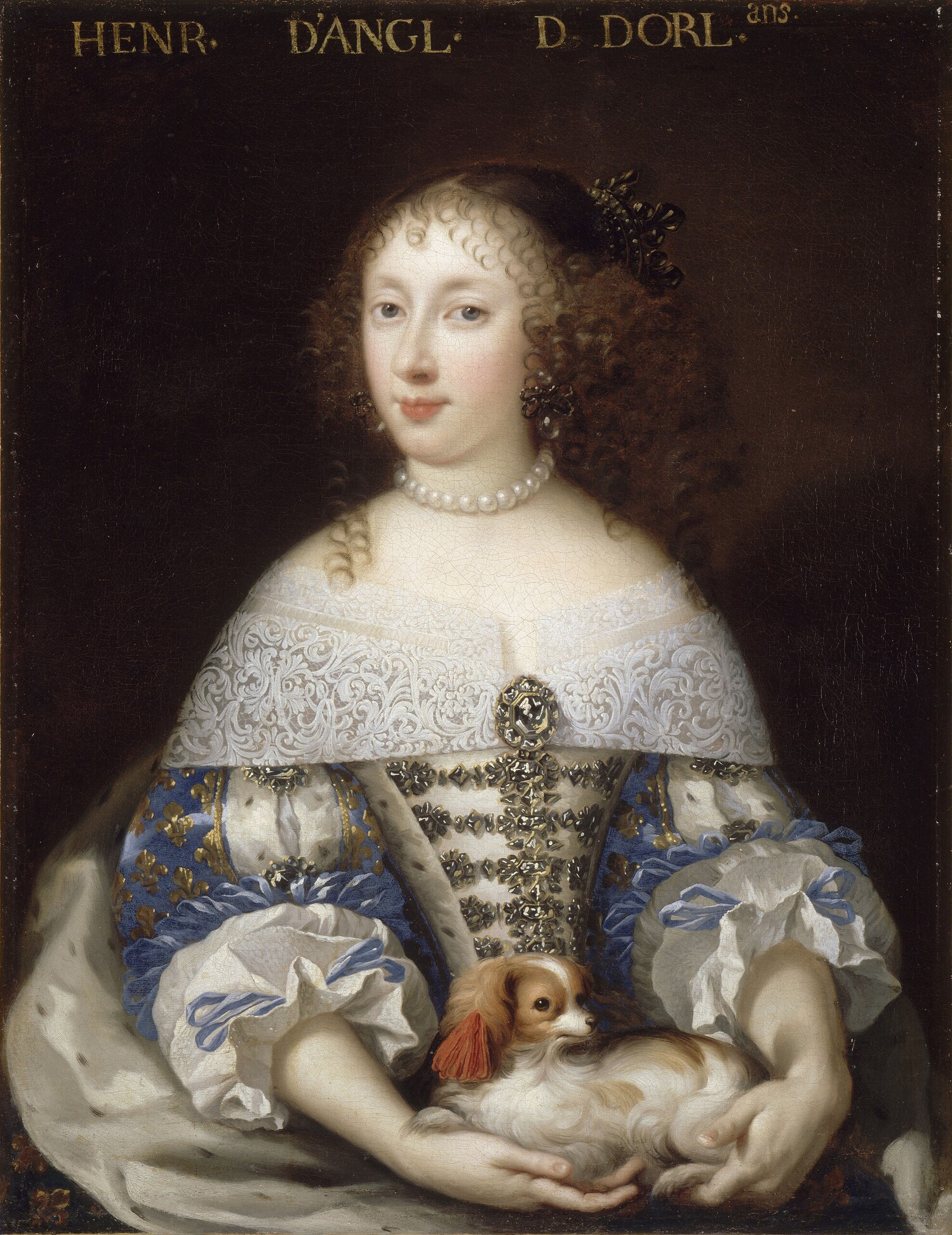
Pierre Mignard: Henriette d'Angleterre, duchesse d'Orléans, genannt "Madame", ca. 1661-1665. Als Mitglied der königlichen Familie darf die Schwägerin des Sonnenkönigs goldene Lilien auf blauem Grund tragen, dazu große Diamant-Parure.
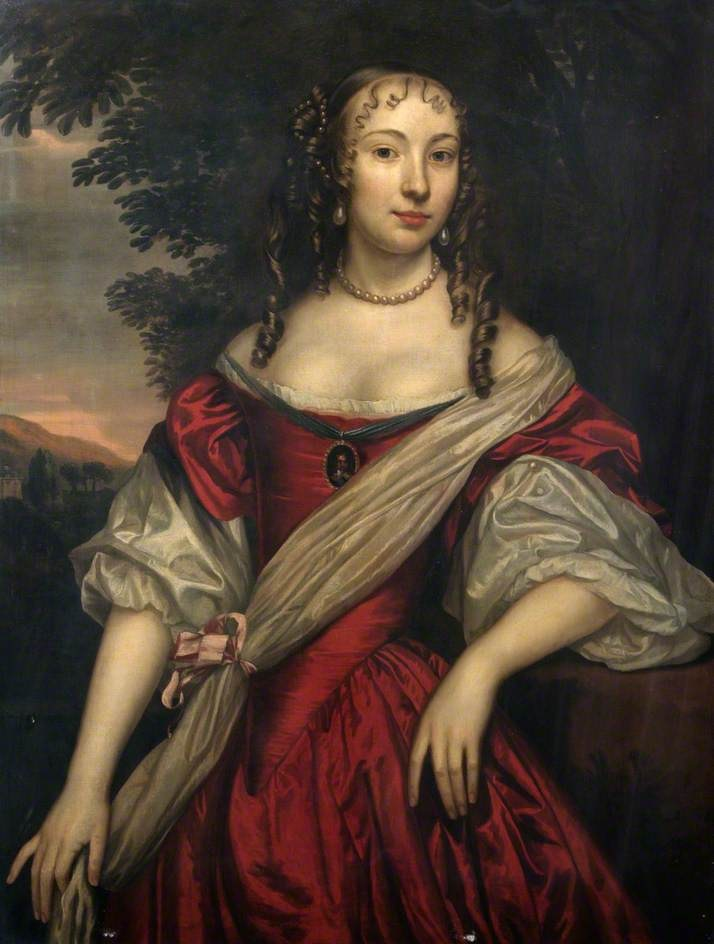
Jan Mytens: Henriette d'Angleterre, um 1665. Ein schlichtes rotes Seidenkleid in englischer Manier.
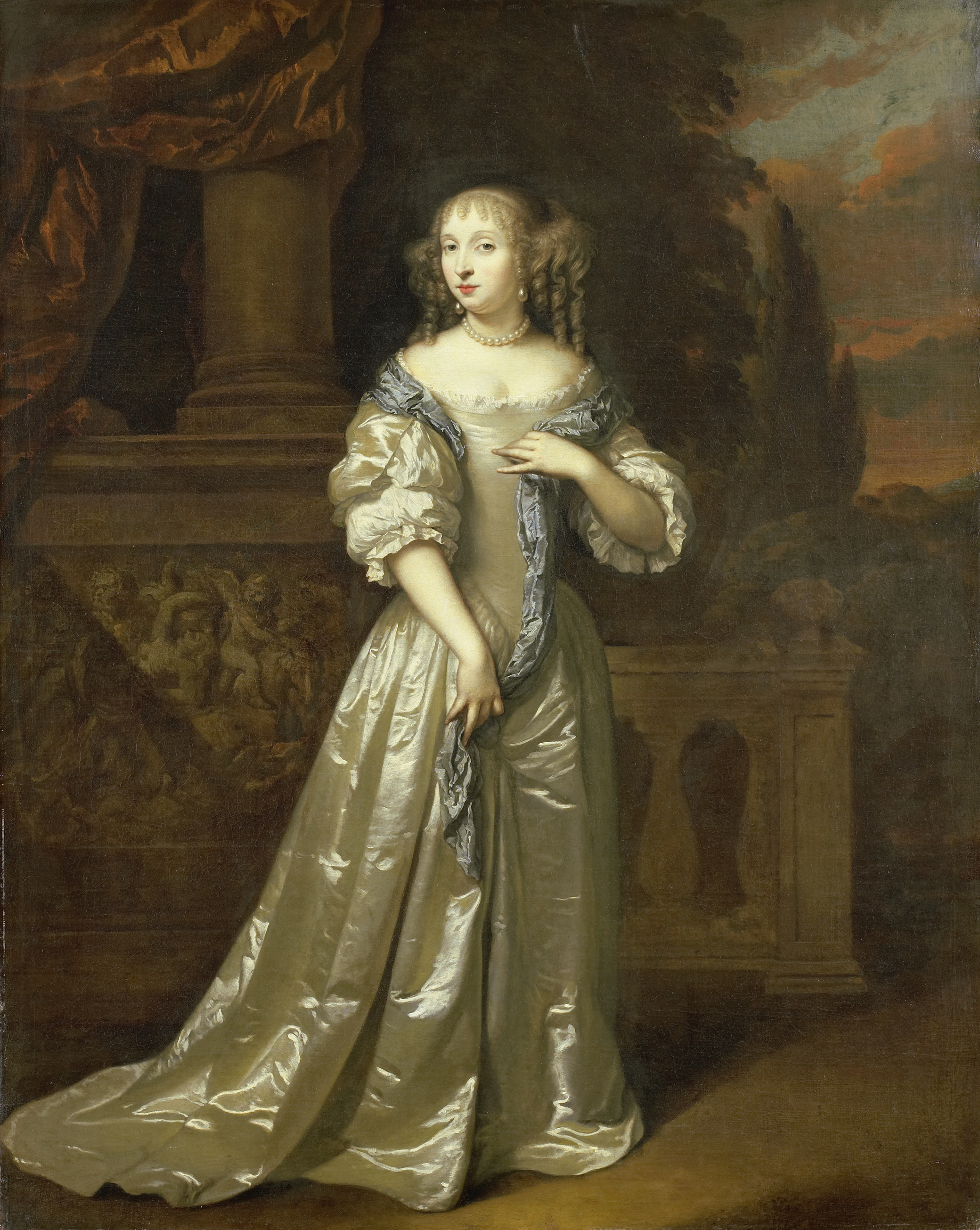
Caspar Netscher: Lady Philippina Staunton, 1668
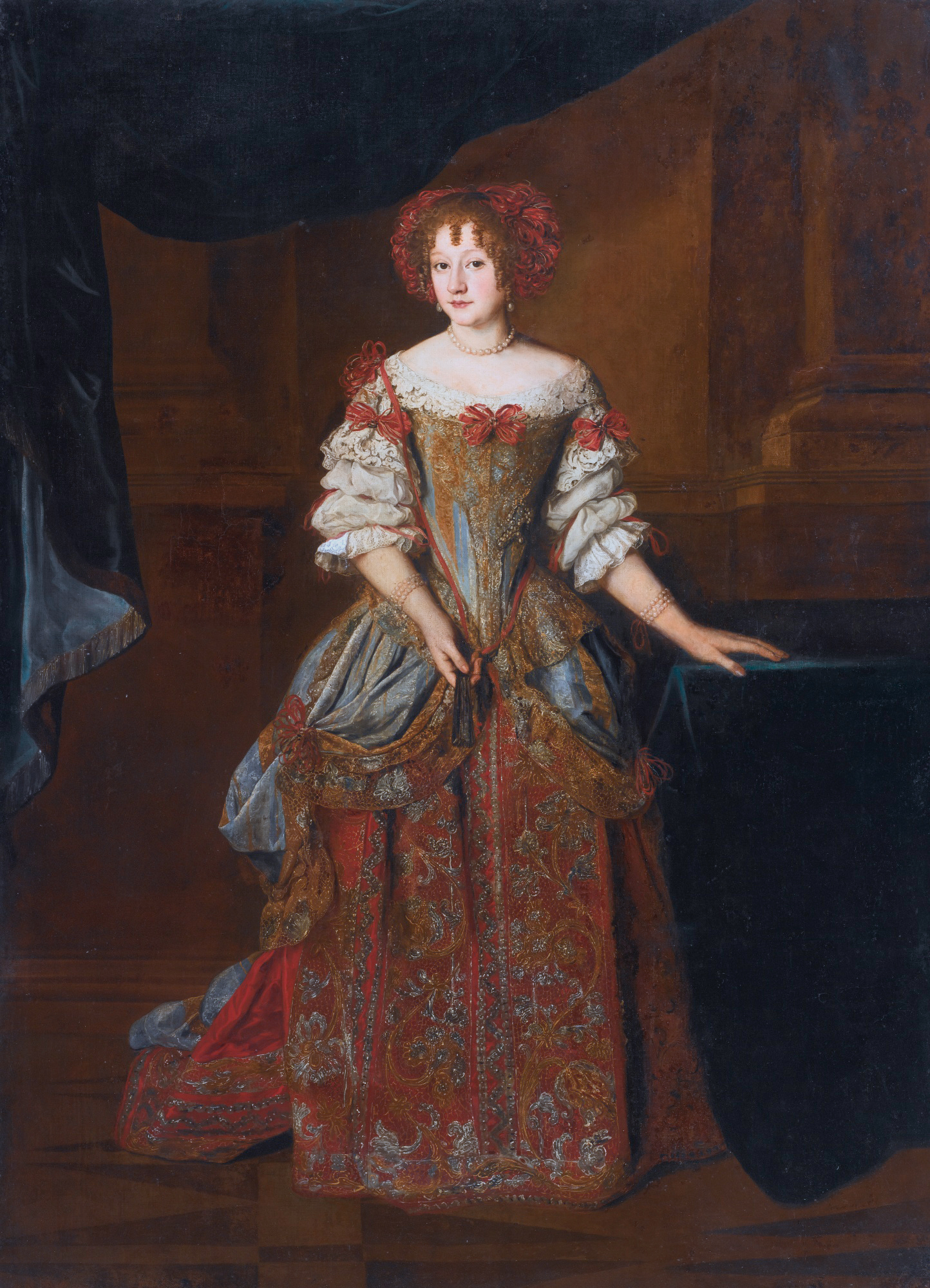
Jacob Ferdinand Voet: Prinzessin Teresa Pamphilj Cybo (1654 – 1704), ca. 1670-1674. An den Seiten leicht zurück drapierter Manteau aus himmelblauer, goldgestreifter Seide über einem roten Rock mit prunkender Gold- und Silberstickerei. Dekor aus roten Bändern und exquisiten Spitzen.
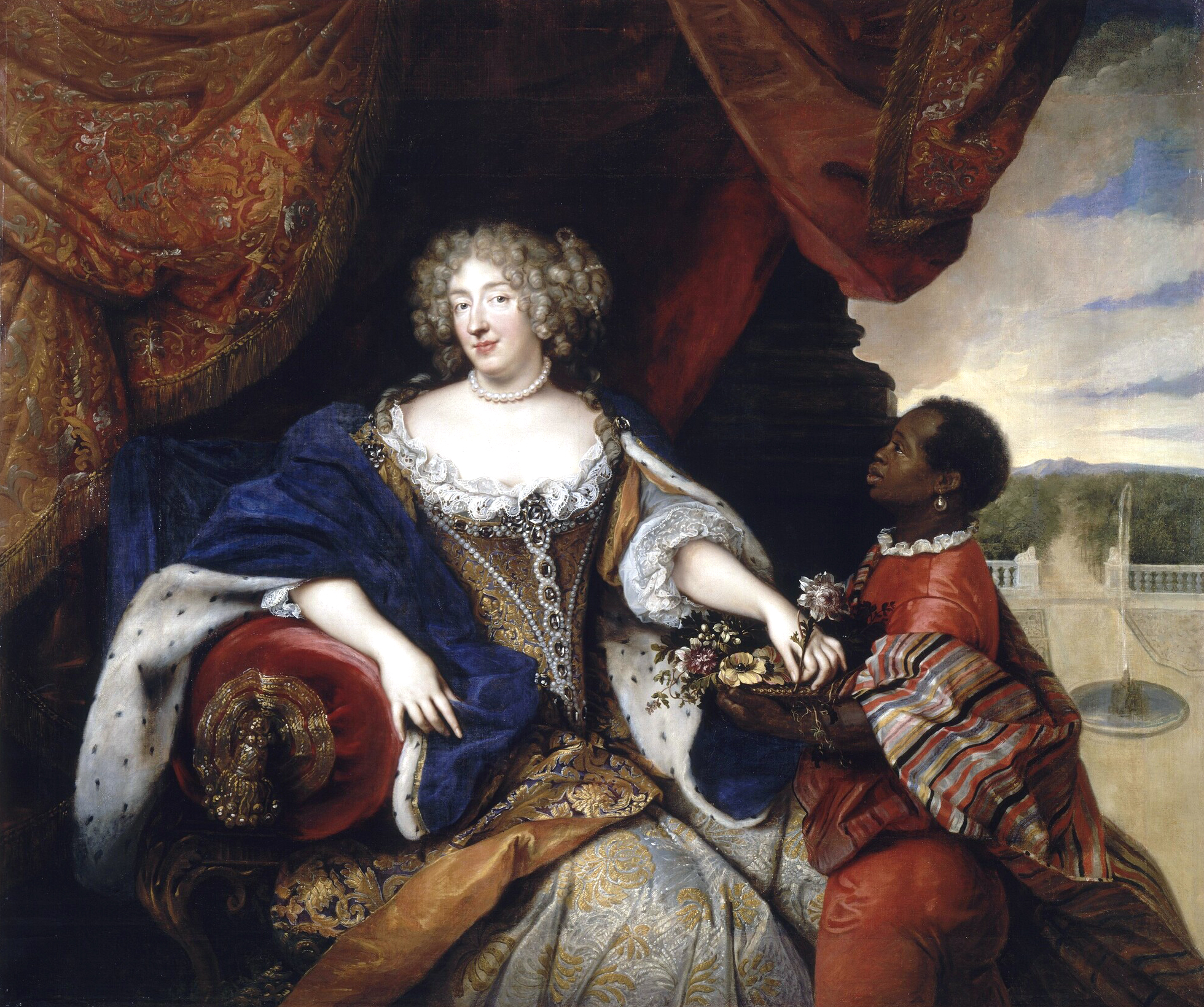
François de Troy (?): Liselotte von der Pfalz mit einem Mohren, ca. 1680
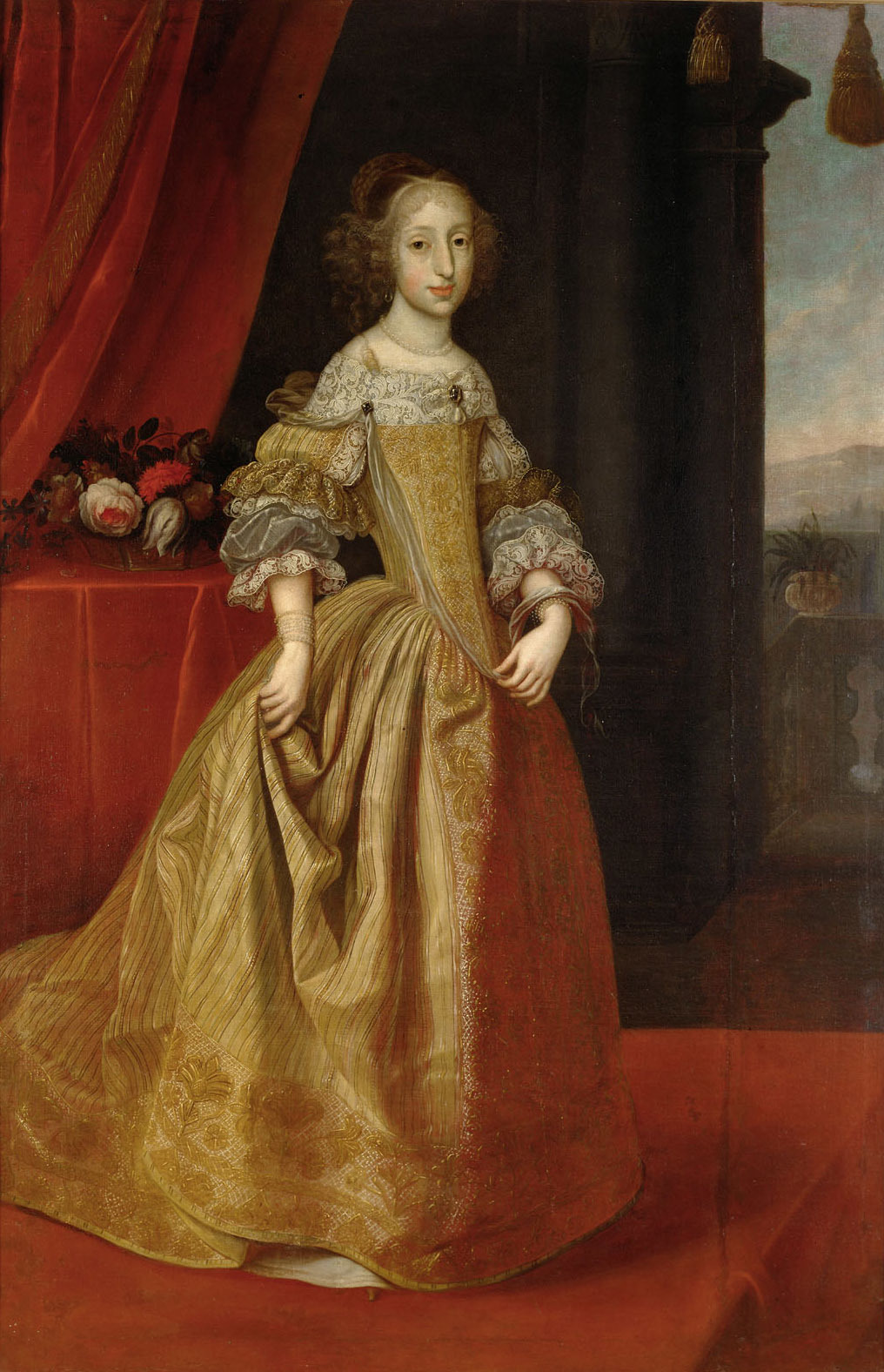
Benjamin von Block: Erzherzogin Maria Antonia (1669-1692), 1684. Am Wiener Hof ist man etwas altmodisch.

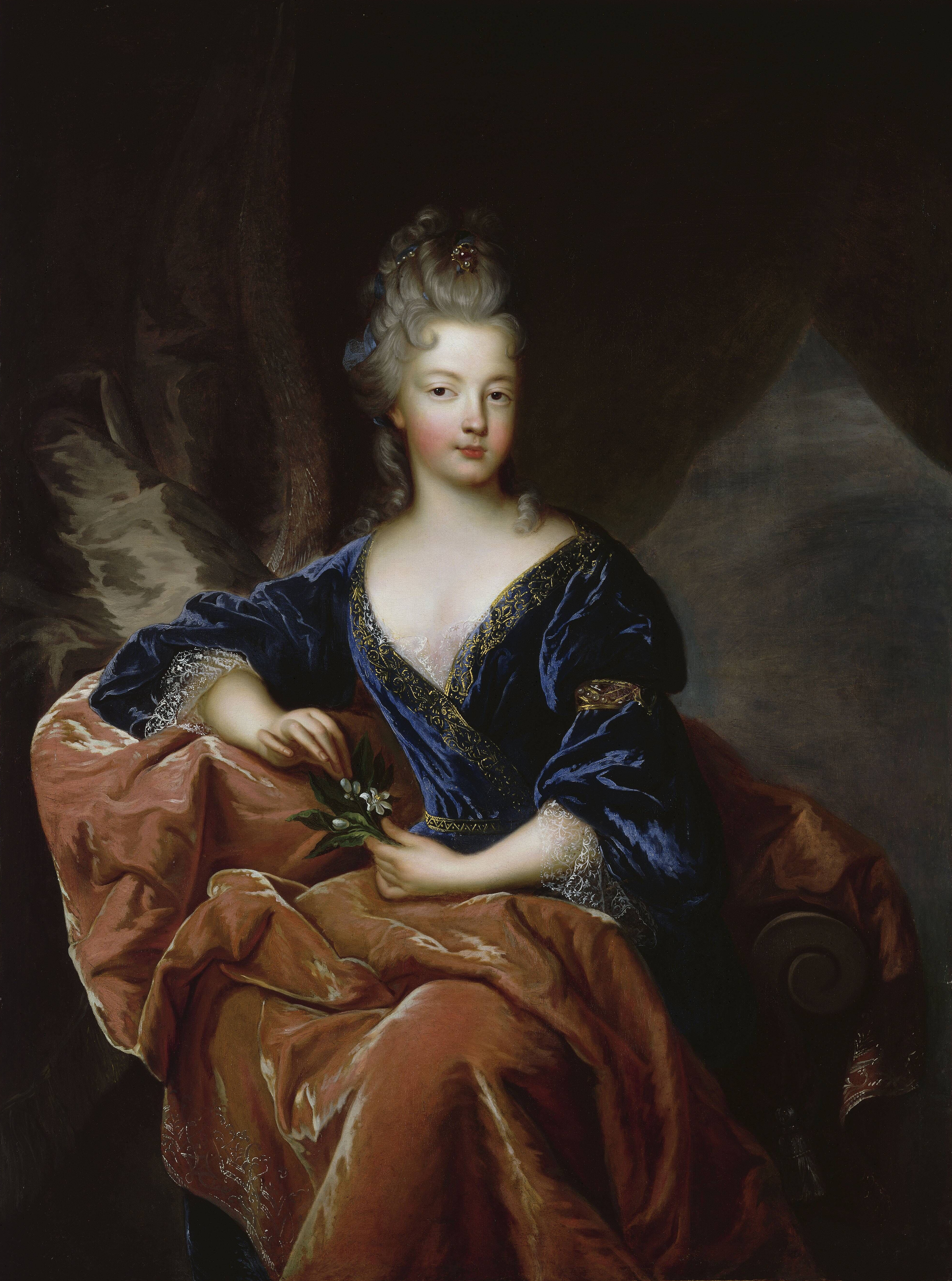
François de Troy: Françoise Marie de Bourbon, spätere Duchesse d'Orléans, etwa 1692

### Nach 1670 bis 1715
Zwischen 1670 und 1680 veränderte sich auch die Damenmode, parallel zu den Herren. Die Silhouette wurde nach 1680 schmaler und höher. Man begann, den vorne offenen Manteau zu drapieren und mit Bändern, Agraffen oder Rosetten hochzubinden, bis er in den 1680er Jahren die nach hinten geraffte und drapierte Form eines Cul de Paris annahm, der in einer Schleppe enden konnte. Die erlaubte Länge einer solchen Schleppe war genau geregelt: bei Herzoginnen, die zum höchsten Adel zählten, durfte sie z. B. drei Ellen lang sein – je niedriger der Rang, desto kürzer die Schleppe. Gegen Ende des 17. Jahrhunderts trug man hinten unter dem Manteau kleine Leinenkissen (criades), um ihm eine gewölbtere und bauschige Form zu geben. Der vorn sichtbare untere Rock wurde manchmal mit Fransen, Rüschen oder Volants verziert.
Zuhause oder in weniger formellem Rahmen legte man den schweren und feierlichen Manteau ab und trug ein bequemeres Hausgewand, ein Déshabillé.
Auch die Dekolletés veränderten sich mit der Zeit und wurden ab 1680 etwas kleiner, die Schultern waren nun oft bedeckt, je nach Mode waren die Ausschnitte eher länglich oder V-förmig. Im Winter wie Sommer bedeckte man die nackten Unterarme im Freien mit langen Handschuhen, dazu kam im Winter ein Muff. Als Bedeckung für den Ausschnitt kam ab etwa 1676 durch Liselotte von der Pfalz die Palatine in Mode.
Als Stoffe waren vor allem Seide, Atlas und Samt modern, die bei besonders festlichen Gelegenheiten wie Botschafterempfängen prächtig mit Gold bestickt sein konnten; auch Gold- und Silberbrokat wurden vor allem für den Manteau verwendet, wenn man es sich leisten konnte. Die Damenschuhe hatten hohe, ziemlich schräge Absätze; sie waren meist passend auf das Kleid abgestimmt und konnten auch bestickt sein oder mit seidenen Bändern und Schleifen garniert.
Ein absolutes Muss war ein weißer Teint (wie Jahrhunderte zuvor und danach), den man im Freien mit einer Maske und im Sommer mit Sonnenschirmen schützte und mit weißer Schminke und Rouge noch verschönerte – doch scheint sich das Schminken im Vergleich zu den Sitten im 18. Jahrhundert, zur Zeit des Rokoko, noch in Grenzen gehalten zu haben. In Modejournalen oder Kupferstichen vom Leben in Versailles oder der königlichen Familie tragen die Damen gegen Ende des 17. Jahrhunderts bereits erste Mouches (Schönheitspflaster) im Gesicht, doch in der zeitgenössischen Porträtkunst begegnet dies erst im Rokoko.
Zu den unerlässlichen Accessoires gehörte ein Fächer, beim Spaziergang eventuell auch ein Spazierstock. Als Schmuck waren (wie zuvor) Perlen besonders beliebt, die man nicht nur als Kette oder Ohrgehänge trug, sondern auch am Kleid oder im Haar. Auch bei den Damen waren Diamanten beliebt, die sich natürlich nur die reichsten Personen leisten konnten.

Damenmode aus: Recueil des modes de la cour de France, 1683-1687
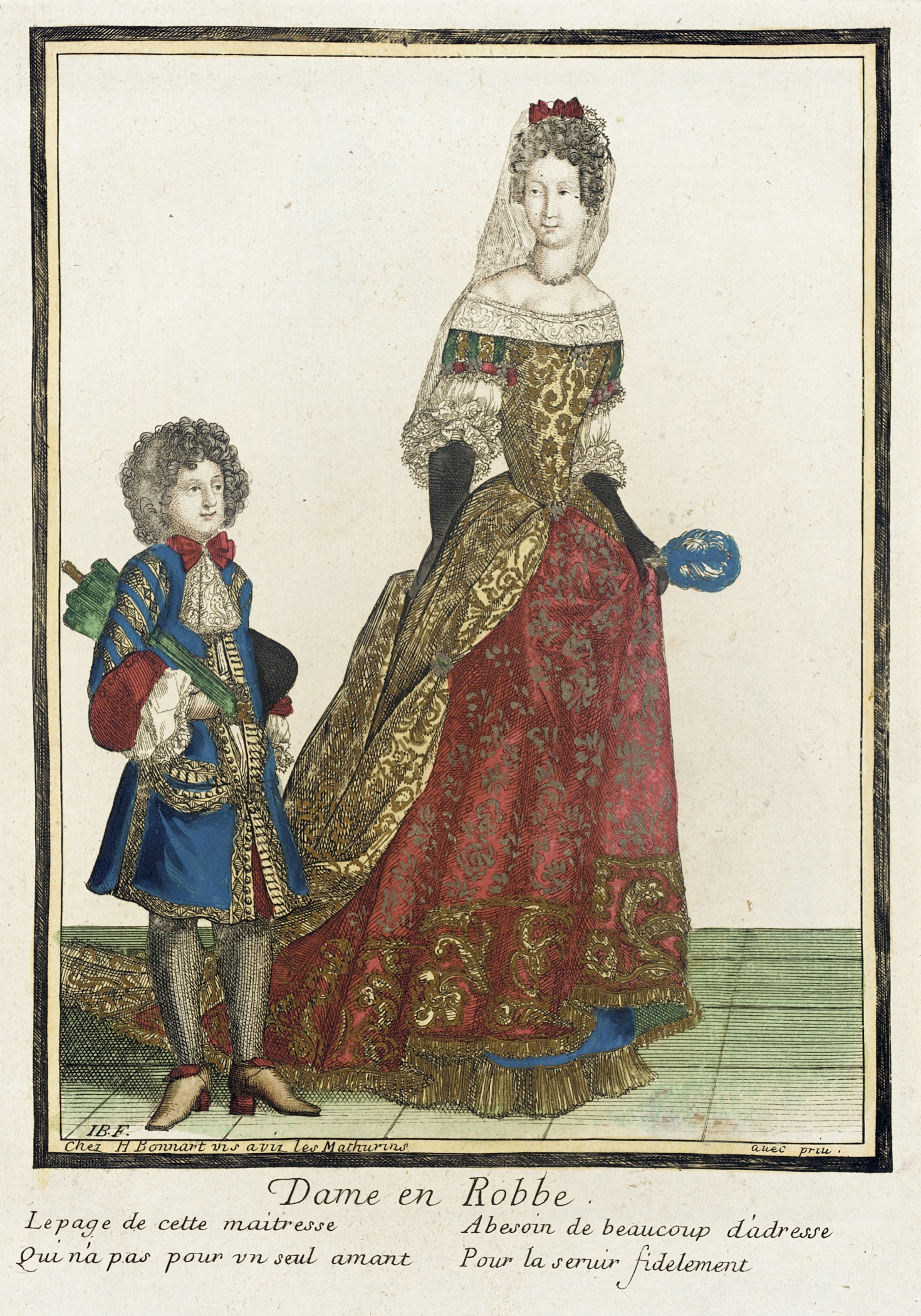
Dame in Robe aus gemustertem Samt (Henri Bonnart, Jean Baptiste Bonnart, 1683)
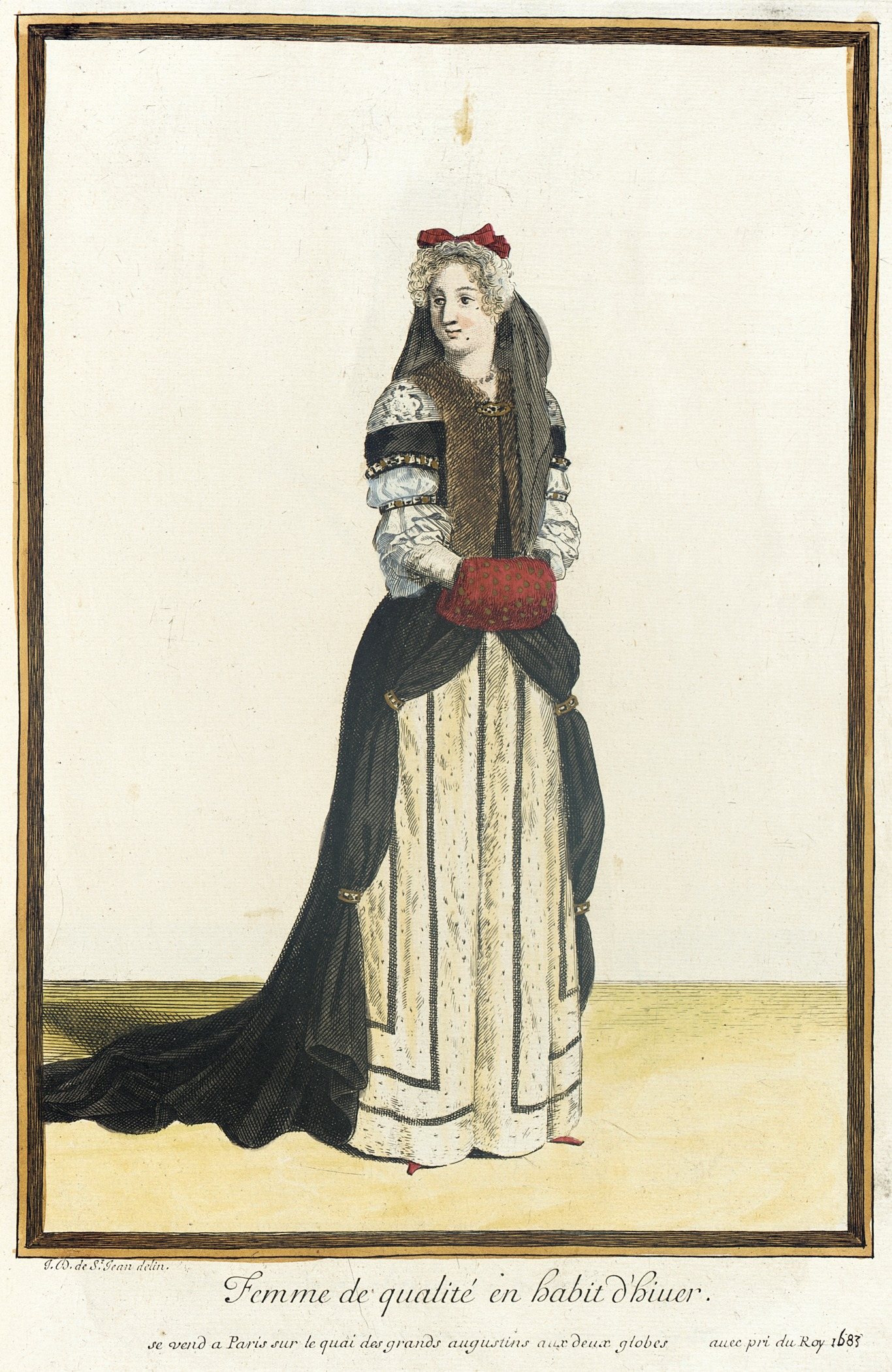
Gewand für den Winter mit pelzbesetztem Rock, dazu ein Muff (Jean Dieu de Saint-Jean, Jean Berain, 1683)
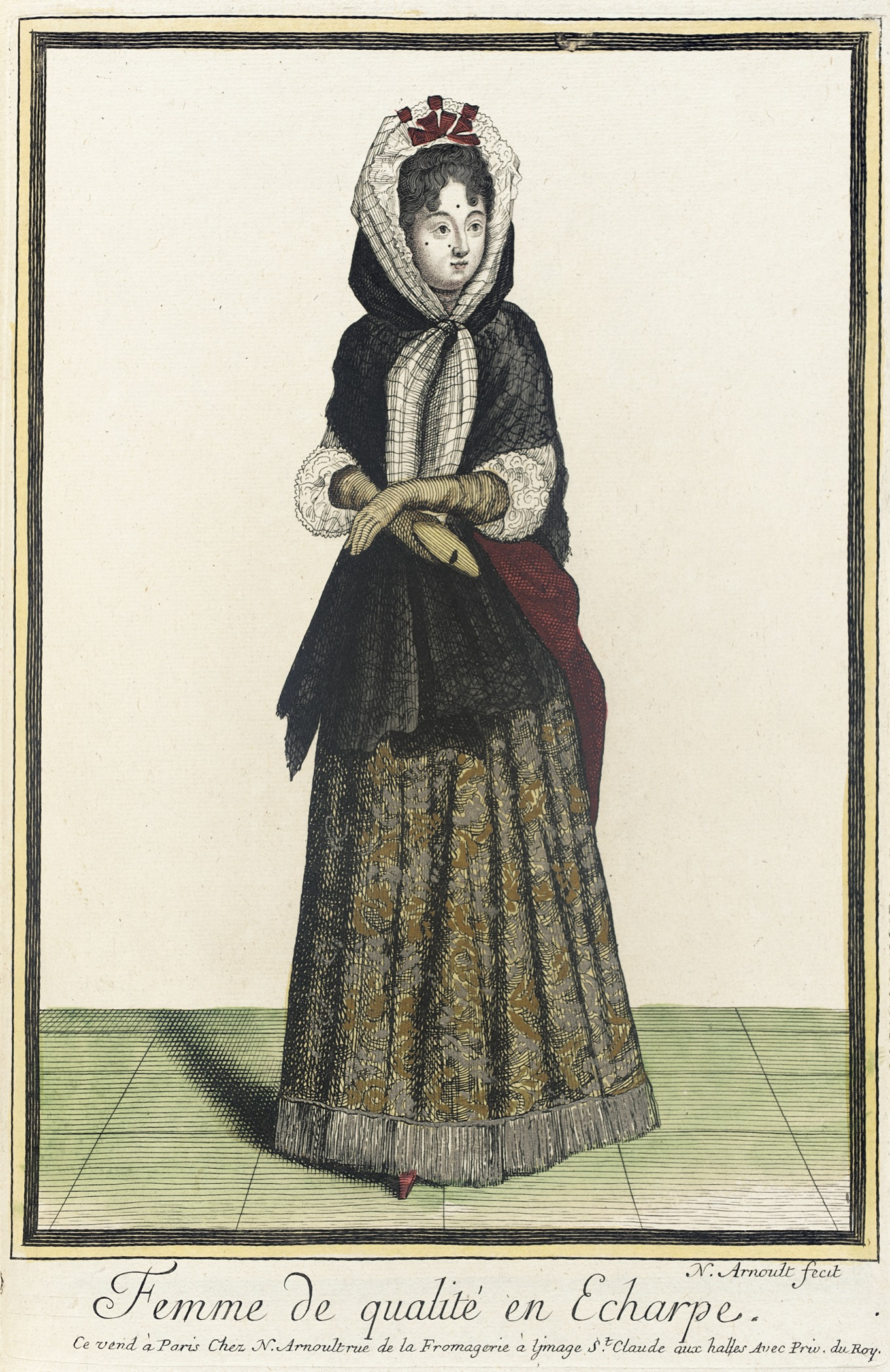
Dame mit Écharpe, einer Art Pelerine, die auch über den Kopf gezogen wird (Nicolas Arnoult, ca. 1681-1683)
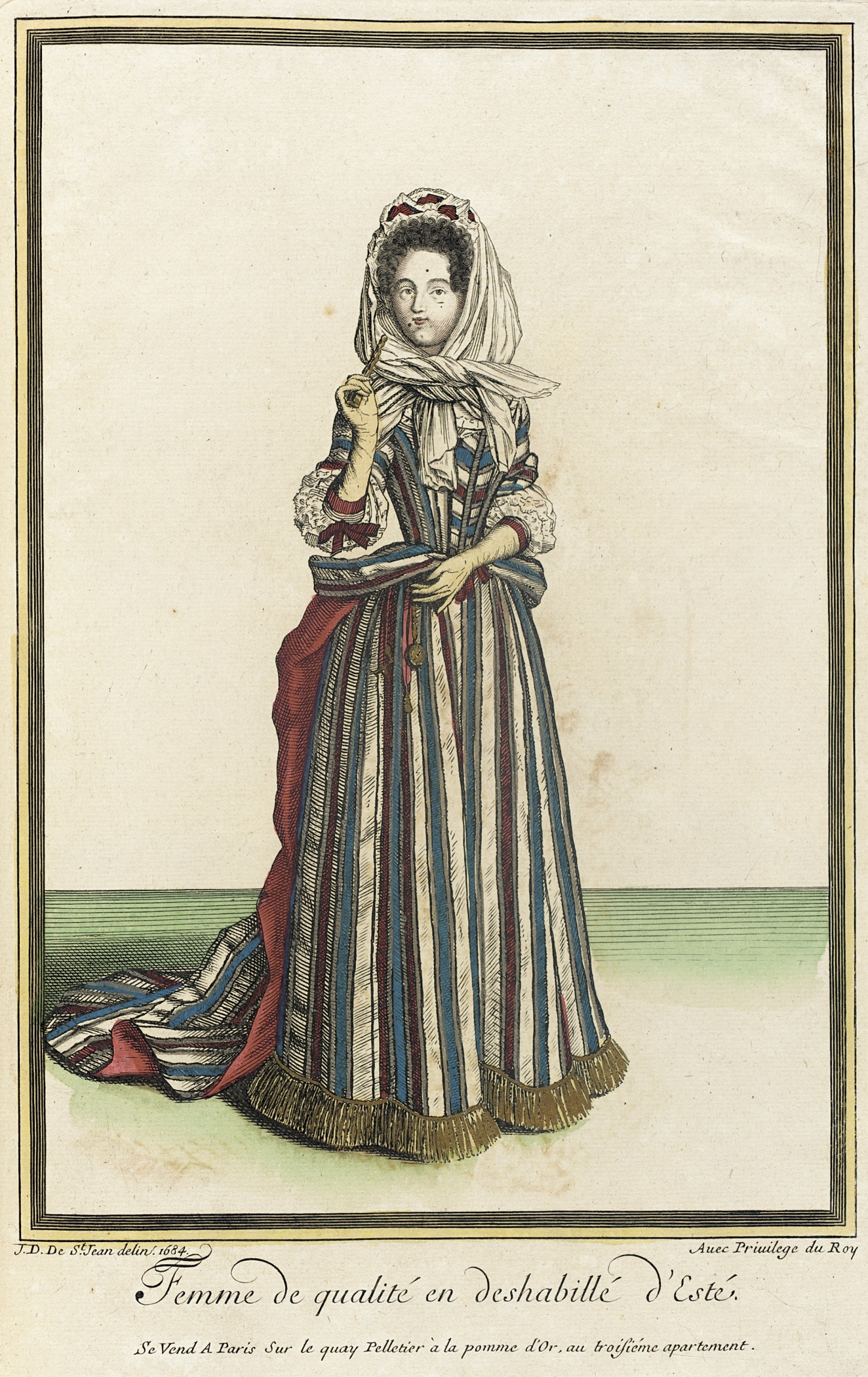
Deshabillé für den Sommer (Paris 1684)
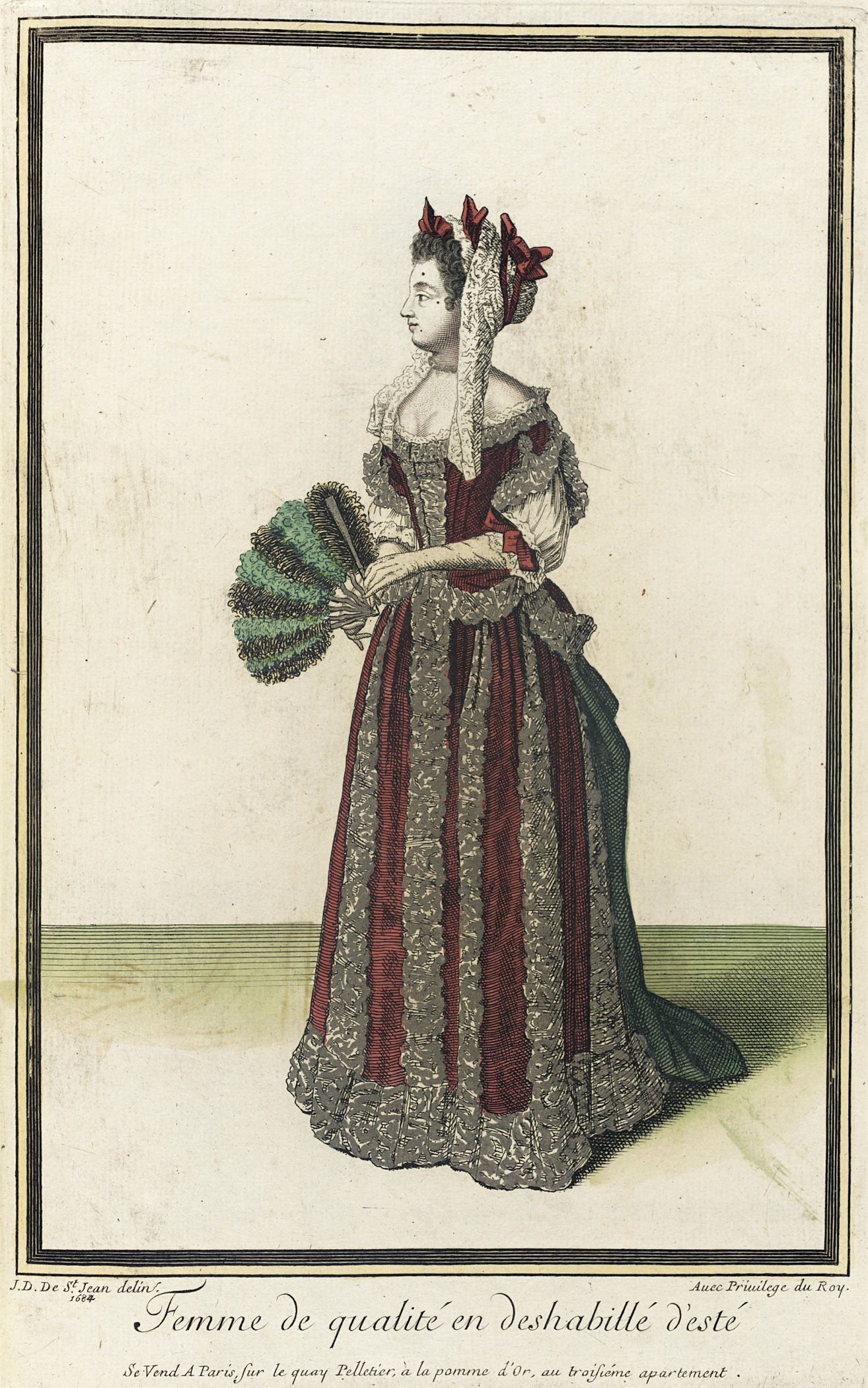
Deshabillé für den Sommer, dazu ein Fächer aus Straußenfedern (Jean Dieu de Saint-Jean, 1684)
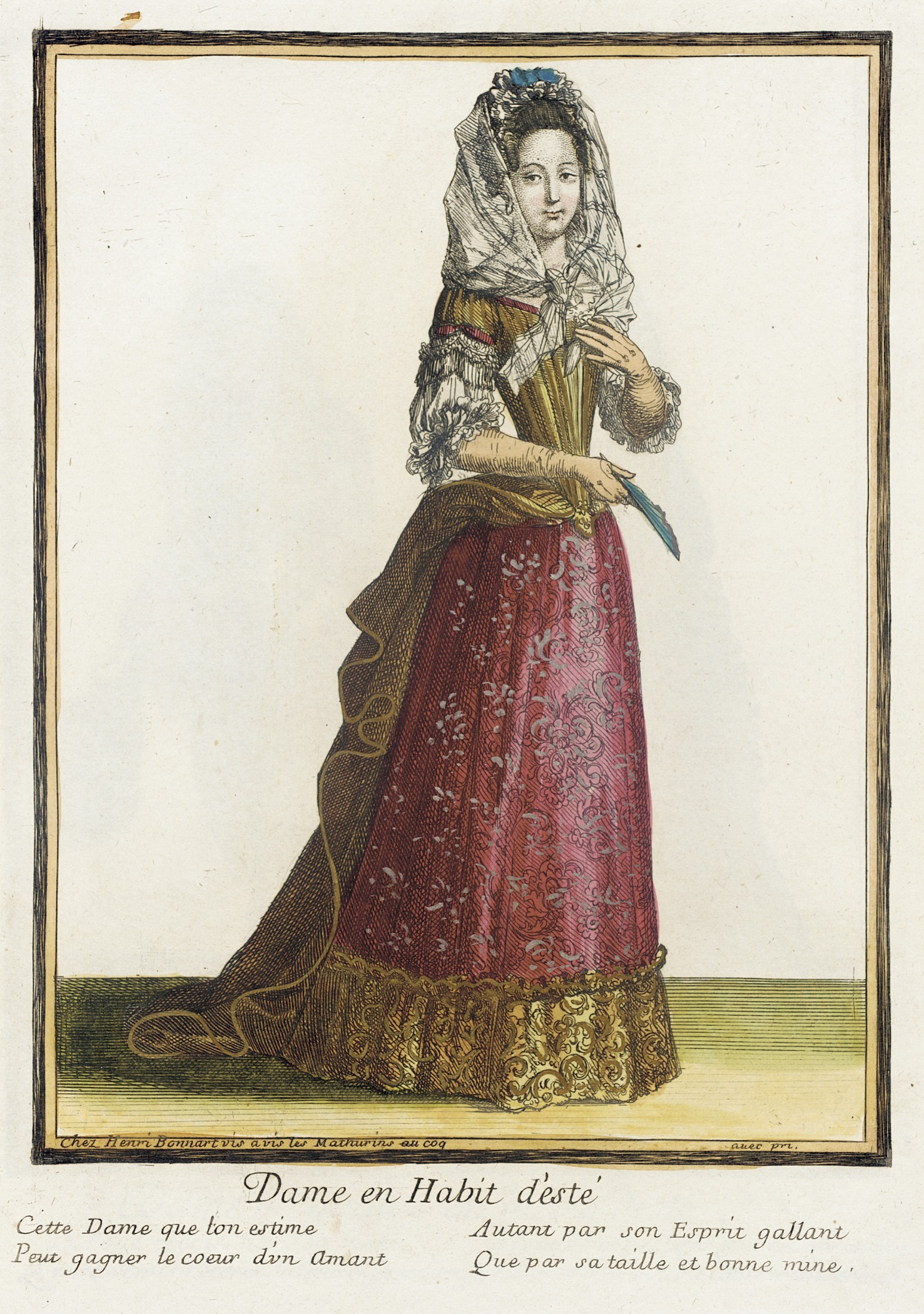
Sommerkleid (Henri Bonnart, 1685)
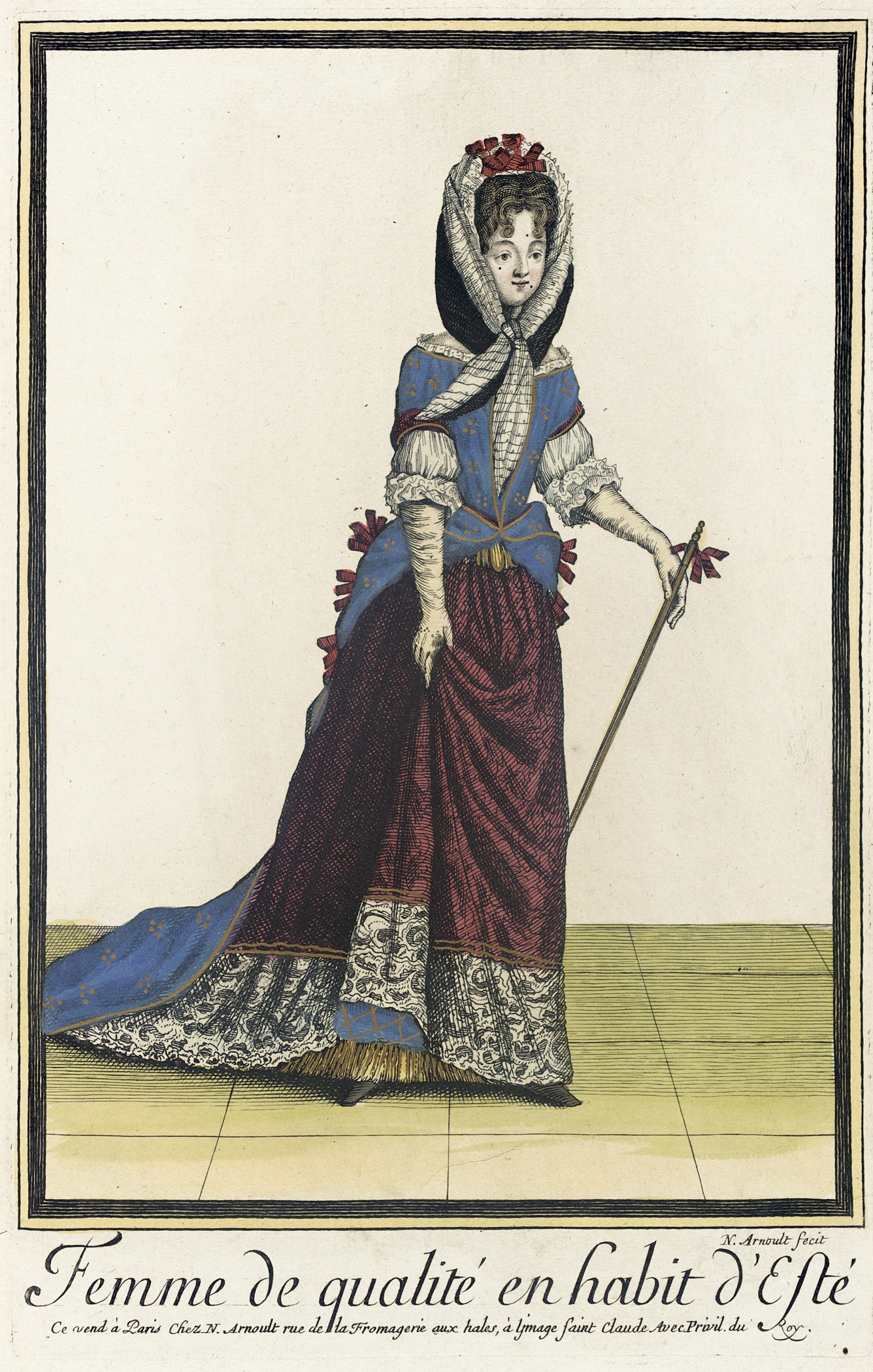
Sommerkleid (Nicolas Arnoult, Paris 1682-1688)
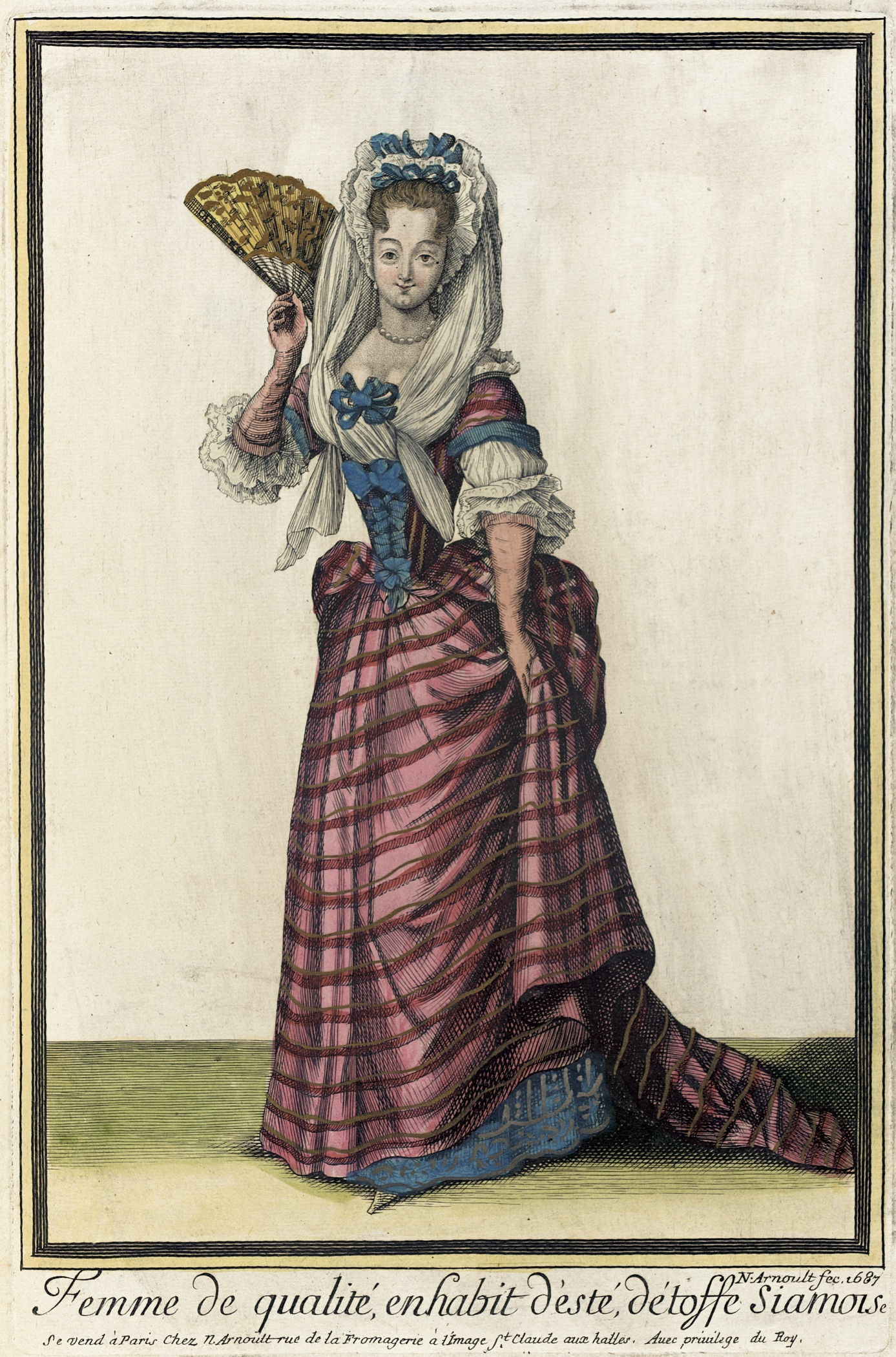
Sommerkleid aus gestreiftem siamesischem Stoff (Nicolas Arnoult, 1687)

Damenmode ca. 1680-1700
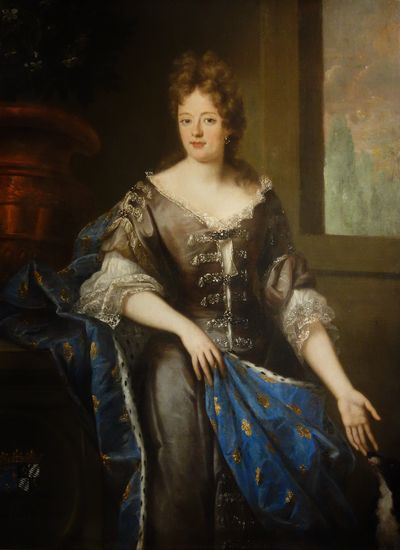
Nicolas de Largillière (?): Liselotte von der Pfalz, ca. 1685-1690 (?)
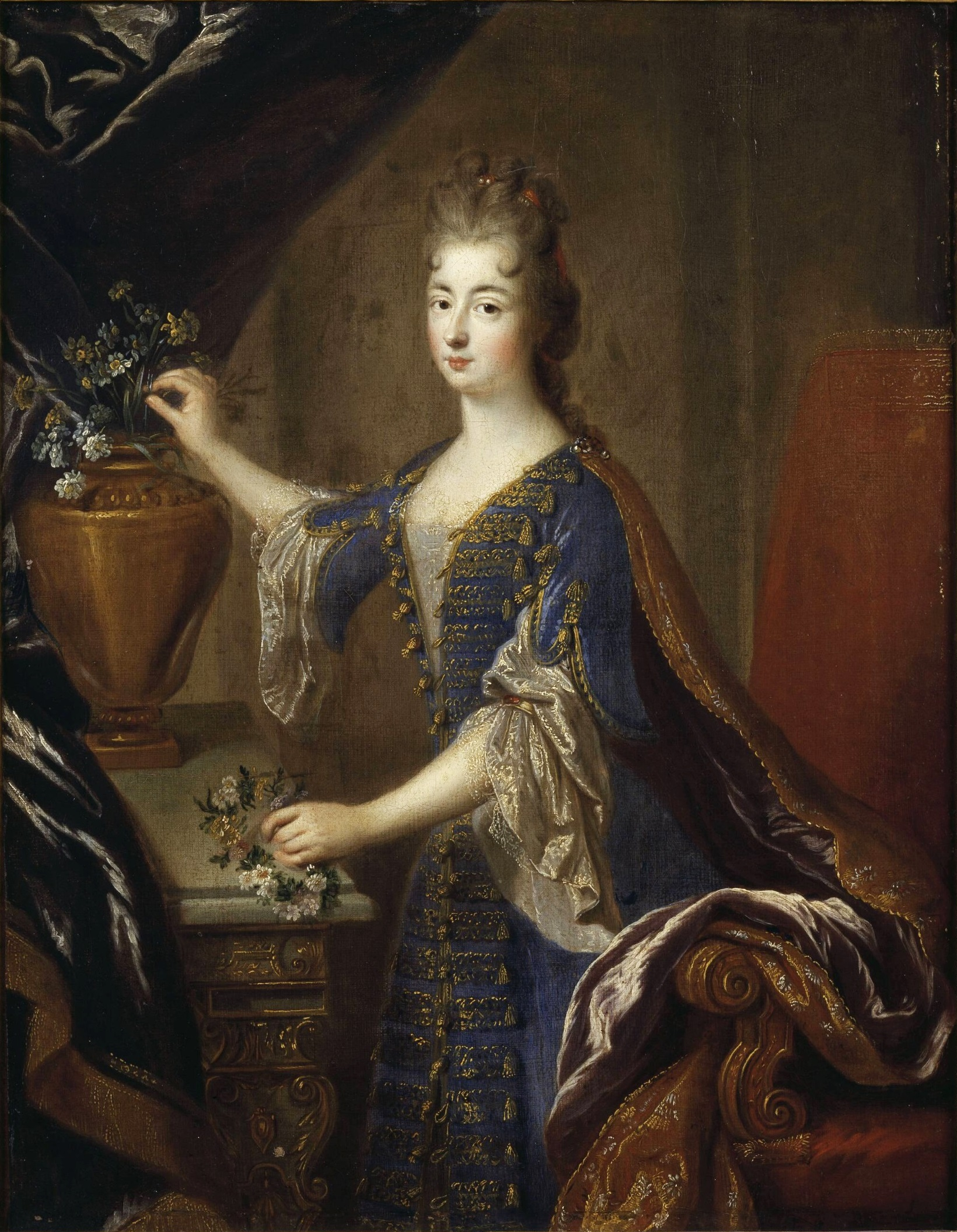
François de Troy: Marie Anne de Bourbon (1666-1739), ca. 1690
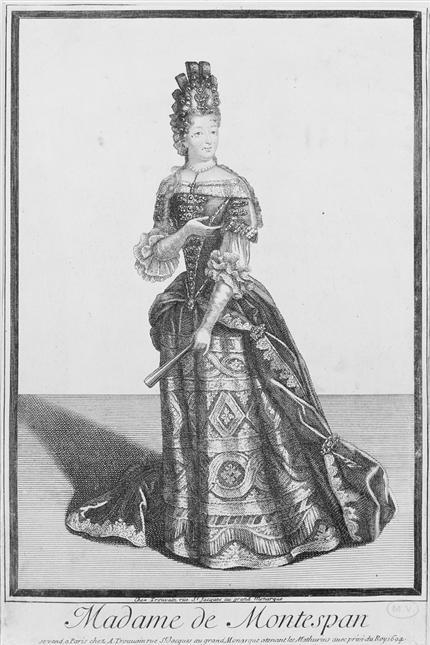
Madame de Montespan, Modekupfer, etwa 1685-1691
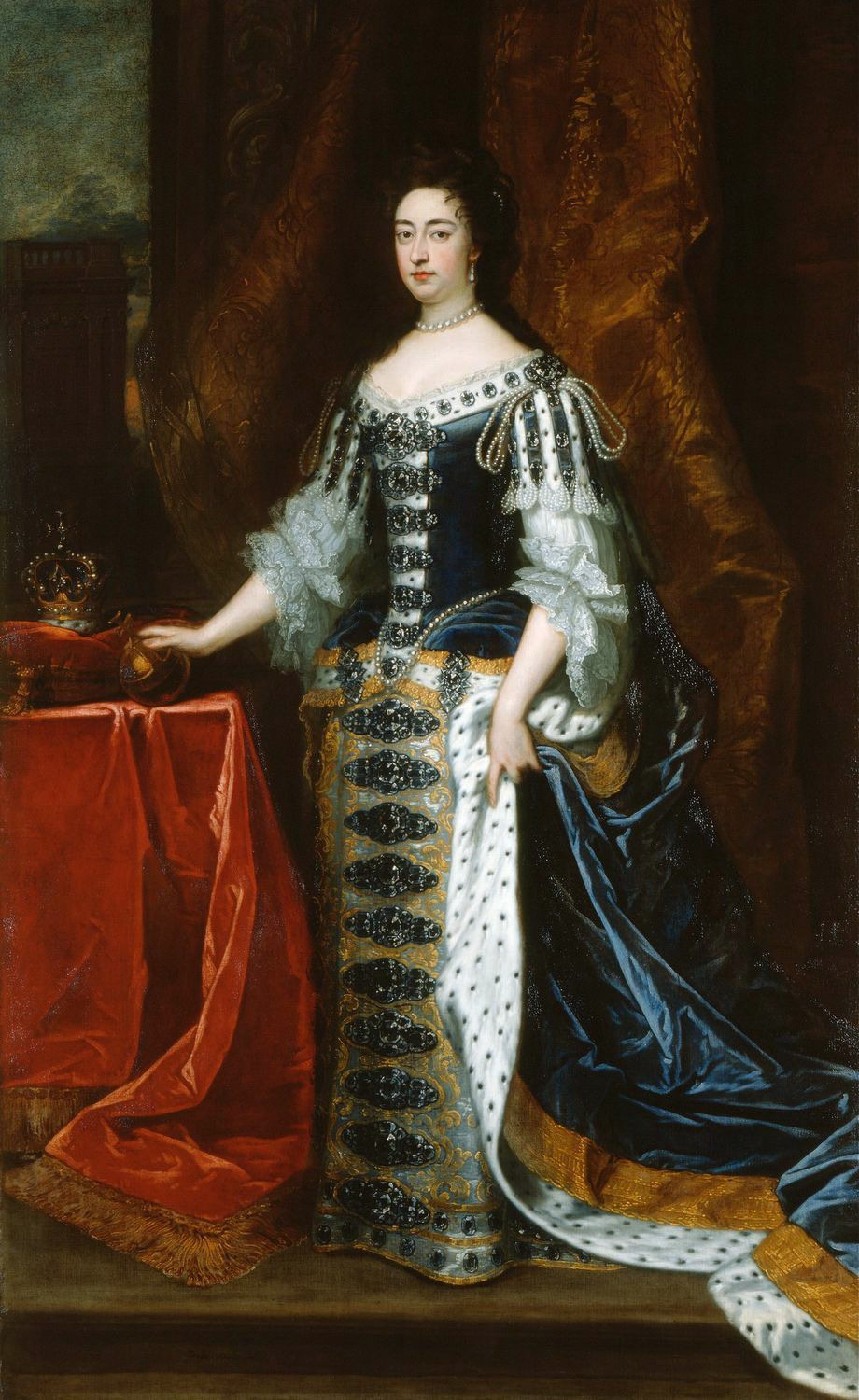
Godfrey Kneller: Mary II von England, 1690 (Diamanten-Parure !)
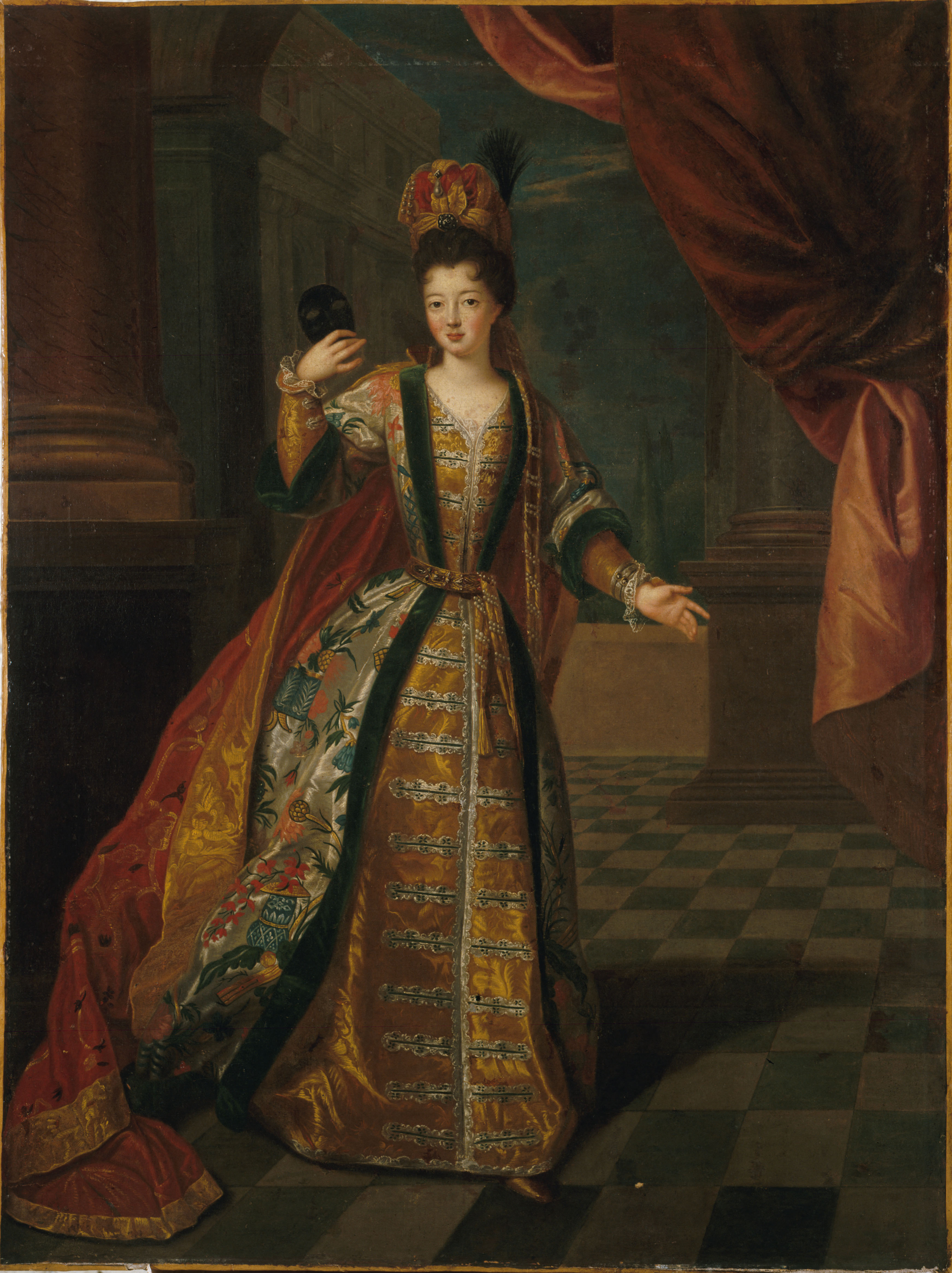
Pierre Gobert: Louise Francoise de Bourbon (?; 1673-1743), ca. 1690. Exotisches Karnevalskostüm für einen Maskenball.
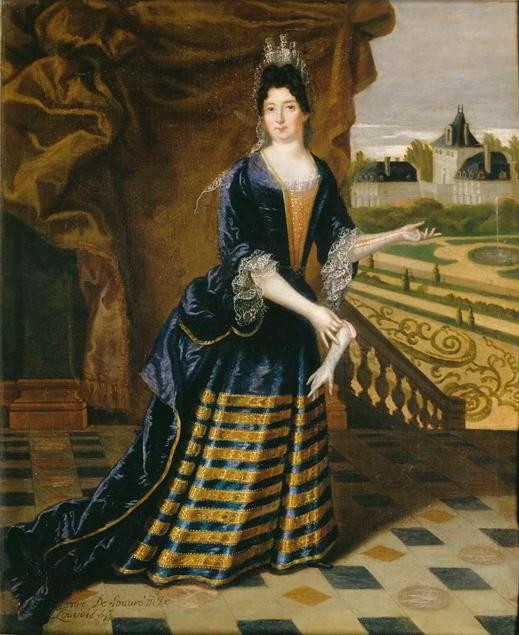
Simon Dequoy: Anne de Souvré (1646-1715), 1695. Dunkelblaue Seidenrobe mit Goldborten und hochgerafftem Manteau, dazu weiße Handschuhe und eine spitzengarnierte Fontange.
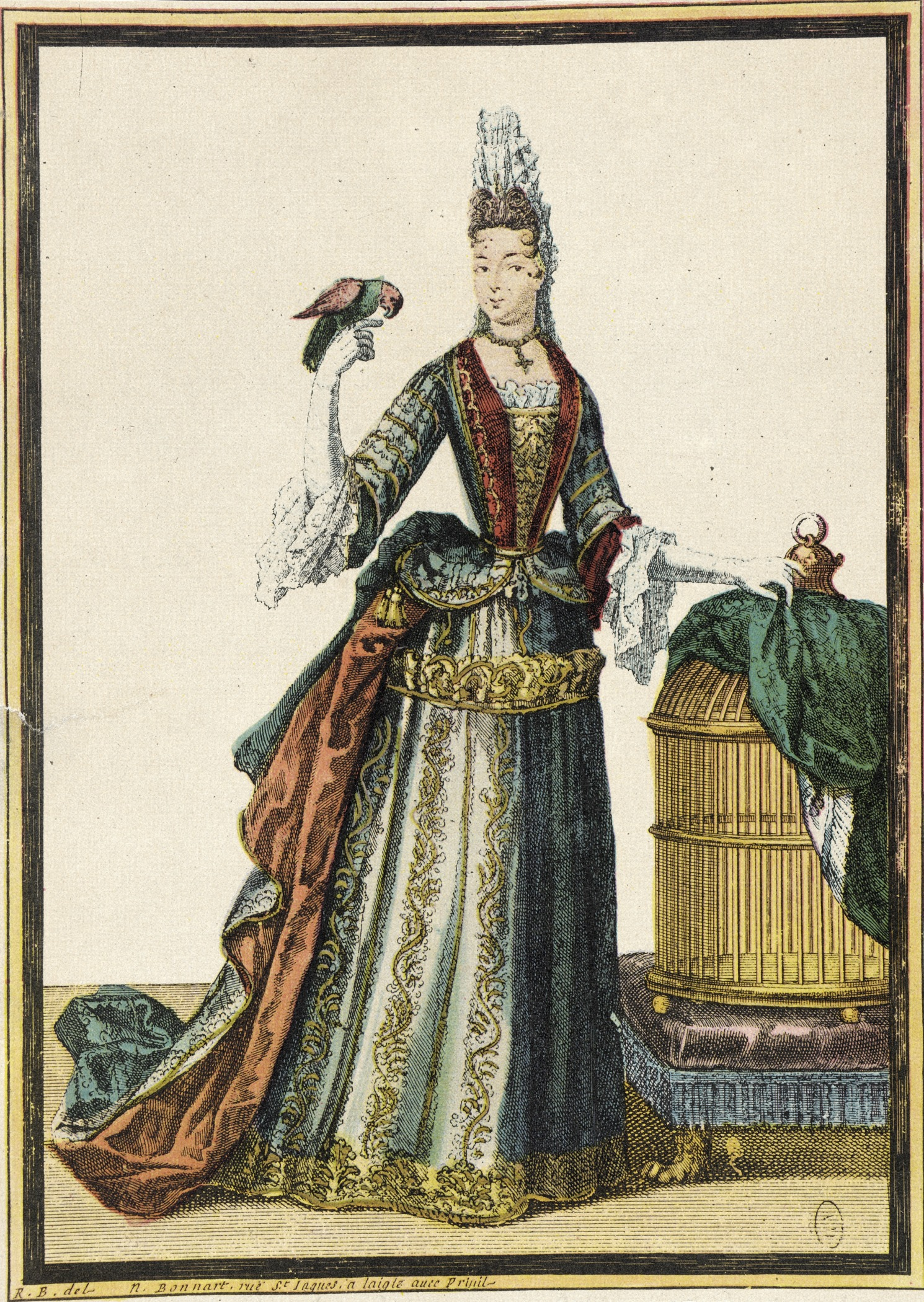
Abendkleid, Modestich von Nicolas Bonnart, ca. 1695-1702
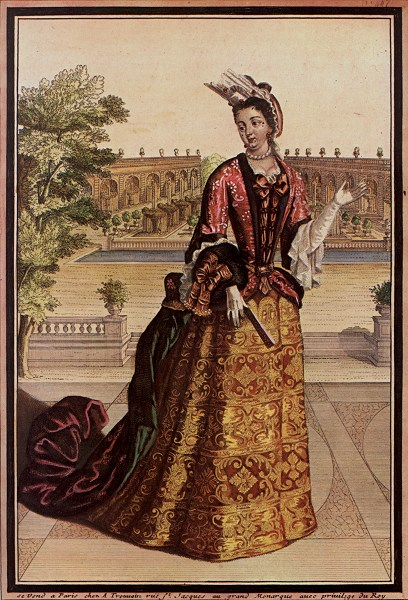
Die Comtesse de Mailly, Anonymus, ca. 1698
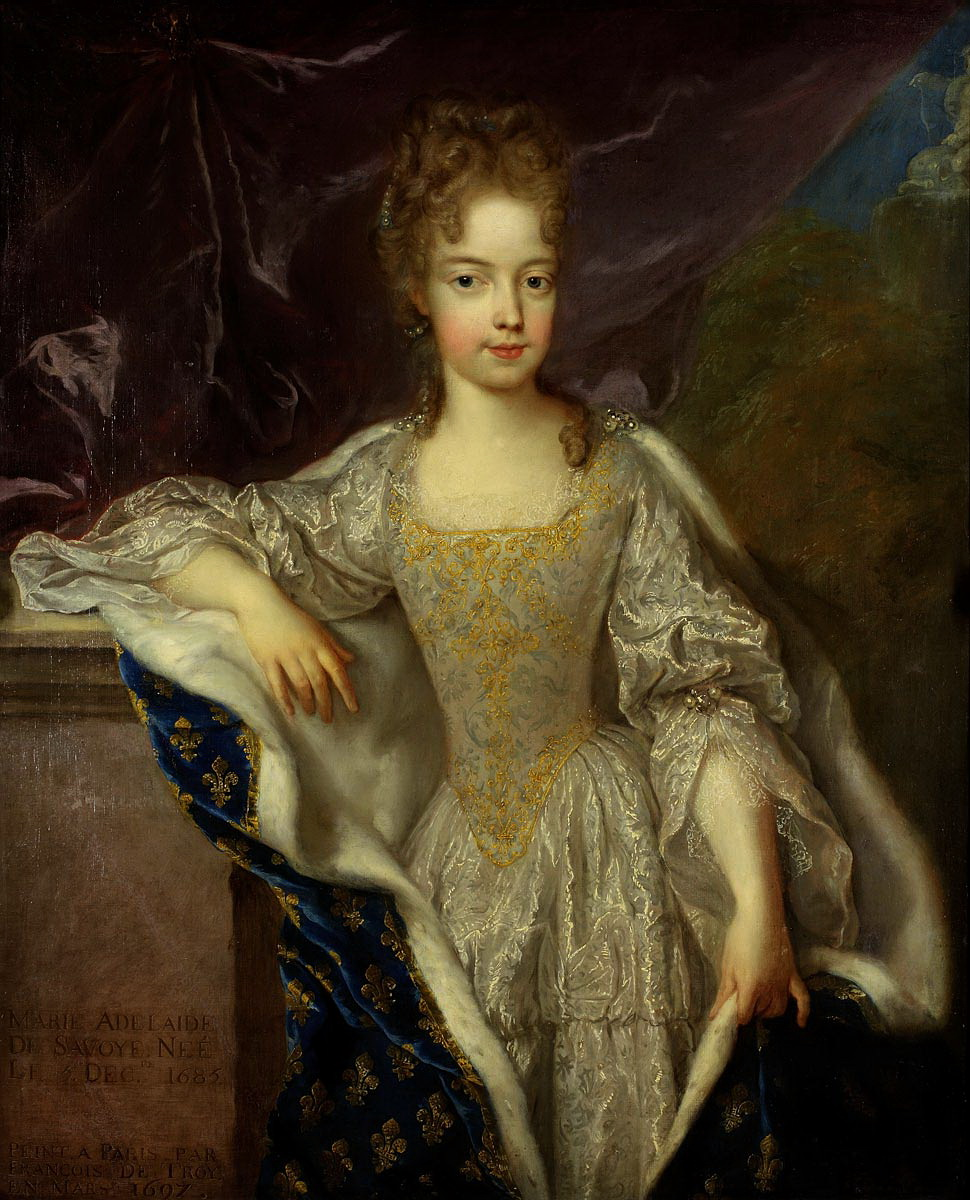
François de Troy: Marie Adélaïde de Savoye (1685-1712), 1697 (datiert)
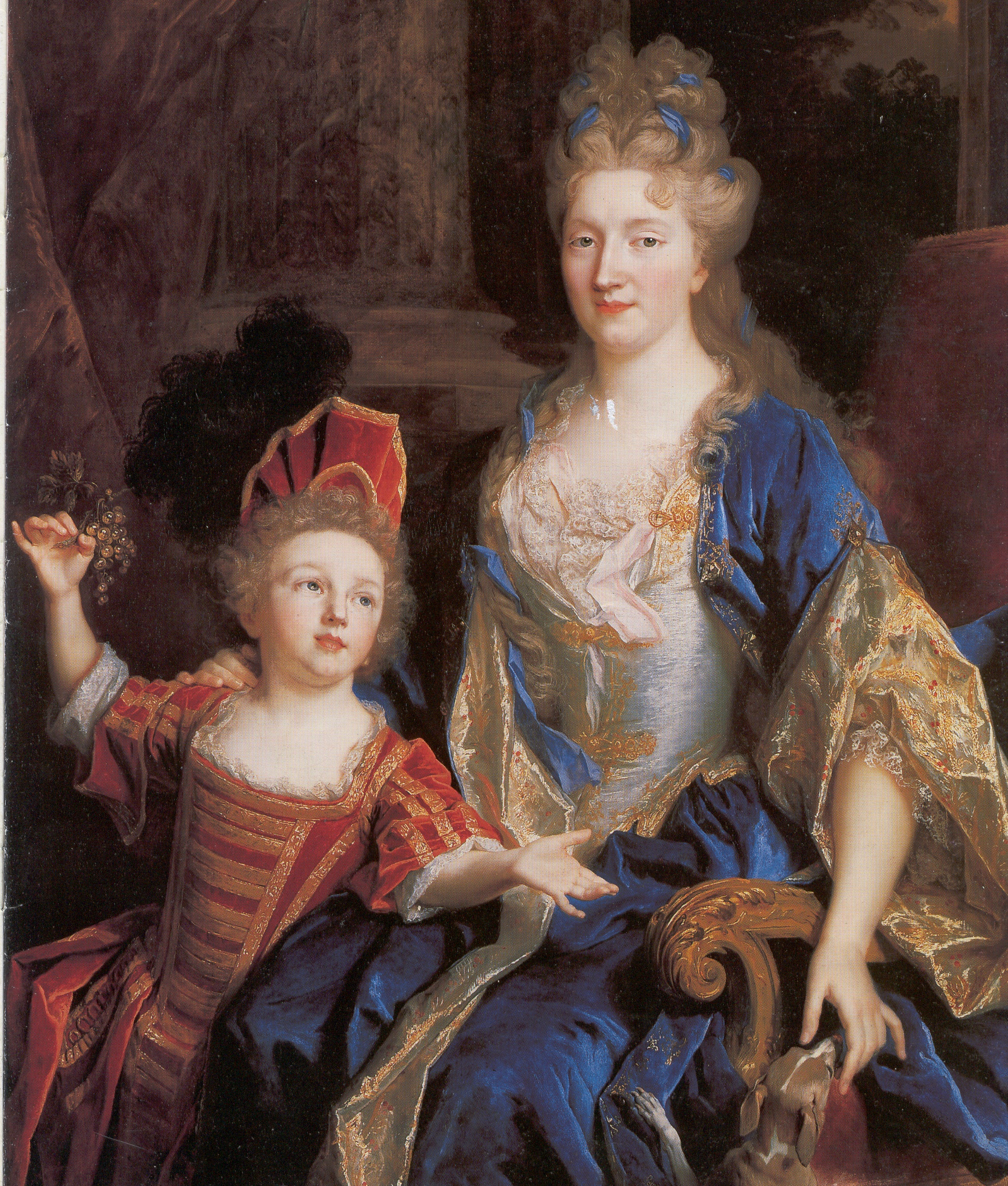
Nicolas de Largillière: Catherine Coustard mit ihrem Sohn Léonor, ca. 1700

Damenmode ca. 1700-1715
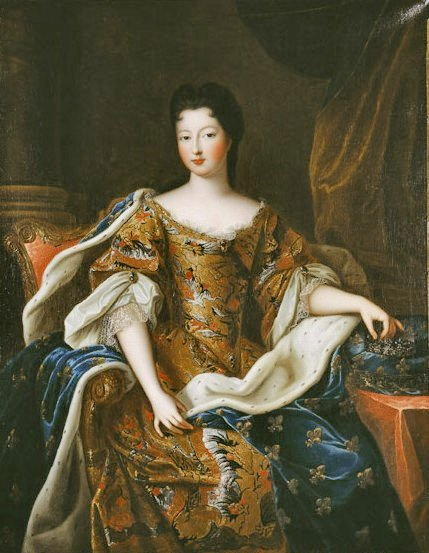
Pierre Gobert: Françoise Marie de Bourbon (1677-1749), Duchesse de Chartres, Anfang 18. Jahrhundert
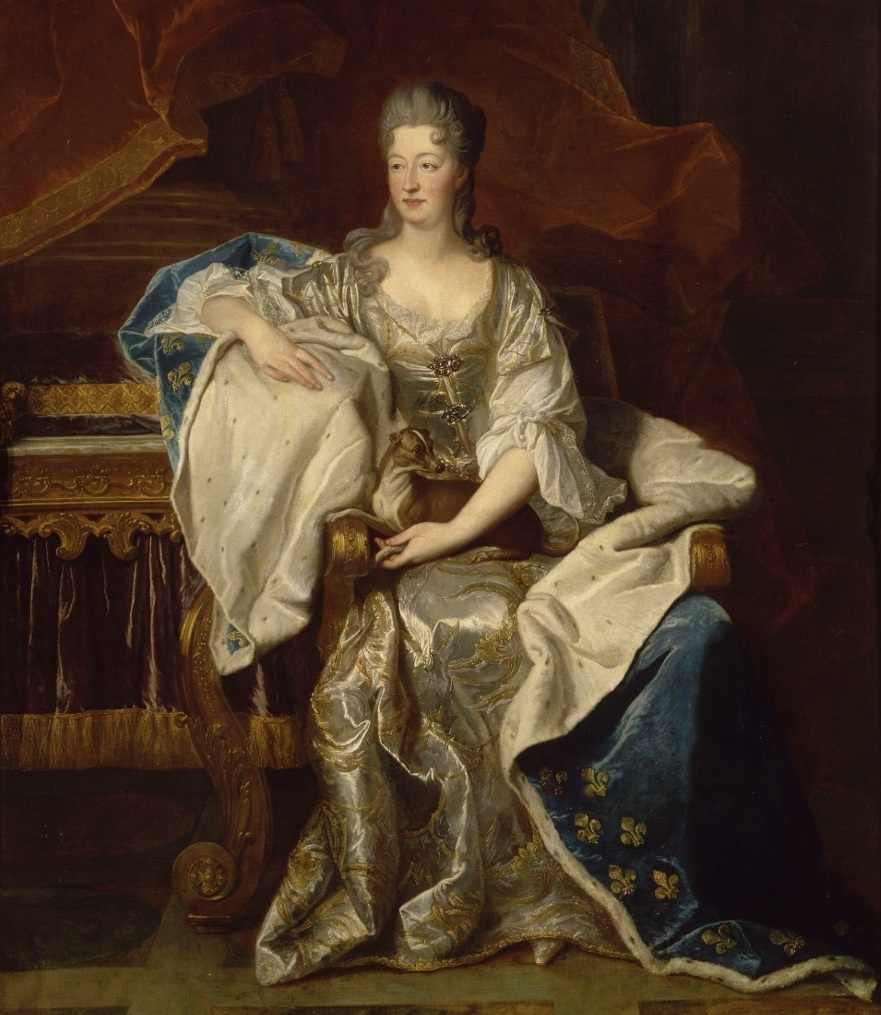
Hyacinthe Rigaud: Marie Anne de Bourbon, princesse de Conti (1666-1739), ca. 1706 (?)
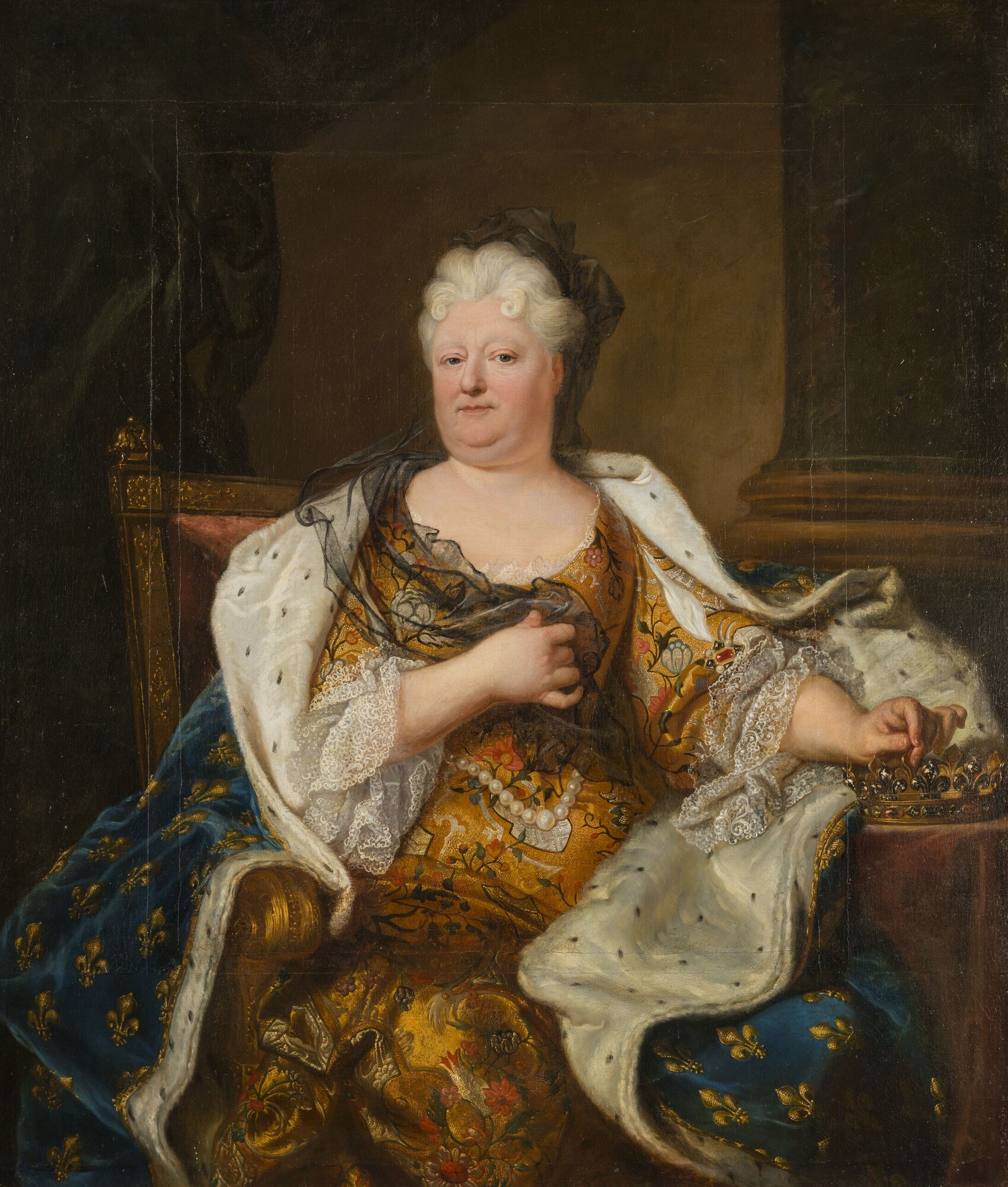
Hyacinthe Rigaud: Liselotte von der Pfalz, Herzogin von Orléans, 1713
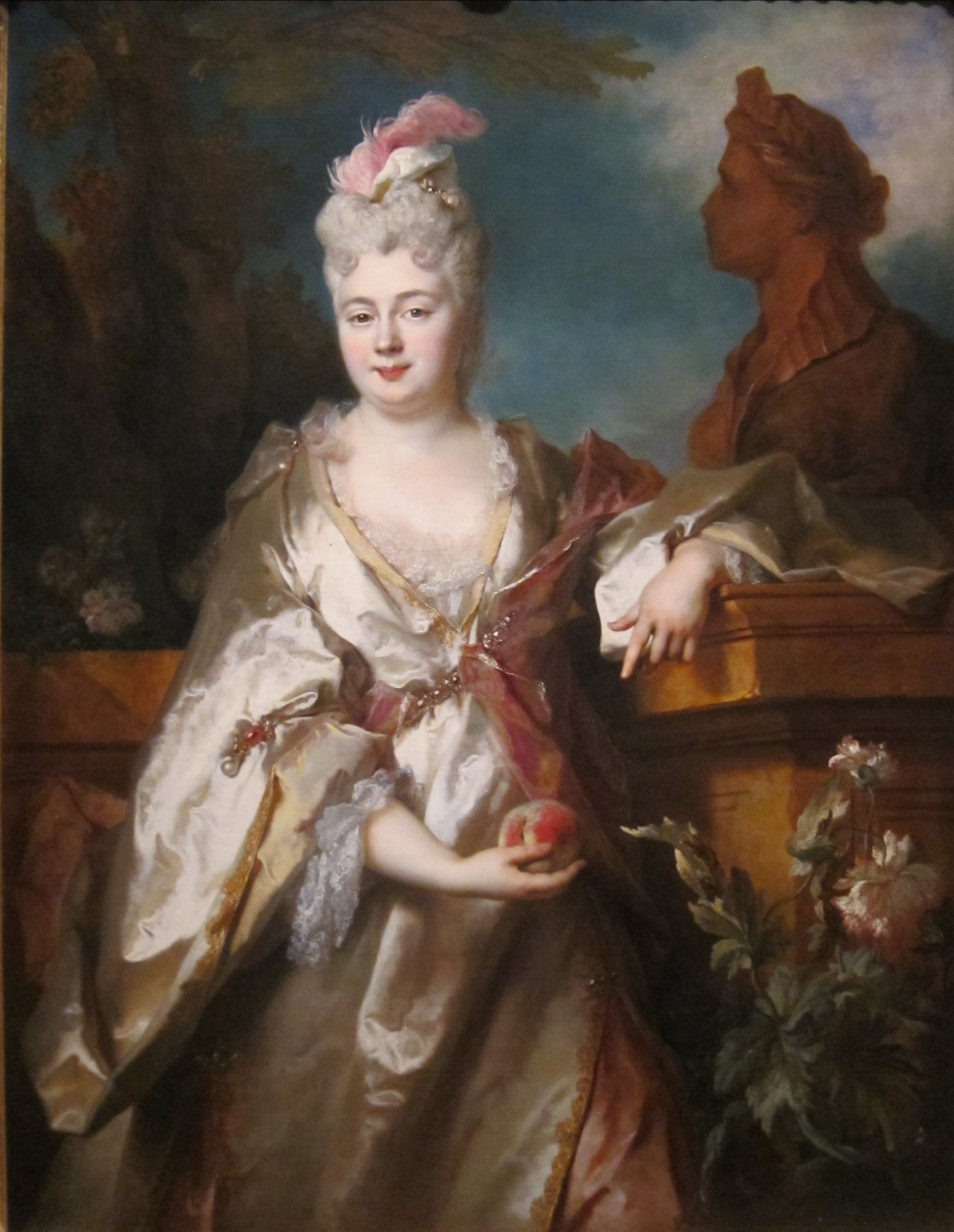
Nicolas de Largillière: Madame Titon de Cogny, ca. 1713-1715

## Damenfrisuren
Schon ab etwa 1640 bis etwa 1670 trug man eine Frisur "à la Sévigné" – die vermutlich erst später nach der berühmten Briefeschreiberin, der Marquise de Sévigné, benannt wurde. Dabei wurde das Haar hinten zu einem Knoten hochgesteckt, auf dem Haupt ganz flach, aber an den Seiten ließ man das Haar offen und gelockt über die Ohren auf die Schultern herabfallen; über der Stirn waren je nach Mode einige kleine Löckchen. Die genaue Form der Seiten-Locken wechselte etwas, und in den 1660er Jahren wurden sie immer höher und bauschiger über dem Ohr frisiert, zu einer Art Tuff, aus dem manchmal eine lange Korkenzieherlocke auf beide Schultern herabfiel.
Anfang der 1670er Jahre entwickelte sich daraus eine ganz aus kleinen Löckchen bestehende Frisur namens "Hurluberlu" oder "Hurlupée" ("Kohlkopffrisur"), die von der besagten Madame de Sévigné in einem Brief als "einfach lächerlich" bezeichnet wurde: "Der König und alle vernünftigen Damen starben fast vor Lachen." Die Hurluberlu-Frisur setzte sich jedoch fürs nächste Jahrzehnt bis etwa 1680 durch und wurde auch von der Marquise getragen.

Mode Louis XIV.: Damenfrisuren ca. 1650-1680
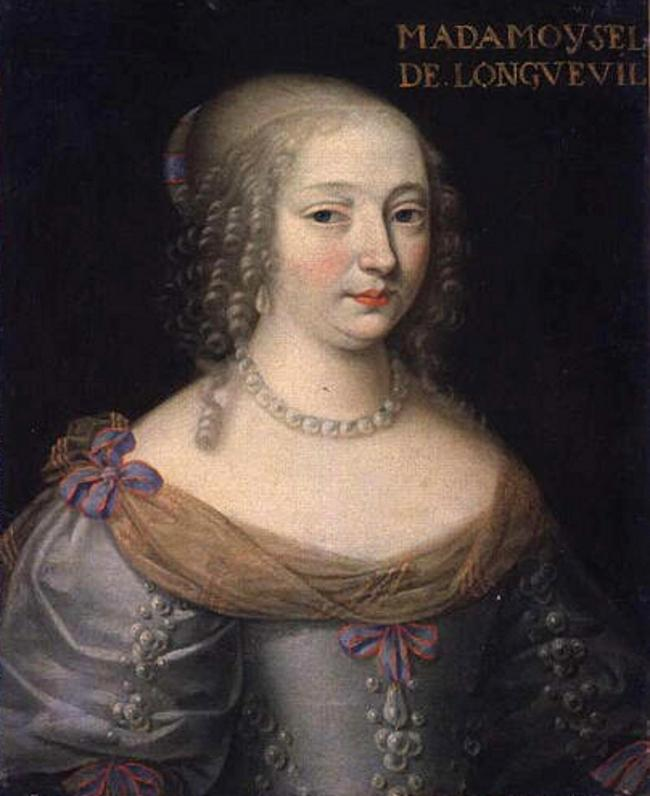
Charles Beaubrun: Marie d'Orléans, Mademoiselle de Longueville als junges Mädchen, ca. 1640
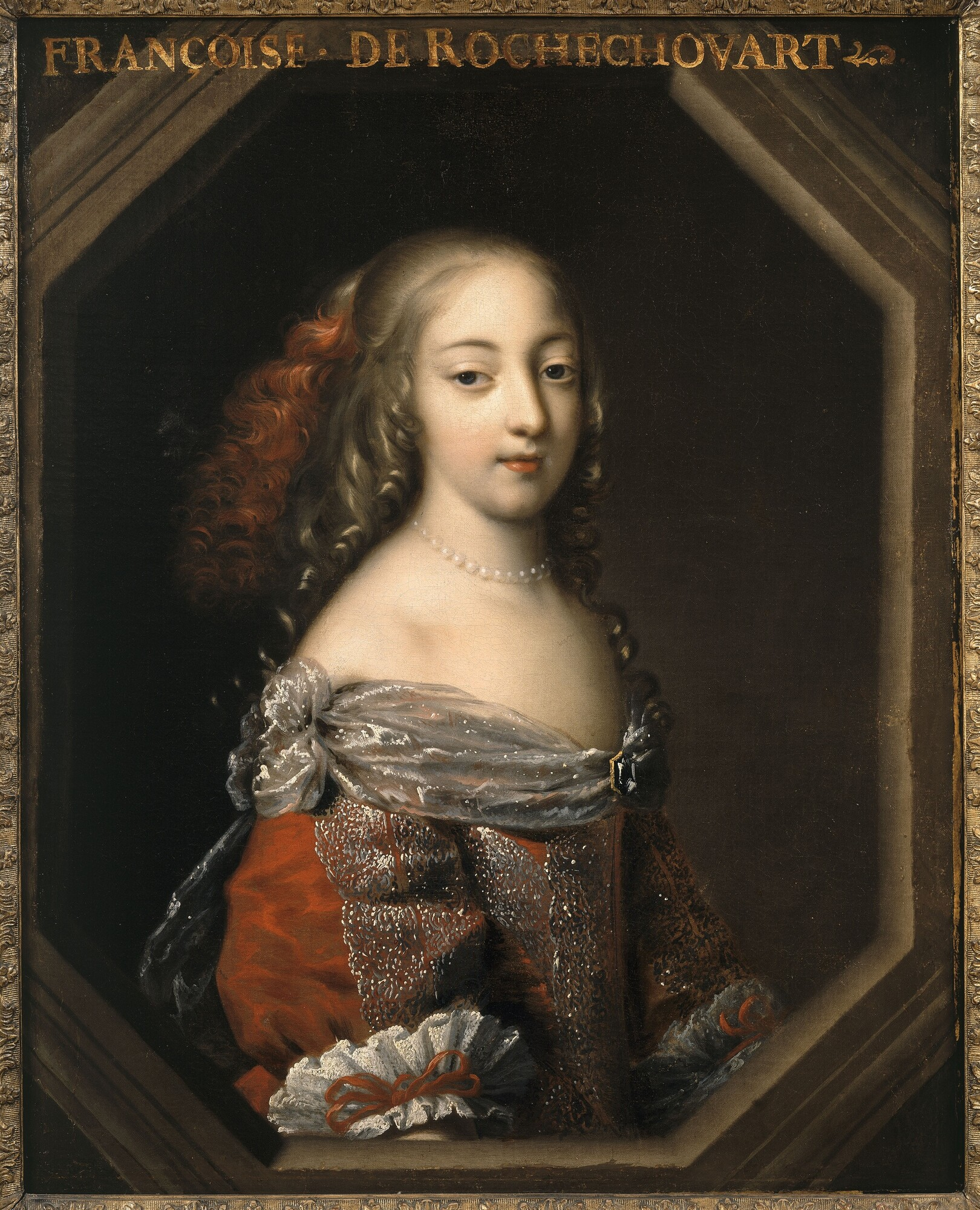
Charles Beaubrun (Werkstatt): Françoise de Rochechouart, spätere Madame de Montespan, vor oder um 1660
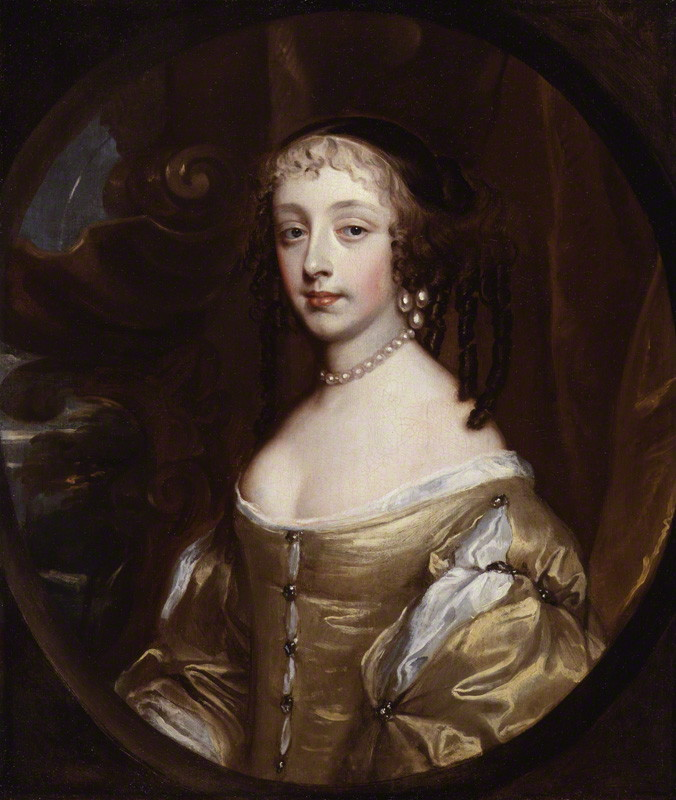
Peter Lely: Henriette, Duchesse d'Orléans, 1662
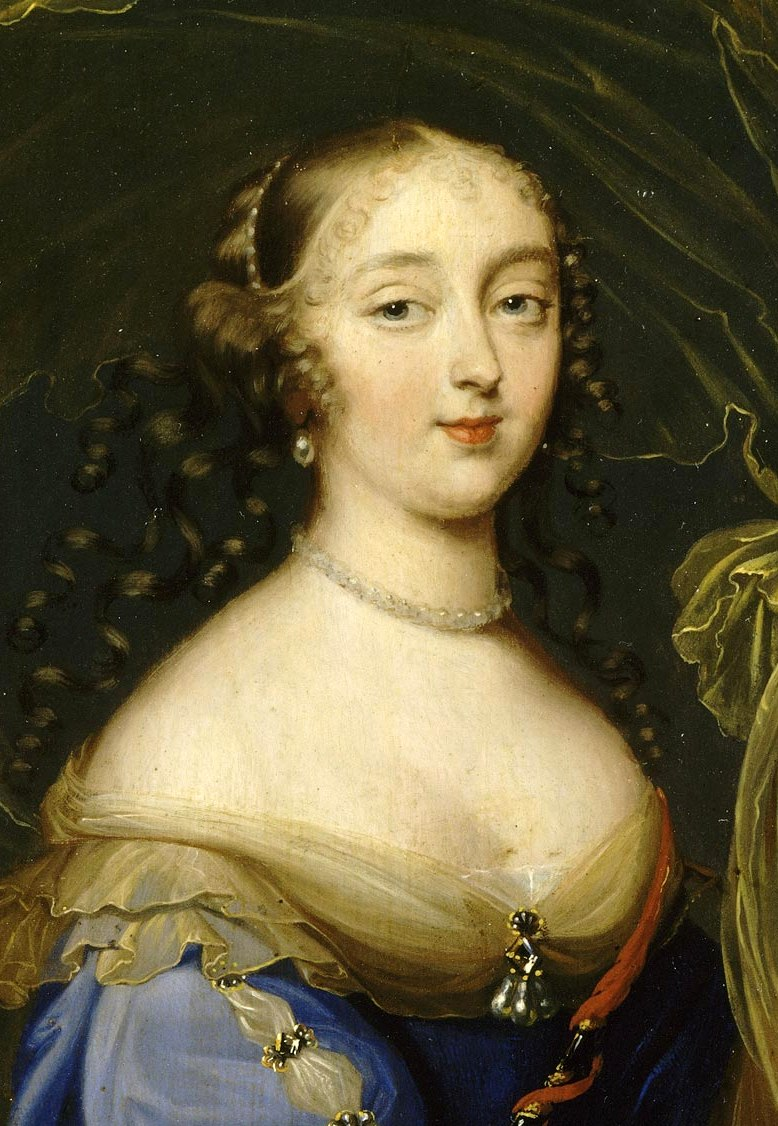
Anonym: Françoise-Athénaïs de Rochechouart, Madame de Montespan (Detail), ca. 1663-1667
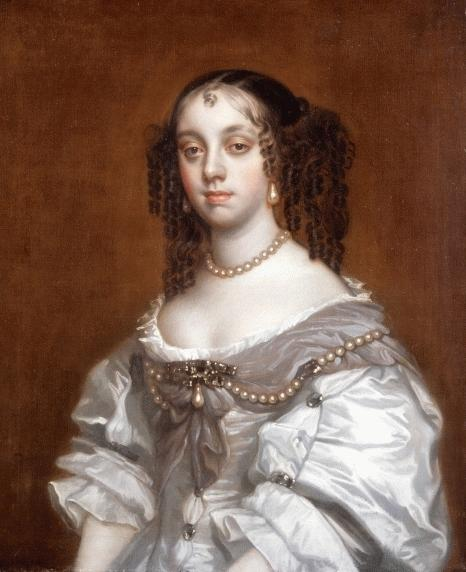
Peter Lely: Katharina von Braganza, Königin von England, 1665
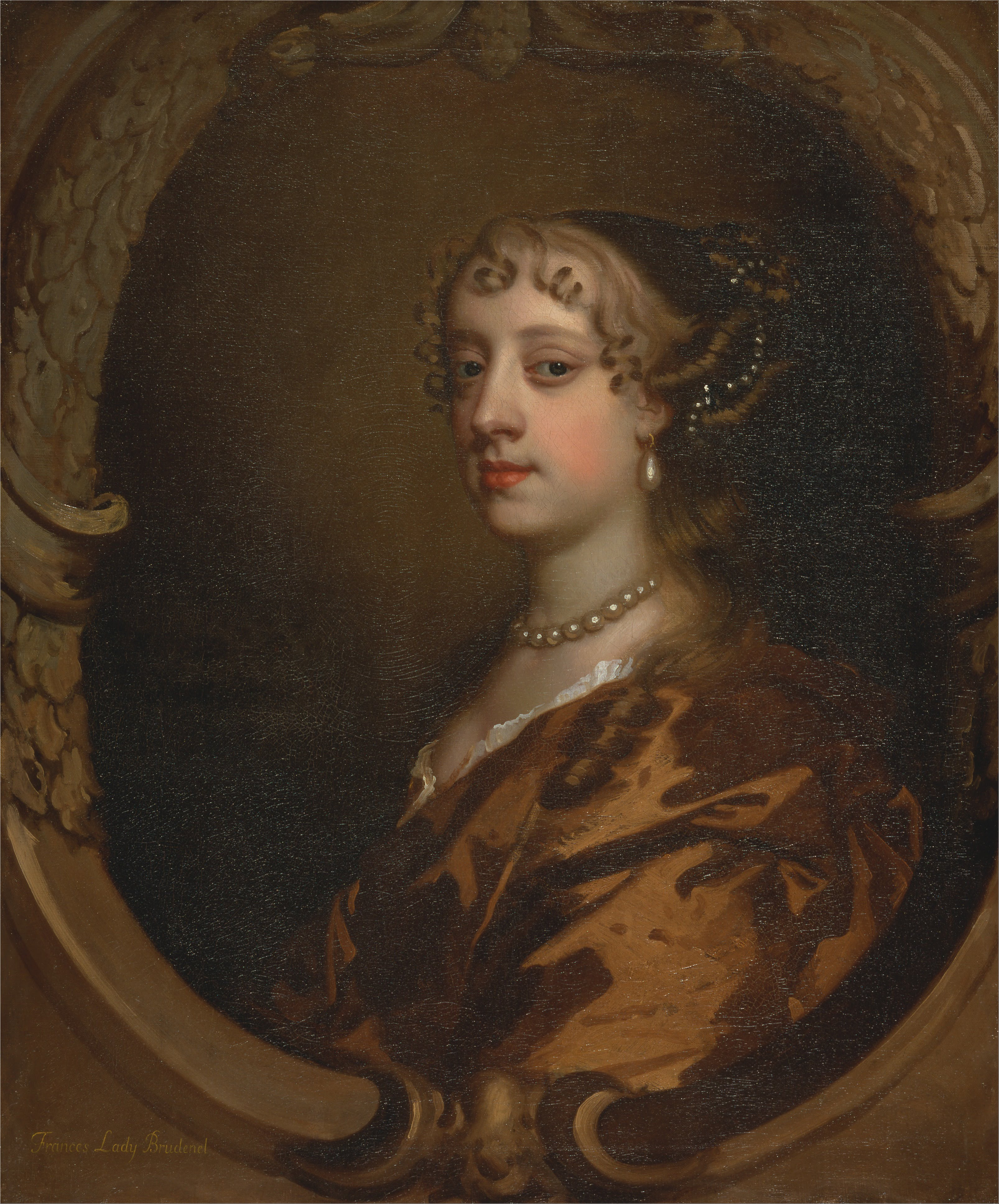
Peter Lely: Lady Frances Savile, later Lady Brudenell, ca. 1668 (?)
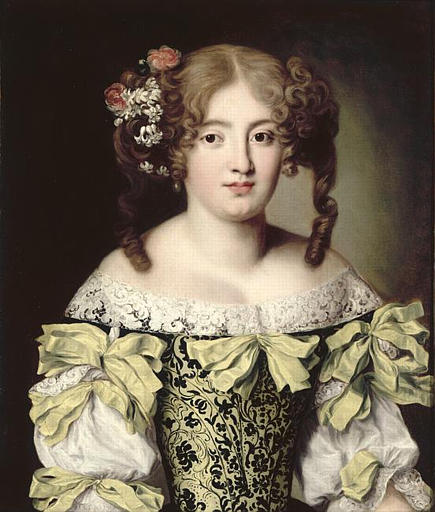
Jacob Ferdinand Voet (1639-1689): Maria Ortensia Biscia del Drago, ca. 1668-1673
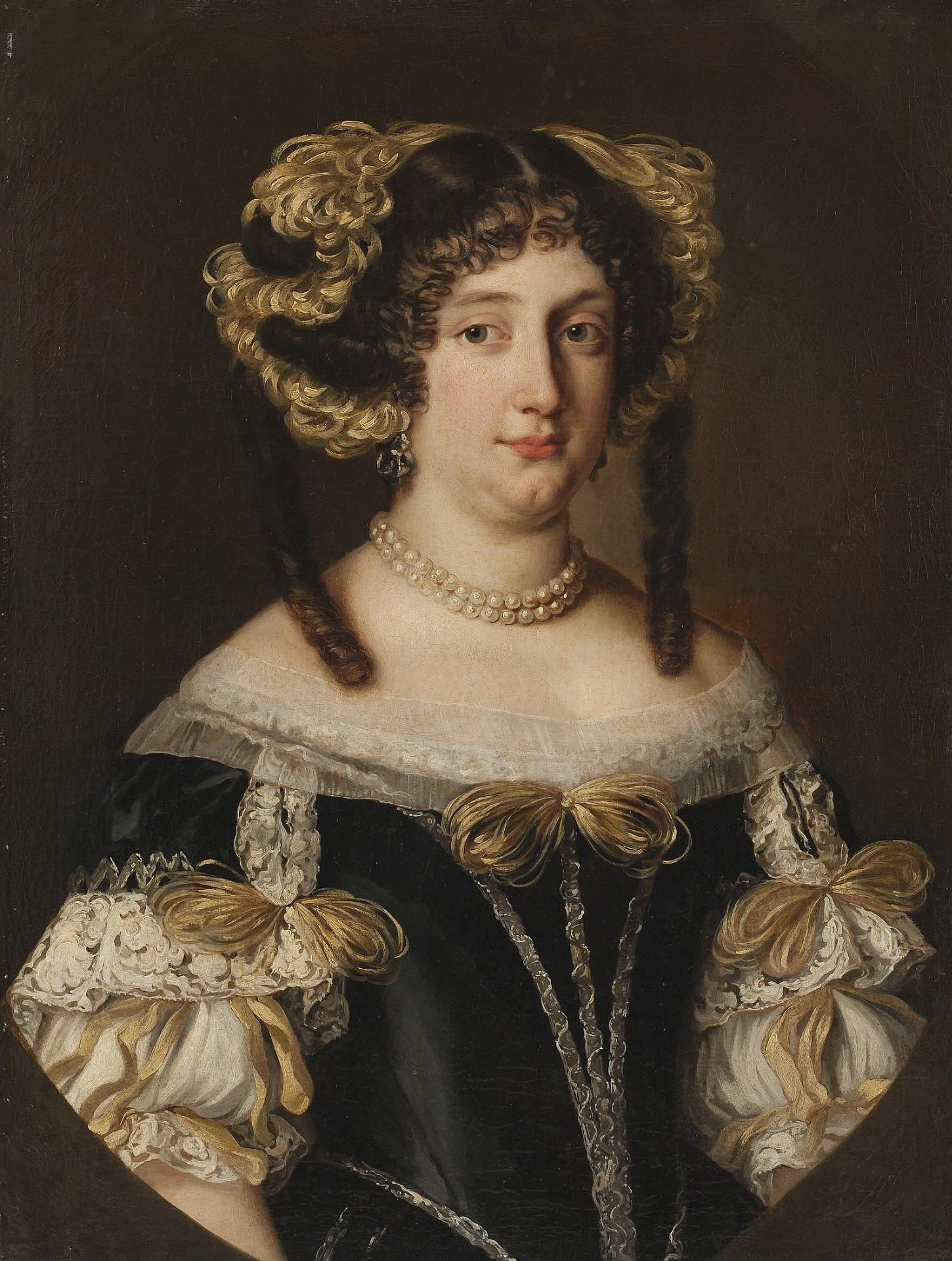
Jacob Ferdinand Voet (1639-1689): Maria-Virginia Borghese-Chigi, ca. 1668-1673
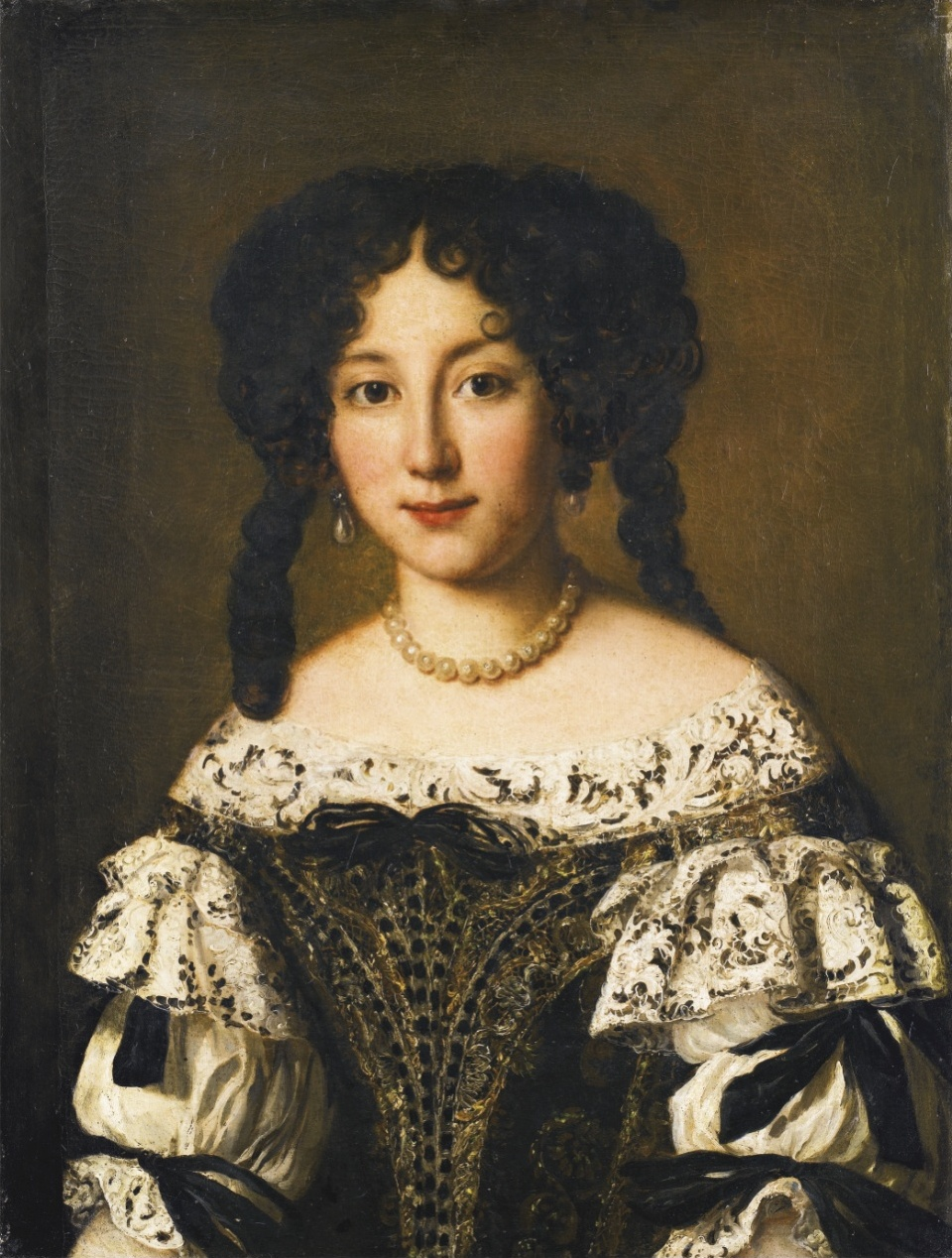
Jacob Ferdinand Voet (1639-1689): Die Marquise Martha Ghezzi Baldinotti, ca. 1668-1673
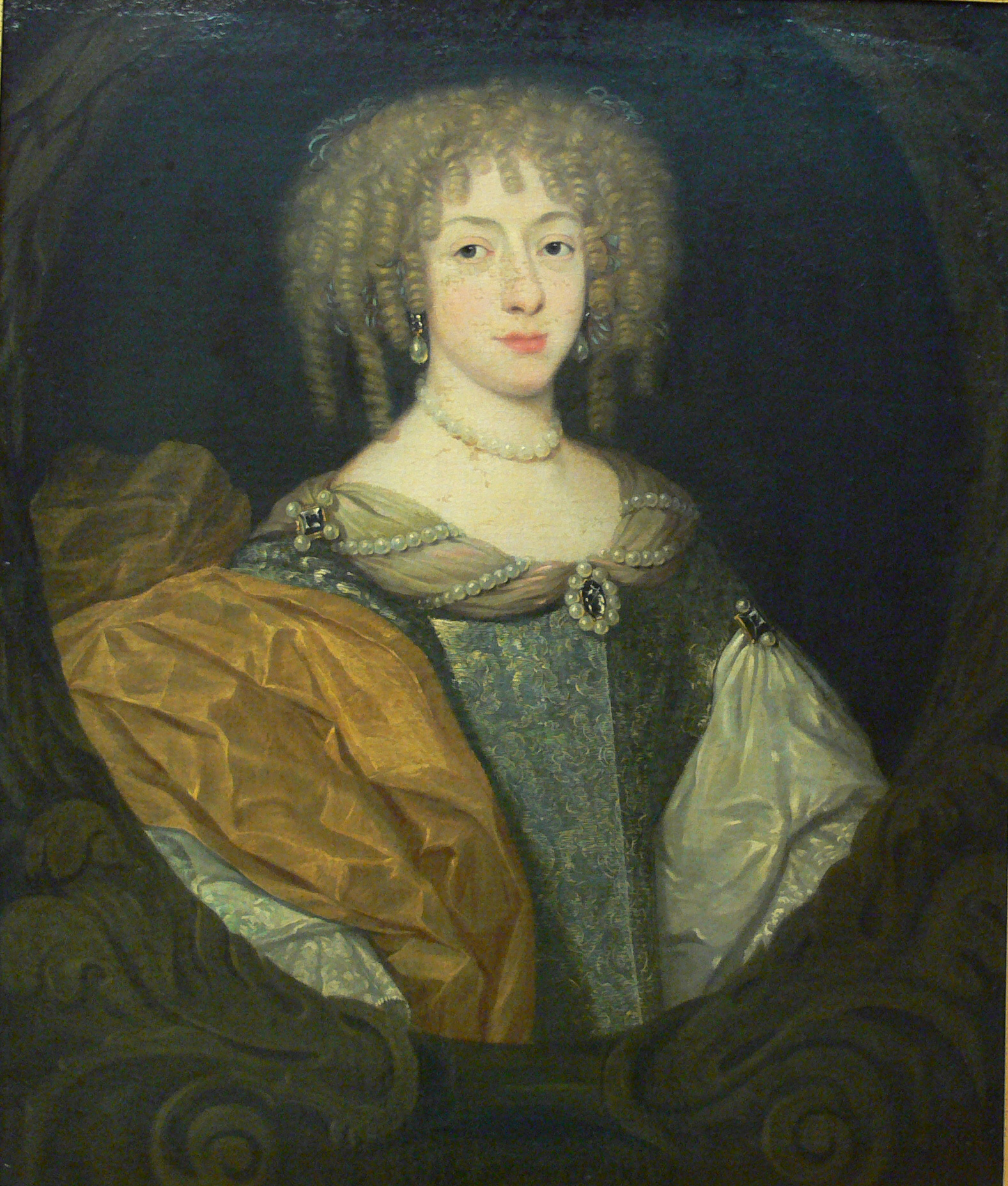
Anonymus: Liselotte von der Pfalz, ca. 1671. Dies ist ein Hurluberlu (Kohlkopffrisur).
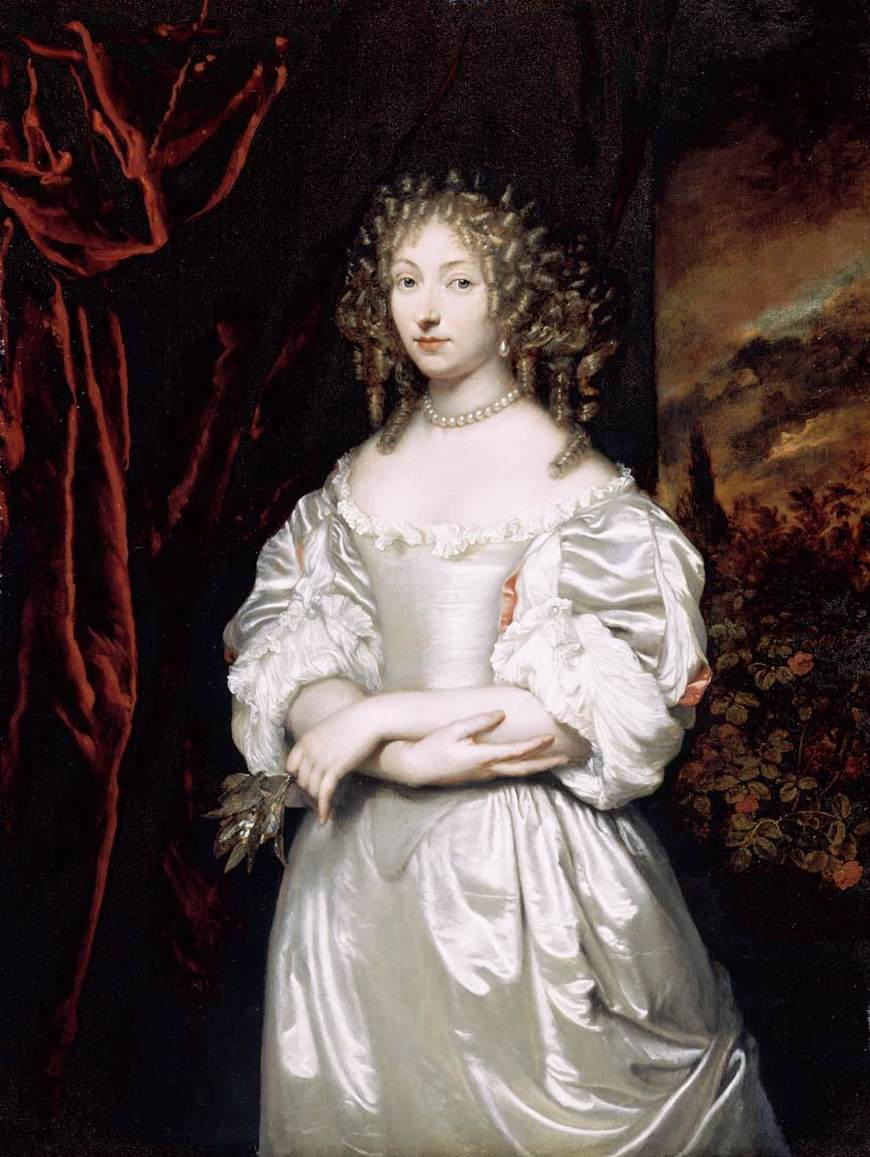
Caspar Netscher: Suzanna Doublet-Huygens (1637-1725), ca. Anfang 1670er Jahre (Hurluberlu !)
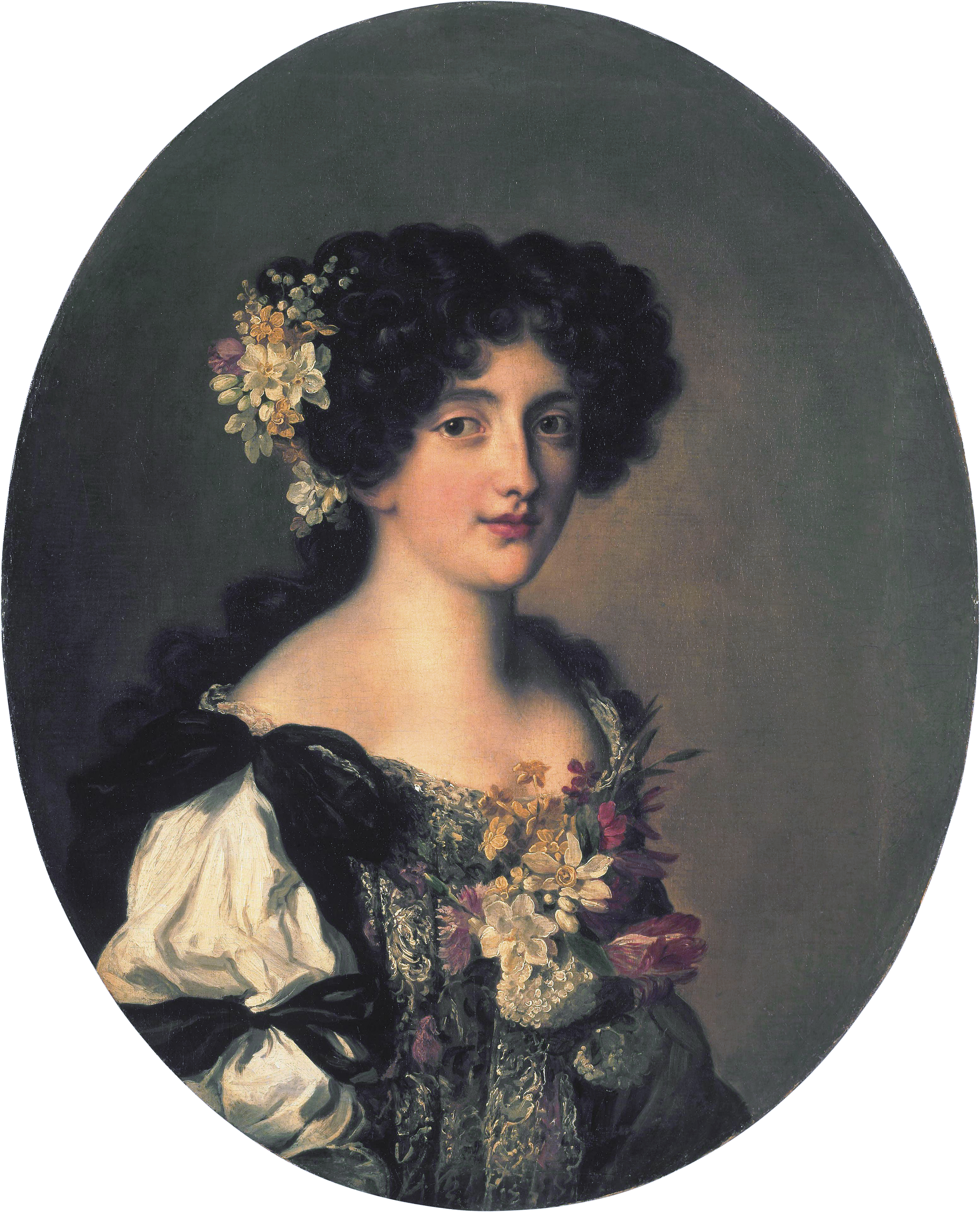
Jacob Ferdinand Voet (1639-1689): Ortensia Mancini, duchesse de Mazarin, 1671
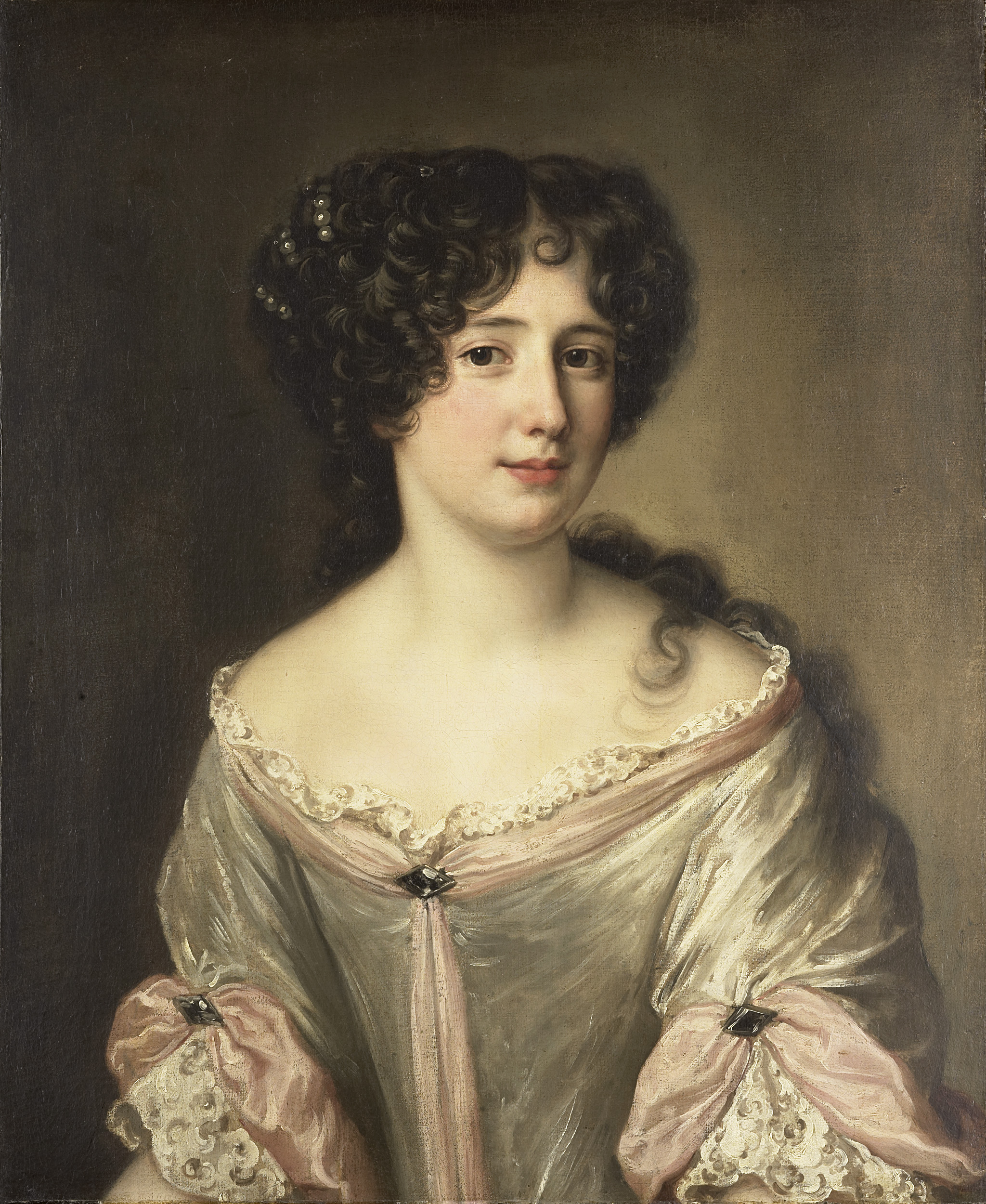
Jacob Ferdinand Voet (1639-1689): Maria Anna Mancini, ca. 1673-1678
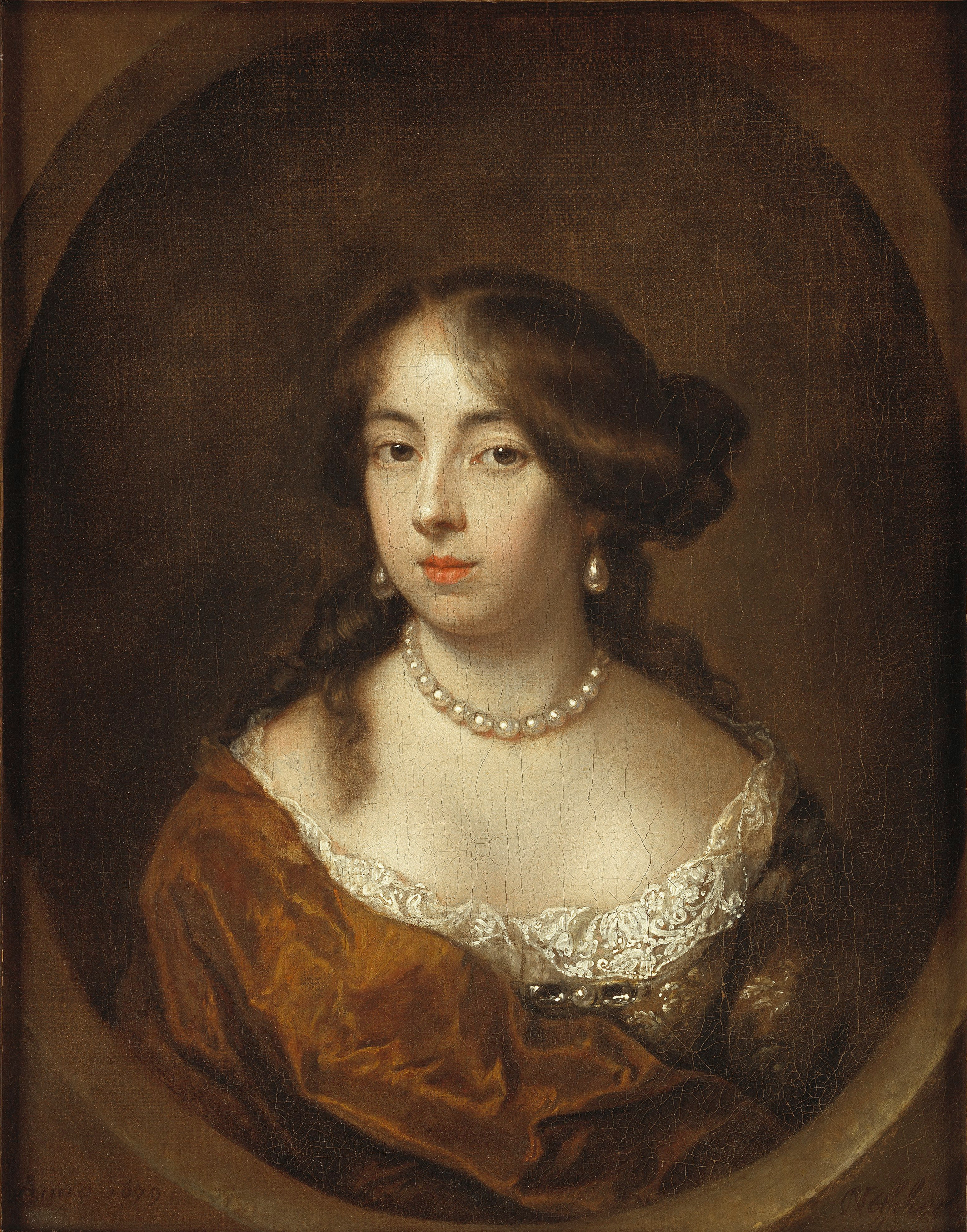
Caspar Netscher: Cecilia de jonge van Ellemeet, 1679. Eine sehr einfache Frisur mit locker zurückgestecktem Haar.

Nach 1680 strebte die Frisur, von Bändern gehalten, immer mehr aufwärts und wurde zum feierlichen weiblichen Gegenstück zur hohen Allongeperücke der Herren. Die Erfindung der Fontange – einer hohen und komplizierten Frisur mit gestärkter und gefältelter Haube und Bändern – wurde der Herzogin von Fontanges, einer Mätresse Ludwigs XIV., zugeschrieben. Sie hielt sich bis zum Beginn des 18. Jahrhunderts.
Auch Damen begannen gegen Ende des 17. Jahrhunderts ihr Haar zu pudern, und die Frisuren wurden so hoch und kompliziert, dass Liselotte von der Pfalz meinte: "[I]ch vor mein teil kann dieser masqueraden ganz nicht gewohnen, aber alle tag setzt man sich höher auf." In England mussten gar die Sänften erhöht werden, damit die Damen darin Platz nehmen konnten.
Um 1700 wurden die Frisuren – angeblich durch den Einfluss einer Lady Sandwich – wieder niedriger und etwas schlichter, man verwendete nun keine Bänder mehr, aber das Haar wurde immer noch hochfrisiert und die Stirn rechts und links durch je eine Kringellocke (cruches) eingerahmt. Liselotte von der Pfalz war erleichtert: "Mir kommt die neue Mode recht schön vor, denn die abscheulich hohe Koiffure konnte ich nicht vertragen." Diese Frisur war spätestens ab 1710 fast nur noch weiß gepudert und hielt sich bis weit in die 1720er Jahre.

Mode Louis XIV.: Damenfrisuren ca. 1680-1715
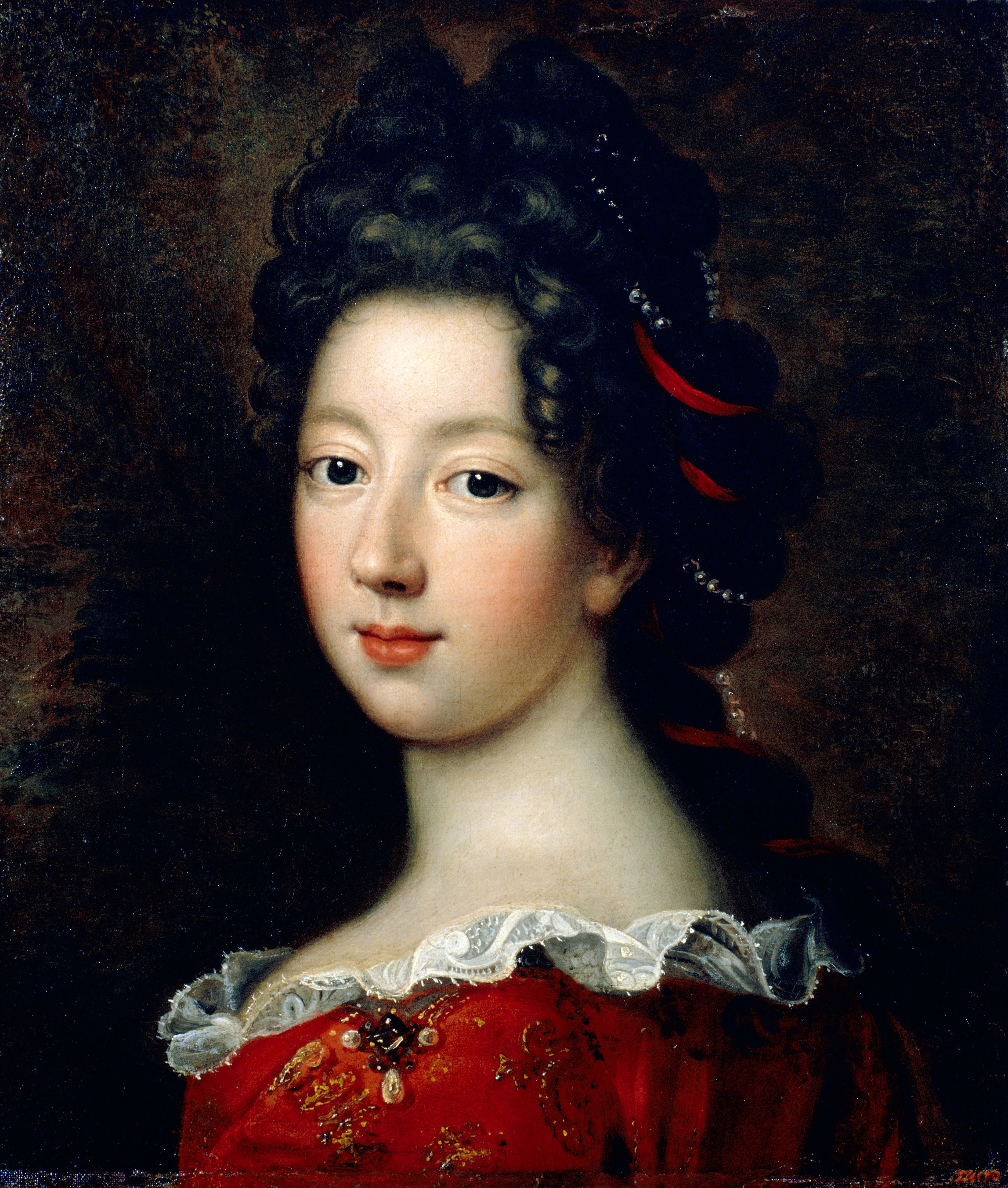
François de Troy: Louise Françoise de Bourbon, mademoiselle de Nantes, ca. 1688-1693
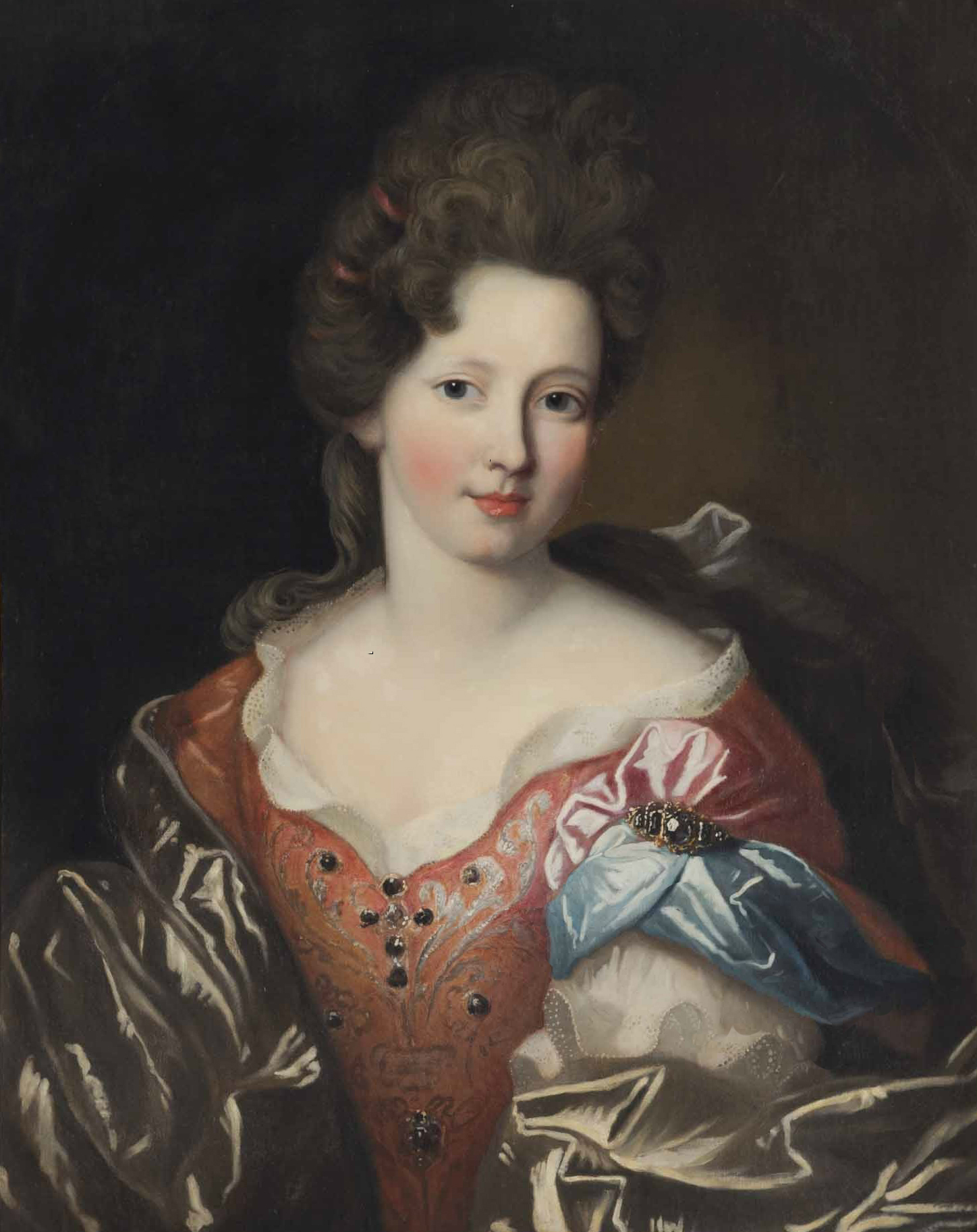
Pierre Mignard (?): Marie de Lorraine-Armagnac, Princesse de Monaco, genannt Madame de Valentinois, ca. 1690
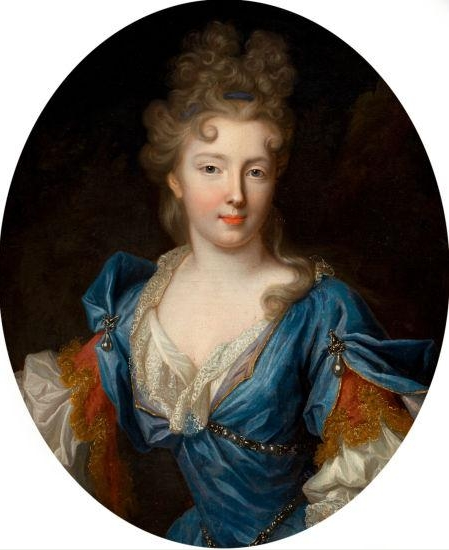
Pierre Gobert (?): Françoise Marie de Bourbon (?), ca. 1690
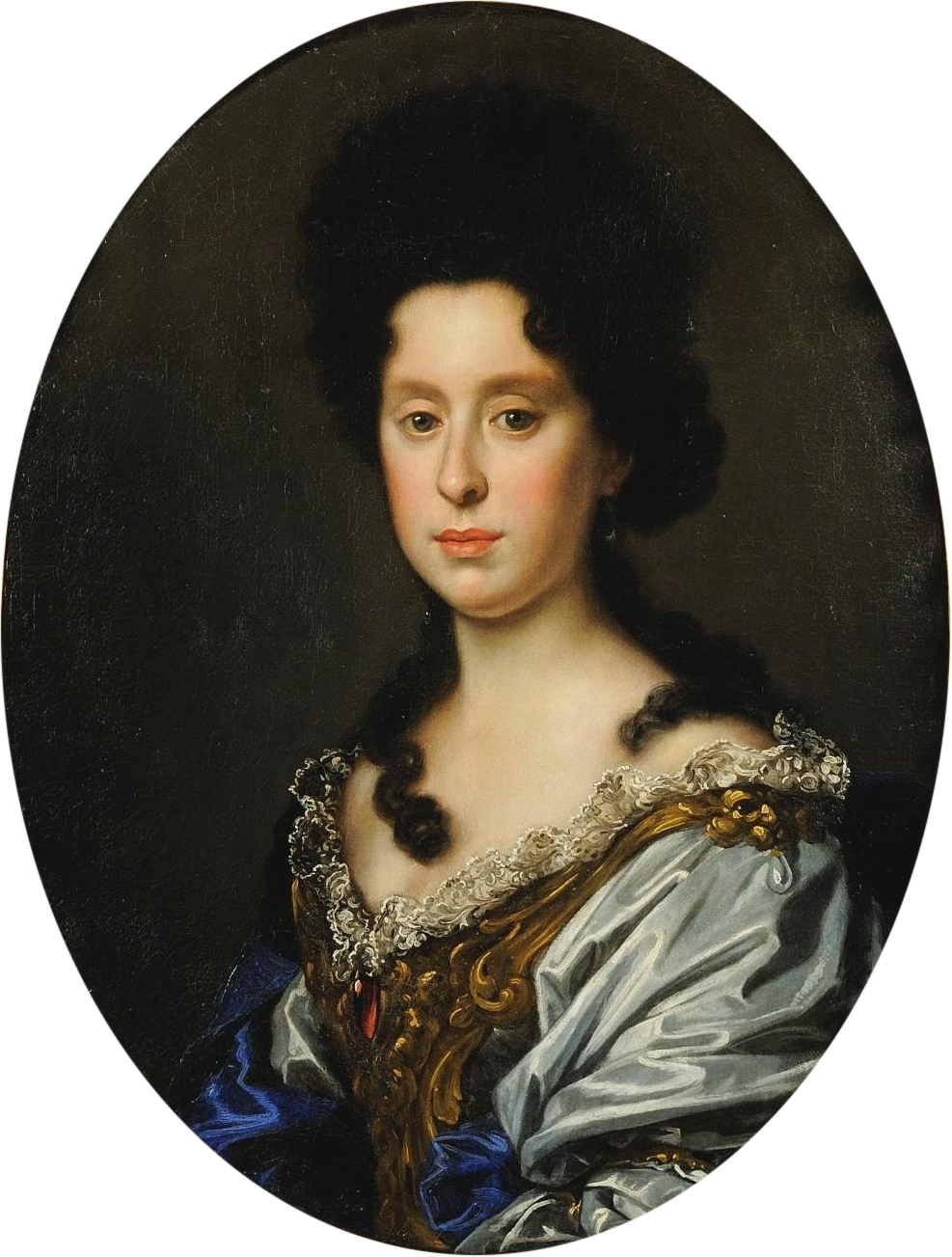
Antonio Franchi: Anna Maria Luisa de' Medici (1667–1743), ca. 1690-1691
François de Troy: Teresa Kunegunda Sobieska, ca. 1694-1695
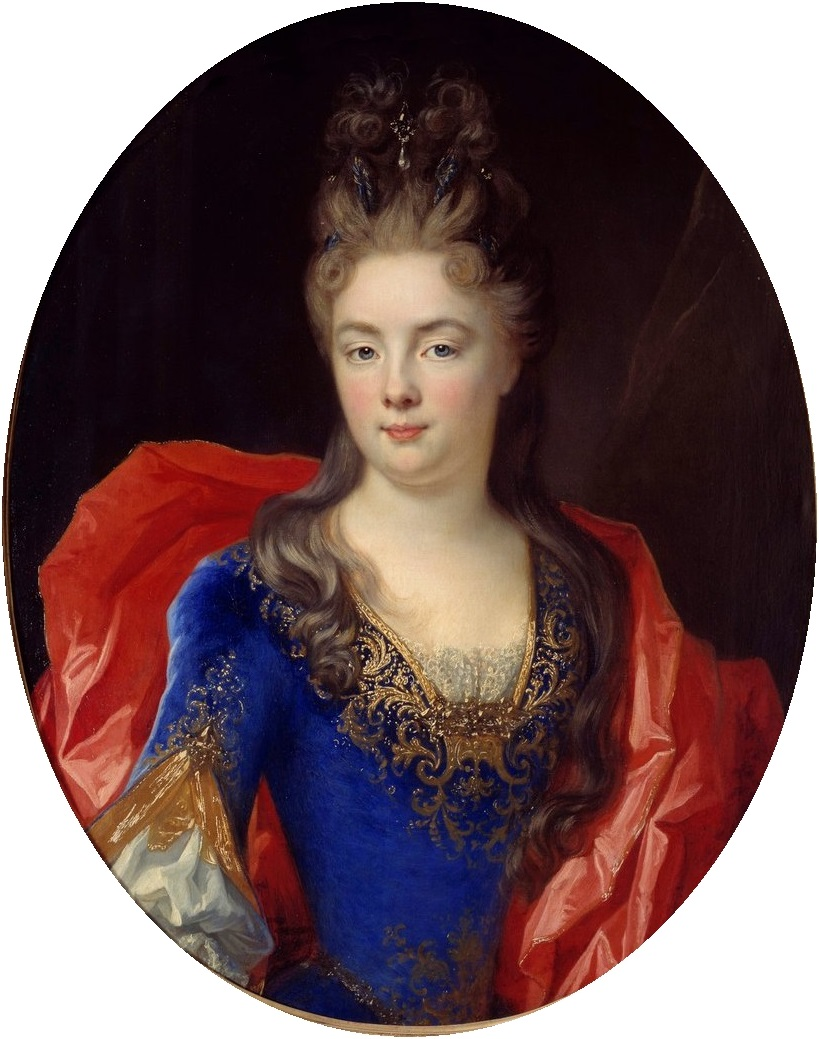
Nicolas de Largillière: Anne Geneviève de Lévis, princesse de Soubise, Tochter der Madame de Ventadour, 1695
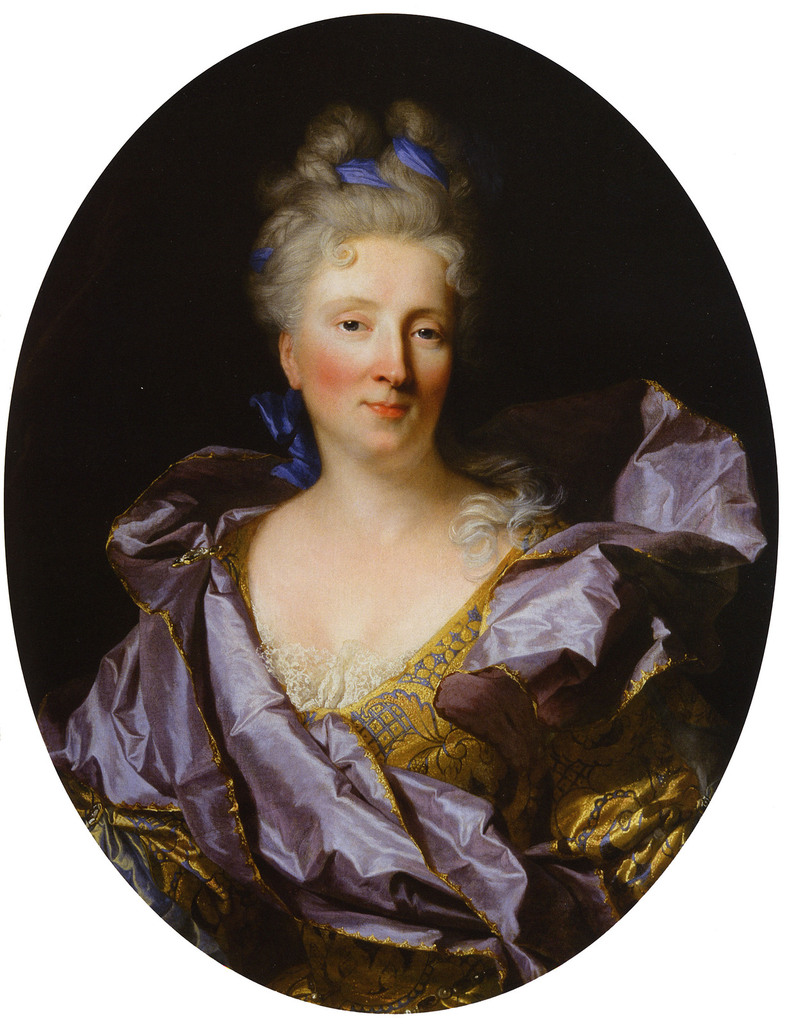
Hyacinthe Rigaud: Comtesse de Lignières, 1696
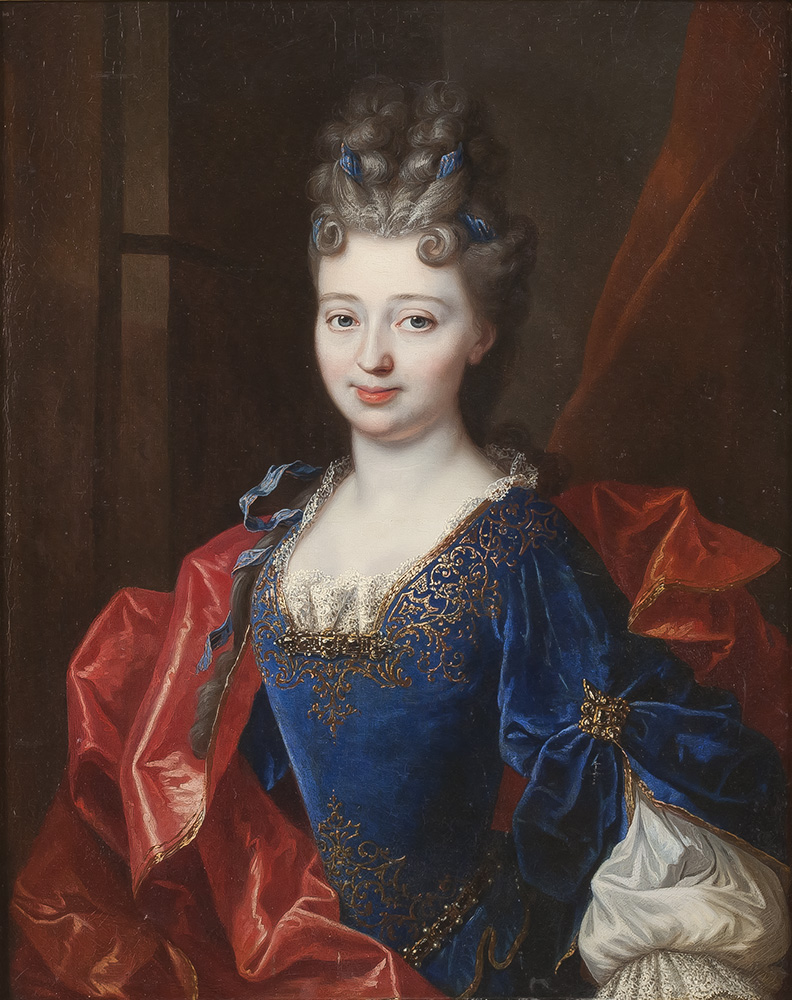
François de Troy: Françoise Marie de Bourbon (?), um 1700
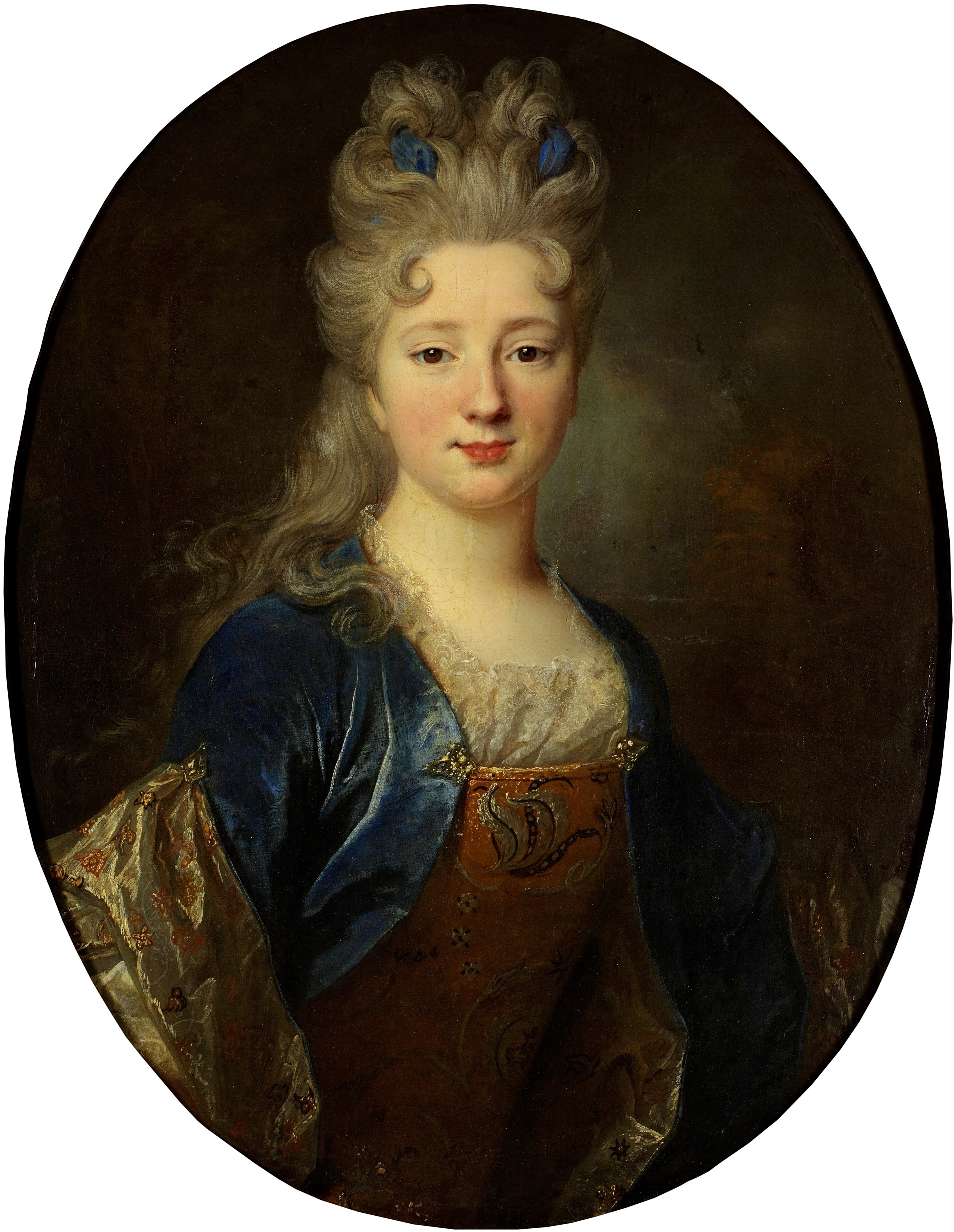
Nicolas de Largillière: Junges Mädchen, um 1700
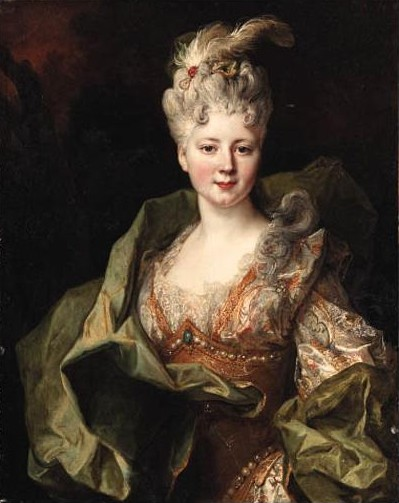
Nicolas de Largillière: Jeanne Gagne de Perrigny, Beginn 18. Jahrhundert
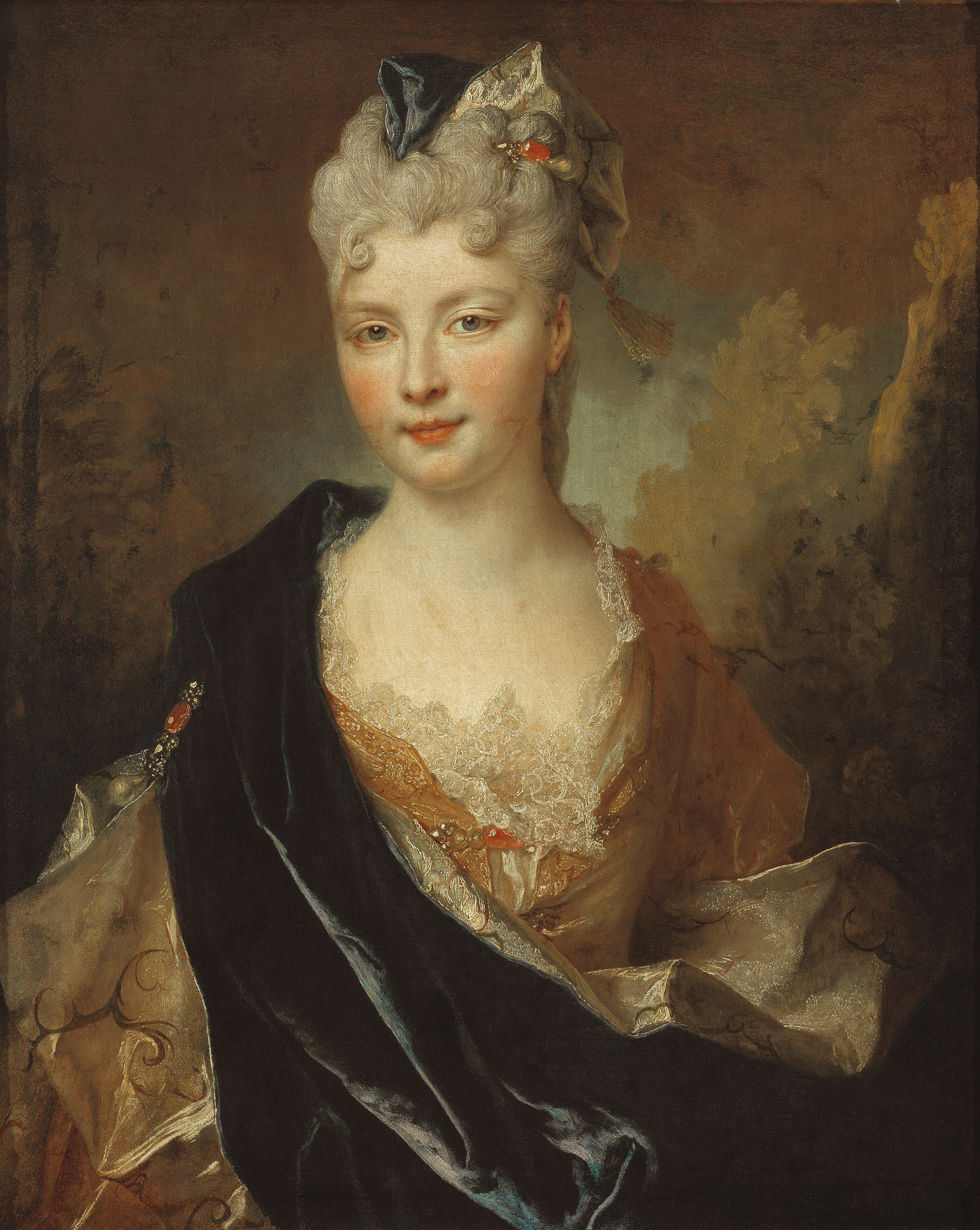
Nicolas de Largillière: Porträt einer jungen Dame (Duchesse de Beaufort ?), 1714
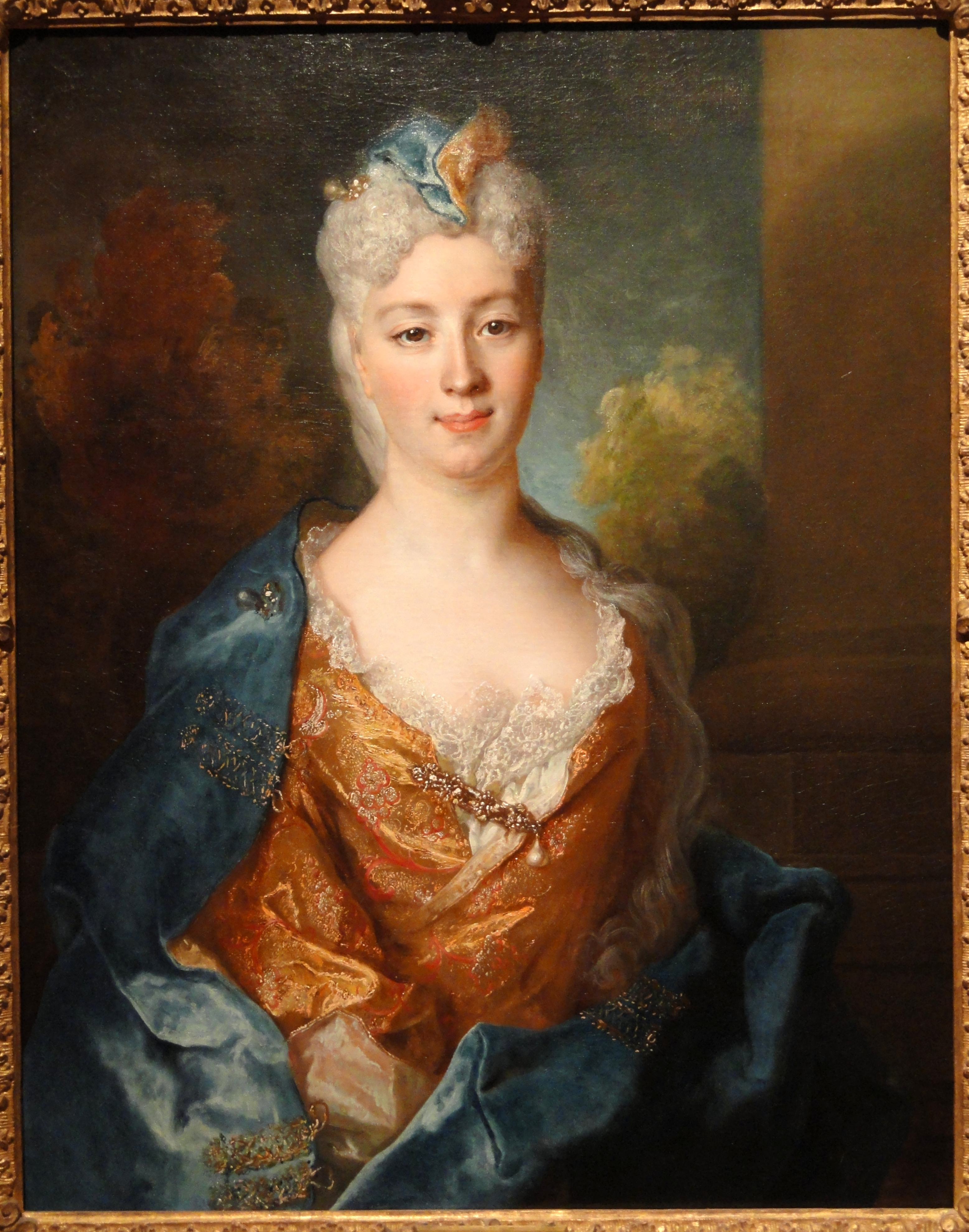
Nicolas de Largillière: Marie Elisabeth Desirée de Chantemerle, 1715

## Sonstiges

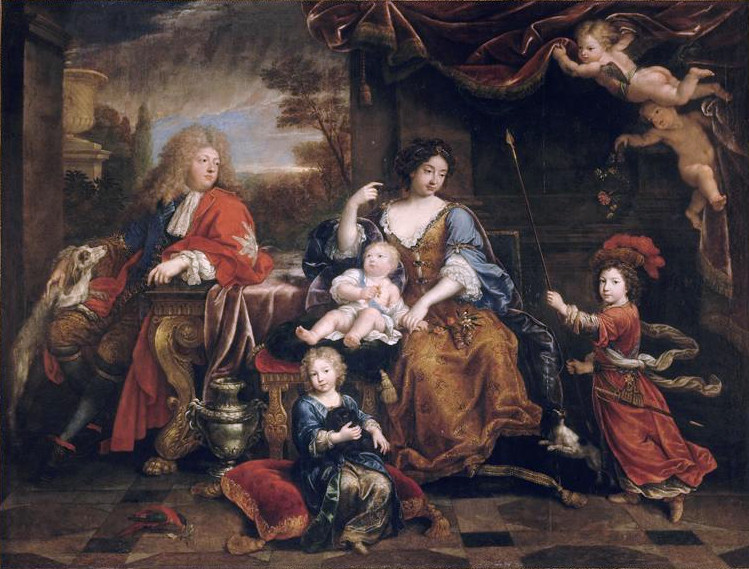
Pierre Mignard: Die Familie des Grand Dauphin, 1686. Die abgebildeten Kinder sind die drei (legitimen) Enkelsöhne Ludwigs XIV.: Louis, duc de Bourgogne (1682–1712) in Rot rechts; Philippe de France, duc d’Anjou, der spätere Philipp V. von Spanien (1683–1746), auf einem Kissen im Vordergrund, und der kleine Charles, duc de Berry (1686–1714).

### Kindermode
Kleine Kinder bis zum sechsten oder siebenten Lebensjahr waren in dieser Epoche (und auch vorher schon) alle gleich angezogen, es wurde also im frühen Alter noch nicht oder kaum zwischen Knaben und Mädchen unterschieden. Alle Kinder trugen lange 'Kleidchen', oft mit Schürze, als Schutz vor Verschmutzung. Unterschiede konnten sich allerdings nach und nach trotzdem ergeben, z. B. in der Frisur, die bei Mädchen anders war als bei Knaben, auch wenn bei beiden Geschlechtern langes Haar modern war. Auch an Accessoires konnte man unter Umständen das Geschlecht erkennen, z. B. konnte es vor allem bei adligen Kindern sein, dass ein kleiner Knabe bereits mit (Spielzeug-?)Degen herumlief.
Ungefähr ab dem sechsten Lebensjahr wurden Knaben in Hosen gekleidet. Eine eigenständige Kindermode gab es von da an nicht mehr, Kinder waren gekleidet wie Erwachsene. Für Mädchen bedeutete das auch, dass sie schon früh in ein eigenes Schnürmieder (Korsett) gepresst wurden, und die Söhne des Sonnenkönigs trugen mit weit unter 18 Jahren Uniformen oder sogar Brustpanzer, wenn sie sich an militärischen oder kriegerischen Handlungen beteiligen mussten.

Kinderkleidung zur Zeit Ludwigs XIV.
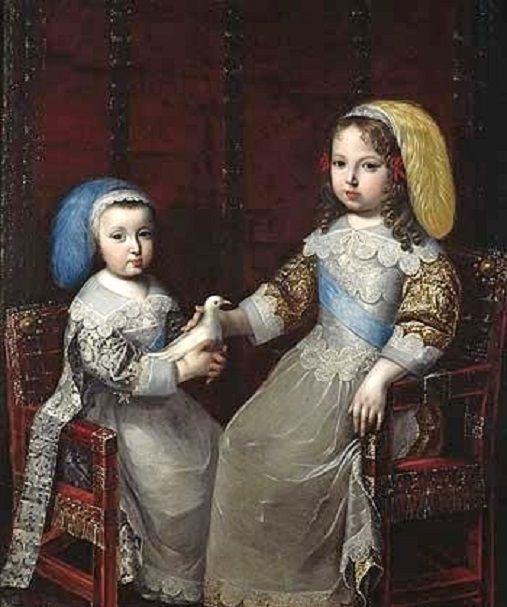
Charles Beaubrun: Ludwig XIV. (1638-1715) und sein zwei Jahre jüngerer Bruder Philippe (1640-1701) als Kleinkinder, ca. 1641-1643.
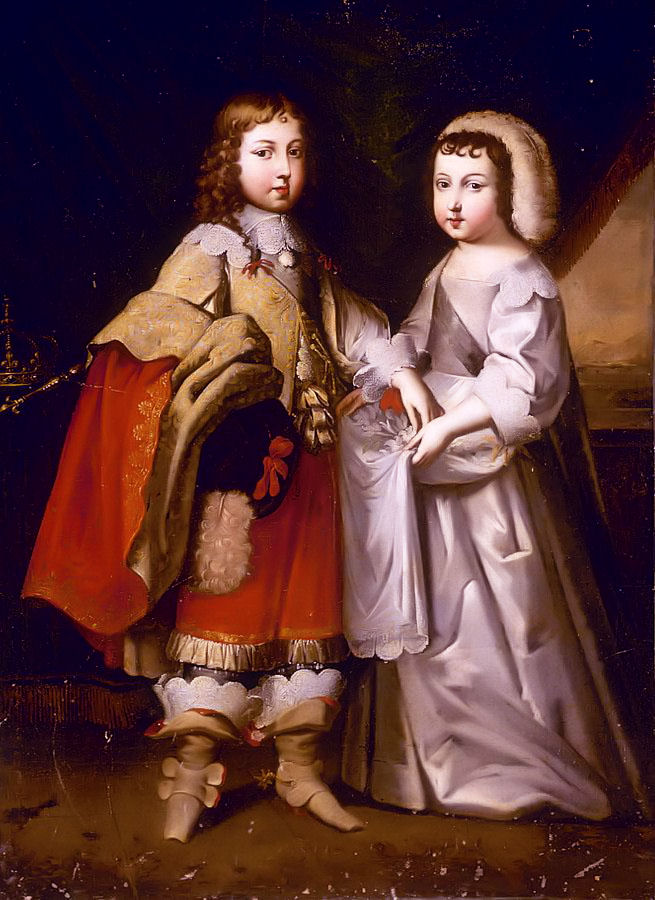
Charles und Henri Beaubrun (zugeschrieben): Ludwig XIV. und sein Bruder Philippe, ca. 1644. Hier trägt der kleine König bereits die männliche Kleidung eines Erwachsenen, sein Bruder ist noch im Kleinkindergewand.
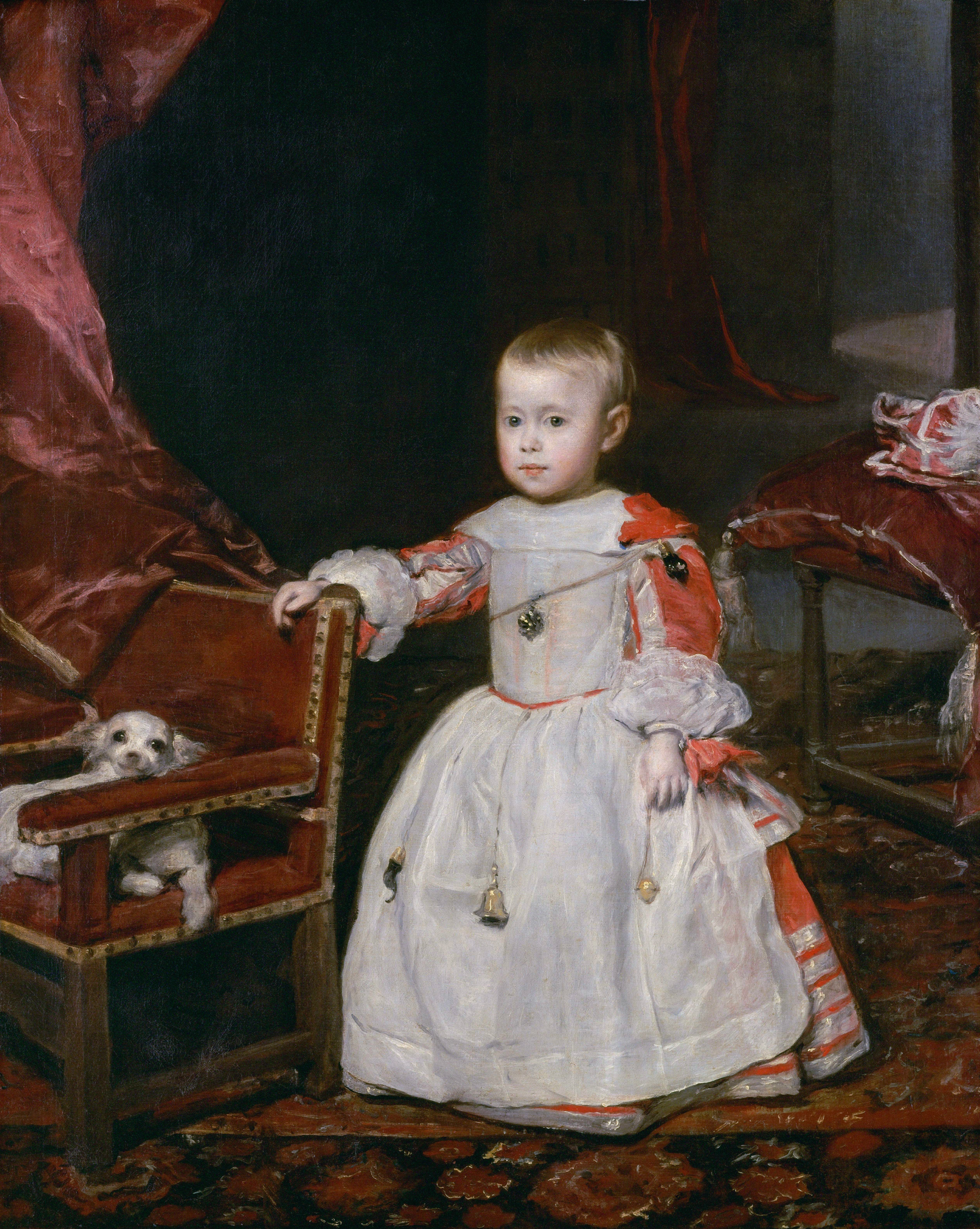
Diego Velázquez: Prinz Felipe Prospero (1657-1661), 1659. Auch am spanischen Hof trägt ein kleiner Prinz ein Kleidchen.
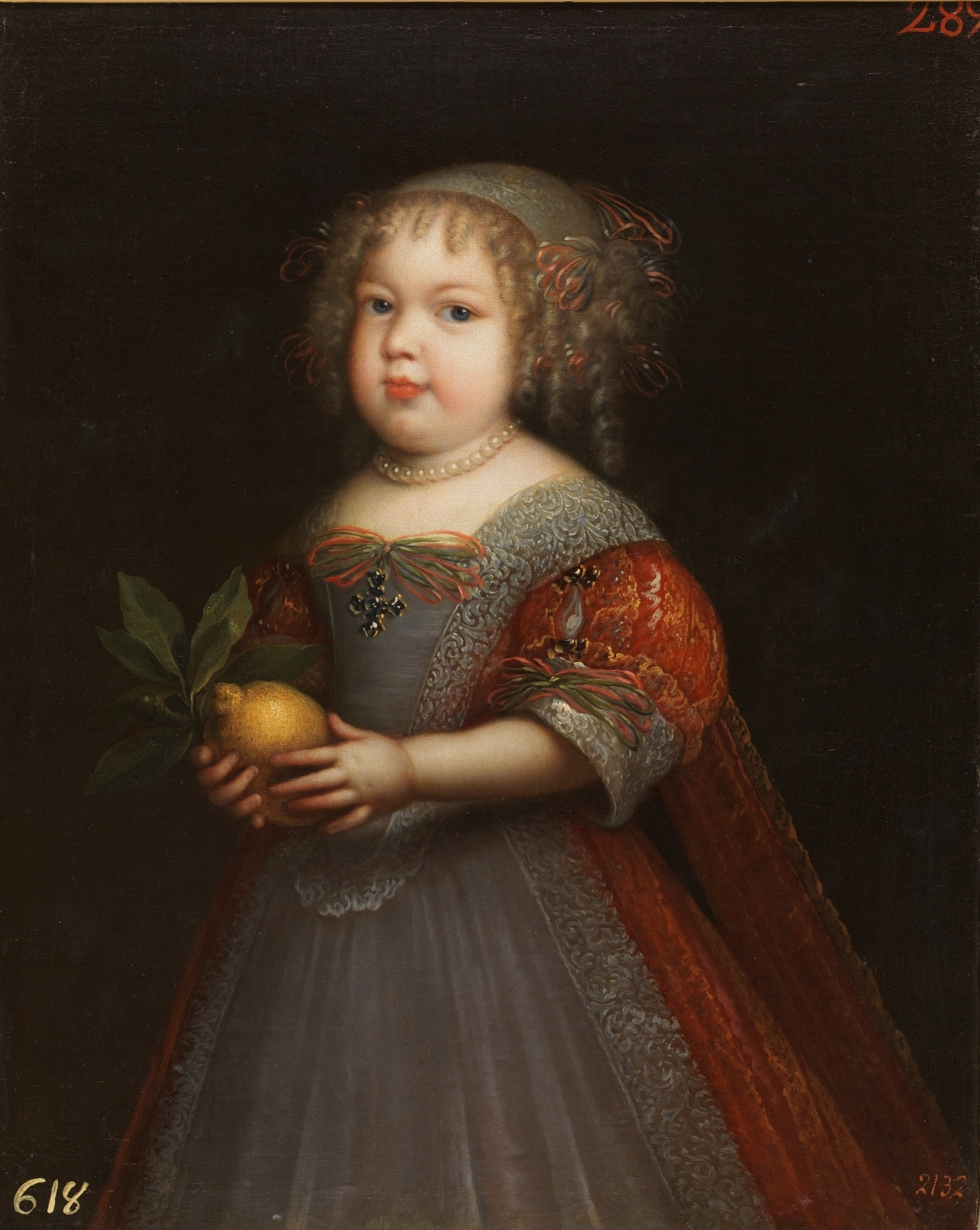
Jean Nocret: Marie Thérèse de Bourbon (1667-1672). Die frühverstorbene Tochter Ludwigs XIV. und seiner Frau Marie Thérèse ist kostbar herausgeputzt und hat eine modische Frisur mit Seitenlöckchen.
Kleiner Junge in Rheingrafentracht, möglicherweise Louis, der Dauphin von Frankreich (?) (Sohn Ludwigs XIV., 1661-1711), um 1667-1670.
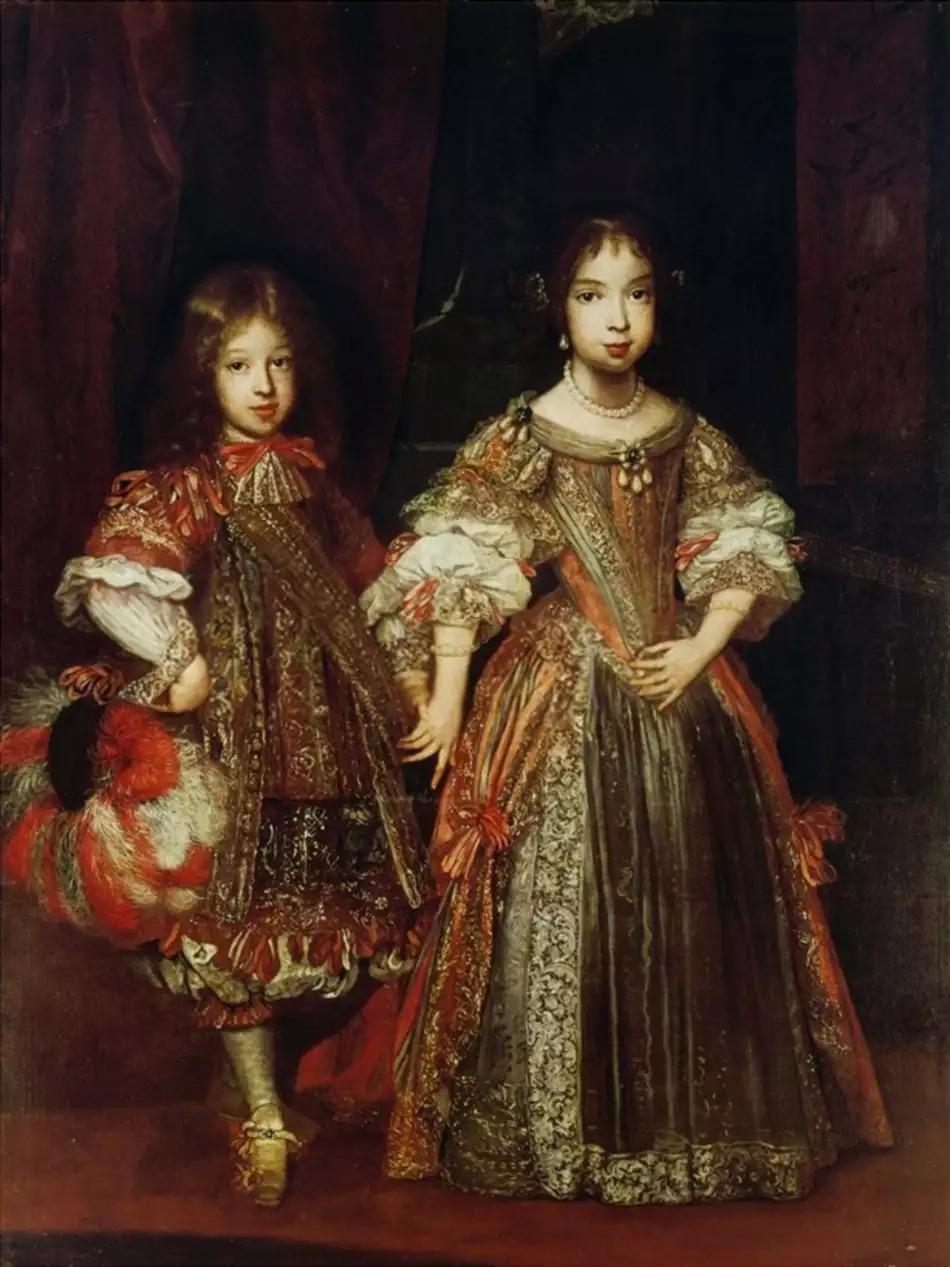
Sebastiano Bombelli: Max Emanuel II. (1662-1726) und Maria Anna von Bayern (1660-1690) als Kinder, ca. 1668-1669
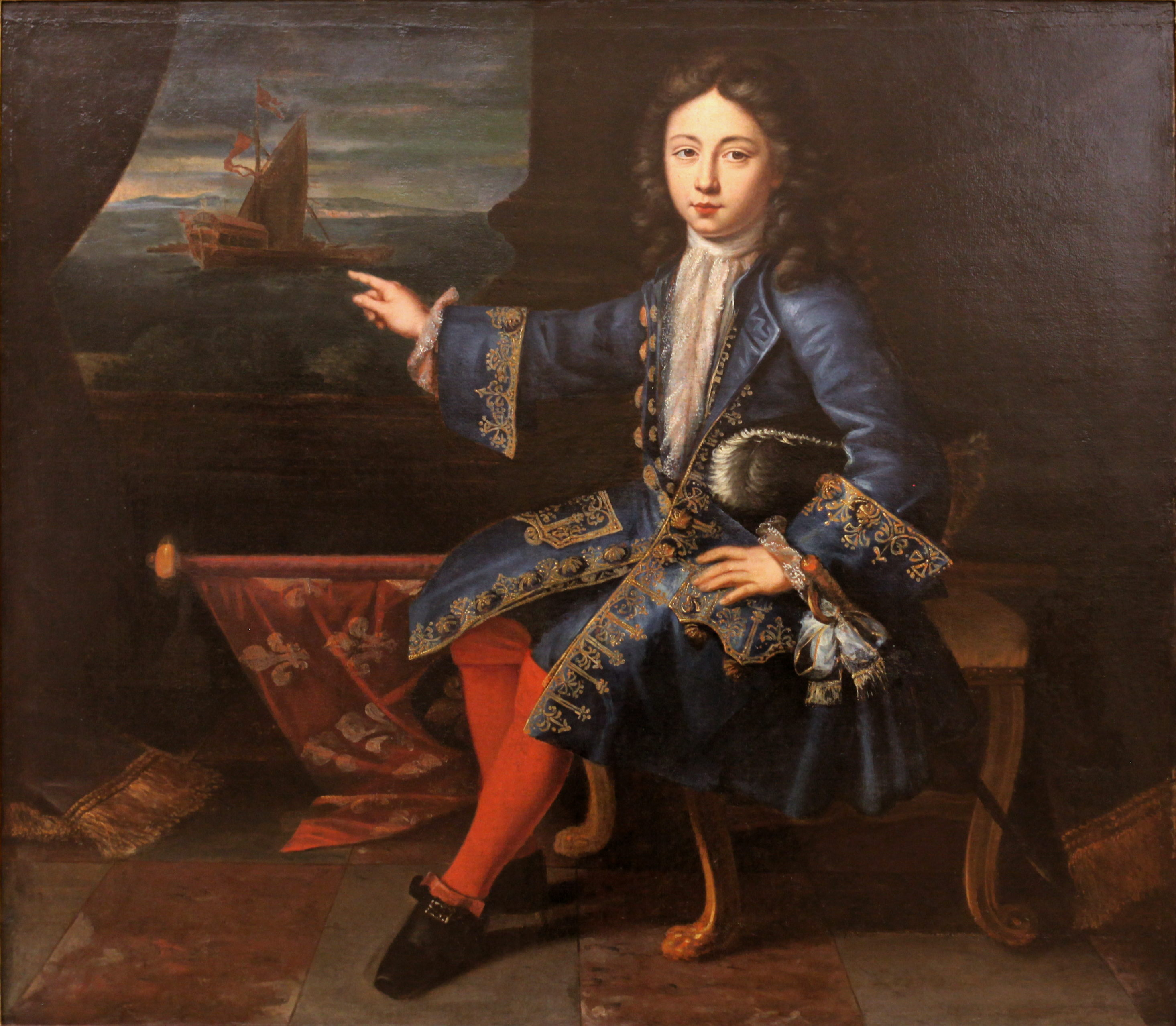
Hyacinthe Rigaud: Louis Alexandre, Comte de Toulouse, ca. 1685-1690
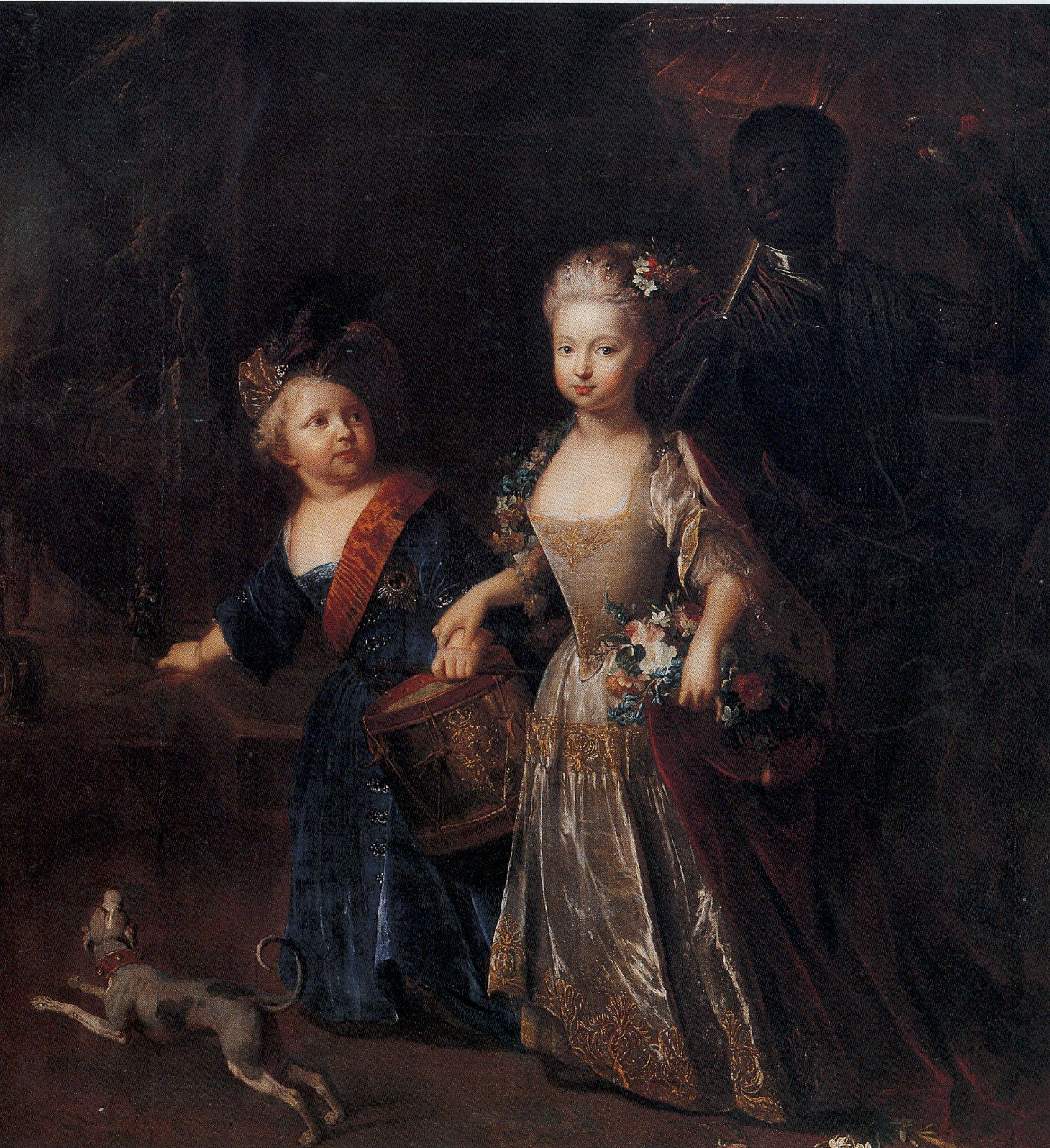
Antoine Pesne: Friedrich der Große (1712-1786) als Dreijähriger mit seiner Lieblingsschwester Wilhelmine von Preußen (1709–1758), 1715

### Bürger und untere Schichten

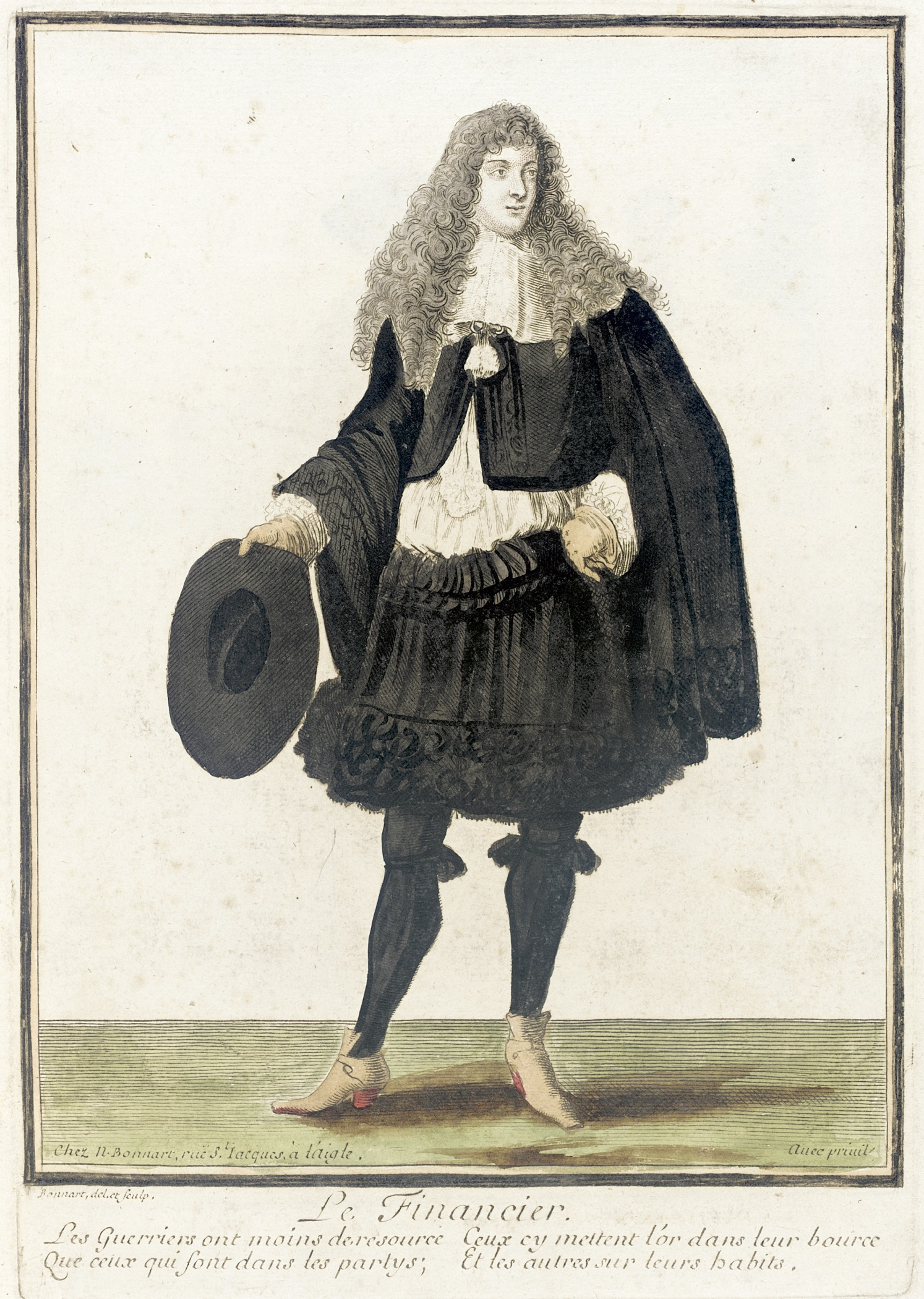
Typische Kleidung eines ‚Finanzmannes‘ (Le Financier), aus: Recueil des modes de la cour de France, Nicolas Bonnart (1637-1717), ca. 1678-1693

Die beschriebene Mode des Barock war aufwendig und kostspielig und genau wie in früheren Zeiten vor allem eine Mode der Aristokratie. Große Allongeperücken aus echtem Haar waren sehr teuer, und ebenso die beliebten Spitzen oder Stoffe wie Samt und Seide. Abgesehen von reichen Bürgern, die sich ebenfalls am Adel orientierten und nicht mehr so stark durch Kleidervorschriften eingeengt wurden wie im Mittelalter, war die Kleidung von Bauern oder Bürgern einfacher und weniger farbenfroh. Vor allem Männer trugen oft Schwarz oder andere gedeckte Farben wie Braun oder Grau – allerdings soll Braun auch die Lieblingsfarbe Ludwigs XIV. gewesen sein! Schwarz war z. B. für 'Finanziers' typisch, selbst der Finanzminister Colbert – der aus dem Bürgertum stammte – wurde in Bildern mit einem schwarzen Gewand dargestellt.

Trotzdem orientierte sich die Kleidung einfacherer Menschen in den Grundzügen an den aktuellen Mode-Silhouetten und Formen. Die Röcke einfacher Frauen waren jedoch schon aus praktischen Gründen oft kürzer und aus preiswerteren Stoffen, es wurden oft Hauben oder Schürzen getragen.
Insgesamt gab es viele regionale Unterschiede im Sinne von Trachten.

Kleidung einfacher Menschen aus: Recueil des modes de la cour de France, 1678-1693
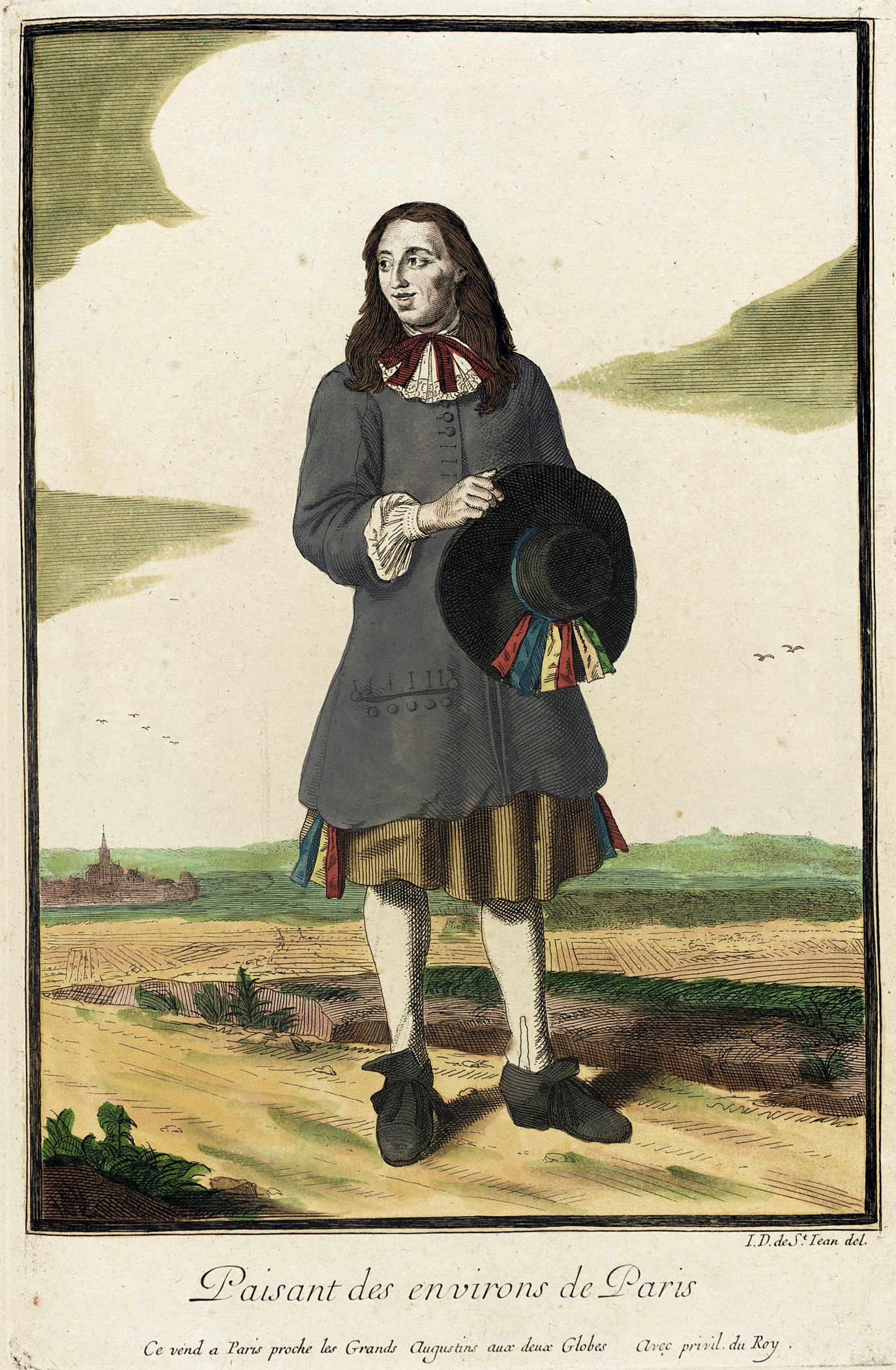
'Bauer aus der Gegend von Paris', Jean Dieu de Saint-Jean, 1678-1693
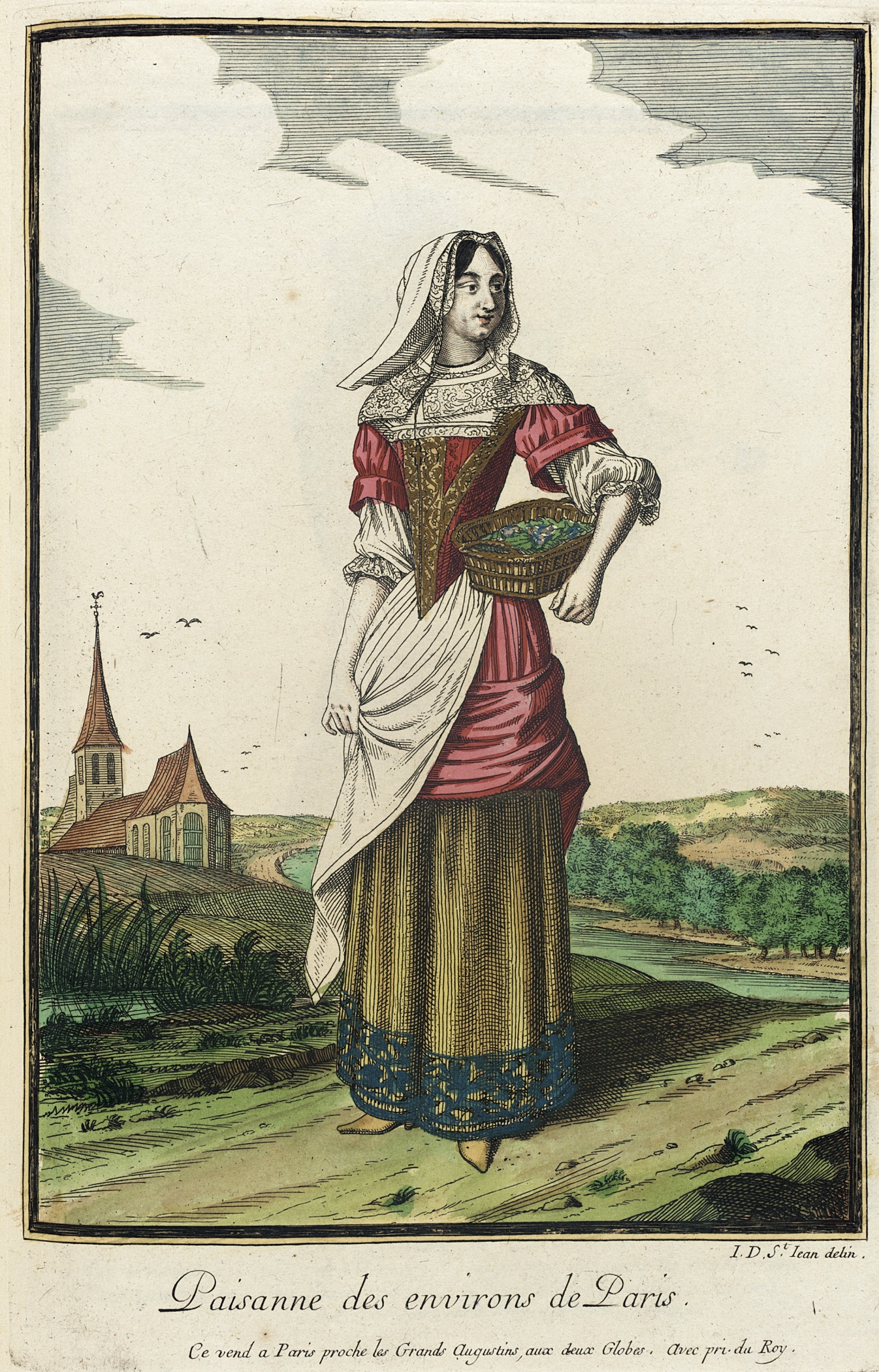
'Bäuerin aus der Gegend von Paris', Jean Dieu de Saint-Jean, 1678-1693
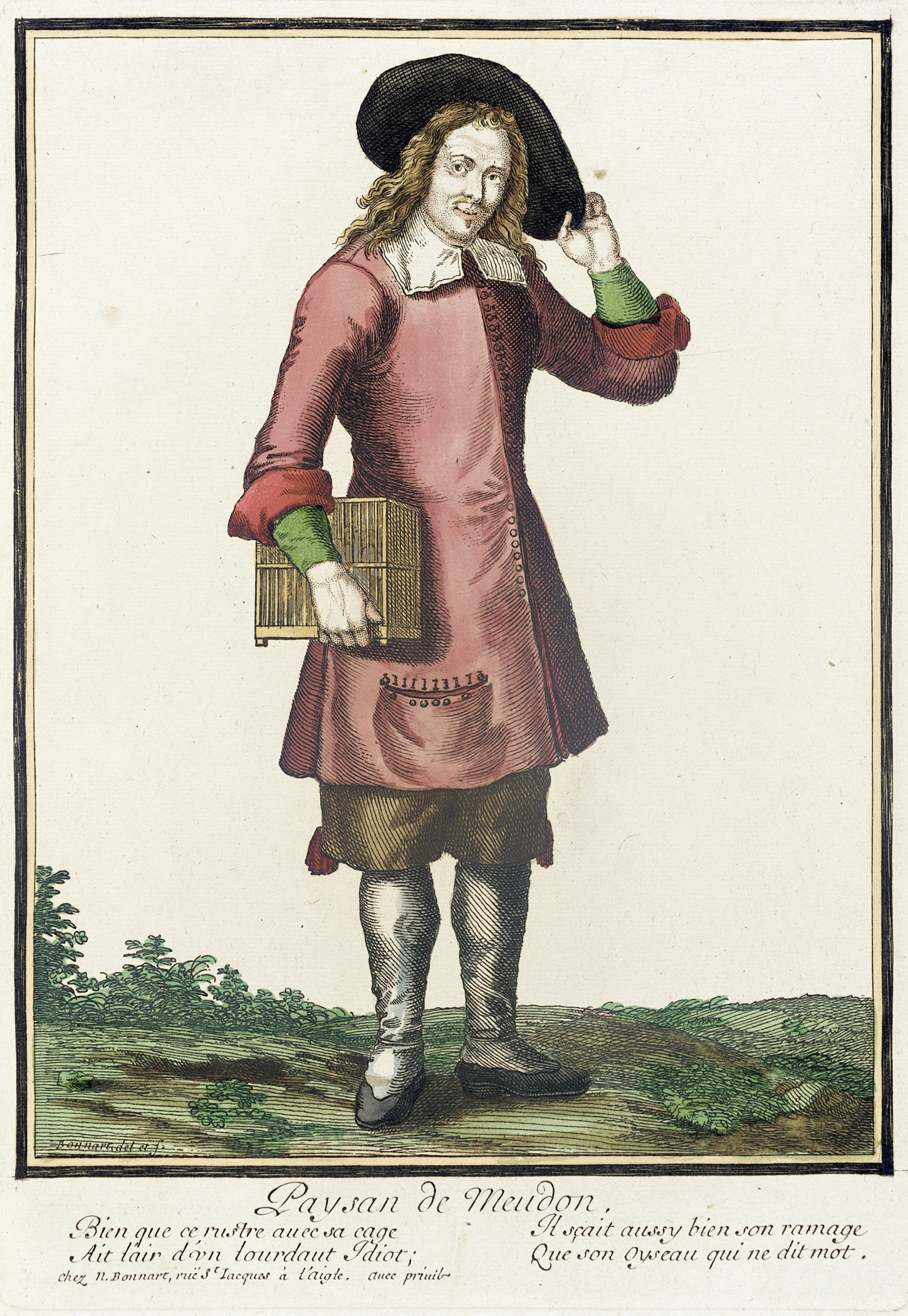
'Bauer aus Meudon', Nicolas Bonnart, 1678-1693
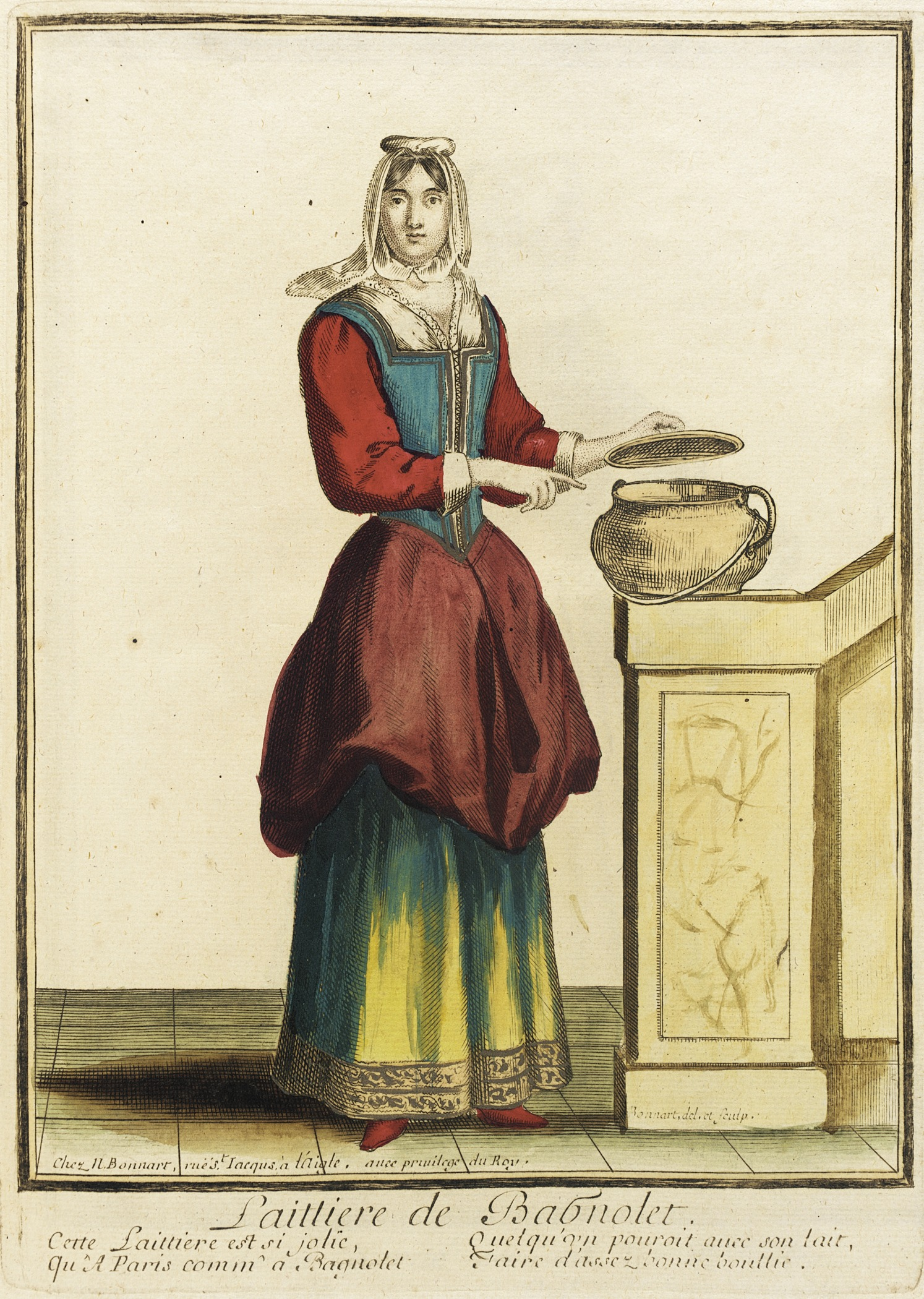
'Milchmädchen aus Bagnolet', Nicolas Bonnart, 1678-1693
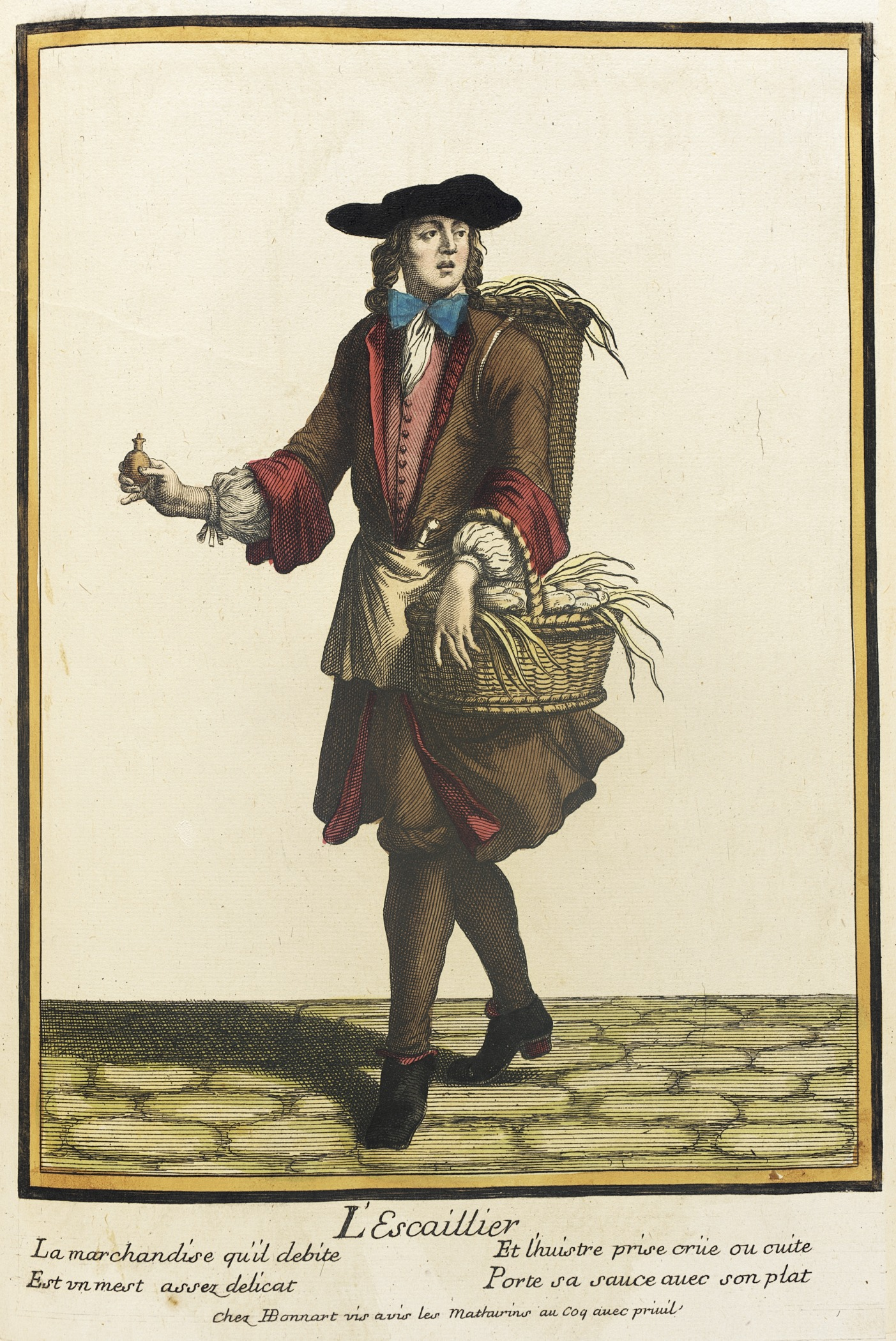
Ein Straßenhändler, Henri Bonnart, 1675-1685
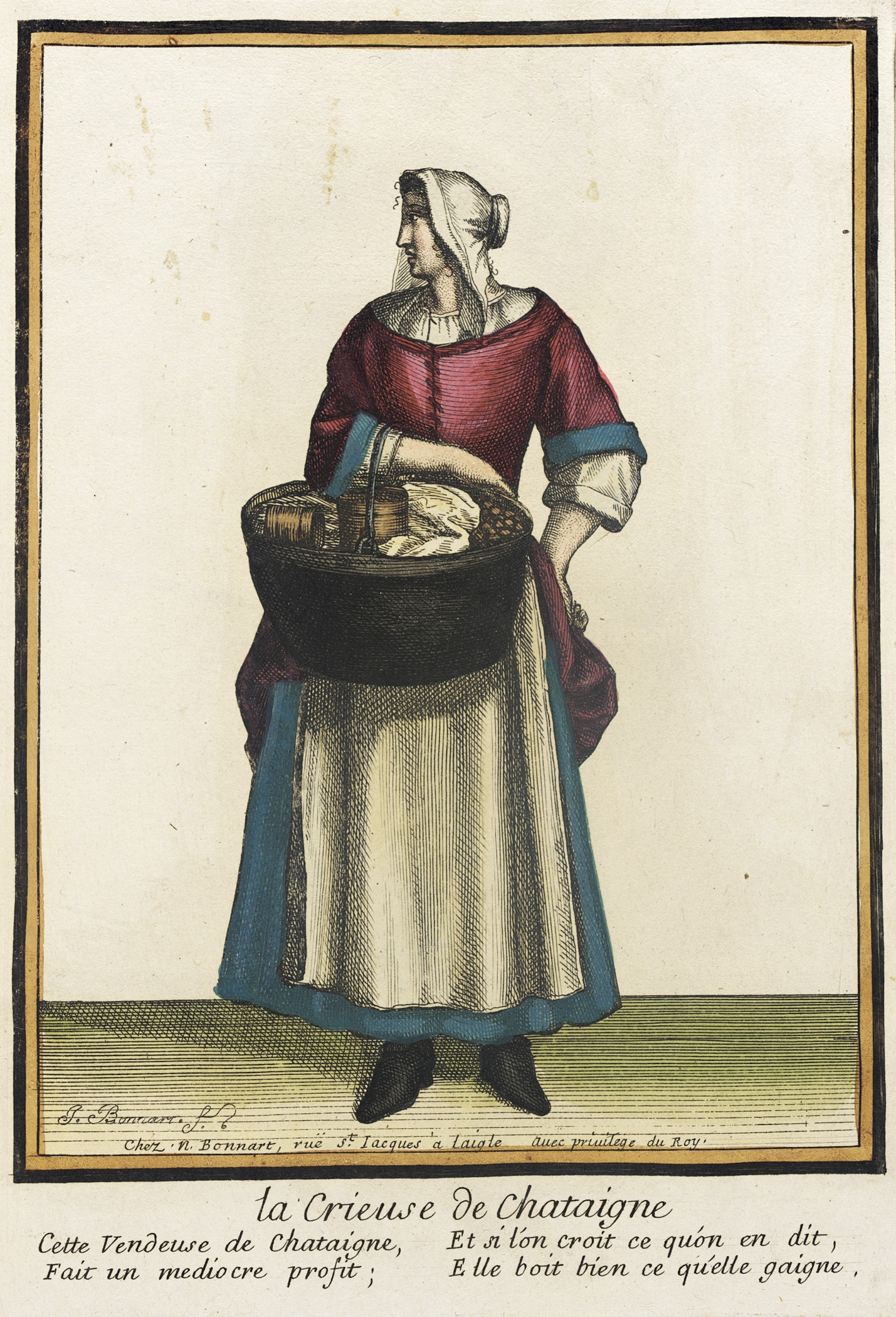
'Kastanienverkäuferin', Nicolas und Jean-Baptiste Bonnart, nach 1674

### Außerhalb Frankreichs

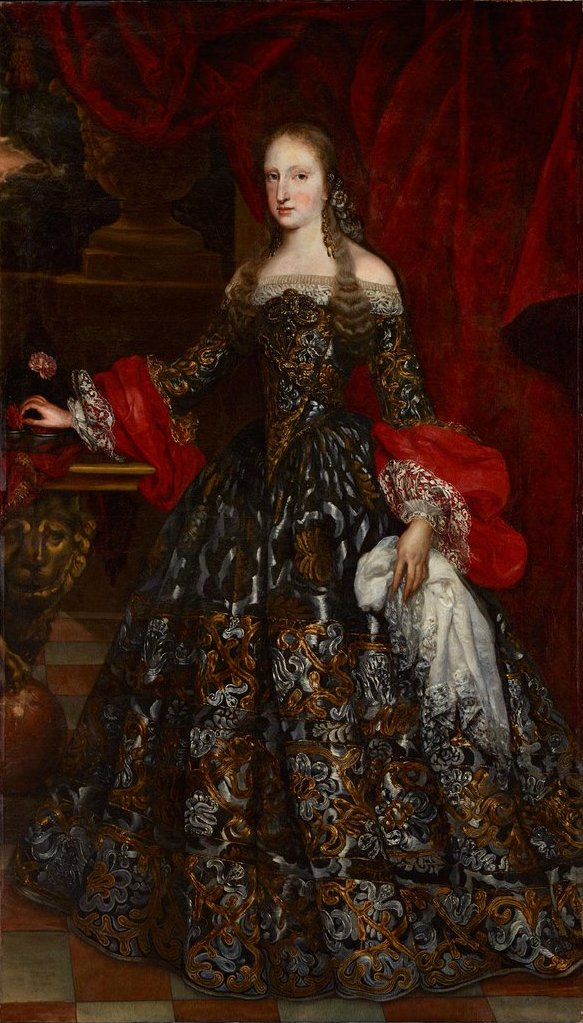
Claudio Coello: Maria Anna von Neuburg (1667-1740) als Königin von Spanien, ca. 1687. Die Mode in Spanien ist selbst nach 1685 zwar nicht ohne Reiz, aber völlig eigen. Das Dekolleté zeigt die Schultern, bedeckt jedoch vorne vollkommen den Busen, lange Ärmel bedecken auch die Arme. Das prunkvolle Kleid hat jetzt keinen Reifrock mehr (wie noch um 1665), stattdessen breite schwere Falten – die Modesilhouette erinnert jedoch mehr an die französische und mitteleuropäische Kleidung der 1660er, der großgemusterte Stoff hat mehr von Renaissance als von Barock. Auch die Frisur ist weit entfernt von den hochaufgesetzten Coiffüren und der Fontange der französischen Mode um 1685-1690, der Ohrschmuck ist so lang, dass er bis auf die Schultern fällt, aber vom Haar fast verdeckt.

Die französische Mode setzte sich letztlich in ganz Europa durch, doch gab es auch einige charakteristische Eigenheiten in anderen Ländern und auch Widerstand.
Am intensivsten und längsten wehrte sich das habsburgische Spanien, wo man ohnehin schon seit etwa 1620 oder 1630 eine ganz eigene modische Entwicklung jenseits der europäischen Hauptströmung(en) durchzog. Die spanische Kleidung basierte mindestens bis 1670 und z. T. auch noch darüber hinaus noch immer auf den Idealen der spanischen Hoftracht. Doch die steifen hochgeschlossenen Formen, die düsteren Farben und das viele Schwarz, die zwischen 1550 und 1620 in ganz Europa aktuell gewesen waren, wirkten spätestens ab 1650 gegen die farbenfrohe, legere und kokette französische Mode hoffnungslos altmodisch, freudlos und verstaubt. Dieser Eindruck war besonders extrem in der Frauenmode, wo die weiblichen Formen völlig verschwanden unter unvorteilhaften helmartigen Frisuren, Korsetten, die die Brust flachdrückten, und unter den spanischen Reifröcken, die ab etwa 1640 oder 1650 absurde Dimensionen angenommen hatten. Die spanischen Reifröcke wurden jedoch nicht mit Blumengirlanden, Rüschen oder Volants verziert wie später im Rokoko oder im 19. Jahrhundert, sondern wirkten sperrig, starr und unelegant. Selbst als die Reifröcke und starren Frisuren später wegfielen und die Mode eleganter wurde, behielt die Kleidung in Spanien auch noch gegen 1690 zahlreiche Eigenheiten (siehe Bild der spanischen Königin von Claudio Coello).

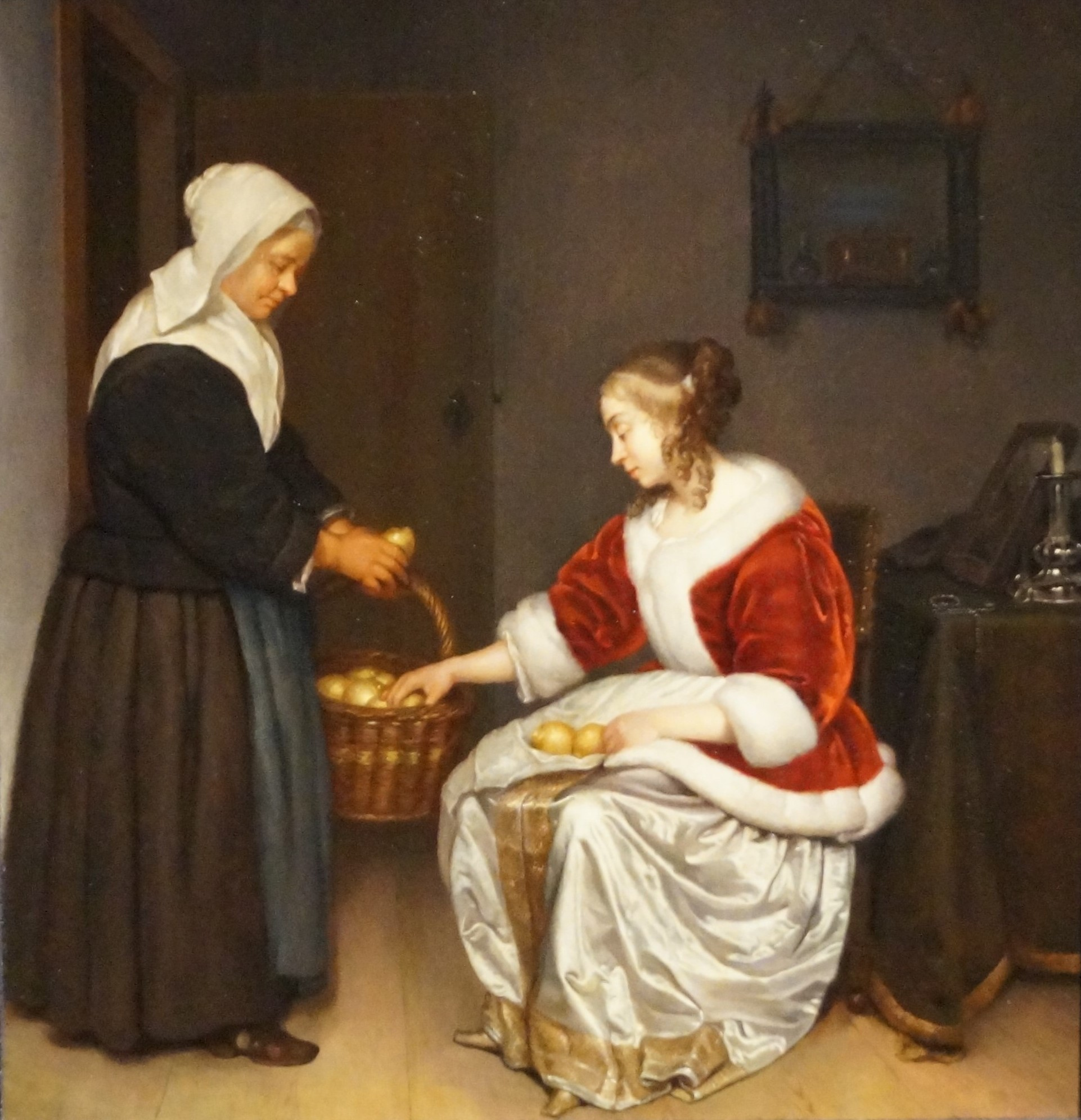
Caspar Netscher: Zwei Frauen mit einem Korb Zitronen (ca. 1664-1665 ?)

In den Niederlanden kleideten sich wohlhabende Leute ähnlich wie in Frankreich. Eine kleine typische Eigenheit waren in den 1650er und 1660er Jahren pelzverbrämte Jacken aus Samt oder Seide, die bei den vornehmen holländischen Damen hochbeliebt waren und auf vielen Bildern von Malern wie Gerard Terborch, Jan Vermeer, Gabriel Metsu, Pieter de Hooch u. a. auftauchen. Es gab diese Jäckchen in verschiedenen Farben und Schnitten, weit oder tailliert, hochgeschlossen oder mit Ausschnitt; die Ärmel waren dreiviertel-lang und reichten bis etwas unter die Ellbogen. Man trug sie besonders häufig zu einem Seidenkleid.
In England wurden früher als anderswo, schon während der Regierung Karls I. (1625–1649) französische Tendenzen in der Mode übernommen, vermutlich auch durch den Einfluss der französischstämmigen Königin Henrietta Maria, einer Tante Ludwigs XIV.

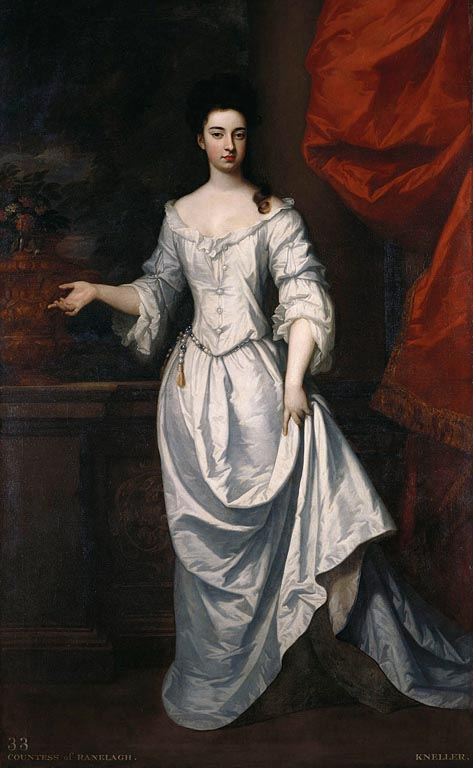
Godfrey Kneller: Margaret Cecil, Countess of Ranelagh (1672-1728), "Lady Ranelagh", 1690-1691. Derart schlichte und lässige Eleganz – ein gewisses Understatement – war typisch englisch, und wurde trotz eines gewissen Hangs zum Legeren auch in der französischen Porträtkunst so nicht erreicht.

Diese Entwicklung wurde durch die puritanische Herrschaft Oliver Cromwells vollkommen unterbrochen, wo man alles, was als 'frivol' galt, ablehnte – also z. B. große Ausschnitte, jeglichen Zierrat an Gewand oder Frisur usw. Aber sofort mit dem Regierungsantritt Charles' II. im Jahre 1660 wurden nicht nur die Sitten wieder lockerer, sondern auch die französische Mode kehrte zurück, denn der König hatte nicht nur eine französische Mutter, sondern auch teilweise im französischen Exil gelebt und war völlig frankophil. Ein Charakteristikum der englischen Kleidung blieb jedoch eine gewisse schlichte Eleganz, die im späten 18. Jahrhundert dann sogar in Frankreich übernommen wurde. Beispielsweise tragen die englischen Damen auf Porträts von Peter Lely (zwischen 1660 und 1680) oder später von Godfrey Kneller feine elegante Seidenkleider, die aber viel einfacher gehalten sind als in Frankreich und anderswo und z. B. keine oder wenig Stickereien aufweisen, auch die Frisuren wurden zumindest um 1700 sehr schlicht. Selbst die Allongeperücke der Herren nahm in England einen eigenen, etwas eckigen Stil an und wurde schon vor 1700 auch etwas kürzer getragen, besonders an den Seiten (siehe oben Herrenporträts von Godfrey Kneller).
In Deutschland übernahmen viele Höfe die französische Mode bedingungslos, besonders solche, die mit Frankreich irgendwie verschwägert waren, so z. B. Braunschweig-Lüneburg (Liselotte von der Pfalz, die Schwägerin des Sonnenkönigs, war eine Nichte der Kurfürstin Sophie) oder Bayern (die Gemahlin des französischen Thronfolgers Maria Anna war eine Wittelsbacherin).

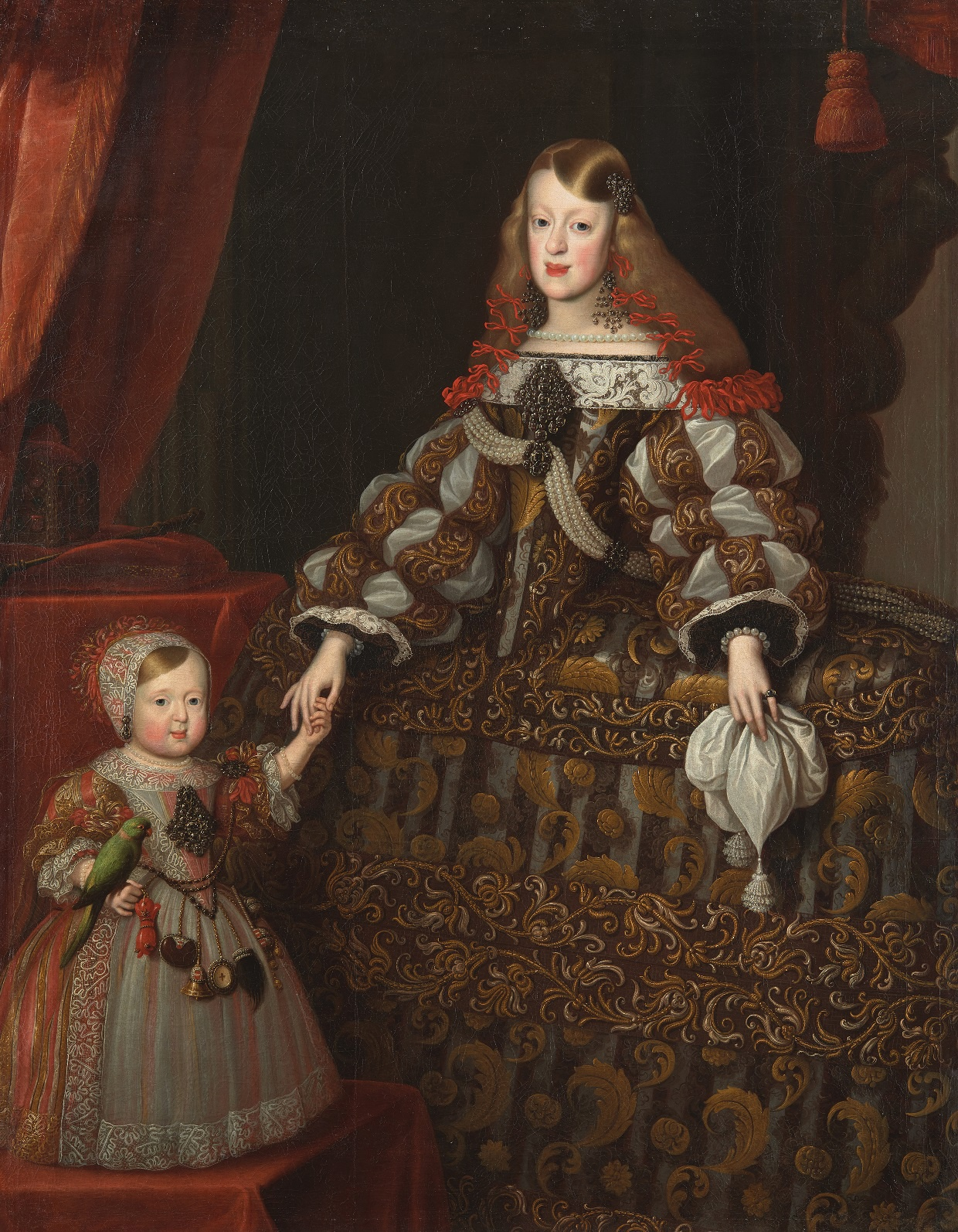
Jan Thomas van Ieperen: Kaiserin Margarita Teresa mit ihrer Tochter Maria Antonia, ca. 1670. Noch drei Jahre nach ihrer Hochzeit trug die deutsche Kaiserin in Wien spanische Mode.

Ein bisschen schwerer tat sich der Wiener Kaiserhof, die enge Verwandtschaft der österreichischen mit den spanischen Habsburgern und ihre persönliche Feindschaft gegen die Bourbonen sorgte auch hier zumindest für eine gewisse Verzögerung. Auffälligerweise wurde der ersten Frau Kaiser Leopolds I., der ehemaligen spanischen Infantin Margarita Teresa (1651–1673), am Wiener Hof sogar gestattet, spanische Mode zu tragen, obwohl dies auch in Wien zwischen 1666 und 1673 eigentlich ein Fremdkörper war. Anderswo wäre das undenkbar gewesen: Ihre ältere Halbschwester Maria Teresa (1638–1683) war die Königin von Frankreich (!) und wurde selbstverständlich sofort nach der Heirat mit Ludwig XIV. sechs Jahre früher nach Landessitte eingekleidet und frisiert. Gegen Ende des 17. Jahrhunderts war jedoch auch Wien modisch französiert.
Selbst Russland, das bis etwa 1700 noch völlig außerhalb der europäischen Reichweite und Kultur lag, wurde unter Peter dem Großen kulturell und modisch von Frankreich beeinflusst, allerdings erst gegen Ende der Ära Ludwigs XIV.

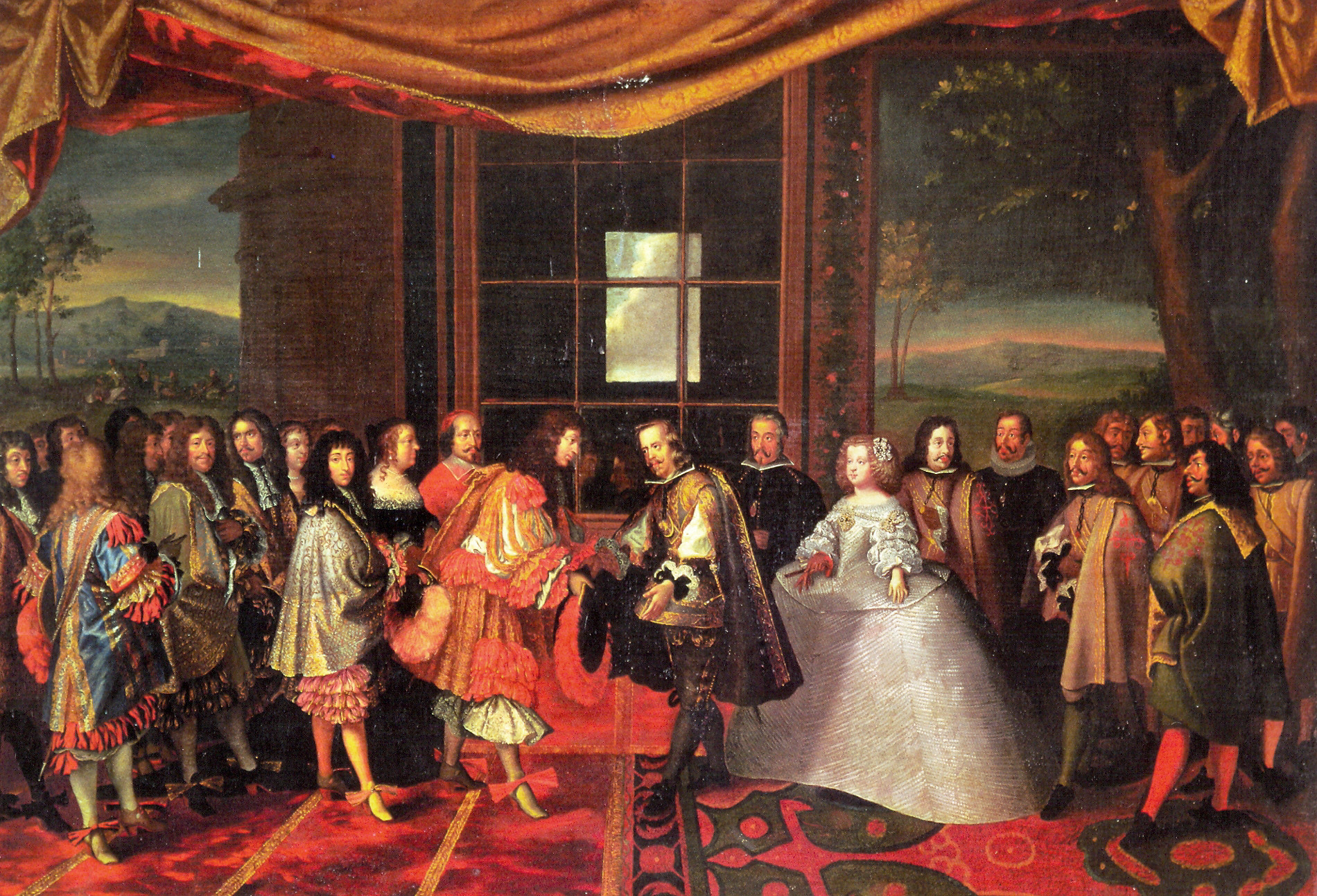
Jacques Laumosnier: Der Pyrenäenfrieden. Bei dem Treffen von Ludwig XIV. (Mitte links) mit Philipp IV. von Spanien und dessen Tochter Maria Teresa (Mitte rechts) auf der Fasaneninsel 1659 war der krasse Gegensatz zwischen der steifen und altmodischen spanischen Kleidung (rechts) und der bunten fantasievollen Eleganz der Franzosen (links) in Lockenpracht und Rheingrafenhosen mit Bändern und Schleifen und hochhackigen Schuhen nicht zu übersehen. Die Infantin im starren und breiten weißen Reifrock und mit breiter spanischer Frisur war modisch gesehen jenseits von allem, was im übrigen Europa, und besonders in Frankreich, zu dieser Zeit akzeptabel war.

## Nach Ludwig XIV.

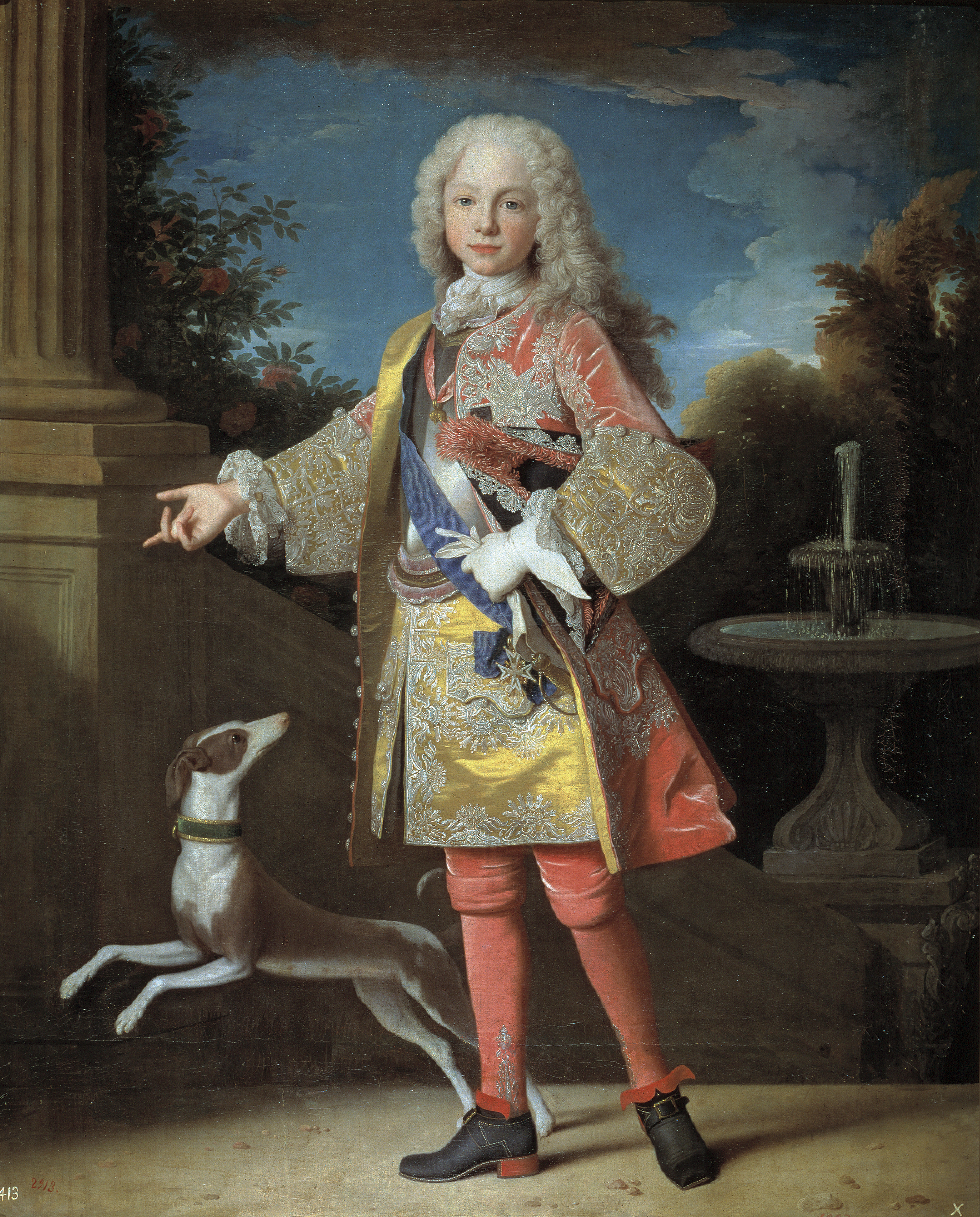
Jean Ranc: Ferdinand VI. von Spanien als Kind, 1723

In der Zeit nach dem Tode Ludwigs XIV. begann zunächst eine Übergangszeit, die sogenannte Régence, die Regierungszeit von Philippe II. d'Orléans für den noch minderjährigen Ludwig XV., die von 1715 bis 1723 dauerte. Während das Hofleben in den letzten Jahrzehnten der Ära Ludwigs XIV. sehr zeremoniell geworden war, lockerten sich nun die Sitten; diese Entwicklung hatte sich unter den jüngeren Leuten allerdings schon seit etwa 1700 angebahnt, die sich nicht mehr in Versailles vergnügten, sondern in Paris.
All dies ging auch mit Veränderungen in der Mode einher. In der Herrenmode veränderten sich vor allem die Frisuren. Die riesigen und dramatischen Allongeperücken wurden nun nicht nur weiß gepudert, sondern nach und nach flacher und kleiner. Hatte man schon unter dem Sonnenkönig bei bestimmten Gelegenheiten, wie etwa im Krieg, die Lockenpracht der Perücke mit einer Schleife zusammengebunden, so wurde dies in den 1720ern nach und nach zu einer Mode, besonders bei jüngeren Leuten. Seit etwa 1730 steckte man den Zopf in einen Haarbeutel und von den Seitenteilen der Allongeperücke blieben nur wenige Seitenlocken übrig; über der Stirn wurde das Haar in einer schön geschwungenen Linie zurückgestrichen. Längere Perücken wurden jedoch nach wie vor jahrzehntelang getragen, aber nie mehr so große wie um 1680-1715.
Bei den Männern hielt sich der Justaucorps mit seinen großen Aufschlägen, Taschen und Patten noch fast das ganze 18. Jahrhundert, auch wenn es im Detail einige Veränderungen je nach Modewelle gab; ab etwa 1780 wurden die Rockschöße kleiner und es entwickelte sich in Richtung Frack. Die Schuhe wurden etwas flacher und bekamen nun eine Schnalle statt einer Schleife. Die enge Hose wurde unterm Knie über den Strümpfen geschnallt.
Bei den Frauen kam in den 1710er Jahren der Reifrock wieder auf, der zunächst noch nicht sehr voluminös und zunächst kegel- oder glockenförmig war, dazu die Schnürbrust. Ab etwa 1720 kam auch eine Robe mit horizontalem Ausschnitt und den sogenannten Watteaufalten auf, die elegant am Rücken herabfielen, die sogenannte Adrienne oder Contouche. Die Damenfrisuren waren bereits nach 1700 kleiner geworden und wurden wie die Herrenperücke nun meist weiß gepudert. Sie wurden später noch niedriger, mit Federn oder Schleifen geziert; hinten fiel eine lange Ringellocke auf die Schulter hinab.
Unter Ludwig XV. ab etwa 1730 begann die Mode des Rokoko. Die Übergänge sind fließend. Frankreich war nun als führende Nation in Sachen Mode etabliert und sollte es noch bis ins 20. Jahrhundert bleiben; trotz anderer internationaler Einflüsse ist Paris auch noch im 21. Jahrhundert eine der führenden Weltstädte der Mode.

Kleidermode und Frisuren von 1715 bis 1730
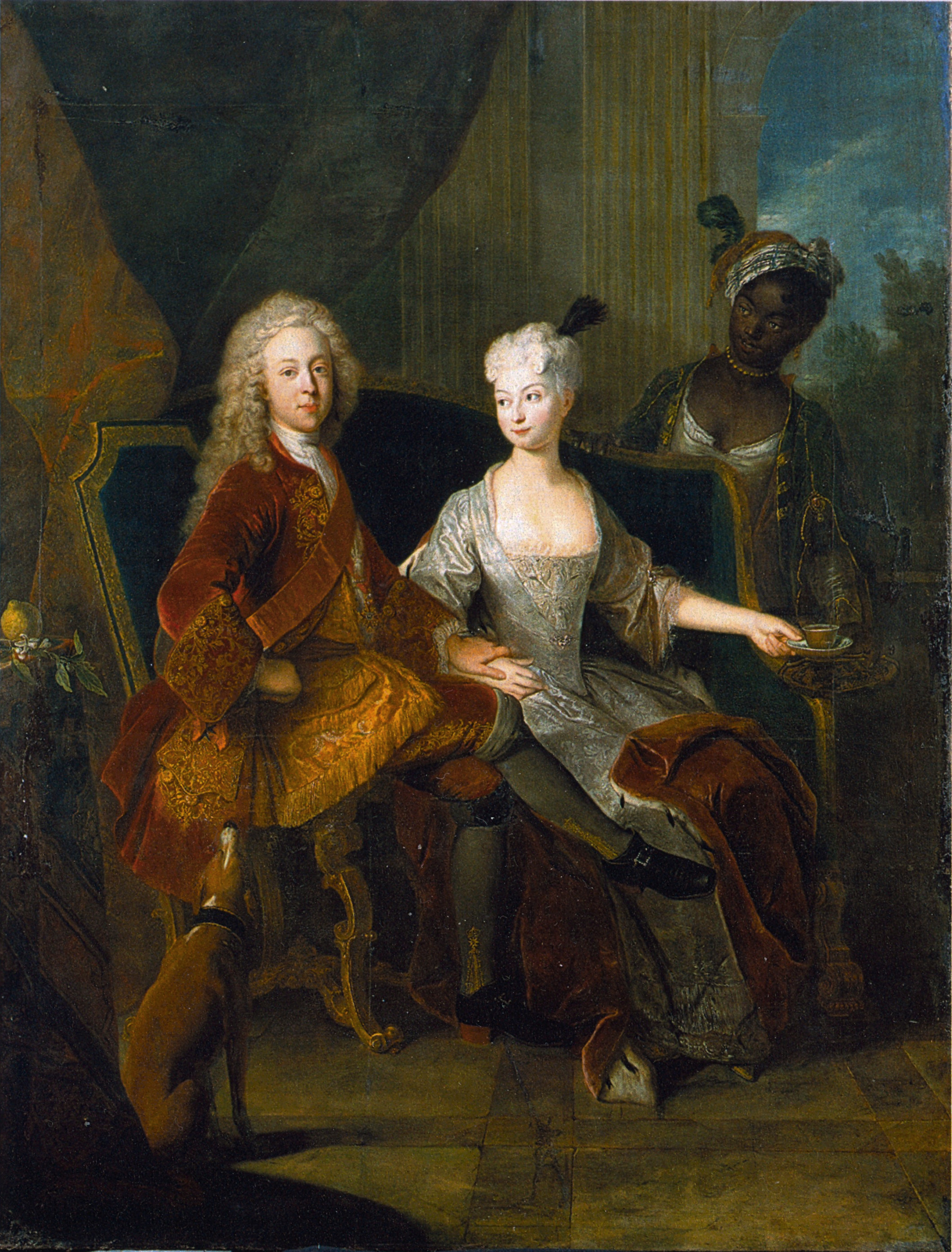
Antoine Pesne: Erbprinz Friedrich Ludwig von Württemberg (1698-1731) mit seiner Gemahlin Henriette Marie von Brandenburg-Schwedt (1702-1782), um 1716
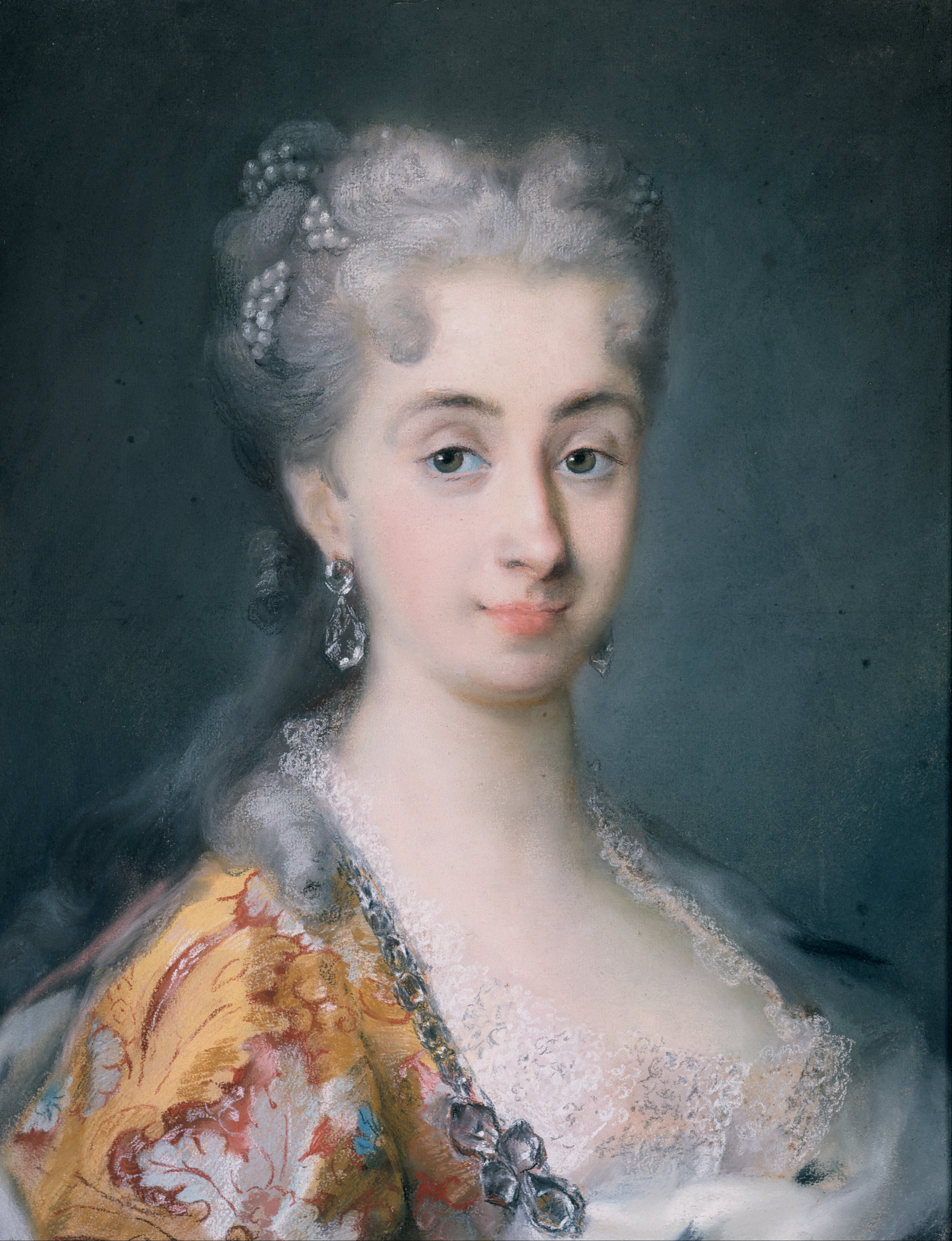
Rosalba Carriera: Pisana Mocenigo, geborene Corner (oder Cornaro), ca. 1715-1720 (?)
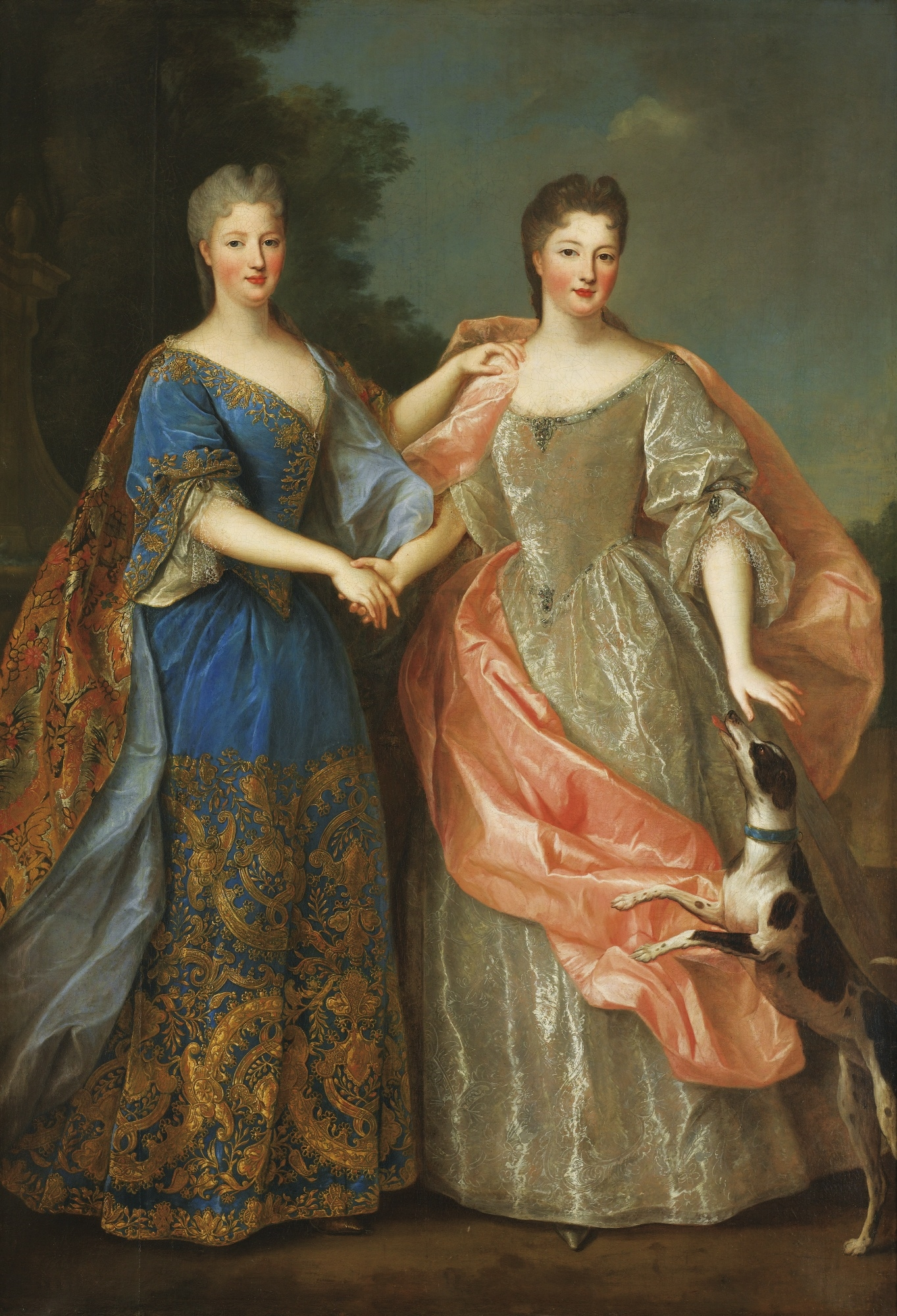
Pierre Gobert (Werkstatt ?): Françoise Marie (1677-1749) und Louise Françoise de Bourbon (1673-1743) (Töchter der Madame de Montespan und Ludwigs XIV.), ca. 1715-1720
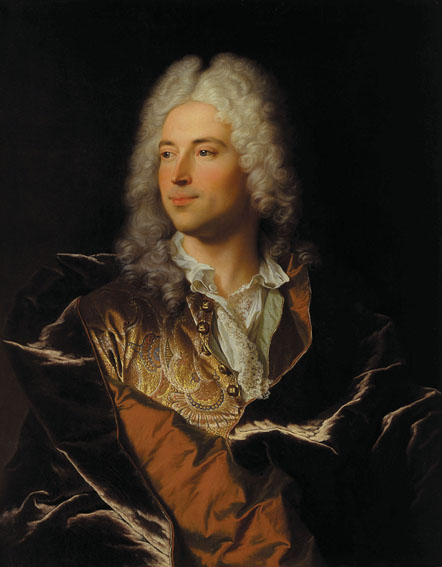
Hyacinthe Rigaud: Lucas Schaub (1690-1758), 1721
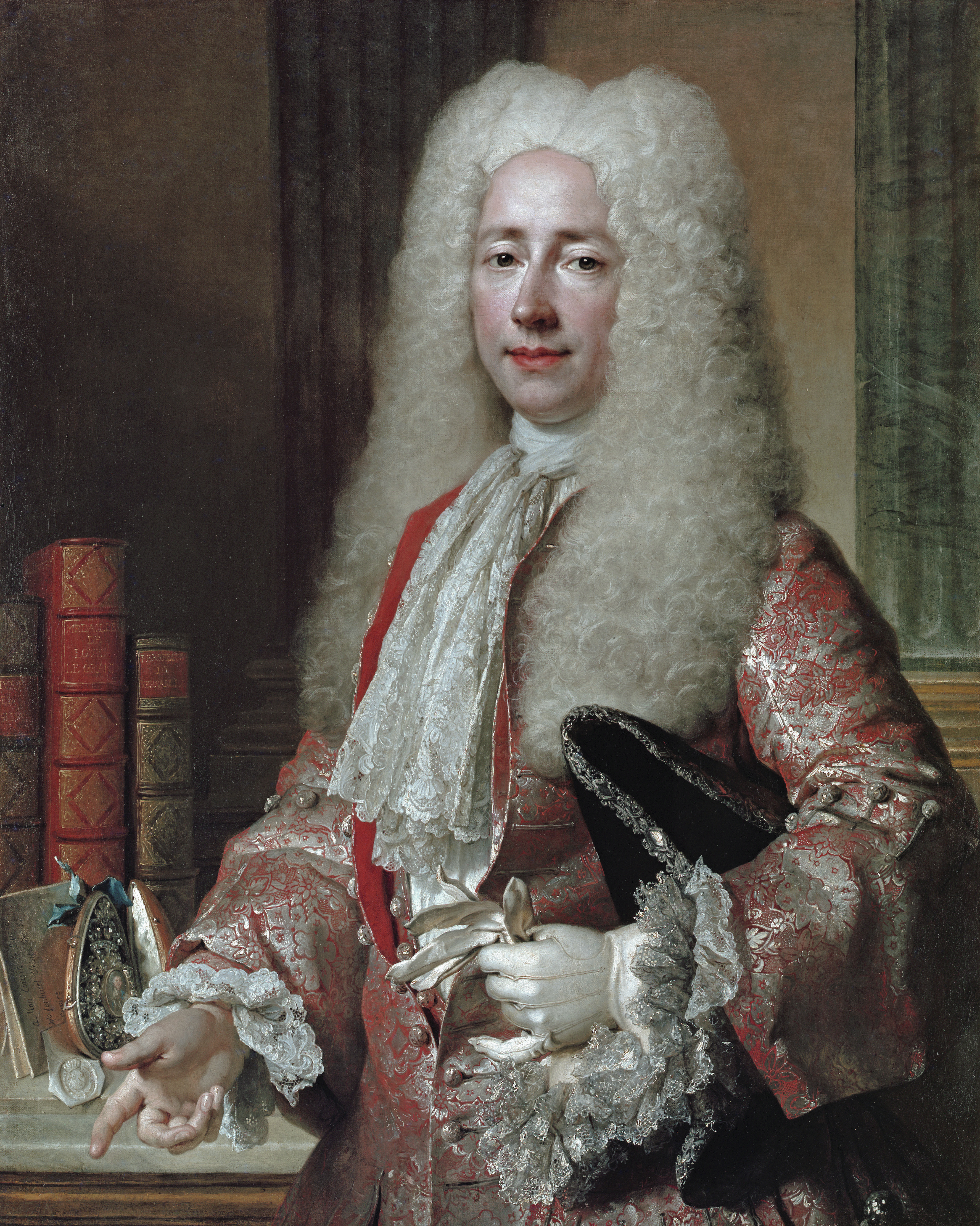
Nicolas de Largillière: Konrad Detlef Graf von Dehn, 1724. Kleidung eines Stutzers: Gewand aus Silberbrokat, edle Spitzen, geschminktes Gesicht, schneeweiße Perücke.
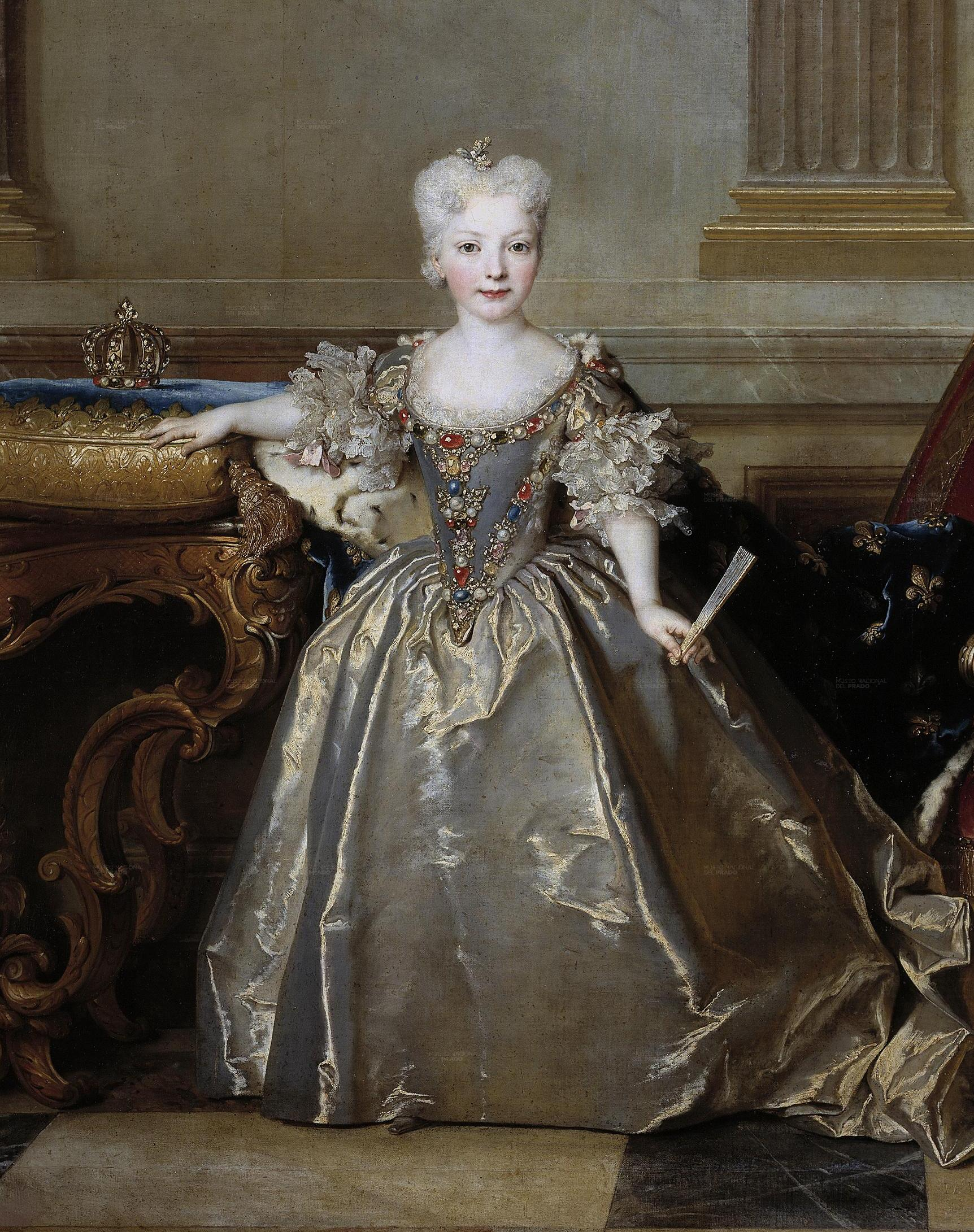
Nicolas de Largillière: Infantin Mariana Victoria von Spanien (1718-1781), 1724
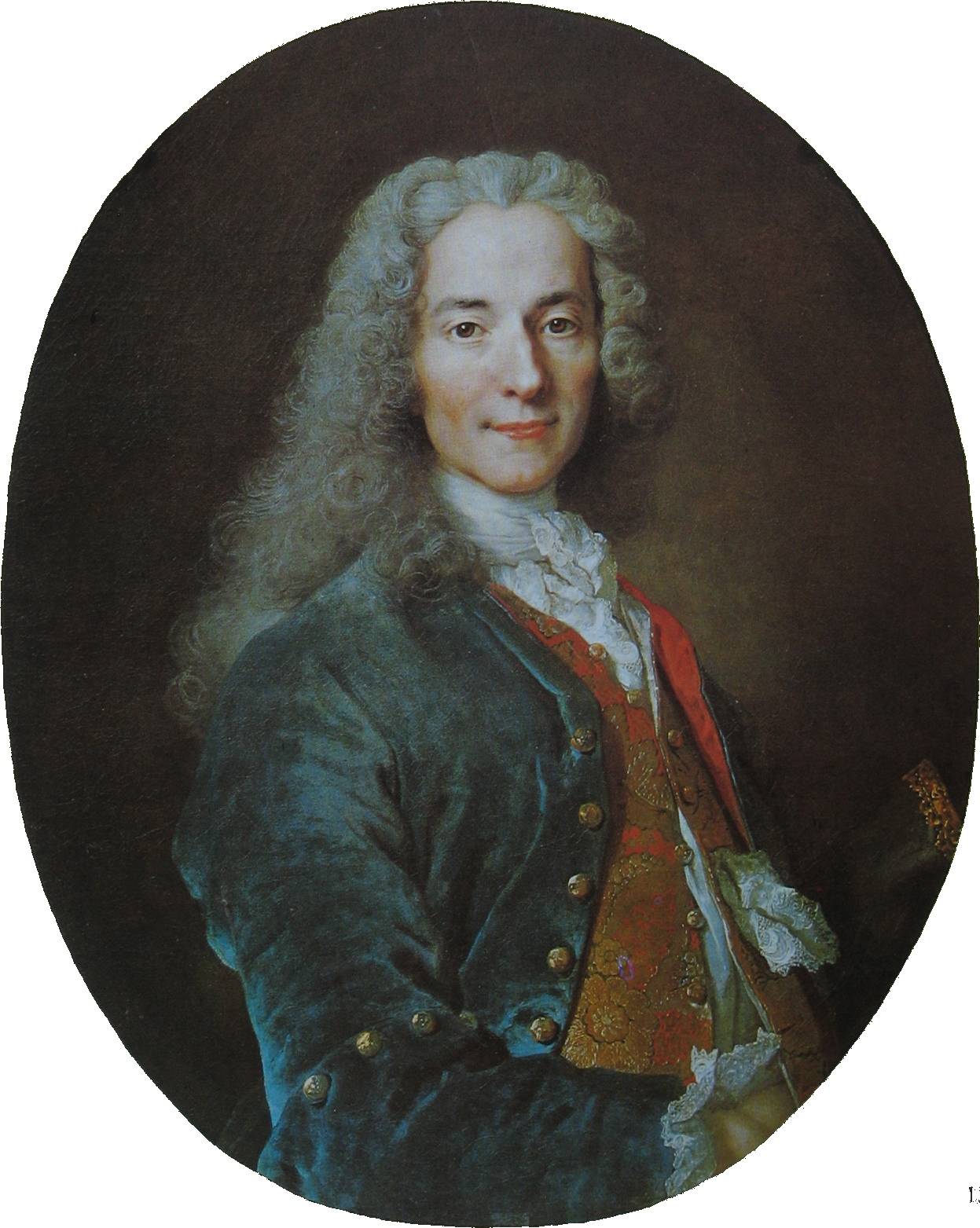
Nicolas de Largillière: François-Marie Arouet genannt Voltaire, um 1724-1725
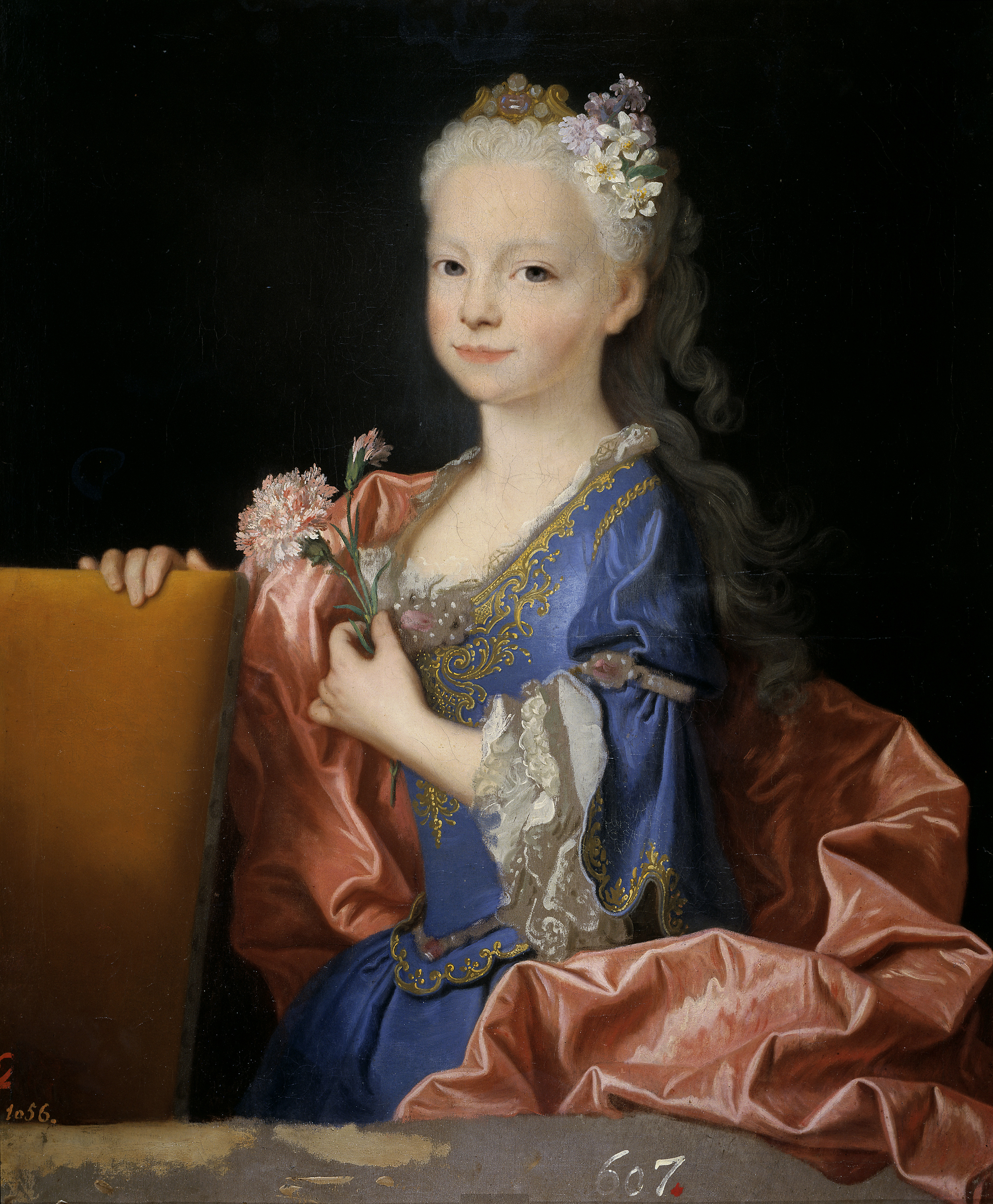
Jean Ranc: María Ana Victoria de Borbón, 1725
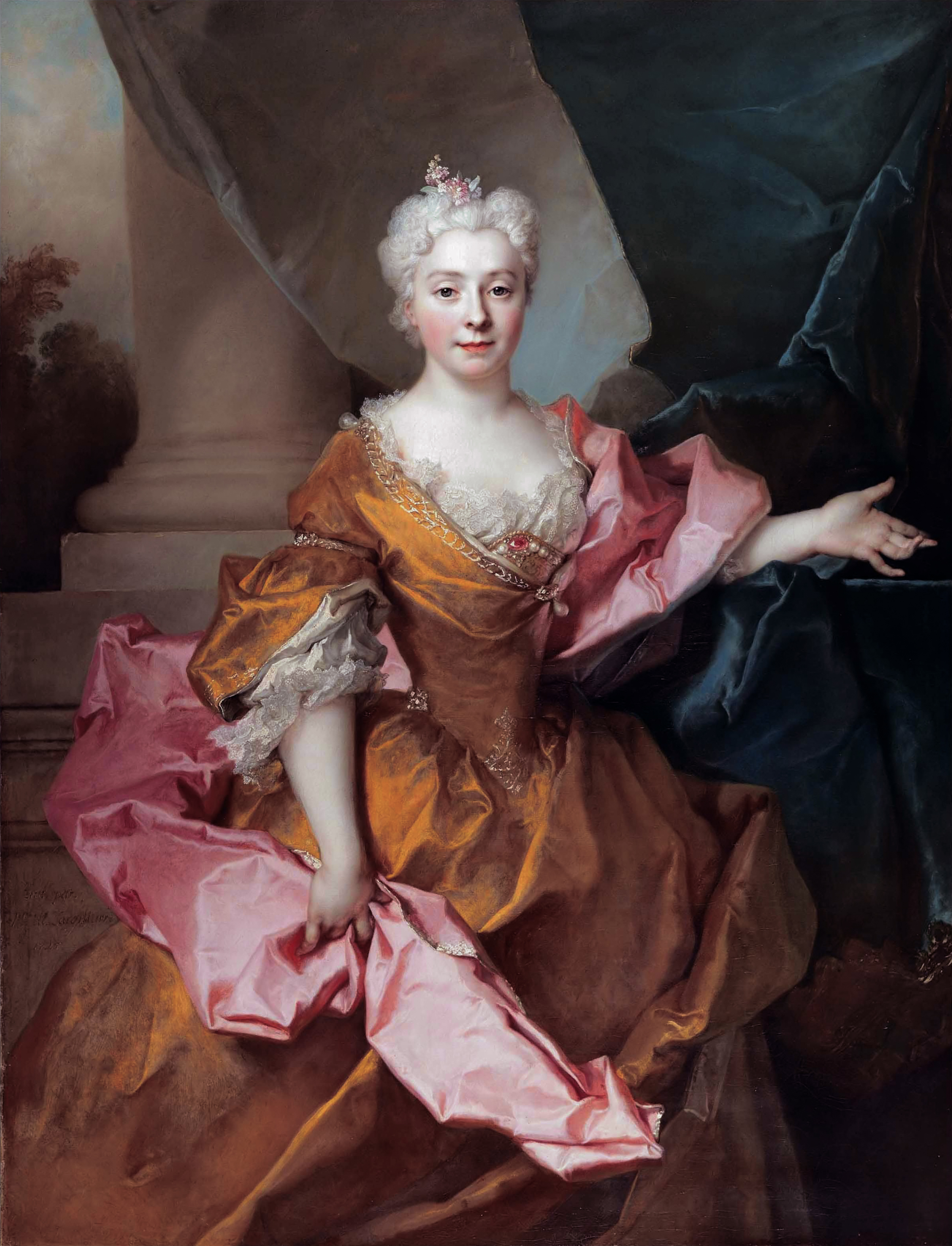
Nicolas de Largillière: Sarah le Boullenger, 1725
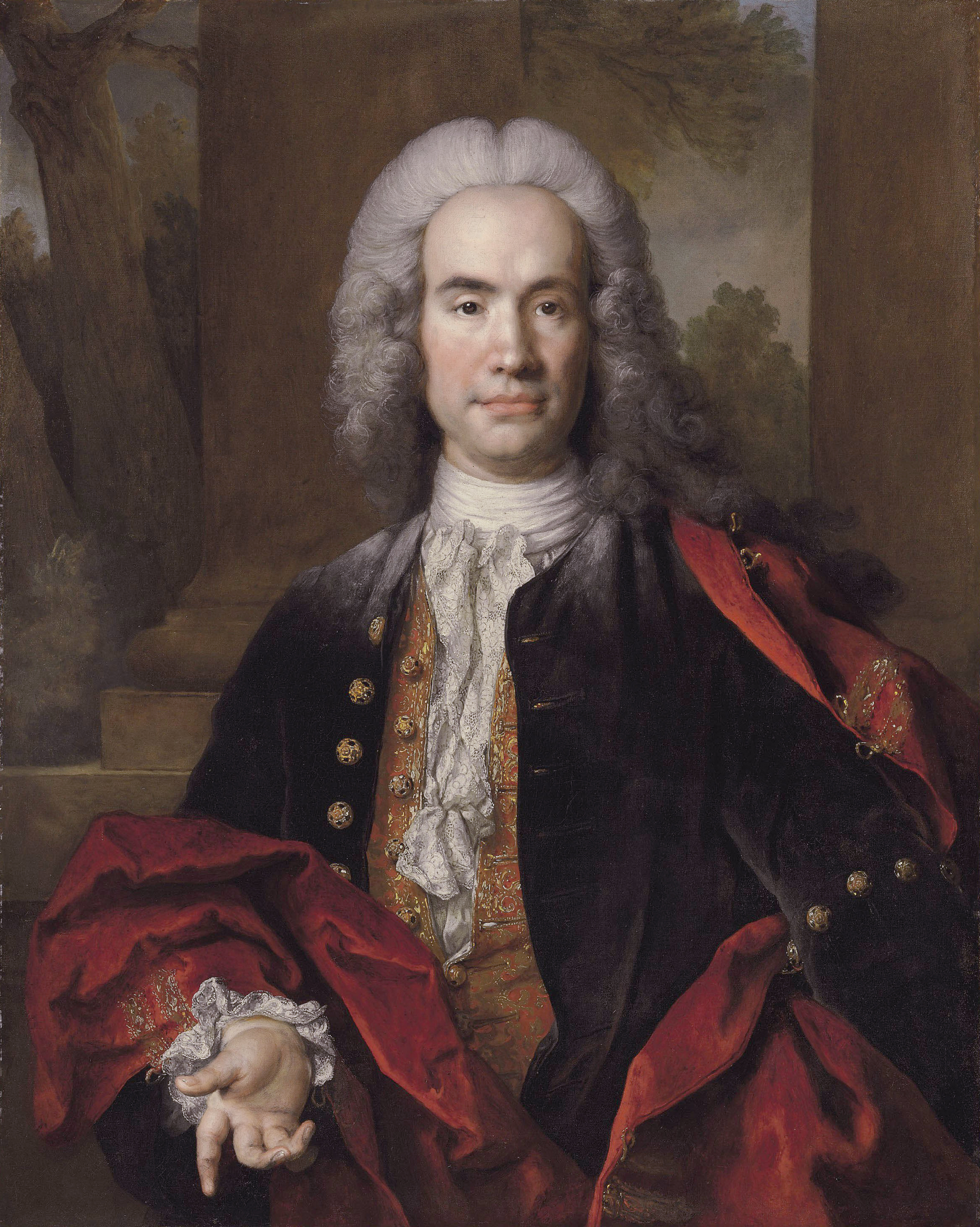
Nicolas de Largillière: Gaspard Gédéon Pétau, Seigneur de Maulette, um 1720-1730
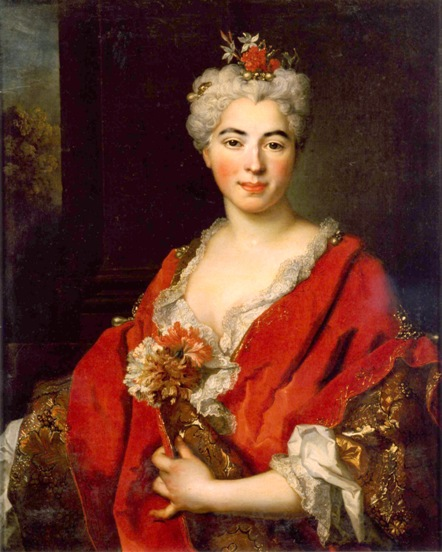
Nicolas de Largillière: Marguerite de Largillière, 1726
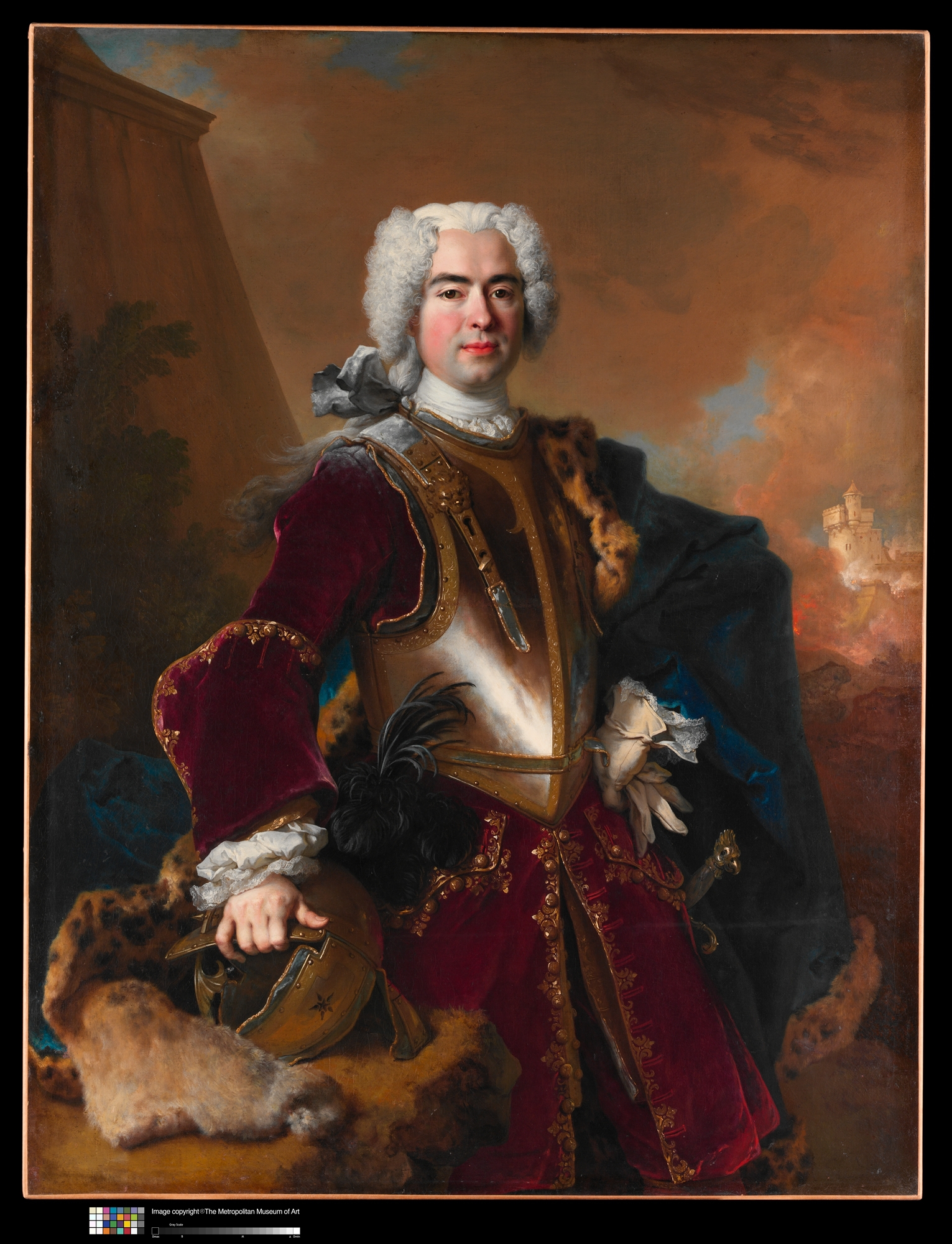
Nicolas de Largillière: André François Alloys de Theys d'Herculais (1692–1779), 1727
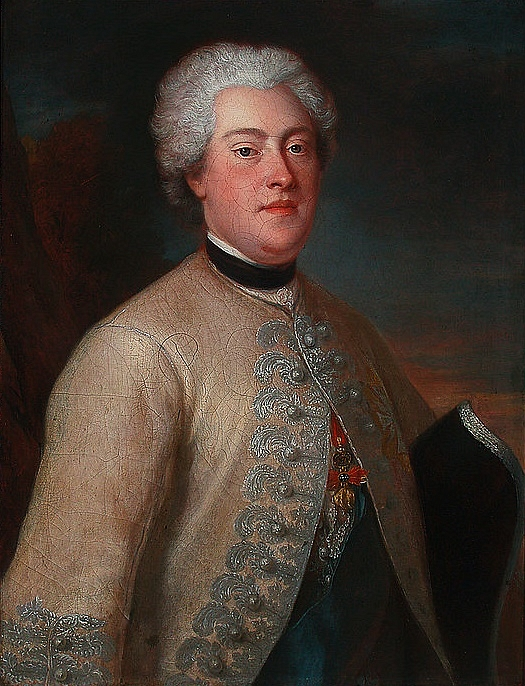
Louis de Silvestre: Friedrich August von Sachsen, 1727
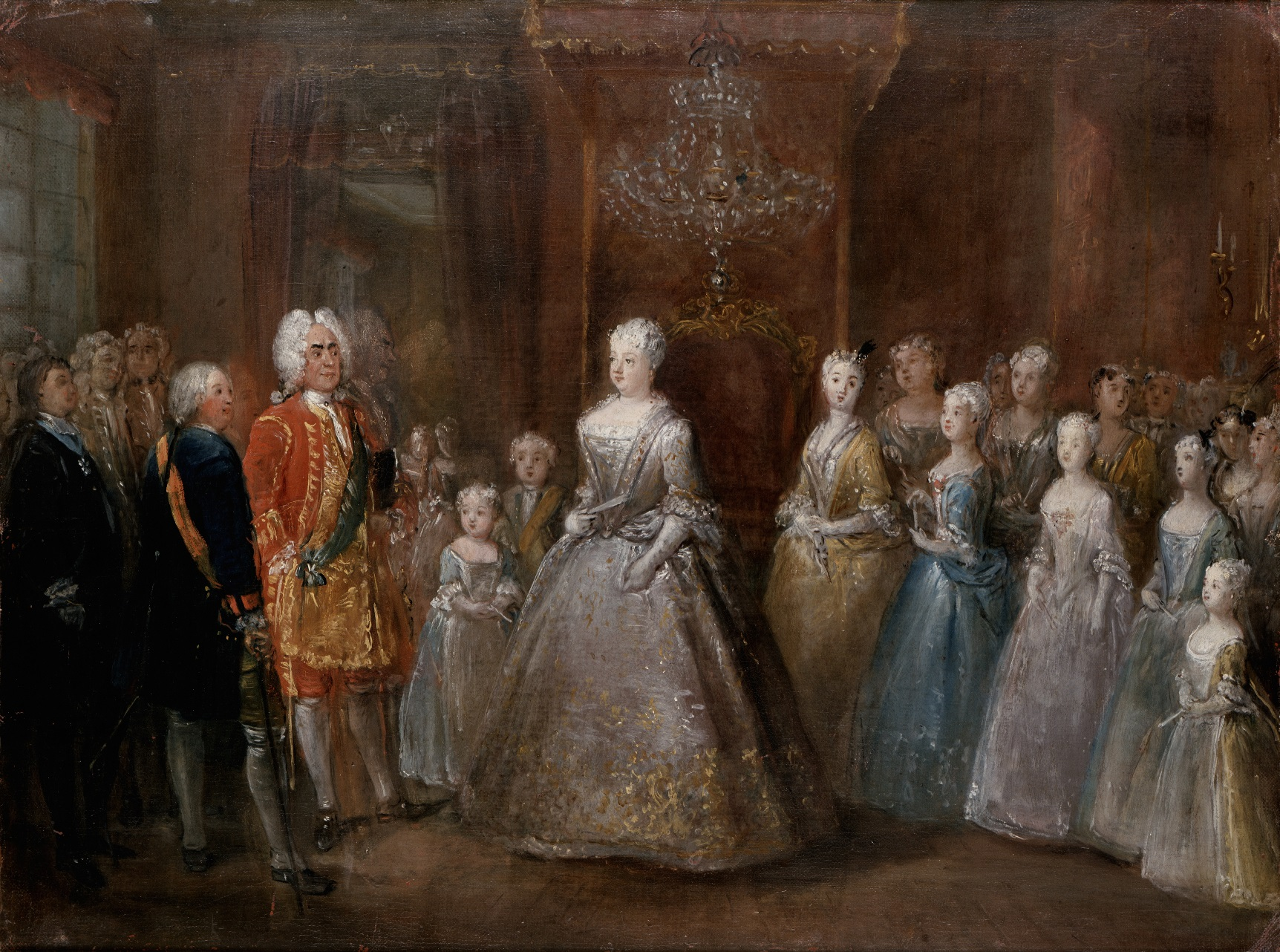
Antoine Pesne: Empfang Augusts des Starken im Berliner Stadtschloss, 1729
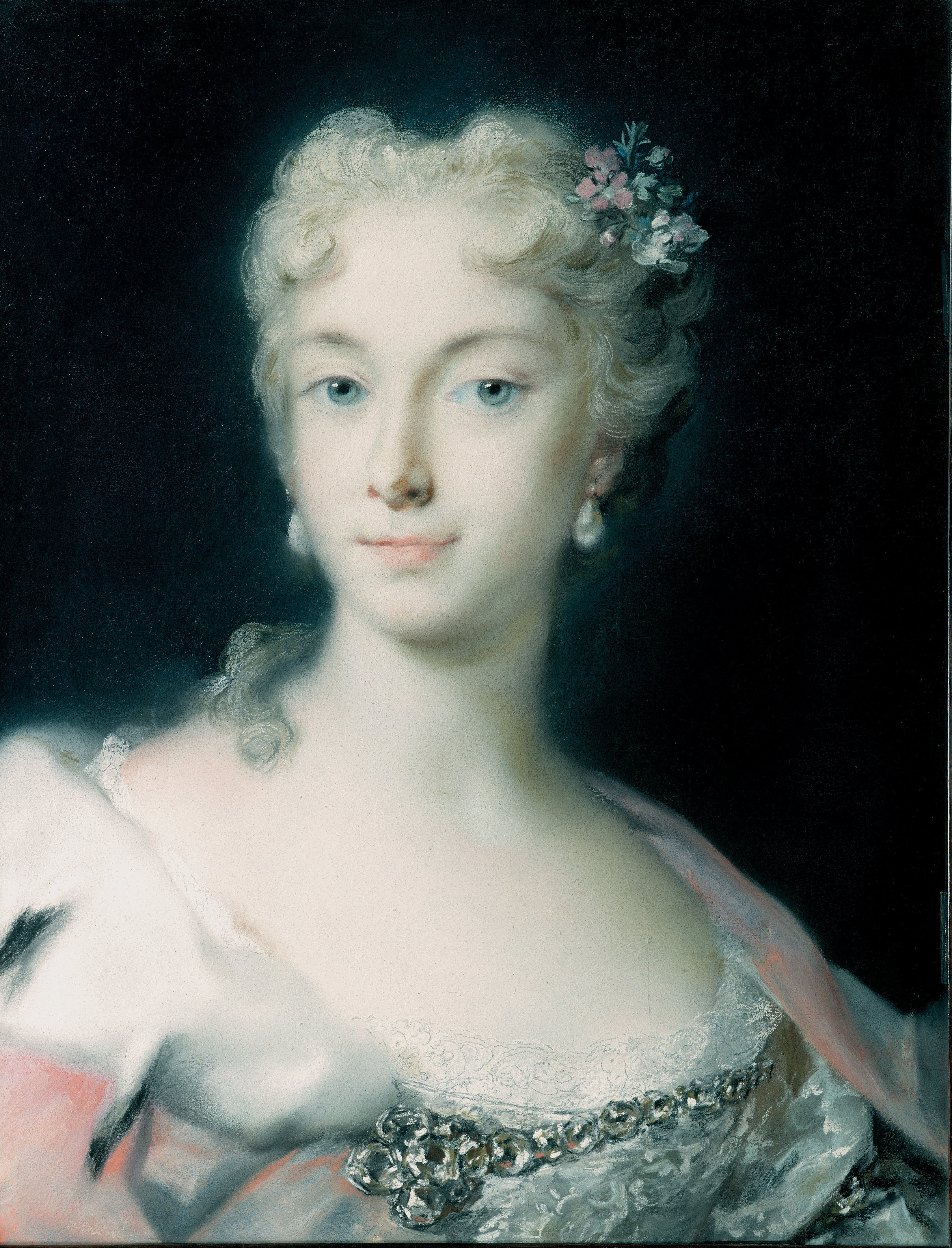
Rosalba Carriera: Erzherzogin Maria Theresia (1717-1780), 1730 (?)
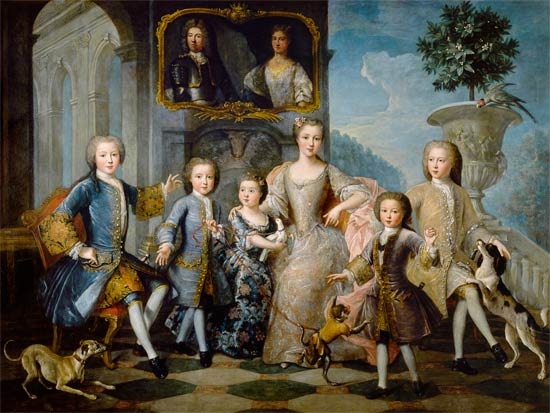
Pierre Gobert: Die Kinder des Herzogs von Valentinois, ca. 1730
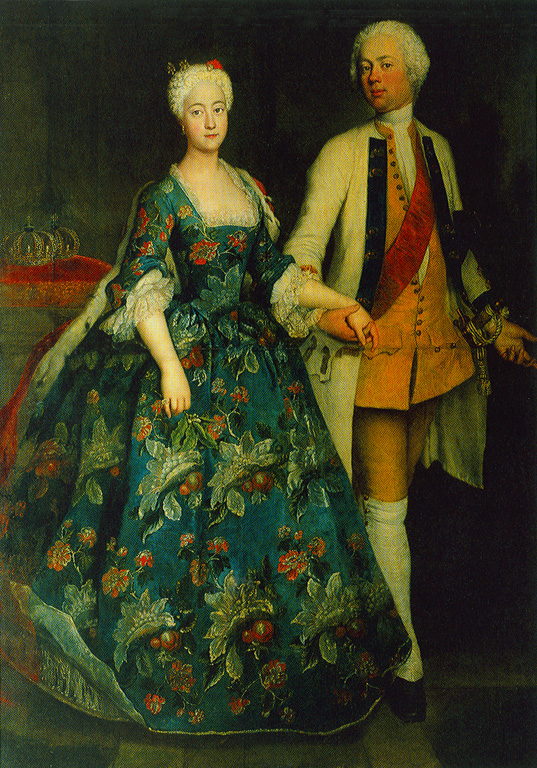
Antoine Pesne: Prinzessin Sophie Dorothea mit Friedrich Wilhelm, Markgraf von Brandenburg-Schwedt (1700-1771), 1734